# 国鉄113系電車
1. 前面強化車の改造直後（無塗色）の画像
2. サロ110形 0・900・1000番台の画像
3. サロ110-301 - 303の画像
4. サロ110-401の画像
5. 新福知山色の車両の画像

国鉄113系電車（こくてつ113けいでんしゃ）は、1963年（昭和38年）に日本国有鉄道（国鉄）が設計・製造した直流近郊形電車。
本項では、先行投入された国鉄111系電車についても解説する。

## 概要
両開き片側3ドア・デッキなしの近郊形電車で、1960年に常磐線用に開発された交直流電車である401系と、その姉妹車で山陽本線・鹿児島本線用の421系の直流版という位置付けで開発された。
1962年（昭和37年）6月に湘南電車（東海道本線東京口）で営業運転が開始され、横須賀線でも同年10月に営業運転を開始した。1964年（昭和39年）2月には出力強化型の113系が投入され、113系は大都市圏のほか、房総地区や東海道・山陽地区のローカル輸送など、主に本州内の平坦で温暖な地域の路線で広く普通列車から快速列車に用いられた。

### 登場の経緯
湘南電車には1950年代末期から1960年代初頭にかけて80系と153系が使用されていた。しかし、両者は片開き片側2ドア・デッキ付構造で、通勤客増大の中、ラッシュ時の客扱い能力に難があり、各駅で円滑な乗降が不可能となっていた。そこで打開策として80系の3扉化（片開き3ドア、もしくは中央ドアのみ両開きが計画され、どちらも増設された扉にはデッキなし）の改造が考えられ、図面まで作成された。だが、当時は山陽線や信越本線の電化区間延伸を控えていて、車両を大量に改造する必要があり、その費用がかかって不得策と判断された。101系を基とした4扉セミクロスシート車（踊り場に補助椅子もある）投入も検討され、こちらも図面まで作成されたが、これでは近郊型としては居住性に優れないと判断され、最終的に401系や421系の設計が好評であったことに目をつけ、3扉の111系が新たに開発された
111系を基に、120 kWに出力が強化されたMT54形主電動機を用いた形式として1963年12月に登場したのが113系である。1963年12月から1982年3月にかけて2,943両（サロ124・125形を含めると2977両）が製造された。
1987年4月1日の国鉄分割民営化により、東日本旅客鉄道（JR東日本）に1,566両、東海旅客鉄道（JR東海）に438両、西日本旅客鉄道（JR西日本）に772両、四国旅客鉄道（JR四国）に12両と、事故廃車となった9両を除く計2788両が承継された。後継形式への置き換えによって2007年にJR東海で2011年にJR東日本で、2019年にJR四国でそれぞれ運用を終了した。2024年4月時点ではJR西日本に48両が在籍し、主に普通列車に運用されている。
国鉄分割民営化後から2024年現在までの在籍両数
| 年   | JR東日本 | JR東海 | JR西日本 | JR四国 | 総計    |
| ---- | -------- | ------ | -------- | ------ | ------- |
| 1987 | 1,566両  | 438両  | 772両    | 12両   | 2,788両 |
| 1988 | 1,578両  | 438両  | 772両    | 20両   | 2,808両 |
| 1989 | 1,586両  | 394両  | 756両    | 20両   | 2,756両 |
| 1990 | 1,584両  | 329両  | 734両    | 20両   | 2,667両 |
| 1991 | 1,585両  | 327両  | 640両    | 20両   | 2,572両 |
| 1992 | 1,548両  | 323両  | 576両    | 20両   | 2,467両 |
| 1993 | 1,524両  | 323両  | 564両    | 20両   | 2,431両 |
| 1994 | 1,506両  | 322両  | 564両    | 20両   | 2,412両 |
| 1995 | 1,483両  | 322両  | 537両    | 20両   | 2,362両 |
| 1996 | 1,388両  | 322両  | 535両    | 20両   | 2,265両 |
| 1997 | 1,291両  | 322両  | 533両    | 16両   | 2162両  |
| 1998 | 1,160両  | 321両  | 531両    | 12両   | 2,024両 |
| 1999 | 1,029両  | 321両  | 531両    | 12両   | 1,893両 |
| 2000 | 852両    | 239両  | 489両    | 12両   | 1,592両 |
| 2001 | 804両    | 218両  | 462両    | 12両   | 1,496両 |
| 2002 | 773両    | 204両  | 438両    | 12両   | 1,427両 |
| 2003 | 773両    | 204両  | 434両    | 12両   | 1,423両 |
| 2004 | 773両    | 204両  | 400両    | 12両   | 1389両  |
| 2005 | 725両    | 203両  | 291両    | 12両   | 1,231両 |
| 2006 | 408両    | 188両  | 288両    | 12両   | 896両   |
| 2007 | 272両    | 91両   | 286両    | 12両   | 661両   |
| 2008 | 260両    | 0両    | 271両    | 12両   | 543両   |
| 2009 | 250両    |        | 245両    | 12両   | 507両   |
| 2010 | 182両    |        | 241両    | 12両   | 435両   |
| 2011 | 70両     |        | 239両    | 12両   | 321両   |
| 2012 | 0両      |        | 231両    | 12両   | 243両   |
| 2013 |          |        | 162両    | 12両   | 174両   |
| 2014 |          |        | 162両    | 12両   | 174両   |
| 2015 |          |        | 162両    | 12両   | 174両   |
| 2016 |          |        | 140両    | 12両   | 152両   |
| 2017 |          |        | 136両    | 12両   | 148両   |
| 2018 |          |        | 136両    | 8両    | 144両   |
| 2019 |          |        | 132両    | 4両    | 136両   |
| 2020 |          |        | 132両    | 0両    | 132両   |
| 2021 |          |        | 128両    |        | 128両   |
| 2022 |          |        | 128両    |        | 128両   |
| 2023 |          |        | 112両    |        | 112両   |
| 2024 |          |        | 48両     |        | 48両    |
| 2025 |          |        | 26両     |        | 26両    |

## 構造

### 車体
車体は片側3扉・セミクロスシートで、401・421系の構造が踏襲されている。前面形状は、153系のうち1961年度以降製造された高運転台タイプと同じ構造である。先頭車前面の幌枠が70 mm突出しており、先頭車の車体長は153系や401系の19,570 mmに対し、111系では19,500 mmと短くなっている。前照灯は落成時点では大型タイプで、後に前面強化工事と併施で小型のシールドビームに改造された車両もある。
車体塗装は、緑2号・黄かん色のツートンカラーである湘南色が踏襲された。遠方からでも153系との識別が可能なよう窓周りの黄かん色の範囲が広くなり、下部の緑2号は前頭部にも伸ばして前照灯の下方 - 貫通幌の下までV字に降ろす塗り分けとなった。

### 主要機器
主電動機は401・421系同様1時間定格出力100 kWのMT46A形直巻電動機を搭載し、歯車比も同一の4.82であり、主制御器もCS12A形が採用されている。1963年以降に増備された113系では主電動機を1時間定格出力120 kWとしたMT54形を搭載しており、これに伴い主制御器、主抵抗器なども容量が増大された。
台車は空気ばね台車を使用する案もあったが、401系同様コスト面で有利なコイルばね台車が使用された。電動車用は401・421系用と同一のDT21B形であるが、付随車用台車はブレーキ頻度の高さを考慮して、修学旅行用の155系で実績のあるディスクブレーキ式のTR62形が採用された。
クハ111形のうち偶数向き（静岡・神戸方）に連結される車両は、床下に電動空気圧縮機（CP）を搭載することから、300番台として区分されている。

## 形式
111・113系の形式における新造車および改造車は以下の通りである。なお、順番は過去からの慣例に準じる。

### 111系の形式
記載順は過去からの慣例に準じる。
モハ111形 (M)
モハ110形とユニットを組む電動車で、主制御器、主抵抗器、電動発電機 (MG) を搭載する。JR四国に配置された車両は冷房改造時にMGが撤去された。
モハ110形 (M')
モハ111形とユニットを組む電動車で、パンタグラフとMH80-C1000型空気圧縮機を搭載する。JR四国に配置された車両は冷房改造時にサイリスタインバータ (SIV) が設置された。
クハ111形 (Tc)
111系・113系を通しての制御車である。3位側隅にトイレがあり、300番台はCPを搭載している。同時期に登場した115系と異なり、奇数向き（東海道本線基準で東京方）が0番台 (Tc) 、偶数向き（神戸方）が300番台 (Tc1) と区別されているが、非冷房車は奇数向き・偶数向き双方に使用が可能である（クハ111-1017 - 1025・1332 - 1339を除く）。初期車は、中間組み込み時に助士席側を折りたたんで、立席スペースとすることができる。
サロ111形 (Ts)
新造一等車（グリーン車）で、定員は64名。

### 113系の新造形式

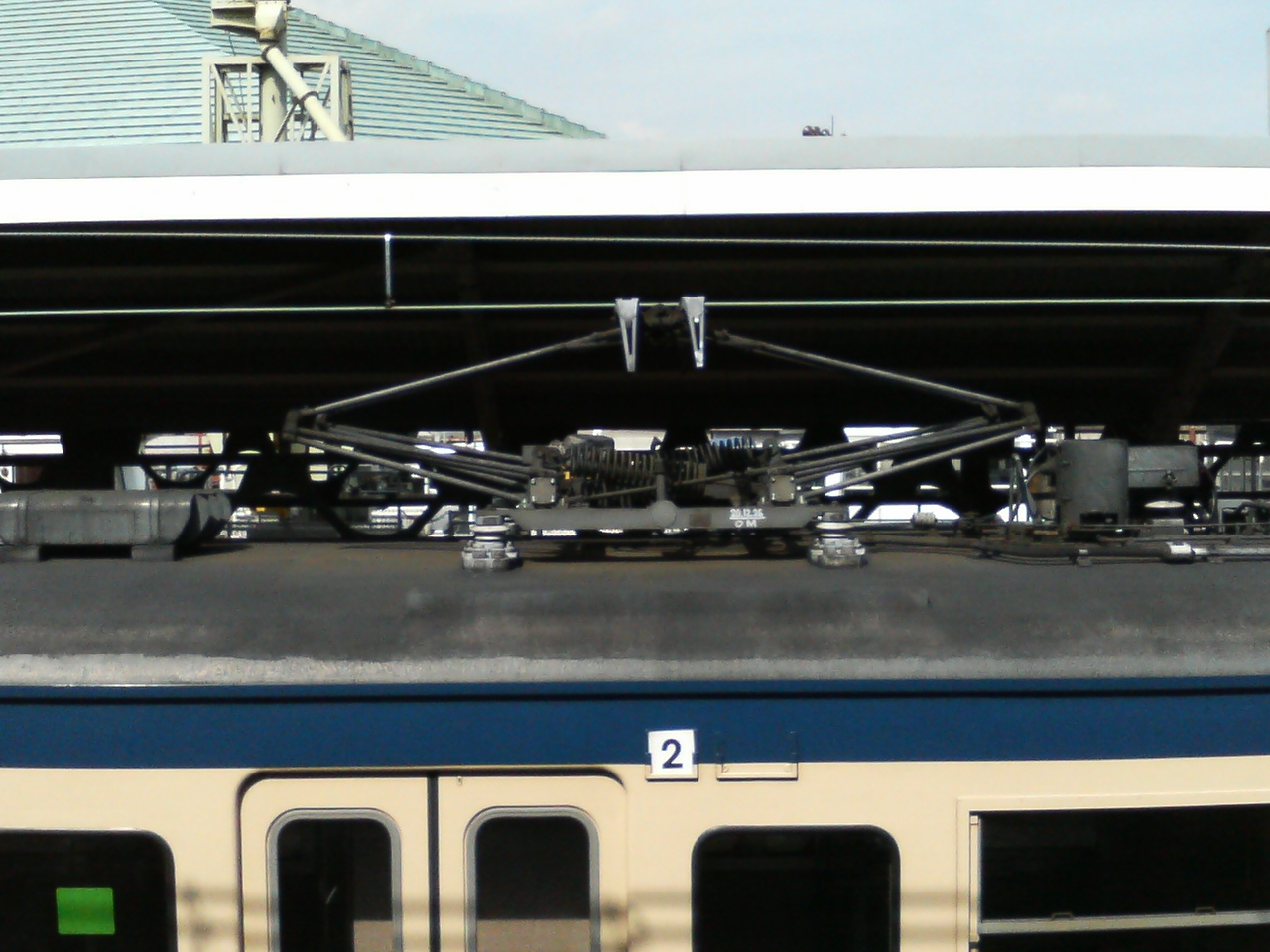
幕張車両センターマリ207編成のパンタグラフ

ここでは、113系の新造時から存在する形式を紹介する。製造区分によって違いがあるが、この点は下記の#新規製造車解説を参照されたい。
モハ113形 (M)
モハ112形またはクモハ112形とユニットを組む電動車で、主制御器と主抵抗器を搭載する。111系でM車が搭載していた電動発電機 (MG) は、主回路機器容量増大にともないM車に搭載するスペースがなくなったため、113系ではM'車に搭載されるよう変更された。
モハ112形 (M')
モハ113形またはクモハ113形とユニットを組む電動車で、パンタグラフ、MGおよびMH80-C1000型空気圧縮器を搭載する。
クハ111形
制御車で、クハ111形の形式が踏襲された。
サハ111形
付随車で、400・1500・2000・7000番台と5801以外はトイレを備える。クハ111形と合わせて111が付番された。2000番台の登場時まで地上用のサハは5両しか製造されなかったため、車両数に対して数が少なく、1000番台初期製造車の地上転用やモハからの改造車、115系からの改造車、サハ代用のクハが多く存在した。長編成での運用の減少と共に廃車が進み、2007年5月28日にJR西日本で保留車となっていた最後の6両が吹田工場へ回送されて同年5月30日付けで廃車となり、形式消滅となった。
サロ113形 (Ts)
新造グリーン車で、定員は48名と少ない。
サロ111形 (Ts)
新造一等車（グリーン車）で、定員は64名。サロ111形の形式が踏襲された。
サロ110形 (T's)
グリーン車で定員は60名。0番台が153系からの改造車、1200番台が113系としての新造車である。

### 113系の改造形式
ここでは、113系が改造された時に発生した形式を紹介する。
クモハ113形 (Mc)
モハ112形またはクモハ112形とユニットを組む制御電動車である。改造車のみで、すべてモハ113形を種車とする。
クモハ112形 (M'c)
モハ113形またはクモハ113形とユニットを組む制御電動車で、こちらも改造車のみである。すべてモハ112形を種車とする。
クハ113形 (Tc)
JR四国が購入したクハ111形0番台に付与した形式である。
クハ112形 (T'c)
JR四国が購入したクハ111形300番台に付与した形式である。

## 新造車
ここでは、新規に製造された111・113系の番台区分を解説する。改造車両の番台区分については次節を参照。
1962年に登場した111系の出力強化版として、113系0番台が1963年に登場した。1969年に登場した1000番台は、総武快速線の地下線乗り入れのため防火対策車として投入された。1972年の1000番台増備車（通称・1000'番台）は地下線でのATC導入に伴う設計変更車となり、ATCへの対応とともに冷房化（一部冷房準備工事）も実施されている。
1974年の湖西線開通に伴い、1000'番台の冷房化・防火構造をベースに耐寒耐雪構造を取り入れた700番台が投入された。暖地用0番台の同年以降の増備車（通称・0'番台）においても、700番台や1000'番台同様の冷房化・防火構造が取り入れられた。
1978年に登場した2000番台では、クロスシートのシートピッチ拡大が行われた。1979年には1000番台のシートピッチ拡大版として1500番台が、1980年には700番台のシートピッチ拡大版として2700番台が投入されている。
113系0・1000番台で新製冷房車のグループに「'」（ダッシュ）を用いて呼称する表現は、電車発達史研究家の福原俊一が国鉄分割民営化前に寄稿した鉄道趣味誌の記事が発祥である。当時の幕張電車区や国鉄本社運転局で「113'」と表記していたことに着想を得て、ダッシュに「New・新」の意味合いを持たせたもので、福原による非公式の表現であったが、後の趣味誌にもこの表現は拡大した。

### 111系
1962年6月より東海道本線東京口用として大船電車区（現・鎌倉車両センター）と静岡運転所（現・静岡車両区）に導入された。1967年秋には横須賀線にも進出したが、当初は東海道本線と同じ湘南色で使用されたため、誤乗防止のため前面に横須賀線のラインカラーであるスカ色のヘッドマーク形行先表示板が取付けられていた。
登場当初の編成を以下に示す。基本編成中間に先頭車両（Tc）が組み込まれているが、これは新幹線が開通した際の編成短縮を見込んだためである。新幹線開業後は偶数向きクハ（Tc1）を組み込み4+4+8両の16両編成として、8・12・16両の3種類の編成で運用される構想となっていた。
| ← 東京神戸 → |             |              |               |   |              |             |              |              |             |              |              |              |             |              |               |
| クハ111 (Tc) | モハ111 (M) | モハ110 (M') | クハ111 (Tc1) | + | クハ111 (Tc) | モハ111 (M) | モハ110 (M') | クハ111 (Tc) | モハ111 (M) | モハ110 (M') | サロ111 (Ts) | サロ111 (Ts) | モハ111 (M) | モハ110 (M') | クハ111 (Tc1) |
| 付属編成     | 付属編成    | 付属編成     | 付属編成      | + | 基本編成     | 基本編成    | 基本編成     | 基本編成     | 基本編成    | 基本編成     | 基本編成     | 基本編成     | 基本編成    | 基本編成     | 基本編成      |

相前後して1時間定格出力120 kWの強力型モーターMT54形が開発されたため、直流近郊形電車もこれを搭載した113系に移行し、111系の新規製造は1962年 - 1963年と短期間で終わっている。モハ111・110形の製造は64ユニットで終了し、以後はモハ113・112形に移行したが、動力のない制御車は引き続きクハ111形として増備されている。クハ111形は1 - 45と301 - 330が111系時代の製造となった。
1974年以降、113系0'番台（新製冷房車）の投入によって大船所属車は広島運転所へ転出し、その後は東海道本線静岡地区と山陽本線広島・下関地区で集中使用された。なお、111系と同じ時期に製造されたクハ111形の一部は、鳳電車区（のちに日根野電車区）に転配され、関西本線湊町（現在のJR難波） - 奈良間や阪和線、紀勢本線などで使用された。
これらは国鉄末期から廃車が始まっていたが、国鉄最末期の1987年3月に四国地区（予讃本線高松 - 坂出、多度津 - 観音寺間と土讃本線多度津 - 琴平間）で電化が実施されるのに伴い、12両（モハ111/110-13・24・36, クハ111-6・11・28、303・317・323）が4両編成3本を組んで四国（高松運転所）に転用され、そのまま四国旅客鉄道（JR四国）に承継された。JR化後の1988年には、JR四国用として日本国有鉄道清算事業団が保有していた8両（モハ111/110-3・4, クハ111-2・10・27・29）の車籍が復活した。
なお、111系として落成し、西日本旅客鉄道（JR西日本）に継承されたクハ111-314は後述の高速化改造施工によりクハ111-5314に改番の上、2006年5月まで在籍していた。また、台車・主電動機の一部は豊橋鉄道へ譲渡され、同社渥美線用の1900系の走行機器 として使用されたのち、さらに京福電気鉄道福井支社（現・えちぜん鉄道）へ譲渡され、モハ1101形（MC1101形）の走行機器 として2014年に同形式が全廃されるまで使用された。

### 113系0・0'番台
1963年（サハ111形のみ1969年）から製造された、113系最初の製造区分である。当初は東海道本線東京地区および横須賀線に投入され、1964年には京阪神地区にも投入が始まった。横須賀線の0番台車については東京駅および新橋駅の地下ホーム乗入れにともなう難燃化対策の必要から、1970年代以降すべて後述の1000'番台（冷房準備・新製冷房車）に置換えられている。
機器類の標準化を図るため、主電動機は115系・165系で採用されたMT54形が使用され、主電動機出力はMT46形の100 KWに対し120 kWに向上した。外観は111系と比較して変化はなく、相互に連結も可能である。特に付随車および制御車には111系と同一構造で、形式および番号も111系の続番とされている。ただし、クハ111形の雨樋が453系に合わせる形で乗務員室扉上まで延長されている。
設計上の母体となった401系・421系および403系・423系とともに、屋上のベンチレーター（通風器）の形状、配置が数回にわたって改良されている。大きな変化としては、1964年からクハ111形の運転台部分に乗務員への通風用の四角形の大型通風器が設置されるようになり、1968年からは雪対策として丸型（グローブ型）だった客室用通風器が、吸気調節のできる押込型に変更された。サハ111形はすべて押込型での製造となっている。
クロスシート部の取手が従来は丸型であったが、1967年の増備車より角型に変更された。

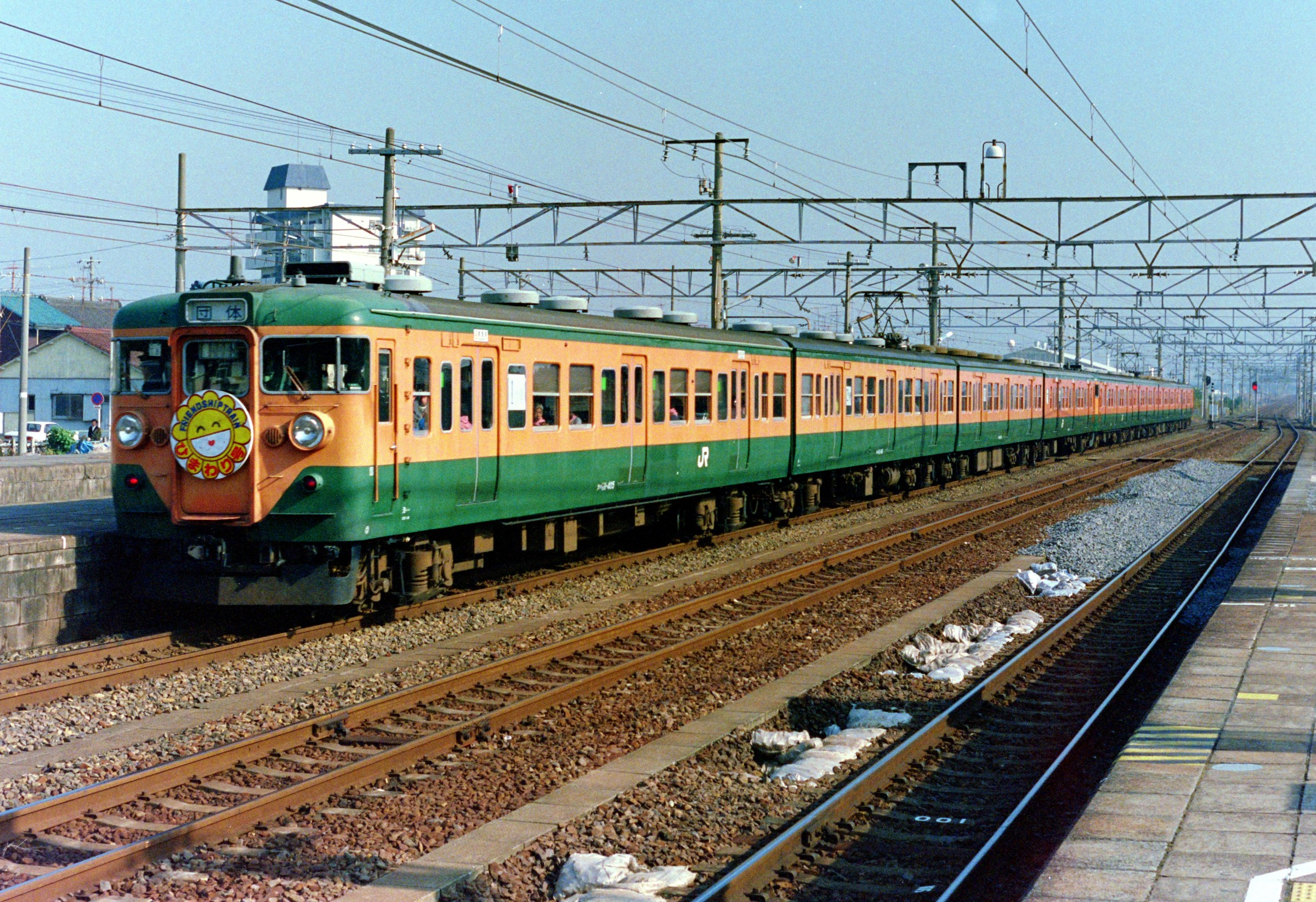
大型通風器付とクハ111形を先頭とした中央本線「ひまわり号」（1988年11月13日 春日井駅）
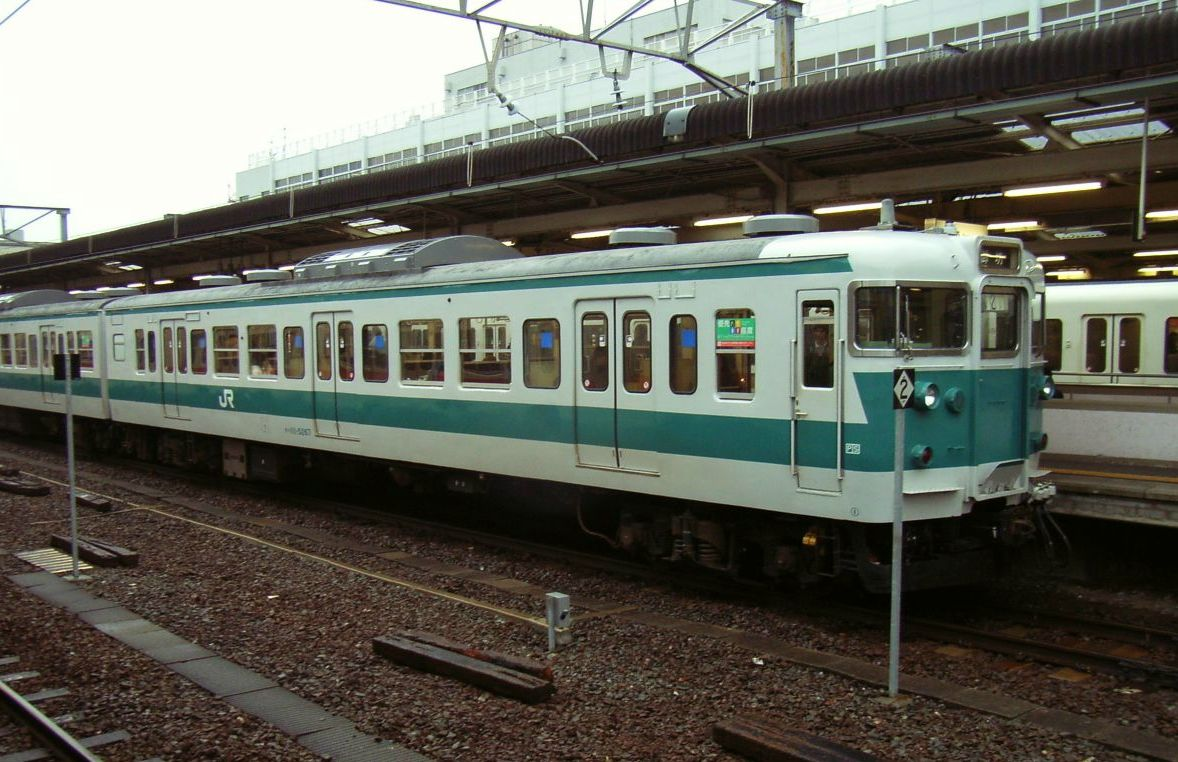
クハ111形5000番台（高速化改造車）奇数（東）向き車。丸型通風器搭載・シールドビーム前照灯のタイプ。冷房機の搭載が行われている。
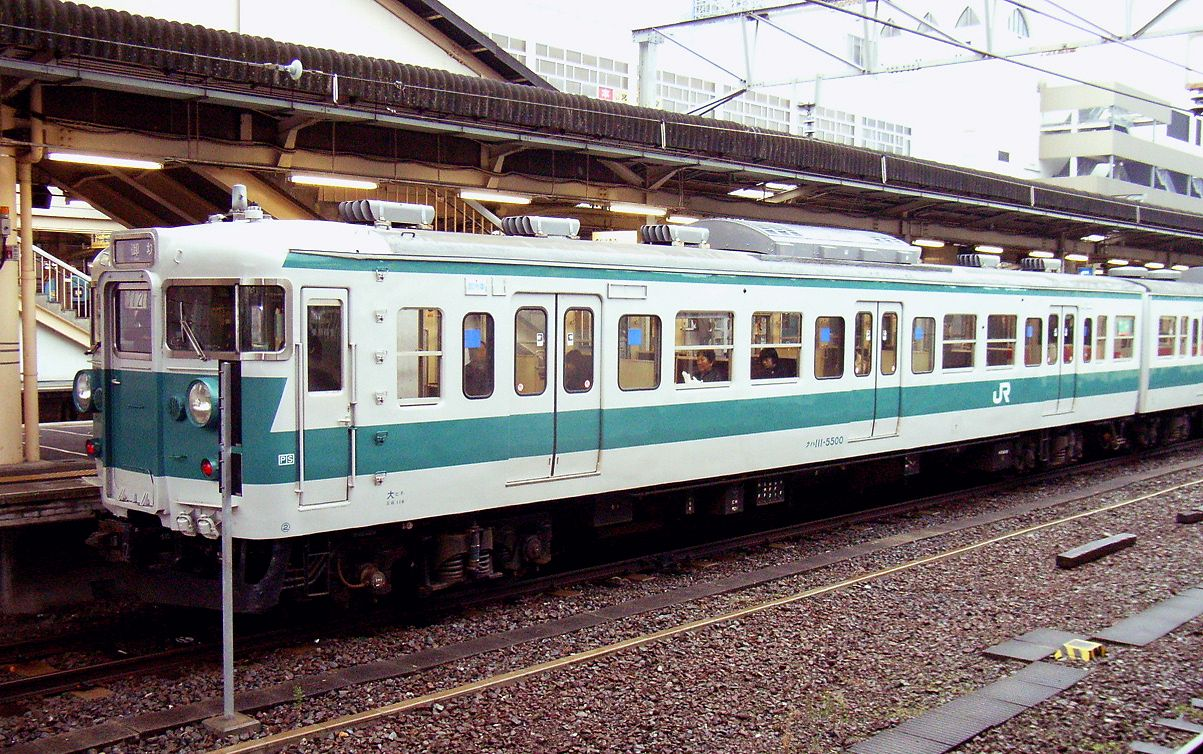
クハ111形5000番台偶数（西）向き・CP付き（5300番台）車。押込型通風器搭載のタイプ。冷房機の搭載が行われている。
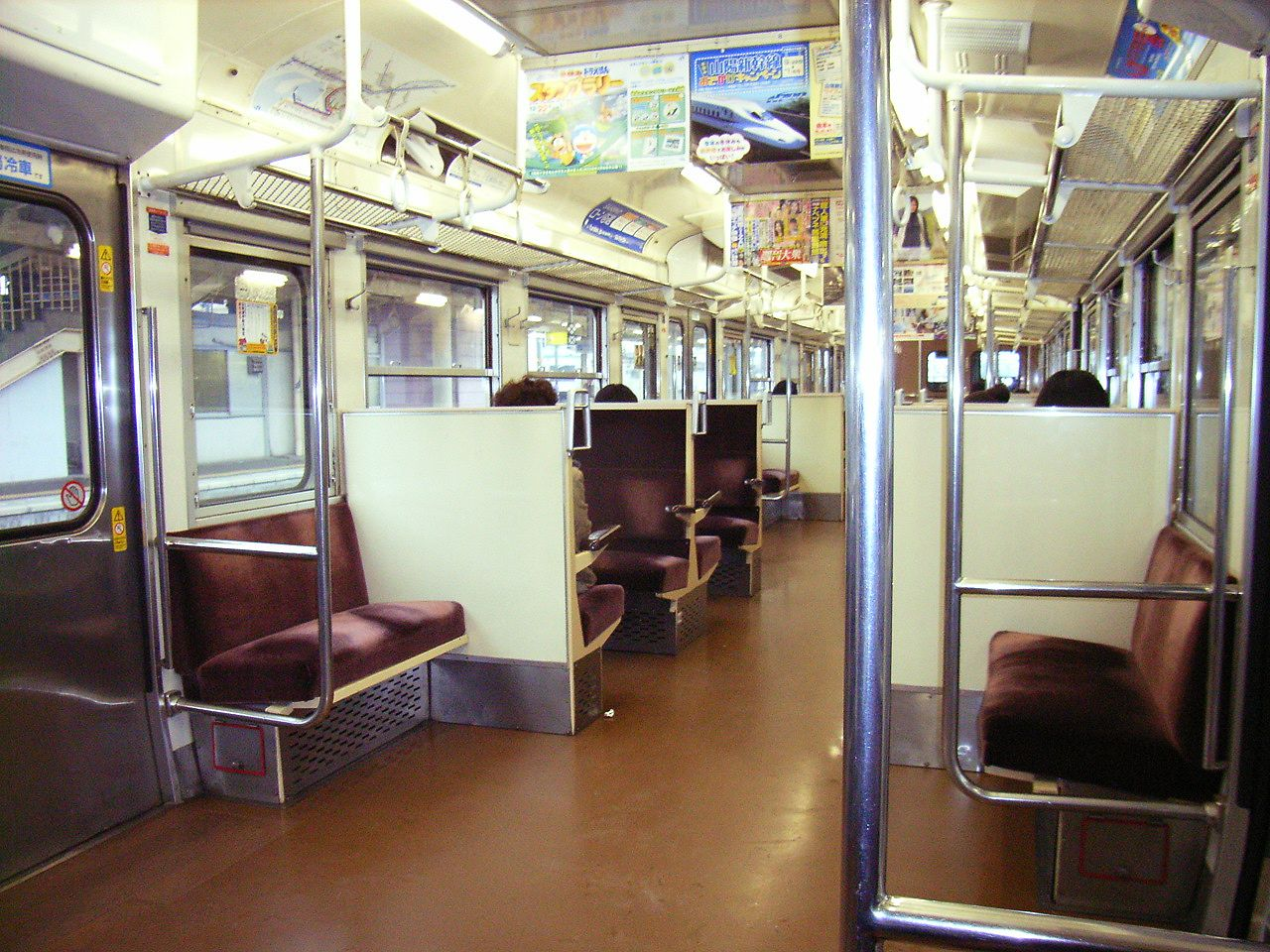
5000番台の車内

1968年製造のモハ113-203は、当時便所・化粧室ユニットとして実用化されつつあったFRPを屋根構体に試用して製造された。試用の結果、耐候性の点でFRPを構体に使用するには問題があることから試作にとどまり、1977年の冷房化改造の際、通常の鋼板屋根に変更された。
1964年2月に横須賀線・伊東線で営業運転が開始され、京阪神快速でも同年9月より営業運転を開始した。
1970年に冷房試験車が京阪神地区に投入されている。103系に用意された冷房試験車と同様、AU73X、AU74X、AU75Xの3種の冷房装置と各種の風道方式が試験されたが、103系は試験用に新造された車両であったのに対し、113系は既存車の改造で賄われた。試験の結果は良好で、国鉄時代は一部車両に対しそのままの様式で冷房改造が進められた。
| ユニット窓 |  | 非ユニット窓 |
| ユニット窓 |  | 非ユニット窓 |

1970年から1973年の間、1000番台の製造が重点的に行われたため、0番台の製造は中断した。その後、1975年3月のダイヤ改正で山陽本線の快速列車の運転と呉線の客車普通列車の電車化が実施され、首都圏の111系を山陽地区に転用するため首都圏に113系が1974年より新製投入されることとなった。0番台の増備車であり、後述の700番台と同様に冷房車、防火対策が取り入れられている。
車体構造は後述の1000'番台・700番台の影響を受けており、窓別組立・後取付け（ユニット窓）で製造時からの冷房搭載車（新製冷房車）となり、前照灯も製造時からシールドビーム となった。車輌番号は以前の車両の続番でモハユニット-233、クハ111-194・505、サハ111-5以降が付されたが、それらとは各部で形態が異なっていることから、非公式の呼称ではあるが「0'番台」と区別されることが多いため、本稿でもその呼称を使用する。なお、0'番台に相当する0番台のサハ111形は-5の1両のみであった。0’番台は首都圏と京阪神地区には大量に新製配置されたが、名古屋地区への新製配置はない。
各地で長きに渡って使用されており、老朽化により廃車が進行している中で1969年以前の車両でも運用されているものも存在する。JR東日本、JR西日本に承継された0'番台には延命目的で大規模なリニューアル改造（体質改善工事）も実施された車両も存在したが、余命を考慮して2007年をもって新規施工は終了した。

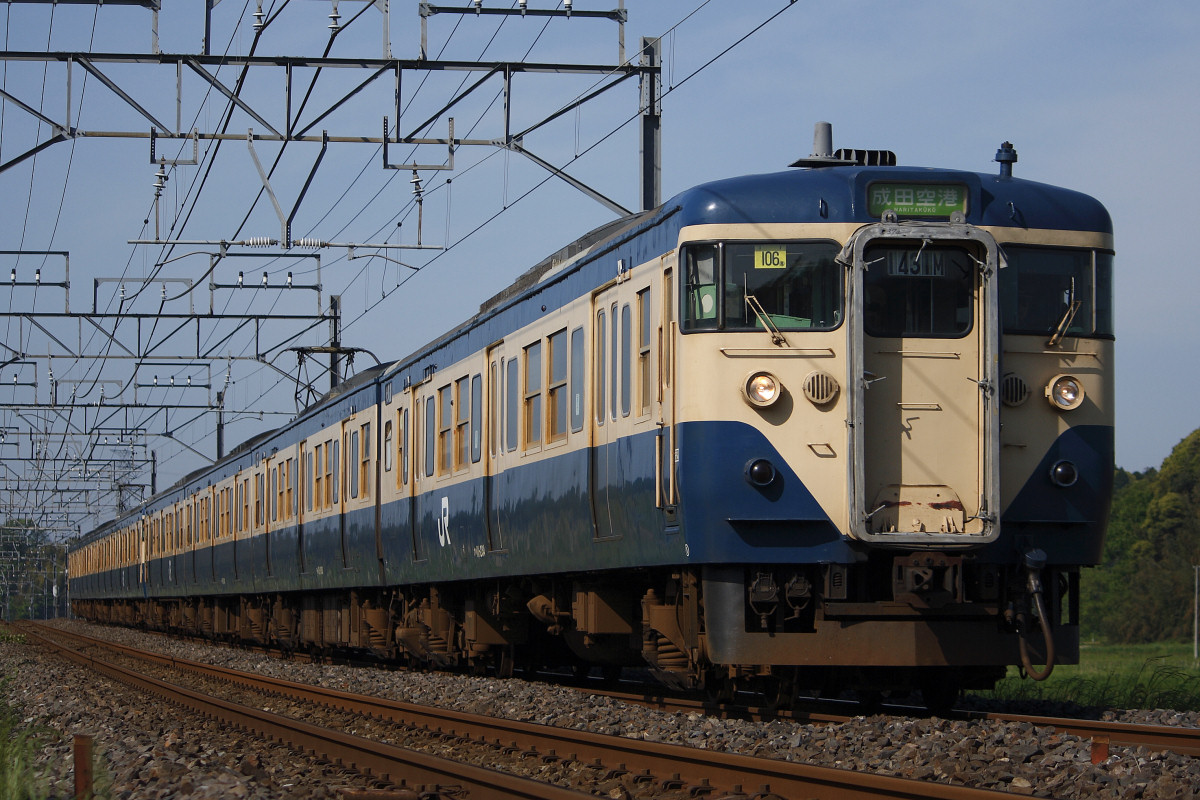
0'番台車を組み込む幕張106編成
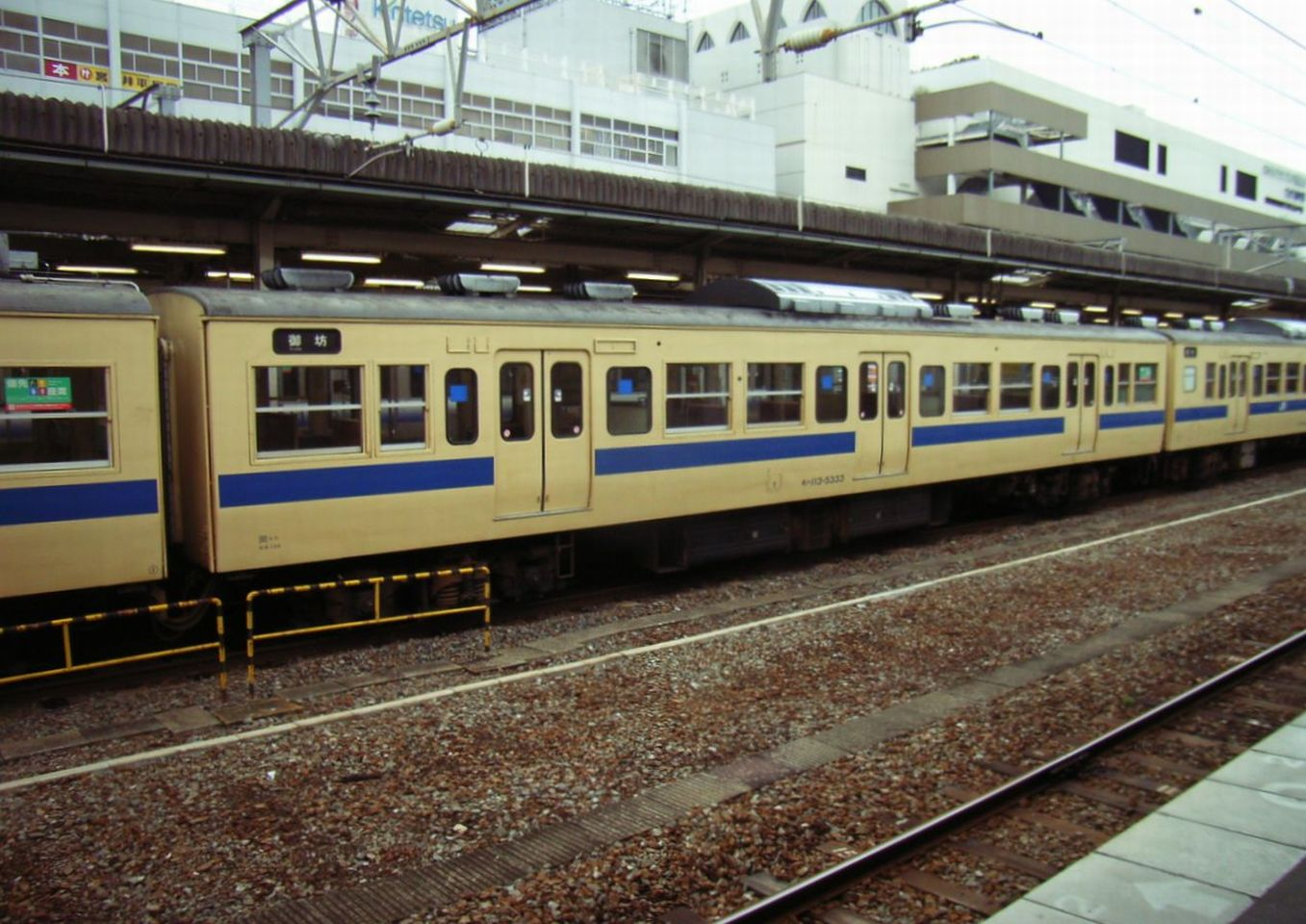
モハ113形5000'番台。初期車と比べ、ユニット式となった開閉窓が角ばっている。
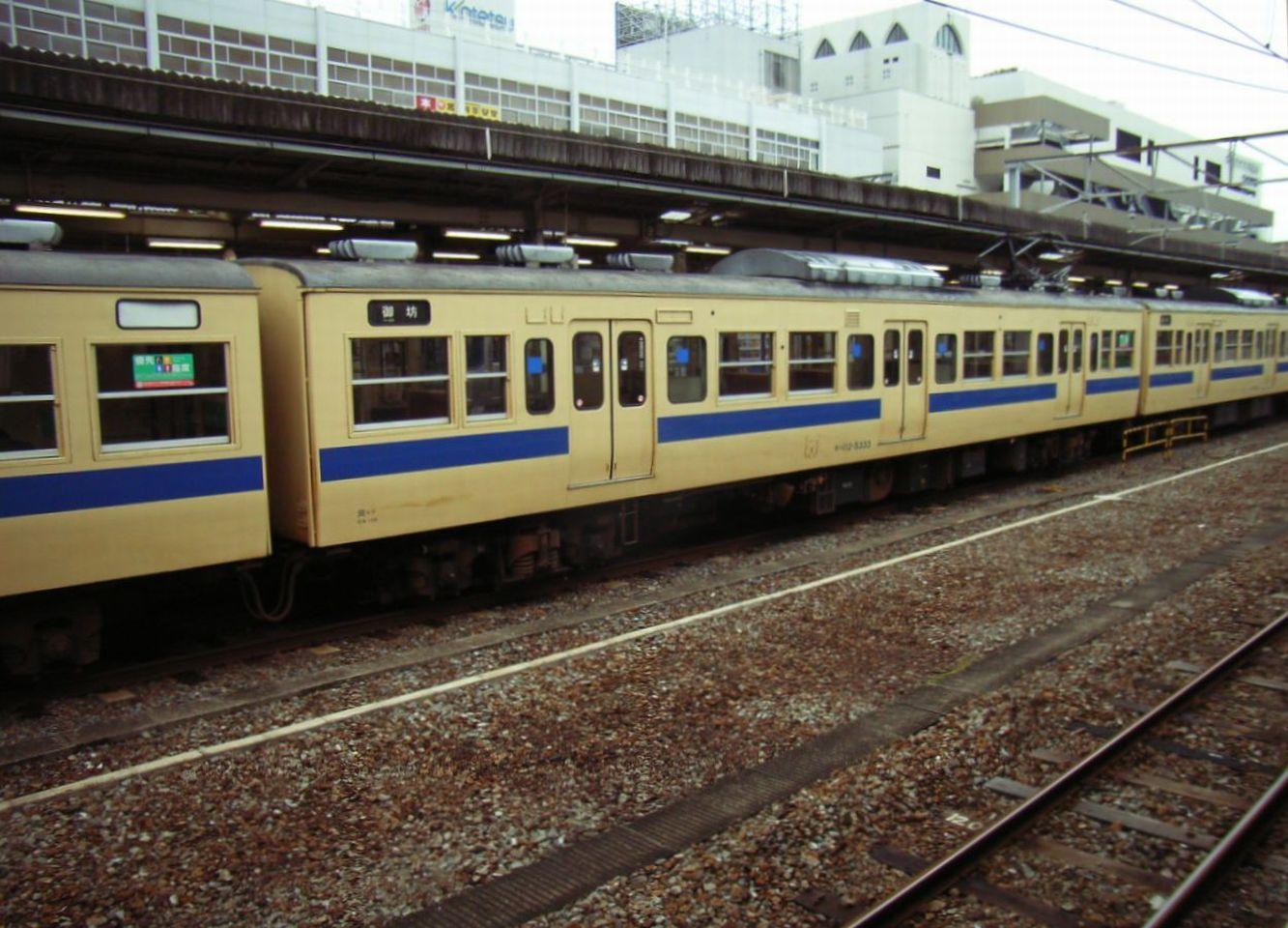
モハ112形5000'番台。
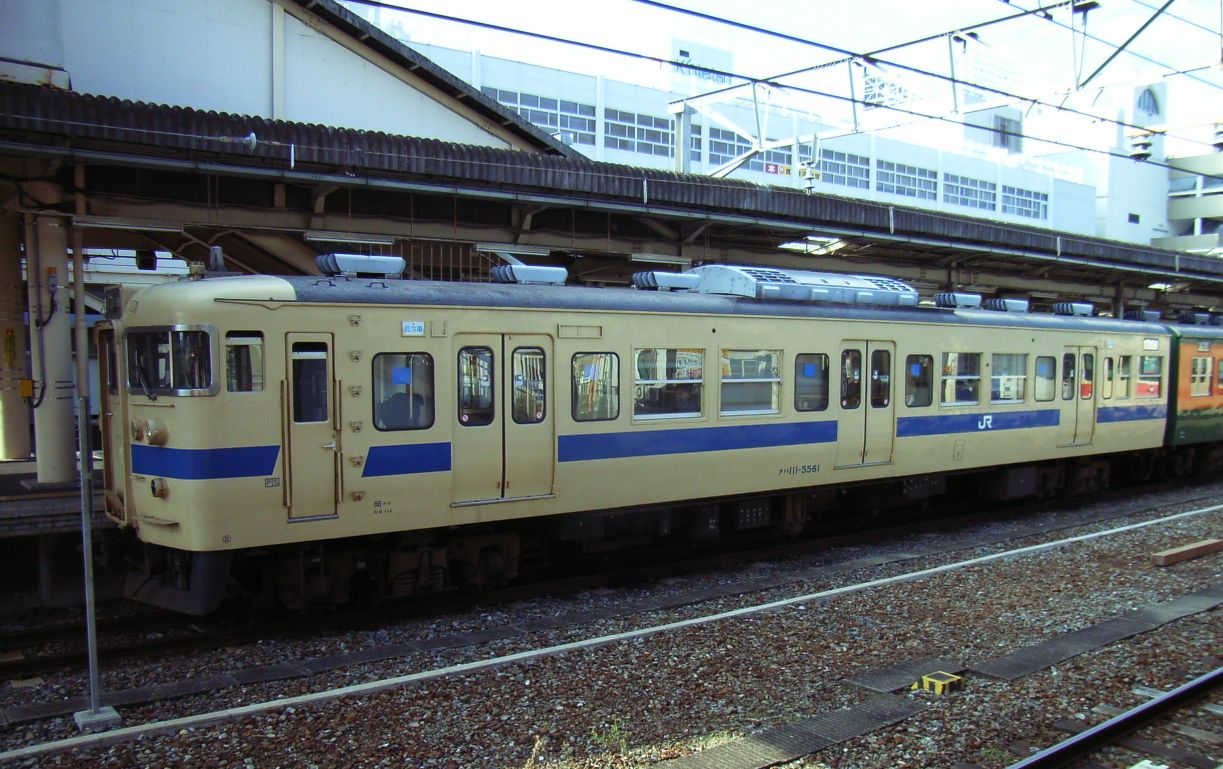
クハ111形5000番台偶数（西）向き・CP付（5300番台）車。運転台直後の窓配置に変化が見られる。
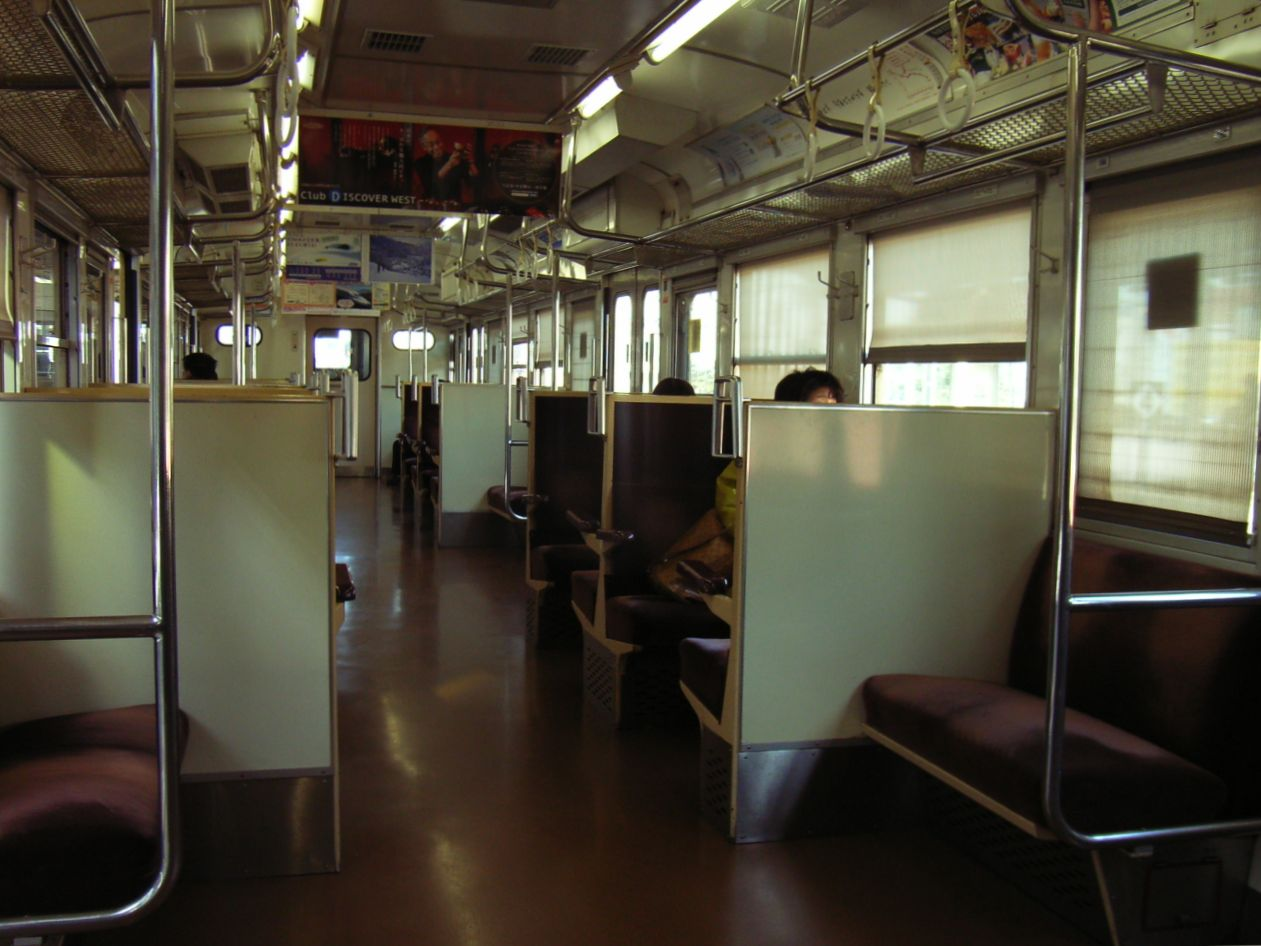
5000'番台の車内。車内意匠は初期車とさほど変わらない。

### 113系1000・1000'番台

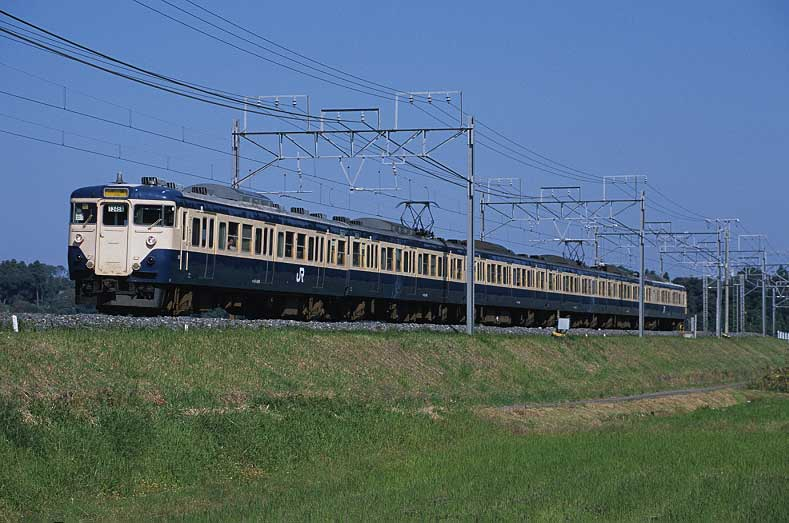
113系1000'番台（総武本線）

横須賀線・総武快速線の地下区間（錦糸町 - 品川間、1972年錦糸町 - 東京間開通、1976年東京 - 品川間延伸）直通を目的に、1969年から製造された地下区間乗入対応車両グループである。0番台を基本に、運輸省（→国土交通省）制定のA-A基準に対応した難燃構造が採用された。CP付きの西（偶数）向き制御車は、基本番号+300の「クハ111形1300番台」と区分されている。
長大トンネル、人口密集地を通過することを考慮し、電車のトイレは従来の垂れ流し方式を改め、普通電車向け車両としては初めて循環式としたほか、パッキン材など一部の部品に使用されていた木材は廃され、窓やカーテン、床板、腰掛などの材料も難燃性・不燃性材料に変更されたほか、火災発生源となり得る抵抗器などの一部機器・回路に発火防止対策がなされている。また、1972年以降に落成した先頭車（クハ111-1017 - 1025・1332 - 1339）は前照灯がシールドビームに変更されると共に、方向転換不能とされ、主制御器もメンテナンスフリー化を図ったCS12Gに変更された。
総武快速線は、房総東線（現・外房線）の直流電化と同時に1974年7月に運行開始することとなった。地下区間の保安装置は当初はATSを使用する予定であったが、開業間近の時期にATCを導入することになったため、ATC装置を搭載し、併せて冷房装置搭載など各部に大幅改良がなされた車両が1972年4月以降に新たに製造されることとなった。初期の209両は地下線内において冷房使用に伴う排熱によるトンネル内での温度上昇を懸念して冷房準備車として落成しており、113系で唯一の冷房準備車となった。
従来の1000番台車両は、専ら房総地区（総武本線・成田線・鹿島線・外房線・東金線・内房線）ローカル列車や0番台と共に東海道本線東京口で使用されることとなった。特に、サハ111形については東海道本線東京口に転用されたことから、0'番台での増備が1両に留まることとなった。このグループは「地上用1000番台」と通称されることもある。
新たに製造された車両は先頭車の助士席後部にATC装置が搭載（一部は準備構造）され（助士席部分の折りたたみ構造は廃止された）、運転士側も後方に拡大されて急行形電車並みの広い構造に、従来車では前照灯と幌枠の間にあったタイフォン（警笛）が下方に移設され、ジャンパ栓がKE70形とされたほか、全車とも側面窓上に行先表示器が設置され、側窓は別組立・後取付けの「ユニット窓構造」が採用された。車両番号は従来車に続いて、モハユニット-1055、クハ111-1026・1340、サハ111-1020以降が付番されているものの、従来の非ATC車両との区別のために、非公式の呼称ではあるが「1000'番台」と区別されることが多く、本項目でもこの呼称を使用する。
また、トイレは設置位置、数は0番台や1000番台従来車と変化ないが、地下線の清浄化と保線作業者の影響を考慮して、循環式汚物処理装置が設置された（横須賀線向けに投入された車両は当初準備工事のみで後に設置）。また、主電動機もISO規格ネジを採用してメンテナンスフリー化を図ったMT54Dに変更された。後期の製造車は落成時から冷房装置を搭載した「新製冷房車」となり、MG容量は冷房・制御電源が一体化されて160 kVAとなった。容量の増大にともない、搭載するモハ112形は側面中央扉の戸袋窓部分にMG冷却用冷却風取入口が設けられている。
この車体構造は以降の地上用新製冷房車（0'番台）や700番台でも採用されたほか、115系300番台および415系0'番台でも採用されている。ただし、クハ111-1106・1419以前の車両は115系300番台以降の車両と異なり、前面強化構造とはなっておらず、後年、前面強化工事が推進された。
地上用となった従来車は後に前照灯がシールドビーム化された車両もあるが、タイフォンが他番台と同じ前照灯と幌枠の間の配置となっているほか、窓構造や、ATCの装備がされていないために先頭車両の助士席後部の窓配置も異なっているなど、1000'番台との差異は大きい。冷房装置も、国鉄時代には1000'番台と同じAU75系が搭載されたが、民営化後にはJR東日本開発の集約分散式冷房装置AU712形2基/両を搭載した車両も存在する。中には非冷房のまま廃車となった車両も存在する。
国鉄時代にごく少数の初期非ATC車が中京圏・近畿圏に転用された他は、当初の配置区所で使用され続けた。よって、国鉄分割民営化時にはほとんどがJR東日本に承継されている。
このグループのサハ111形は、2005年に東海道線で更新工事施工のうえ使用されていた1両（1015）が廃車されたのを最後に形式消滅した。また、中京圏・近畿圏からJR東海・西日本に承継された車両も、阪和線で使用されていた1両（クハ111-6310・高速化工事で+元番号5000）が2004年に廃車となり、消滅している。
なお、横須賀・総武快速線からの撤退時には廃車となるゾロ目番号・クハ111-1111を含む編成が1999年（平成11年）11月11日にイベント列車として使用された。また、ATC付の1000'番台は横須賀・総武快速線が禁煙区間とされたために灰皿は製造時から設置されていなかったが、ATC非搭載の1000番台では設置されていたため、房総地区では1997年3月のJR東日本管内普通列車全面禁煙化まで列車によって禁煙であったり喫煙可能であったりする現象が続いた。

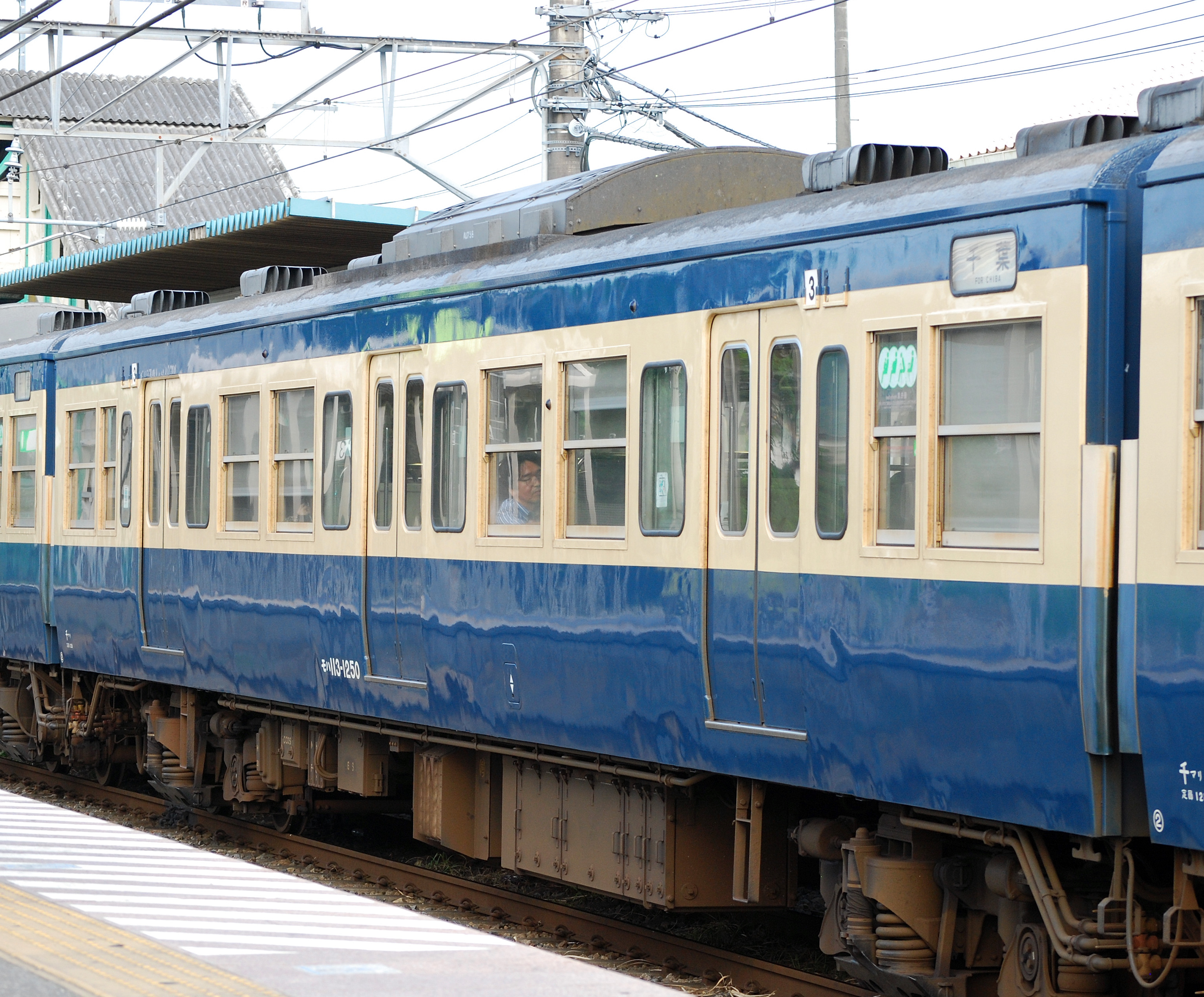
モハ113-1250
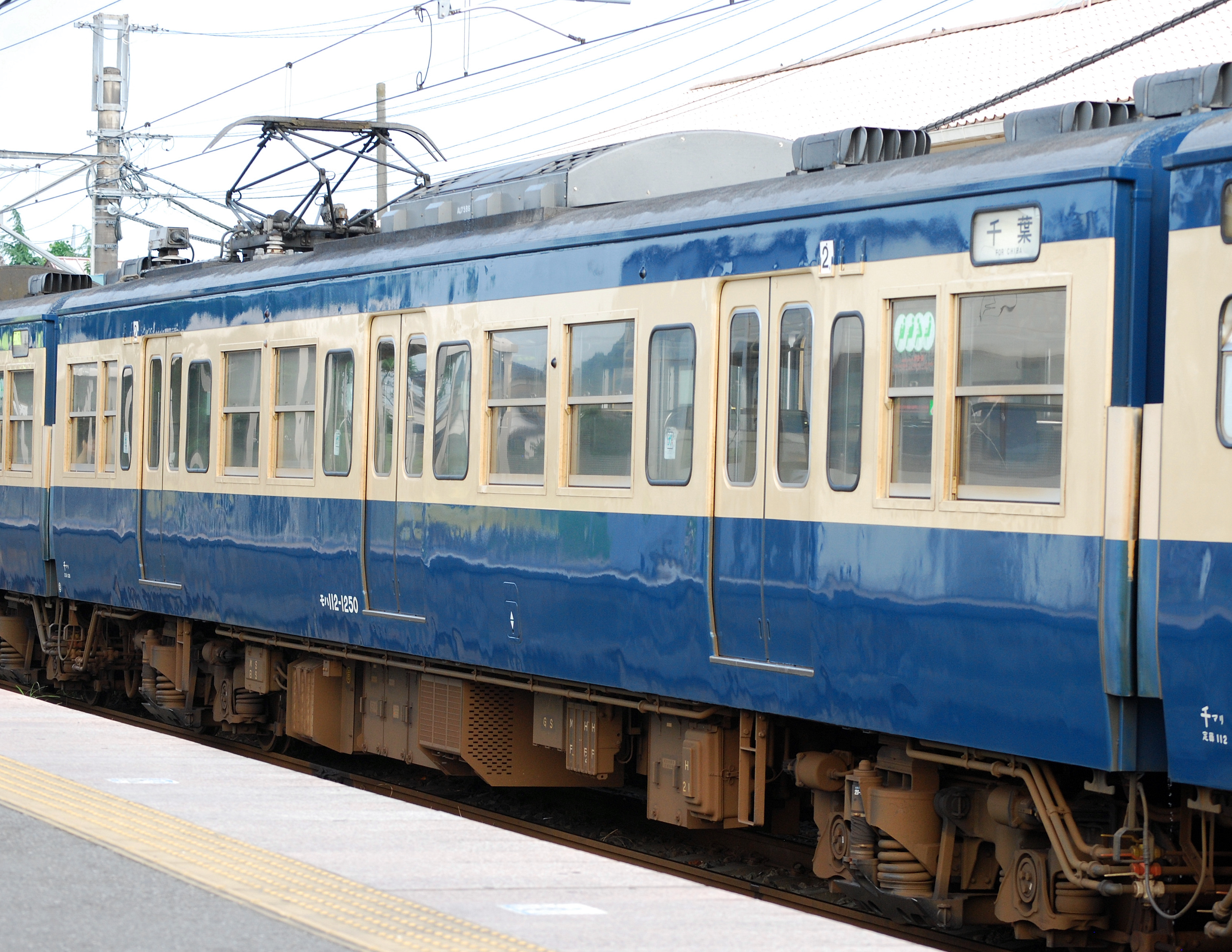
モハ112-1250
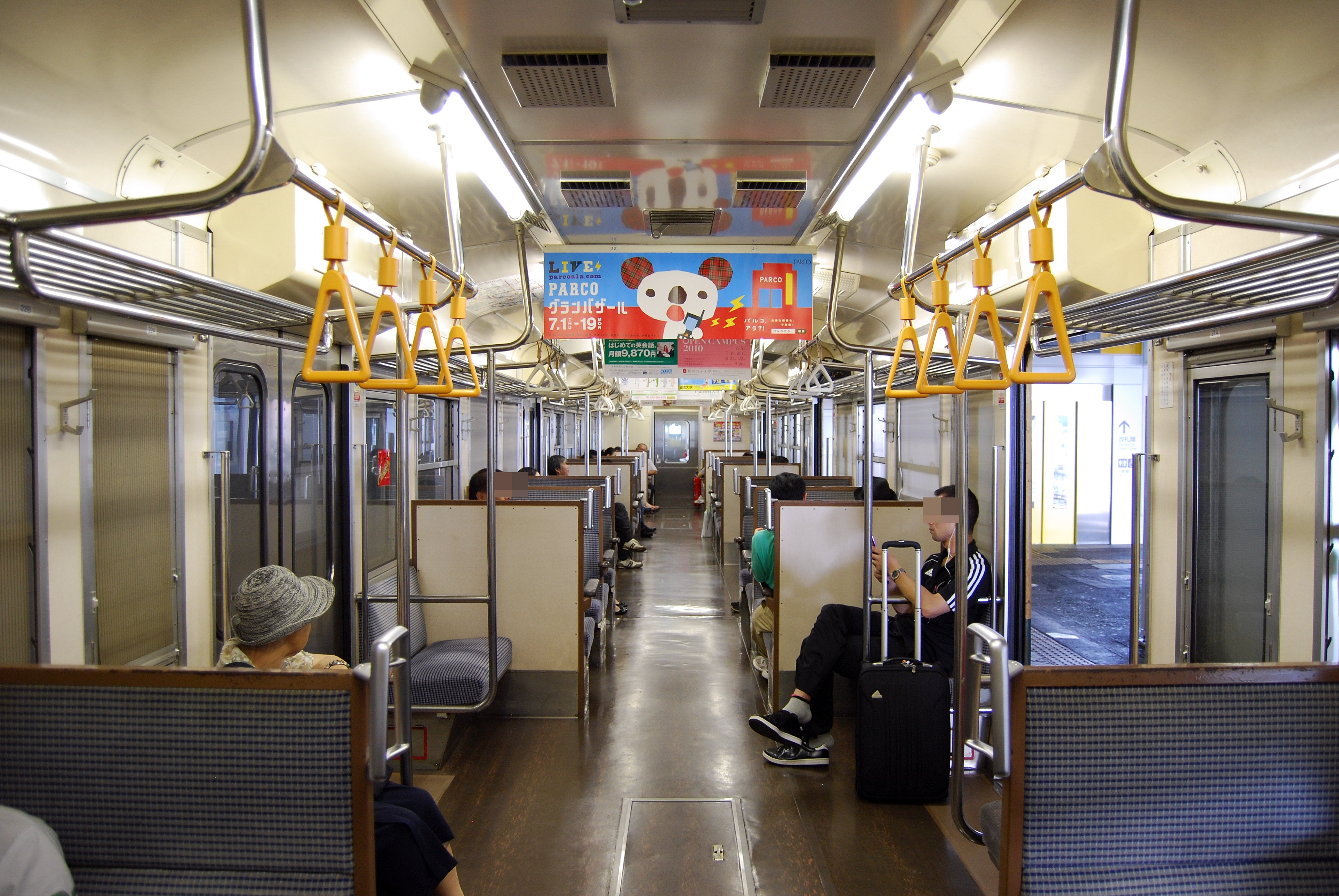
幕張車両センター所属1000番台の車内

### 113系700番台
1974年7月20日、東海道本線山科駅 - 北陸本線近江塩津駅間を結ぶ湖西線が開通した。交流電化であった北陸本線と接続するため、永原 - 近江塩津間に交直デッドセクションが設けられ、直流電化の京都 - 永原間の普通列車に113系が使用されることとなった。湖西線は寒冷地の降雪線区であることから、115系に準じた耐寒耐雪装備を持つグループとして1974年に登場したのが113系700番台である。
1974年から1976年にかけて、2M2Tの4両×9本、4M2Tの6両×8本、計84両が製造された。短編成のため、サハ111形は製造されていない。クハ111形は奇数向き車が700番台、偶数向き車が750番台となり、10の位の数字で区分された。
1000'番台の車体をベースに客用扉の半自動（手動で開閉）対応化、前面タイフォンへのシャッター設置、スノープラウ設置といった耐寒耐雪構造が取り入れられており、115系300番台から勾配抑速ブレーキを取り除いた仕様であるといえる。運転台スペースも1000'番台と同様に広く取られたが、助士席側にあったATCの機器スペースはなく、窓配置と座席定員が変更されている。
1972年11月に発生した北陸トンネル火災事故を教訓に、以後の新製車は不燃性・難燃性を向上したA-A基準に準拠した構造となり、700番台においても1000'番台と同様の防火対策が取り入れられている。前面のタイフォン（空気笛）は、700番台以降では1000'番台と異なり、前照灯と同等の高さの位置に配置された。
新製時の配置は高槻電車区（現・網干総合車両所明石支所高槻派出所）で、国鉄末期の同区の無配置化に伴って宮原電車区（現：網干総合車両所宮原支所）に転属、国鉄分割民営化時には全車がJR西日本に継承された。JR発足後に吹田総合車両所京都支所（旧：向日町運転区 → 京都総合運転所）に転属している。1991年からは後述の高速化改造が施工され、全車が番号に+5000した「5700番台」となった。その後、1992 - 2001年にかけて、全車両が延命工事または体質改善工事を施工している。2023年4月1日限りで定期運用から離脱した。

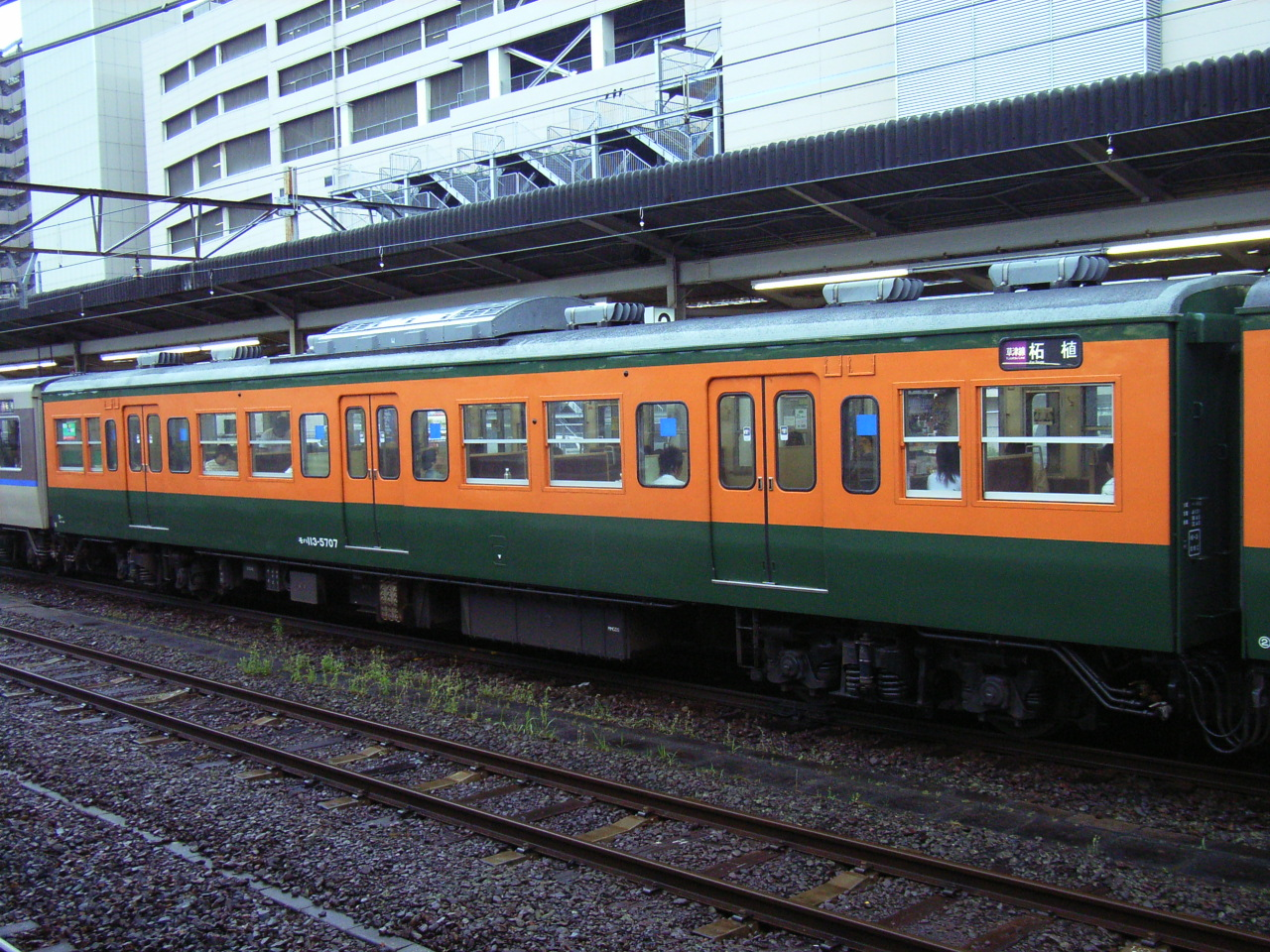
モハ113形5700番台。
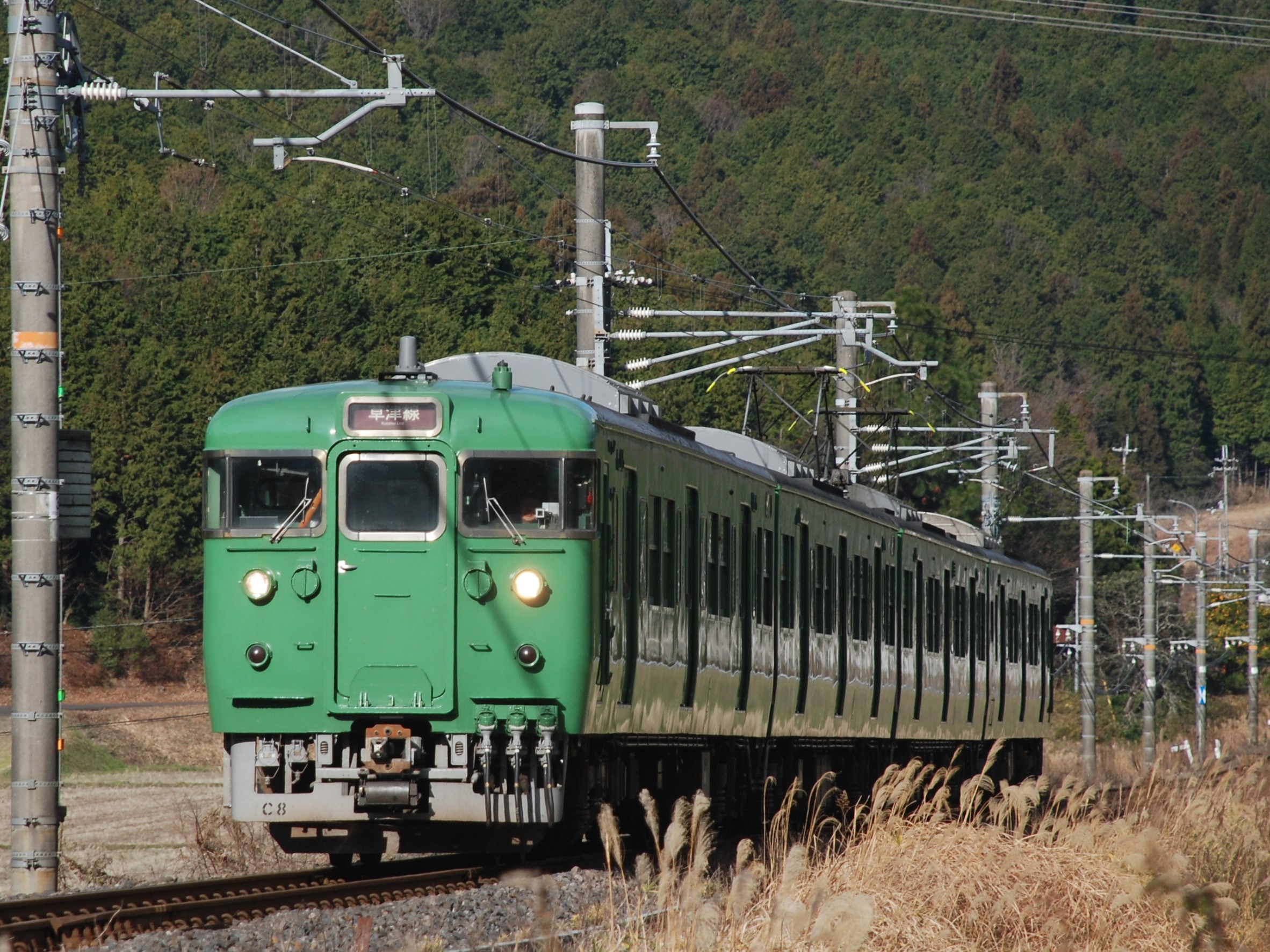
モハ112形5700番台。冬季の架線の霜取り用にパンタグラフが増設（写真手前側）されている。

### 113系2000番台
1955年より使用されていた東海道本線名古屋地区の80系は、1978年より113系の新製投入で置き換えられることとなり、115系1000番台で採用されたシートピッチ拡大などの設計変更も実施されることとなった。0番台の後継に相当するグループとして、1978年から製造（サハ111形は1980年から）された地上温暖地向仕様の番台区分が2000番台である。
クロスシート部の座席間隔（シートピッチ）の拡大（1,420 mm → 1,490 mm）・座席幅の拡大（880 mm → 965 mm）、形状変更とこれに伴う窓の割付の変更、座席定員の減少などがなされたため、番号が区分された。CP付の西（偶数）向き先頭車（クハ111形2000番台）は全車トイレ付であるが、CPなしの東（奇数）向き先頭車（クハ111形2100番台）は2145までがトイレなし、2146以降はトイレ付と製造途中に仕様変更が行われた。
後期に製造された車両は屋根上冷房装置横のランボード（歩み板）などの構造が当時製造されていた201系量産車に準じたものとなっている。
サハ111形2000番台のうち、2001 - 2007・2009 - 2012・2025は1983 - 2000年に大船電車区（現・鎌倉車両センター）と幕張電車区（現・幕張車両センター）に配置され、1000'番台に連結されて横須賀・総武快速線で使用されていた。1000'・1500番台との主たる相違点はジャンパ栓のみであり、0'番台以降、車両の耐火基準は地下用のA-A基準に沿って製造されているため、地下線区間走行に問題はなかった。
第一陣は80系の置き換え用として大垣電車区に、その後同じ1978年に高槻電車区、宮原電車区に投入された。関東地区においては1980年、国府津電車区への配属が最初である。現在、東海道本線からは撤退したが、比較的新しい本グループは他番台置き換えなどで温存される例が多く、近年までJR東日本・東海・西日本に多数在籍していた。
また、京都総合運転所「C編成」に組成されておもに山陰本線京都口（嵯峨野線）で使用されている車両は、特に番号区分などは行われないまま寒冷地対策でスイッチ式半自動扉への改造が行われている。これらは方向幕の3色LED化も行われた。

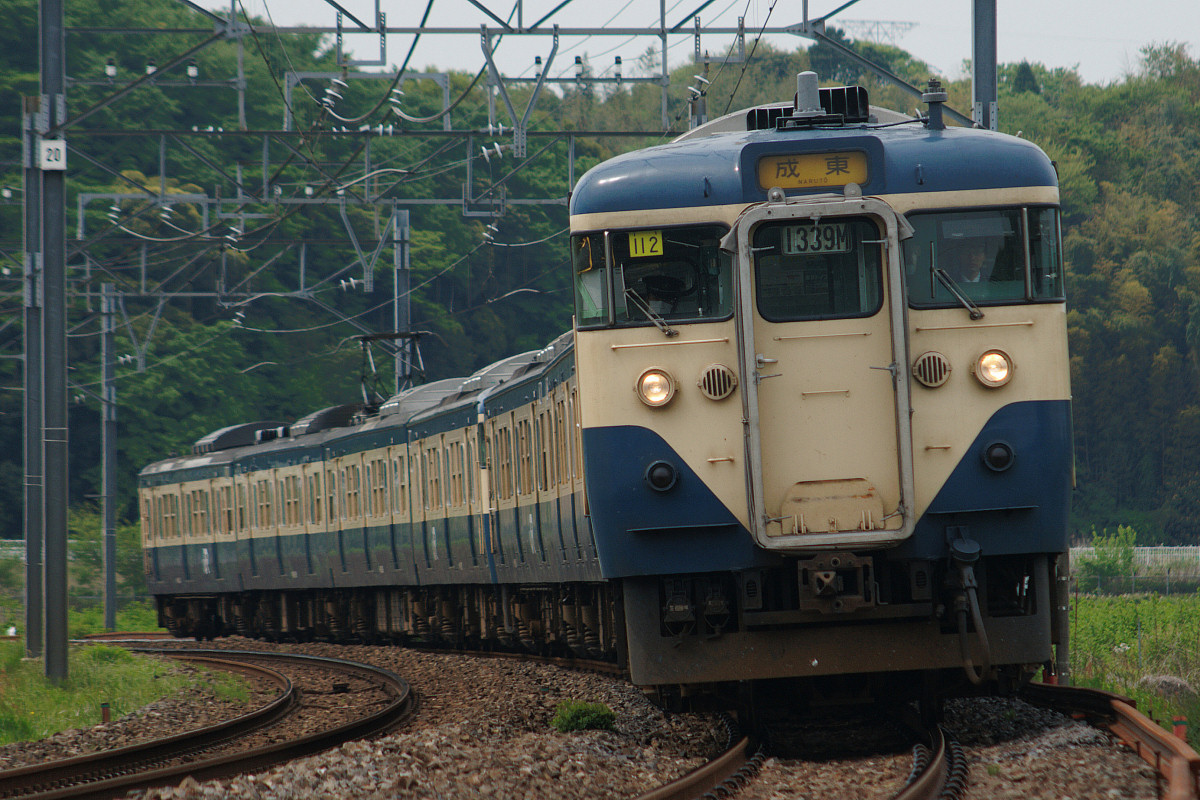
2000番台車で構成される幕張112編成
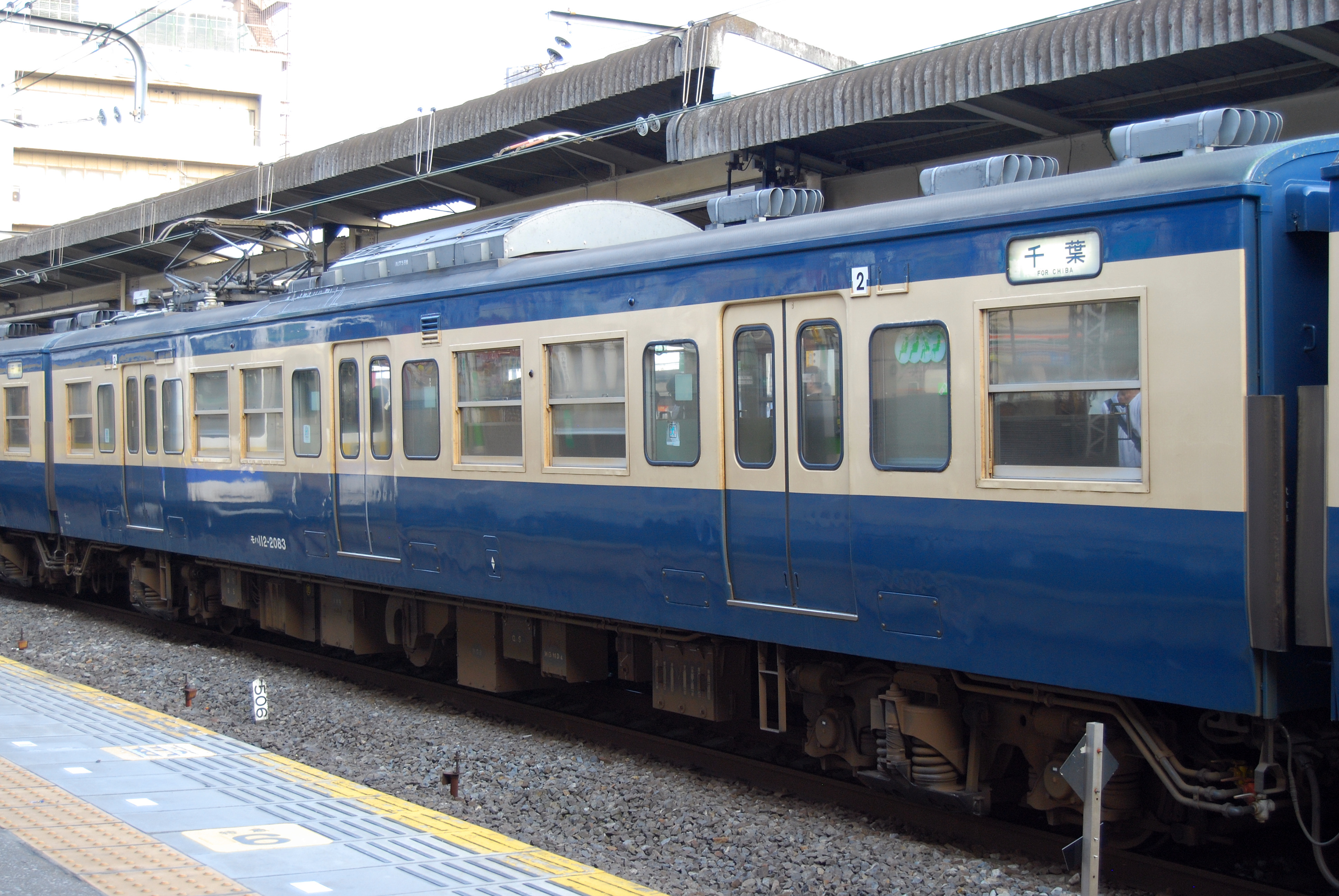
モハ112-2083
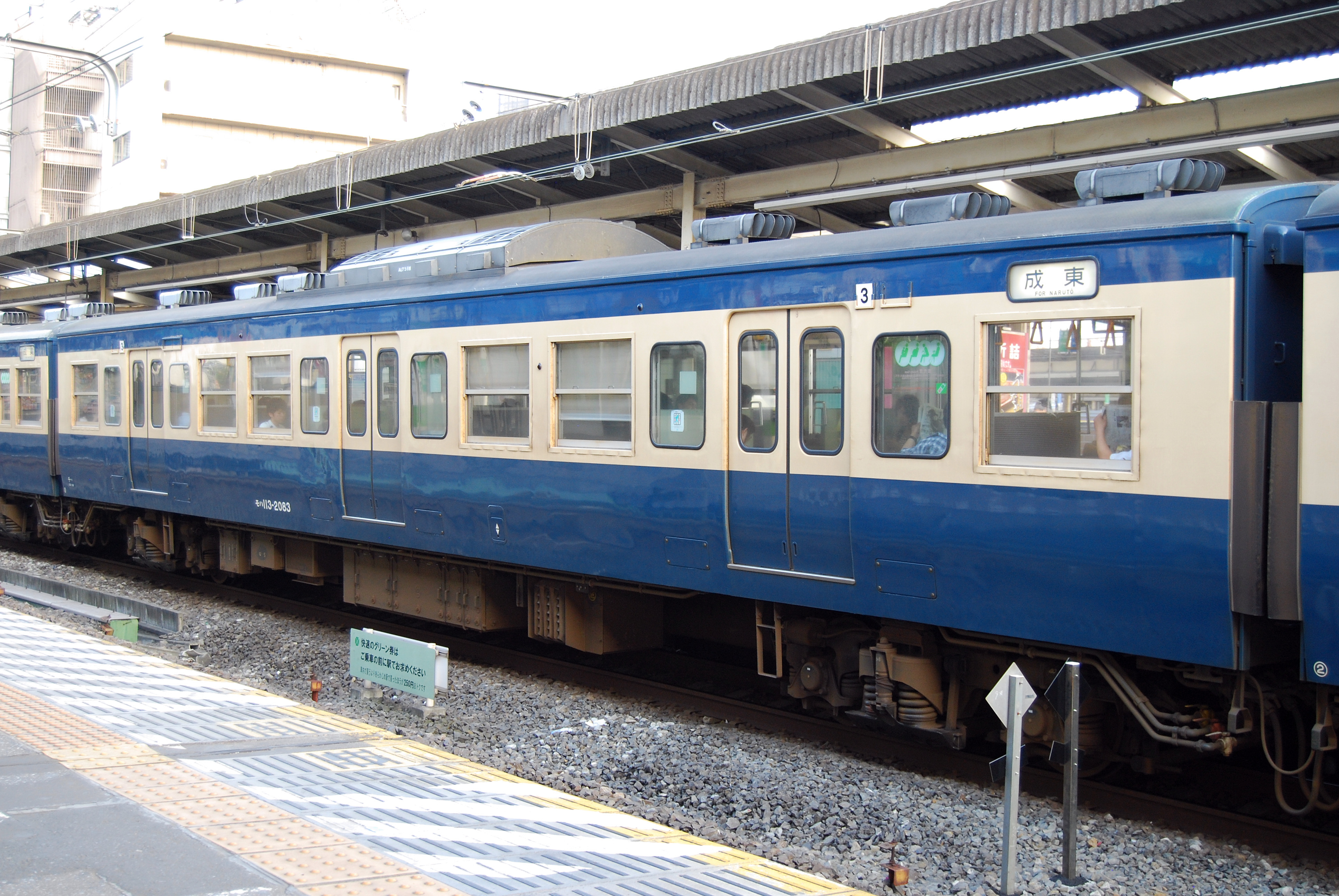
モハ113-2083（反対側側面）
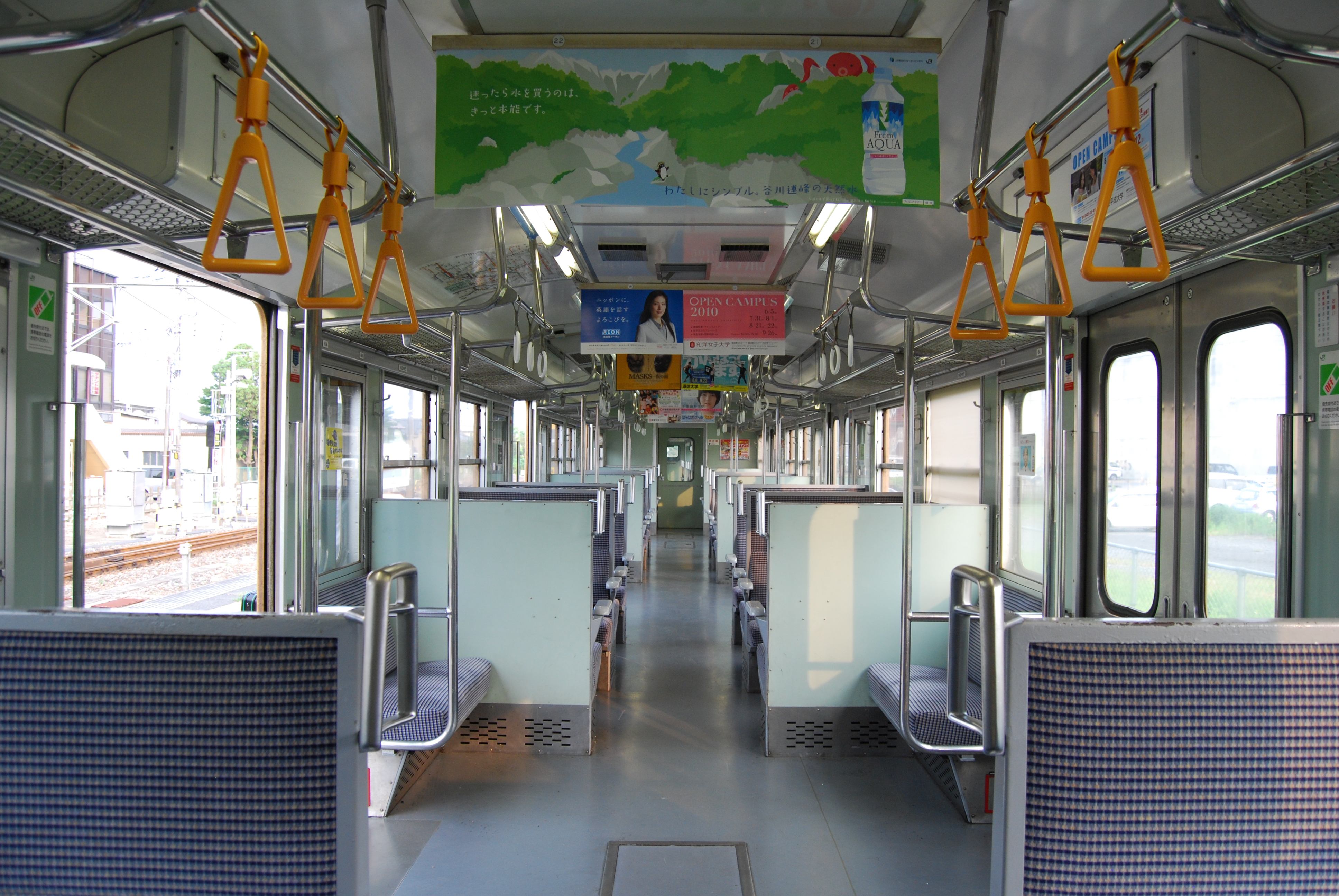
2000番台の車内

### 113系1500番台
1980年10月ダイヤ改正で、東海道本線と横須賀線の分離（通称：SM分離）が行われると共に、横須賀・総武快速線の直通運転が実施された。この直通運転に伴う増備車として、1000'番台をベースに2000番台の車体構造を取り入れたシートピッチ拡大車として1979年から製造されたグループである。CP付の西（偶数）向き制御車は、基本番号+100の「クハ111形1600番台」と区分されている。また、6両製造された東（奇数）向き制御車のうち、1504までがトイレなし、1505・1506はトイレ付と製造途中で変更がある。
他の番台と比べ、前照灯・タイフォンが若干高い場所に設置されている。
全車が大船電車区・幕張電車区に新製配置され、横須賀・総武快速線で使用された。国鉄の分割・民営化時には全車がJR東日本に承継された。E217系投入後は、房総地区ローカル用に幕張電車区配置となったほか、一部は車両需給の都合から国府津電車区に転出し、東海道本線東京口で使用された。サハ111形は1両（1501 廃車）を除き国府津電車区に転出し、老朽化したサハを置き換えている。サハ111形は国府津車両センター（2004年に改称）へのE231系投入に伴い転用先がなく全廃となり、形式消滅しているほか、国府津に転用された1500番台は幕張車両センター（2004年に改称）に再転属されず全車廃車となった。幕張車両センターに配置されている1500番台はほとんどの車両にリニューアル工事が施工された。しかし、モハ113・モハ112-1517・1520は未施工であったが、モハ112-1517は補助電源装置と空気圧縮機をリニューアル施工車と同一品に交換している。

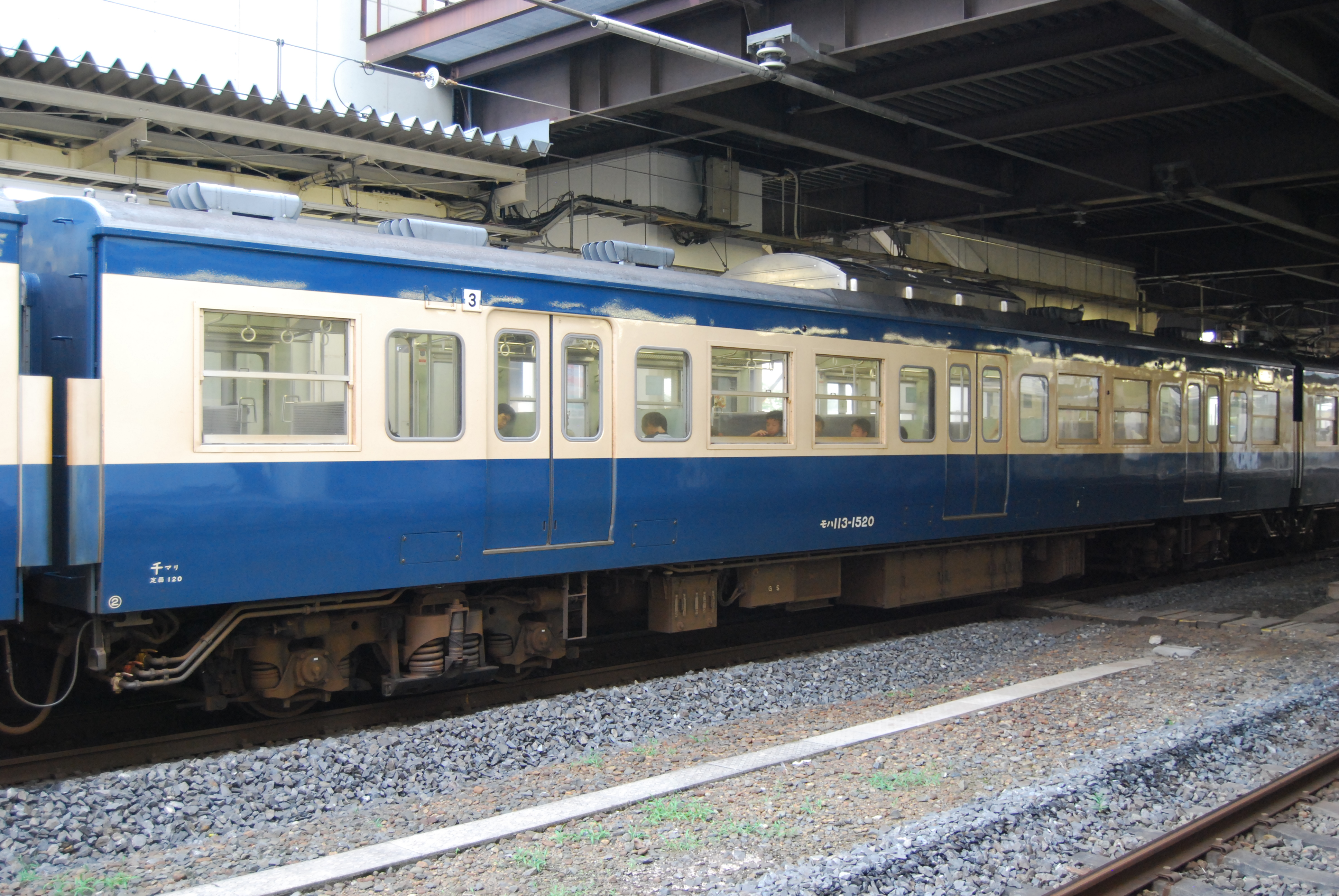
モハ113-1520
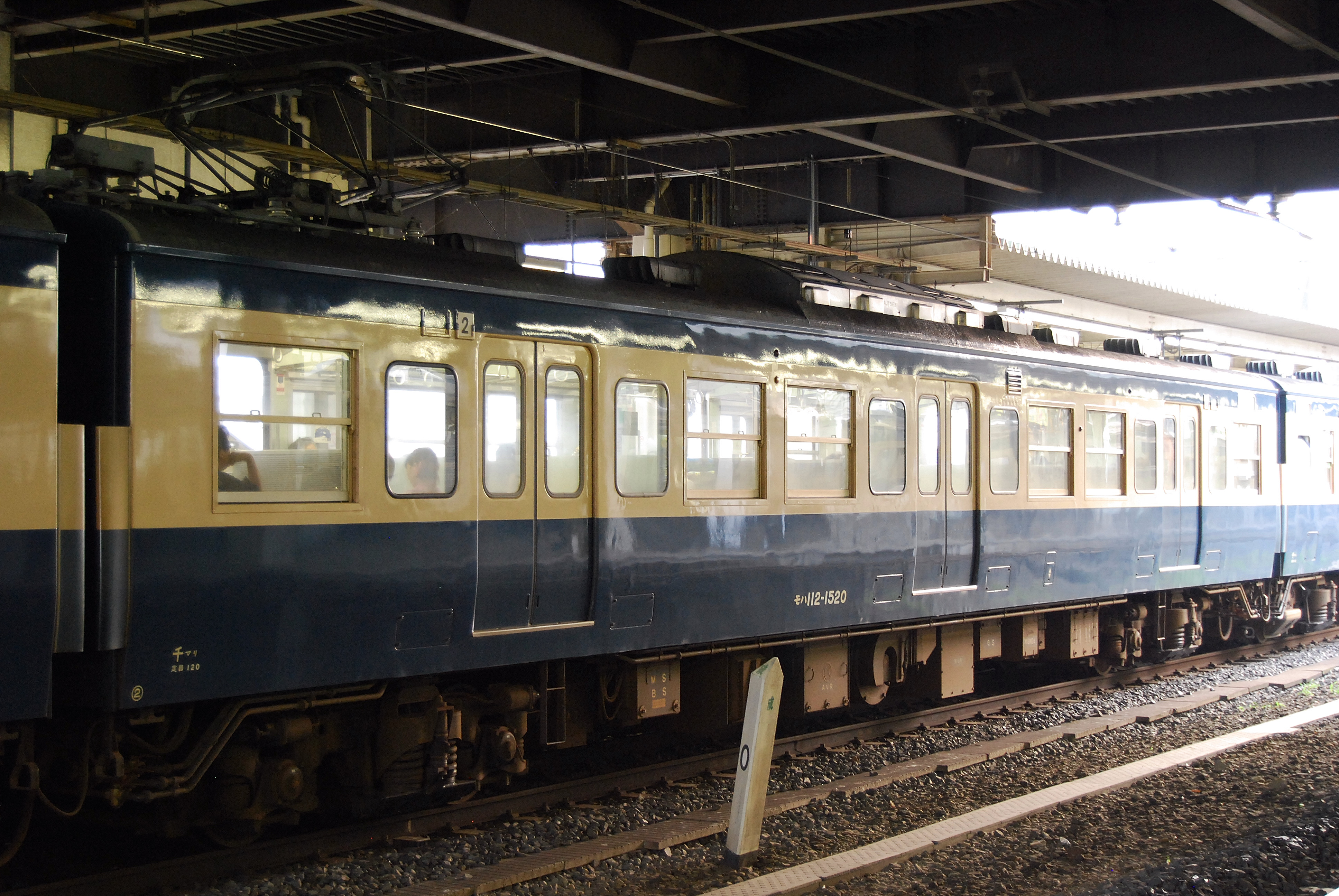
モハ112-1520
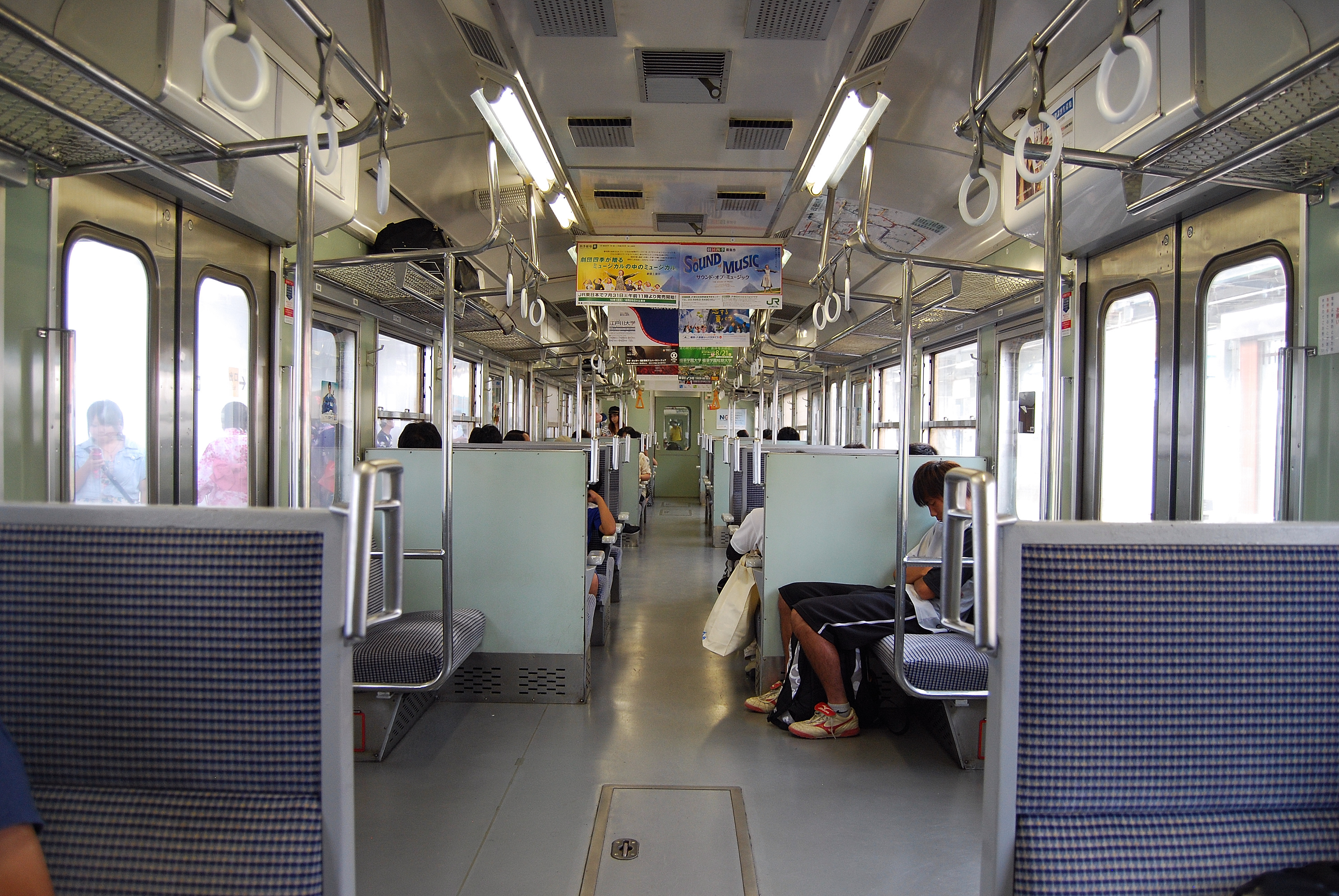
1500番台の車内

### 113系2700番台
1980年3月に草津線草津駅 - 柘植駅間が電化され、湖西線との共通運用のための113系が増備されることとなった。2000番台同様のシートピッチ拡大を行い、700番台同様の寒冷地対策が追加されたグループとして1980年に登場したのが2700番台である。このグループも、115系2000番台から勾配抑速ブレーキを取り除いた仕様といえる。
先頭車のクハ111形は、奇数向き車が2700番台、トイレがある偶数向き車が2750番台に区分された。700番台同様、サハ111形の製造はない。
1980年に4M2Tの6両編成2本が製造され、草津線直流電化時より湖西線用700番台と共通運用されてきた。1983 - 1984年にかけて4両編成に組み直された際に不足した先頭車は、後述のクハ111形2000番台からの改造編入で賄われている。
全車がJR西日本に承継され、現在は全車が高速化改造されて番号に5000を加えた「7700番台」となり、さらに2002 - 2003年にかけて体質改善工事が施工された。その後も湖西・草津線で運用されてきた。JR西日本では小浜線直流電化に際して2002 - 2003年にかけて追加で改造車が誕生している。2023年4月1日限りで定期運用から離脱した。

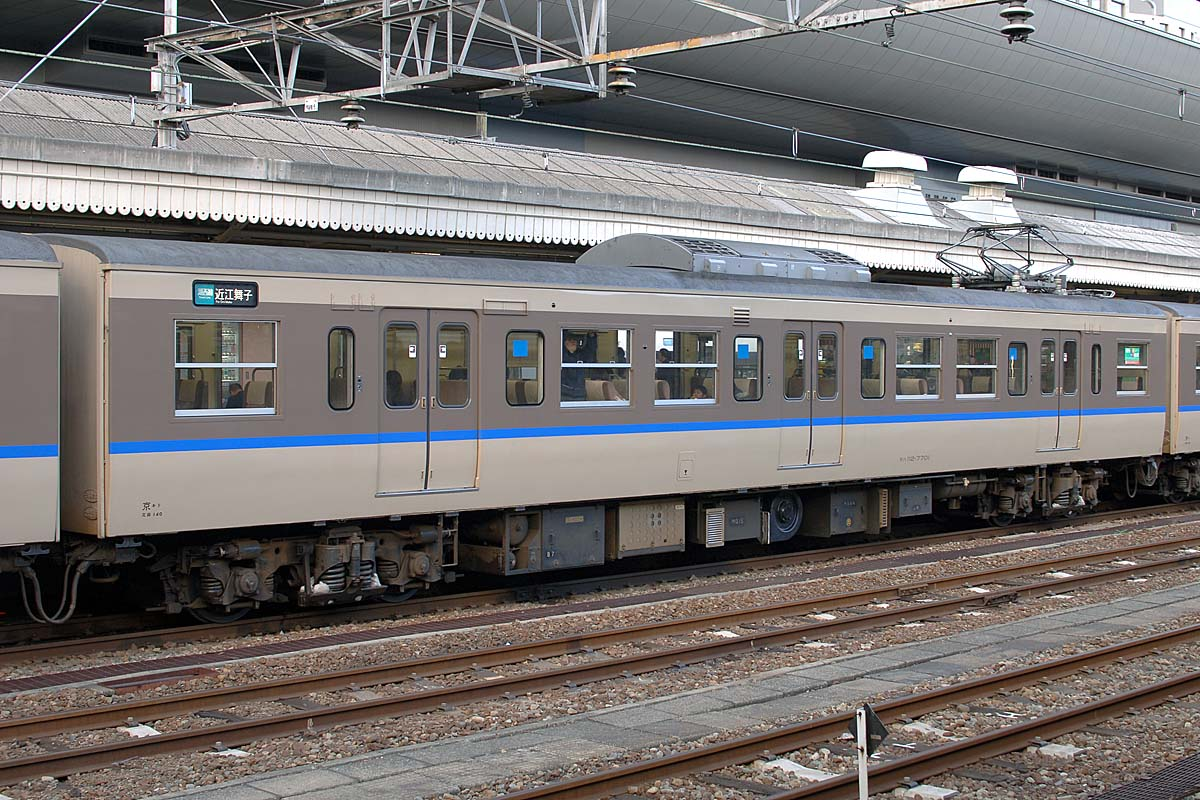
モハ112形7700番台
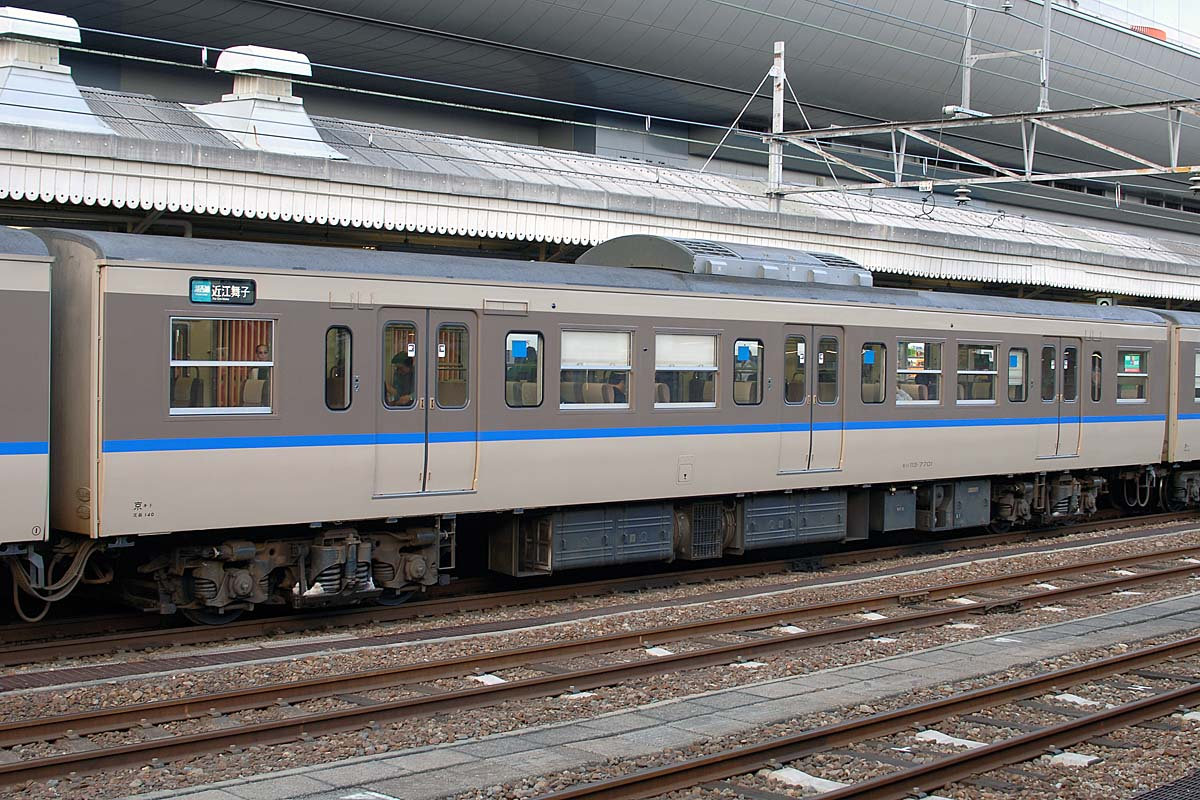
モハ113形7700番台

## グリーン車

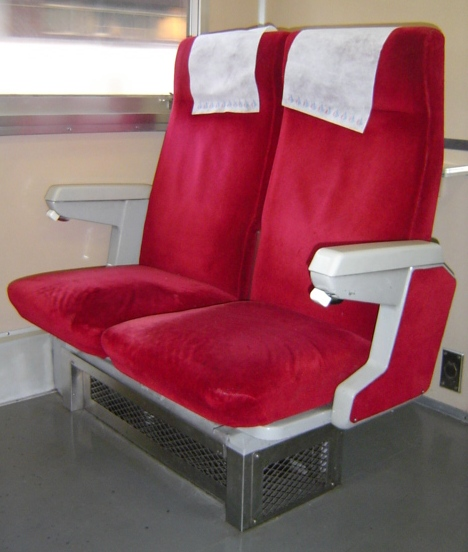
サロ110形1200番台に装備された簡易リクライニングシート

111・113系は、東海道本線東京口や横須賀線・総武快速線、京阪神地区など大都市近郊で使用されたことからグリーン車（一等車）が製造されたことも特徴となっている。111・113系用として新製された車両のほか、数多くの改造編入車が登場している。京阪神地区は1980年10月1日国鉄ダイヤ改正で運用が消滅し一部グリーン車が首都圏に転属。静岡運転所所属車は1986年11月1日国鉄ダイヤ改正で国府津区に転属。JR東日本のみに引き継がれた。
1962年にはサロ111形が新造車として登場し、1965年からはサロ153形からの編入改造車が登場してサロ110形となった。1967年からは下降窓を持つサロ152・163形がサロ112形として編入されている。1973年にはサロ113形が横須賀・総武快速線の地下線用の難燃車として新造され、サロ110・111形においても難燃化改造で1000番台に改番された車両がある。
1976年からはサロ110形1200番台が新造され、横須賀線の輸送力増強と下降窓のサロ112形の置き換えが実施された。1980年代に入ると余剰となった特急形グリーン車・急行形電車からサロ110形への編入が行われ、サロ153形から改造のサロ110形が置き換えられた。JR化後の1989年からは2階建てのサロ124・125形が新造され、老朽化したサロ111・110形が置き換えられている。
使用線区の事情から設備の豪華さよりも定員が重視される傾向があり、特別二等車をベースとする特急・急行用のグリーン車とも違った発展を遂げた。定員重視のため、シートピッチ（座席間隔）は原則として970 mm、特急・急行グリーン車からの改造車は1,160 mmである。

### 新造グリーン車

#### サロ111形 0・1000番台

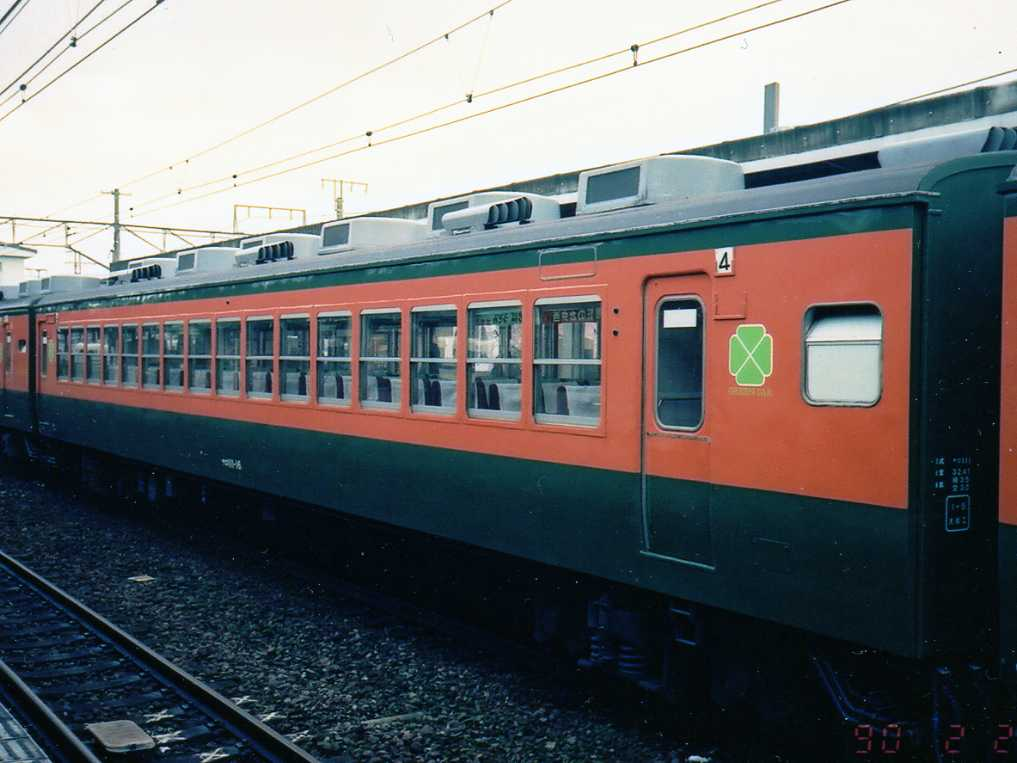
サロ111形0番台

111・113系オリジナルのグリーン車（一等車）で、1962 - 1964年に45両が製造された。形態はサロ153形に類似するが、車掌室がないため定員は4名多い64名である。座席はサロ110形0・900・1000番台とほぼ同様の回転式クロスシートであるが、座席背面は化粧板で処理されており、台車も111型と同様のコイル（金属）ばねのTR62形を履いている。
新製時は非冷房であったが、1972 - 1977年に全車冷房改造が実施された。冷房装置は分散形AU13E形を6基搭載している。また1972年から横須賀線の東京地下駅への乗入れのため18両が難燃化改造を実施されて1000番台に改番された。24両がJR東日本に承継されたが、老朽化のため1993年に全廃された。
0番台から1000番台への改番は以下の通り。
サロ111-17・20・33・35・13・14・15・36・37・38・7・39・22・23・24・40・43・44→サロ111-1001 - 1018

#### サロ113形
1973年 - 1974年に横須賀線・総武快速線用に17両が新造されたもので、全車が地下対応の1000番台（1001 - 1017）とされ、新製時からAU13EN形冷房装置を6基搭載している。急行用グリーン車に準じてリクライニングシート（サロ165形などで使用されたものと同タイプながらテーブル廃止・難燃化を図っている）を1,160 mm間隔で装備しているため、定員はサロ111形より16名少ない48名となった。台車は空気ばね式のTR69である。側面窓は1000番台普通車同様2段上昇ユニット窓で、側面には行先表示幕が設けられた。いわゆる113系版の新製「特ロ」である。
計画では成田空港利用客を見込んでいたが、開港の遅れにより空港輸送での使用は断念された。大船電車区配属車は横須賀線で、幕張電車区配属車は1000'番台冷房車と組んで1973年の房総夏季輸送（房総夏ダイヤ）期間に運転の臨時急行「なぎさ」「みさき」、および臨時快速「青い海」の一部列車に使用された。しかし幕張所属車は夏季輸送終了後は運転休止となり、1974年に横須賀線グリーン車の冷房化率向上のため大船電車区へ貸渡の後、転属している。
前述のとおり定員が少なく乗客の着席需要に応えられなかったため、1976年には全車が京阪神地区（高槻電車区・宮原運転所）に転出し、老朽化していたサロ112形を置き換えた。一部は宇野線で使用されたこともあるが、1980年の京阪神地区快速のグリーン車廃止および横須賀・総武快速線の直通運転開始により、再度関東（幕張電車区）に戻った。転入時に湘南色から横須賀色に塗り替えられたが、全車の塗り替えが間に合わなかったことから、湘南色のままで横須賀・総武快速線で使用されたり、側面の緑帯が残存していたりする車両があったほか、横須賀色でも「大タツ」「大ミハ」の標記になっているものもあった。1987年の国鉄分割民営化に際しては全車がJR東日本に承継されたが、1998年末に全廃された。

#### サロ110形1200番台
横須賀線のサロ113形の定員が少なく不評であった一方、京阪神地区のサロ112形は下降窓による構体の腐食が進行していた。このため、1976年度より横須賀線の輸送力増強用にグリーン車を新造投入してサロ113形を捻出し、輸送力に余裕のある京阪神快速にサロ113形を転用してサロ112形を廃車することとなった。これにより新造されたのがサロ110形1200番台である。
座席は特急普通車並みの簡易リクライニングシートで、シートピッチは970 mmとなり、定員は60名に増加した。形式は定員が同じサロ110形の新たな番台区分とされ、A-A基準を満たす難燃構造車として1200番台に区分された。台車は空気ばね式のTR69である。
側窓はサロ113形と同様の2段式ユニット窓が採用され、側面に電動式行先表示幕が設置された。車内には乗務員室とトイレ・洗面所が設けられた。乗務員室は従来のサロ110形と反対側に設置されたため、乗務員室がない側の車端部に戸袋窓が設けられた。トイレの汚物処理装置については準備工事とし、後に追加装備されたほか、サボ受けが追加された。
1218 - はトイレと洗面所をユニット化し、窓を小型化する設計変更が実施された。1979年製造の1220 - は、1978年9月の車両塗装・標記規定変更により側面窓下グリーン帯が省略された。在来車も工場入場時にグリーン帯を抹消した。
1976年 - 1981年に88両が製造された。当初は横須賀線用として大船電車区に配置されたが、後に東海道線用として国府津電車区・田町電車区・幕張電車区にも配置。最終増備車の1285 - 1288は静岡運転所に新製配置された。
全車JR東日本に承継されたが、東海道本線での運用終了に伴い、2006年までに全廃となった。

#### サロ124形・サロ125形

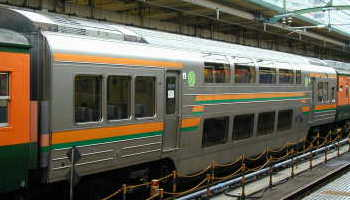
サロ124形東海道本線初期導入車両（東京駅）

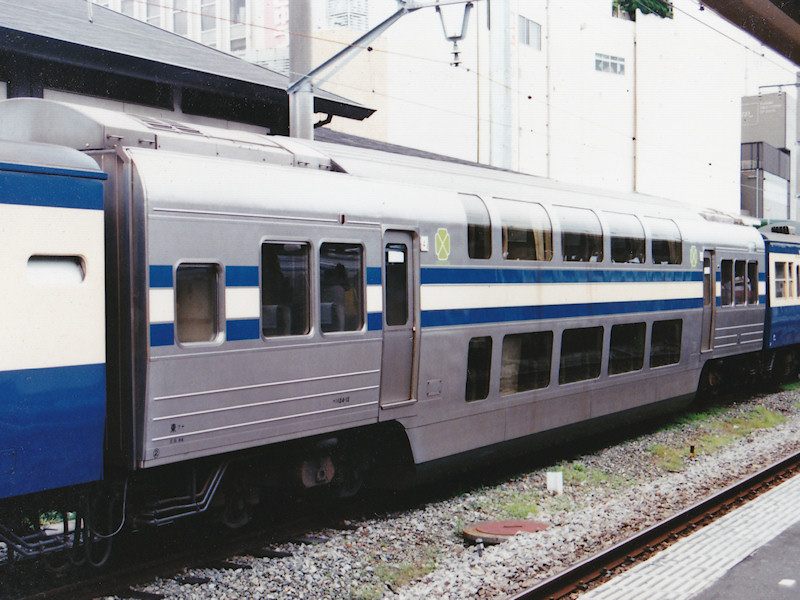
サロ124形横須賀線導入車両（鎌倉駅）

国鉄分割民営化後に登場した2階建車両である。老朽化が進み、取替時期に来ていたサロ110形およびサロ111形の置換えに当たり、乗客の着席需要が旺盛なことから同時期に登場した211系の2階建グリーン車サロ212形およびサロ213形と同じ車体を採用して座席定員の増加を図ったものである。
これにより定員はサロ110形1200番台の60名に対して90名と30名増となり、実に1.5倍に増加している。車掌室付でトイレなしのサロ124形が1989年3月 - 1991年2月にかけて29両、トイレ付のサロ125形が1990年度に5両製造された。将来的には、車掌室とトイレを向かい合わせた形で2階建グリーン車を2両連結することとしていたが、投入当初は両形式とも4号車に組込まれ、2階建+平屋の組合せとした。このため、サロ125形は登場時点でサロ124形と同じ向き（方向転換し本来の向きと逆の状態）で組み込むため、引通しを両渡りとして使用していた。後述の211系への改造時に本来の向きに戻されサロ124形と組んでいる（逆にこの時は両数が多いサロ124形の一部が方向転換と引通しの改造を実施することとなった）。
サロ212形などとの相違点は、連結相手が異なることからブレーキ装置などの構造が異なる他、サロ124-1 - 8は485系などからの発生品・TR69系空気ばね台車を改造して使用していることが挙げられる。なお、9以降は211系同様の新造のボルスタレス台車・TR235G形に変更されている。
サロ124形のうち横須賀・総武快速線に投入された9 - 14・25 - 29は東海道本線のサロ124形と異なり、成田空港利用者輸送に対応して後位出入台側の一列を荷物置場に変更しており、定員は4名少ない86名となった。また前述の通り、台車がこのグループから新造のものに変更された。1990年（平成元年）3月のダイヤ改正から投入されたが、1995年度のE217系2次車投入時に全車が東海道本線に転属し、同線の113系基本編成には全て2階建てグリーン車が組み込まれた。転属時に荷物置場を撤去して4名分の座席を増設した。また帯色が湘南色に変更されたが、東海道本線に新製投入されたサロ124形とカラーシートの貼り方が異なっているため、見分が付く。サロ125形は全5両が東海道本線に投入された。
なお、グリーン車独自の車両番号採番となったため、後に全く関係なくJR西日本で125系が製造されたが、JR西日本車はクモハ125形のみのため、車番の重複が生じなかった。

### 153系・163系からの改造グリーン車

#### サロ110形0・900・1000番台
153系のサロ153形からの改造車で、サロ165形冷房車の新造投入により捻出されたサロ152形非冷房車による準急列車のリクライニングシート化に伴って余剰となったサロ153形を111・113系用に転用したものである。当初はサロ153のジャンパ連結器を111系向けの物に交換しただけで改番は無かったが、1966年3月31日を以てサロ110形に形式変更が行われた。このあと続く転用車も同様の改造と改番が施行された。
1965年 - 1968年にセミステンレス車体試作車の900番台（2両）を含めて63両全車が改造された。シートピッチは970 mmで車掌室付きのため定員はサロ111形より1列分少ない60名、台車は空気ばねのTR59形である。東海道本線東京口と横須賀線のほかに京阪神地区でも使用された。側面塗分線は当初153系時代のままであったが、後に111系に合せている。
1972年から冷房改造が開始されたが、全車には及ばなかった。1972年改造車3両（43・46・49）は、伊東線・伊豆急行線用として20 kVA MGを搭載して自車のみの給電とした。編成を組む普通車はこの時点では非冷房車のままである。
1973年から冷房化が本格的に推進されたが、同年以降の改造車は冷房電源をモハ112形から給電する方式に変更された。1972年改造車は1977年にモハ112形から給電する方式に変更され、その際にMGは撤去された。
サロ111形同様、同年から東京地下駅乗入れ対応のため0番台車7両に難燃化改造が実施されて1000番台に改番された。このうちサロ110-1004・1005・1007は計画番号に留まり、実際に改造工事は行われずに欠番となっている。1980年にセミステンレス試作車・900番台車が京阪神地区のグリーン車廃止時に東京に転出せずに廃車となったのを皮切りに廃車が進行。16両がJR東日本に承継されたが、これも老朽化のため1992年に全廃された。
0番台から1000番台への改番は以下の通り。
サロ110-2・13・14・26・39・16・58→1001 - 1003・1006・1008 - 1010

#### サロ112形
153系急行用一等車（グリーン車）からの改造で、1967年 - 1969年と1975年にサロ152形30両全車（0・100番台）とサロ163形1両（7→サロ112-51）の計31両がサロ112形に改造された。種車のリクライニングシートをそのまま装備しており、定員は48名とサロ111形と比較して16名少ない。まさに「特ロ」そのままである。
サロ152・163形→サロ112形の改造は3回に渡って施工された。車両番号は原則としてサロ152形時代のものが踏襲された。
1回目（1967 - 1968年）
- 大垣電車区・下関運転所に配置されていた非冷房のサロ152-2 - 12・14・16・18・20の15両に吹田工場で改造施工。高槻電車区に配置され京阪神地区で運用された。
- 後に3・14の2両のみが冷房改造された

2回目（1969年）
- 大垣電車区に配置されていた冷房車サロ152-1・13・25・サロ163-7の4両に浜松工場での改造施工と併せて静岡運転所に転属。東海道本線東京口運用に投入されたが、1971年以降は高槻電車区に転用。

3回目（1975年）
- 下関運転所・田町電車区に配置されていた冷房車サロ152-21 - 24・26 - 29・101 - 104の12両に大船工場で施工。24のみが京阪神地区用に高槻配置となったが、他の車両は大船電車区（現・鎌倉車両センター）に配置され、東海道本線東京口・横須賀線で運用された。

下降窓という車体構造上、雨水が浸入しやすかったために車体の腐食が早く、1979年までに全廃された。

### 特急形からの改造グリーン車
サロ110形0番台の老朽化が進行する一方、上越新幹線が開業した1982年11月のダイヤ改正で特急形181系のグリーン車などに余剰車が発生していた。余剰車の有効活用のため、老朽化したサロ110形の置き換え用として特急形グリーン車の113系化改造が実施されることとなった。この改造によりサロ110形300番台が登場し、その後も余剰車の編入による多数の転用改造車が登場している。
特急形改造車は車体がそのまま利用され、車体断面形状が従来の113系と全く異なっており、編成中で非常に目立っていた。これらの改造車は「化けサロ」とも通称された。実質的にいわゆる「特ロ」の一派である。
改造種車も181系・183系、485・489系と多岐に渡り、定員や便所の有無など仕様もまちまちであったが、後述の急行形改造車とともにサロ110形（300・350・1300・1350番台）に編入された。また、定員や便所など設備上の問題から、これら特急形電車からの改造車は必ずサロ110形1200番台などの定員が多い車両とペアで編成が組まれていた。ただし、登場後しばらくの間、特急形からの改造車2両で組み込まれたことがあり、屋根高さが3段となっていることもあった。定員が少ないため、利用者が増える通勤時間帯に着席できなくなることから、グリーン定期券利用者などからは不評であった。
東海道本線東京口と横須賀・総武快速線で使用されてきたが、後者は地下線仕様として1000番台が付番されている。全車がJR東日本に承継されたが、横須賀・総武快速線のE217系置換えで余剰となった2階建てグリーン車の東海道本線への転用により、1998年（平成10年）末までに全廃された。

#### サロ110-301
1982年ダイヤ改正で余剰となった181系サロ180-1001 の改造車で、1983年（昭和58年）に登場した。定員52名。種車の便所および洗面所を撤去して客用扉を増設し、冷房故障時の対策で側面窓の4箇所に開閉可能な換気窓が設置された。また、車体構造の都合により行先表示器も設置されなかった。オリジナルが181系であるため、他の特急形改造の車両と比べても一際低い車体が特徴的であったが、1990年（平成2年）に廃車された。
落成当初は静岡運転所配置であったが、国鉄時代最後となる全国規模のダイヤ改正（昭和61年11月）で国府津電車区に転属した。

#### サロ110-302・303
301と同じ1982年ダイヤ改正で余剰となった181系サロ181形の改造車で、1983年（昭和58年）に登場した。種車が元々485系サロ481形改造の1050番台車（1051・1052）であったため、室内床面を含め車体全体が高く、形態的には後述の350・1350番台と変わらない。冷房装置はキノコ形キセ（カバー）のAU12形である。定員48名。便所・洗面所付。
落成当初は静岡運転所配であったが、国鉄最後のダイヤ改正で国府津電車区に転属し、1991年に全廃された。番号の新旧対照は次の通り。
サロ181-1051・1052→サロ110-302・303

#### サロ110-351 - 362・1351 - 1358

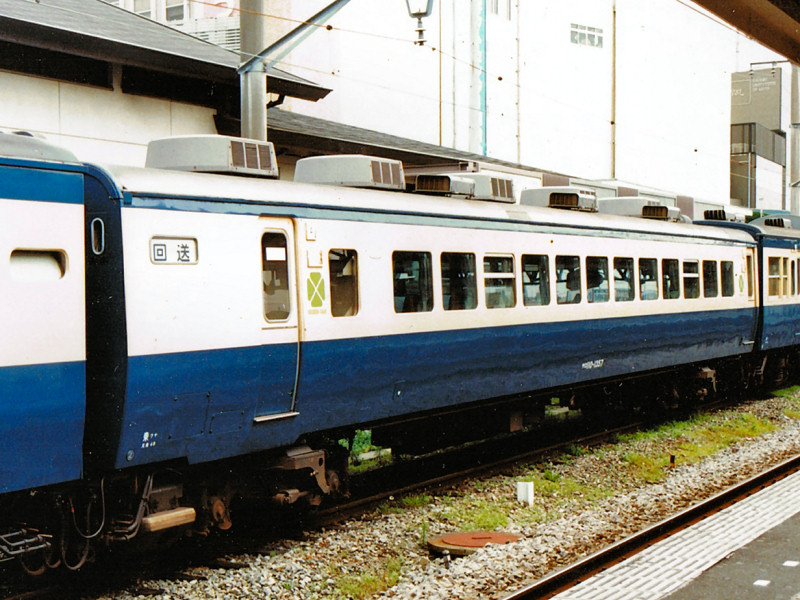
サロ110-1357

1983年（昭和58年）から1986年に登場したサロ489形およびサロ481形の改造車である。定員48名。350番台はトイレ付であるが、1350番台は改造時にトイレを閉鎖している。種車の製造時期の違いから冷房装置に差異がある。前述の302・303を含めてサロ481形およびサロ489形を出自とする車両の改造車は、元の出入台にあったステップを改造時に埋め込んでいる。
356・357・359・360は、サロ124形およびサロ125形と連結されるために方向転換され、引通し線の改造も実施。
351 - 358は静岡運転所に、359 - 362国府津電車区に配置されたが、351 - 358は国鉄時代の最後のダイヤ改正（昭和61年11月）で国府津電車区に転属した。1997年（平成9年）までに全廃された。
落成当初トイレは地上設備の関係で利用出来なかったが後に利用できる様になった。
1350番台の一部は改造当初、例えば横須賀色にもかかわらず塗り分け位置が湘南色のそれであったりと個々の車両ごとで差が生じていたものがあり、営業運転までの間に急ぎ修正が行われている（後述「塗装」の項にあるとおり、横須賀色と湘南色では塗り分け位置が異なる）。
番号の新旧対照は次の通り。
サロ489-1・2・3・4・5・10・11・12・7・9・17・18→サロ110-351 - 362
サロ489-19・20・21・22・24・サロ481-93・95・96→サロ110-1351 - 1358

#### サロ110-304 - 311・1301 - 1305

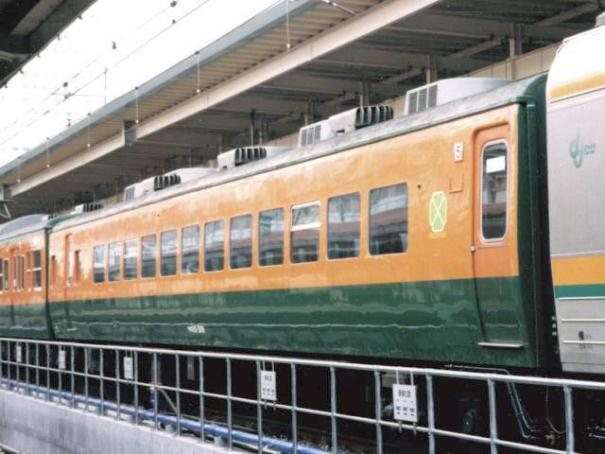
サロ110-309

1987年（昭和62年）に登場したサロ183形の改造車である。0番台からの改造車が304 - 、1000番台からの改造車が1301 - をそれぞれ名乗る。定員48名。種車の便所および洗面所部分に客用扉を増設したため、便所および行先表示器は設置されていない。またサロ183形時代の車内販売準備室および車販コーナーが撤去されずに残っていたのがこのグループ最大の特徴である。1300番台のうち1305のみは、1988年（昭和63年）の落成当初は湘南色に塗装して、田町電車区→国府津電車区に配属されて東海道本線で使用されたが、1991年（平成3年）に大船電車区に転属して横須賀線系統に使用された。304 - 307・1301 - 1304は国鉄時代、308 - 311・1305はJR化後にそれぞれ改造された。
サロ183形0番台からの改造車は、当初は碓氷峠を補助機関車なしで自走可能な187系へ改造される予定の車両であったが、187系の計画中止によって113系へ転用改造されたという経緯を持つ。
305・306・307は、サロ125形と連結されるために方向転換され、引通し線の改造も実施（方向転換された車両は4号車から5号車に移動し、そのままの状態で連結すると車掌室が6号車寄りになるため）。
このグループの1302が1998年12月に廃車され、特急形改造グリーン車は消滅した。
番号の新旧対照は次の通り。
サ ロ183-1・8・14・15・5・11・16・17→サロ110-304 - 311
サロ183-1003・1006・1007・1009・1002→サロ110-1301 - 1305

### 165系からの改造グリーン車

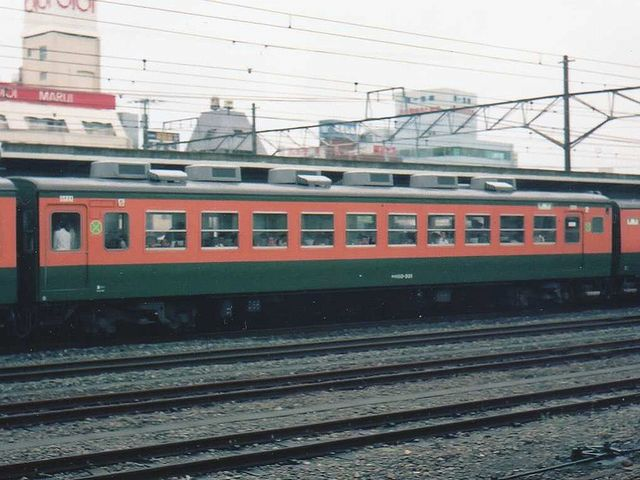
サロ110-501

前述の特急形改造車と同様の事情によって改造されたものであるが、2種2両のみの存在であった。

#### サロ110-501
1983年11月のダイヤ改正で余剰となった165系普通車を113系グリーン車に改造したもので、サハ165-7からの改造で登場した。塗分位置の変更（165系より橙色部分が天地に広い）と行先表示器の追加を除けば後述の401と同様外観は種車とほとんど変わらない。1200番台と同等の簡易リクライニングシートを装備している。座席の間隔と窓の間隔は合っていない。
サロ110形であるにもかかわらず車掌室はないが、定員をオリジナルのサロ110形と合せたため、その分シートピッチは1,010 mmに拡大されている。定員60名。トイレ・洗面所付き。落成当初は静岡運転所配置だったが、国鉄時代の最後のダイヤ改正（昭和61年11月）で国府津電車区に転属した。1990年に廃車された。

#### サロ110-401
1985年3月のダイヤ改正で余剰となった165系グリーン車を113系グリーン車に改造したもので、サロ165-130からの改造で登場した。定員48名。前述のサロ110-501とは異なり、サロ112形同様に正真正銘の「特ロ」である。トイレ・洗面所付。塗分位置（改造当初は塗分がサロ165形時代のままであった。ちなみに、サロ112形も当初は同様であった）の変更と行先表示器の追加、自車用の冷房電源用MGと回送運転台の撤去を除けば外観は種車とほとんど変わらない。
形態的には回送運転台用ライトの有無と2段式のユニット窓（165系時代に下降窓から改造）以外は前述のサロ112形と変わらないが、既に廃形式であったため、サロ110形に編入された。1992年に廃車となった。改造時 - 廃車まで国府津電車区所属。

## 改造車
本系列は、長きに亘り大量に製造されたほか、JR各社へ移行後も使用されていることから、地域や時代のニーズに合わせた改造工事が多数施されている。

### 国鉄時代の改造車

#### 特別保全工事
1960年代に製造された車両は1980年以降老朽化が進み置き換えの対象になったが、当時の国鉄の財政では新造車両への置き換えは困難だったため、製造から15 - 16年経過した車両に対して全般検査2回分の延命を図る延命工事を施工した。これが特別保全工事である。
主な施工項目は
- 屋根鋼板の補修
- 雨樋補修
- 外板補修（屋根・腰板部・窓周辺など）
- 側窓枠取替
- 空気配管取替
- 主回路配線取替
- 便所床鋼板取替

このほか、施行工場によっては引戸の取替や内装更新（化粧板、シートモケットの配色交換）、塗屋根化なども追加で実施したほか、冷房改造や汚物処理装置取り付けも併せて行った車両も存在した。民営化後も引き続き各社で行われたが、延命工事に切り替えたため、施行車両は少ない。なおJR東海では平成に入ってから、施行の際に化粧板が211系同様のものに取り替えられた車両も存在した。

#### 冷房改造

##### 試作冷房改造
冷房化が本格化した私鉄通勤電車に続き、国鉄でも通勤・近郊形電車の冷房化を試行することとなり、1970年に山手線の103系10両と京阪神快速（東海道本線・山陽本線）の113系8両で試作冷房車が投入された 。103系は冷房車として新造されたが、113系では既存の0番台が改造された。
改造されたのは、サロ112形を含む以下の1編成8両である。改造工事は1970年6・7月にかけて国鉄吹田工場で施工した。
|                   | ← 大垣・米原上郡 → |                  |                    |                     |                    |                  |                  |                     |  |  |  |
|                   |                    |                  |                    |                     |                    |                  |                  |                     |  |  |  |
| 車両番号          | クハ111-52 （Tc）  | モハ113-55 （M） | モハ112-55 （M'）  | クハ111-369 （Tc'） | サロ112-14 （Ts）  | モハ113-15 （M） | モハ112-15 （M） | クハ111-360 （Tc'） |  |  |  |
| 冷房装置 製造会社 | AU75X形 三菱電機   | AU75X形 三菱電機 | AU74X形 日立製作所 | AU73X形 東芝        | AU13E形 （分散式） | AU75X形          | AU73X形          | AU74X形             |  |  |  |
| 扇風機            | なし               | あり             | あり               | なし                | なし               | あり             | あり             | なし                |  |  |  |
| 天井ダクト        | あり               | あり             | あり               | あり                | なし               | あり             | あり             | あり                |  |  |  |

- サロ112-14は試作冷房車ではない。

冷房装置はクハ111-369とモハ112-15が東京芝浦電気（東芝）製AU73X形、モハ112-55とクハ111-360が日立製作所製AU74X形、クハ111-52とモハ113-15・55が三菱電機製AU75X形と集中式冷房装置3種類が車体・台枠を補強のうえで搭載され、車内の意匠も冷房風道や吹き出し口の配置、扇風機の有無も数種類が存在した。いずれも容量は48.84 kW（42,000 kcal/h）である。運転席背後の窓は埋められ、そこに設けた総括制御盤から冷房の操作を行う。
冷房用電源装置は、113系では編成両数の考慮から急行形冷房車と同一の110 kVAのMG（三相交流440V.60Hz）がクハ111形に搭載された。
一方、サロ112-14は同系の車体を持つ165系サロ165形、455系サロ455形同様の分散式AU13E形（1基当たり5,500 kcal/h 容量）が搭載されたが、それらが5基搭載であったのに対して6基搭載とされた（同車は試作冷房車ではない）。
宮原電車区に配備されたサロ112-3に関しても同様の改造が行われた。
なお、同じサロ112でも、1・13・17・19・21 - 29・51・101 - 104は、サロ152・163時代に冷房電源として、MH122A-DM76の20 kVAのMGを装備していた。
113系の試作冷房車は、大阪万博の開催期間中の1970年7月19日より営業運転を開始した。1972年2月、クハ111-369とサロ112-14を除き鳳電車区に転じて阪和線で使用された。1976年度以降冷房装置を量産タイプのAU75Bに載せ替えたが、クハのMGはそのままであり、モハ112もMGは設置されなかった。
クハ111-369は1986年に800番台に改造された。国鉄の分割・民営化時には7両全車がJR西日本に承継された。
0番台のままであった6両は1991年に800番台および415系800番台の種車となった。冷房電源が量産車と異なりやや特殊な存在ではあったが、415系改造時にクハ搭載のMGが上手く生かされた形になった。
番号の対照は以下の通り
モハ113-15→モハ113-813→クモハ113-3813
モハ113-55→モハ113-819→クモハ113-3819
モハ112-15→モハ414-810
モハ112-55→モハ414-804
クハ111-52→クハ415-801
クハ111-360→クハ415-807
クハ111-369→クハ111-810
※クハ111-810は2005年、クモハ113-3813・3819は2008年にそれぞれ廃車され、現在は415系800番台に改造された4両が残る。

##### 量産試作冷房改造
試作冷房車の使用実績から、冷房装置は小型軽量化の点で勝るAU75X形を基本としたAU75系が標準機種として選定され、1971年度に京阪神快速用の113系29両が量産試作冷房車として冷房化改造された。103系試作冷房車の実績から冷房風洞は1本となり、近郊型の113系では扇風機は省略された。冷房用電源は、試作冷房車と同じく110 kVAのMGが制御車に搭載された。また、冷房装置本体が後位寄りに設置されている。
この対象車は試作冷房改造車に続いて関西地区の配属車が選ばれ、当時113系で運転されていた新快速運用で並行私鉄（阪急・京阪など）との対抗に利用された。
この量産試作冷房改造車の実績をもって、冷房風洞や冷房電源用MGの改良を行った113系1000番台の新製冷房車（1000'番台）の登場に繋がっている。
番号は以下の通り
モハ112
12→モハ414-802
18→モハ414-811
30→モハ414-807
31→モハ414-806
66→モハ414-803
111→モハ414-805
164→モハ414-808
168→モハ414-809
モハ113
12→818→サハ111-5801
18→814→クモハ113-3814
30→812→クモハ113-3812
31→811→クモハ113-3811
66→810→クモハ113-3810
111→817
164→815→クモハ113-3815
168→816→クモハ113-3816
クハ111
66→819
68→820
151→821
172→822
338→クハ415-808
339→クハ415-806
340→クハ415-805
342→クハ415-802
351→クハ415-804
352→クハ415-811
382→クハ415-803
417→クハ415-810
458→クハ415-809
これらのグループも、クハ111-340・351・417・458を除き、改造間もない1972年に鳳電車区に転じ、阪和線で使用された（クハ111-351は1978年に鳳に転属）。JR移行後、試作冷房改造車同様に800番台や415系800番台の種車に転用された。

##### 量産冷房改造
1973年以降、113系は同年製造の1000'番台に準じて、普通車の冷房化改造工事が開始された。冷房電源はモハ112形のMGを20 kVAから冷房電源兼用の160 kVAのMH135-DM92に交換することで対応され、自車を含む4両に給電する方式となった。また、同時に一部の車両（初期改造車）を除いて側面行先表示器の準備工事が施工され、競合する直下の窓は上段が固定化された。またグローブ式ベンチレーターのクハ111形のうち、最前部のベンチレーターが箱型の車両は、改造時にグローブ式に交換されている。
特異車として、名古屋工場で改造された車は、屋根上ベンチレーターが押込式であった車もグローブ式に換装されており、また冷房装置の位置が通常より後位寄りに設置されている点が特筆される。幡生工場改造車は、冷房装置前後の押し込み式ベンチレーターを、新製冷房車後期グループ同様に冷房本体から離れた位置に移設している。（同工場改造の115系にも、同様の改造が施工された）

#### クハ111形1200番台

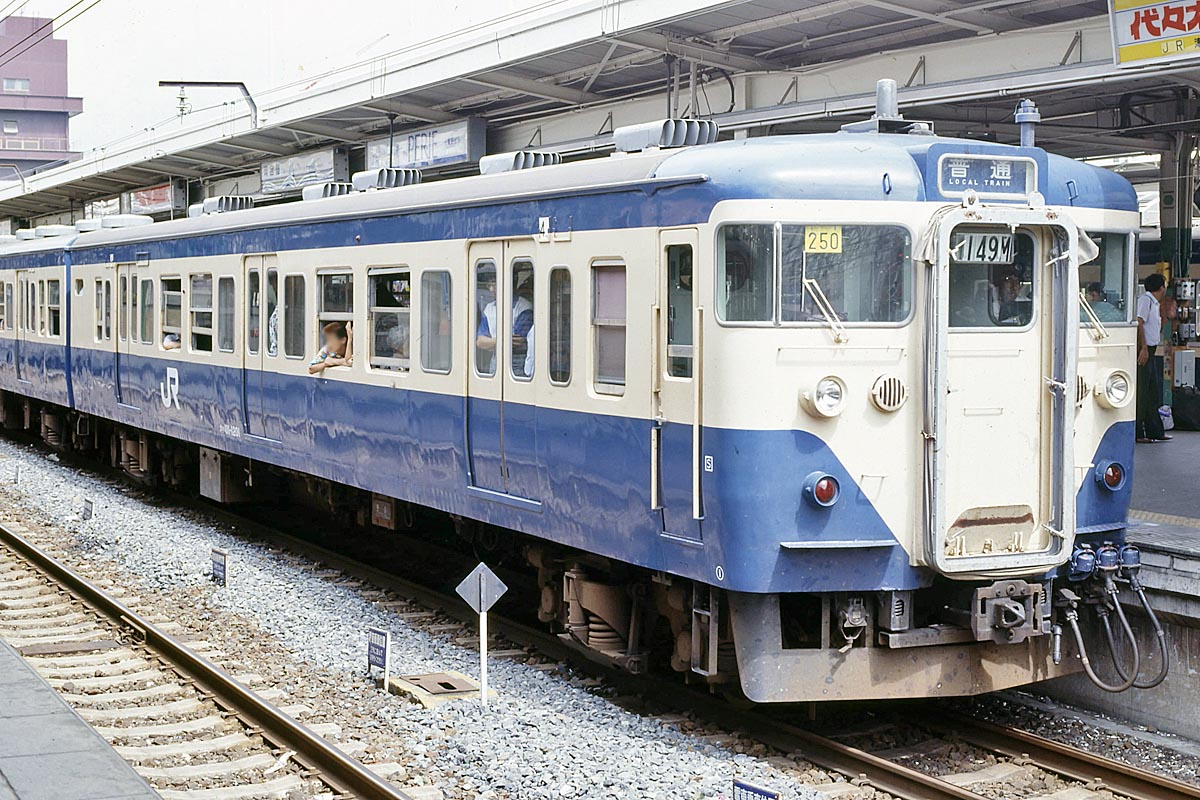
クハ111-1201（1990年）

1982年に起きた外房線の脱線事故によりユニットの片方を失ったモハ113-1027を1983年に制御車に改造して登場した番台区分で、種車の前位に運転台を、後位にトイレを設置して奇数向き固定使用とされた。-1201の1両が存在し、幕張電車区（現在の幕張車両センター）に所属して房総地区で運用していた。2001年に廃車されている。
この当時は1984年2月1日ダイヤ改正に向けて115系や581・583系→715系などの先頭車化改造が国鉄各工場で行われており、これらは台枠ごと既存構体を切断し、完成済みの運転台ブロックを接合するブロック接合工法で施工していた。ただし、当車は施工する大井工場のクレーン能力と建屋高さの不足からブロック接合工法が使用できず、骨組みを残して現物合わせで運転台を構築する一般的な工法で改造した。これは同時期に大井工場で改造した105系500番台のクモハ105-501・クハ104-501も同様である。

#### 方向転換改造
1984年2月ダイヤ改正では、短編成高頻度運転を行う「シティ電車」が各地の都市圏に拡大された。短編成化で不足する先頭車を補うため、先頭車の方向転換改造も実施されている。
1984年2月ダイヤ改正で京阪神快速と房総地区の普通列車が増発され、編成数増加のため奇数向き先頭車が必要となった。この先頭車を捻出するため、網干電車区配置の偶数向きクハ8両が方転改造された。空気圧縮機の撤去と引き通し線の奇数向き仕様への取り替えが行われ、車両番号は0'番台の奇数向き車の続番が付与された。
番号の対象は以下の通り
クハ111-357・367・481・436・457・462・449・455 → クハ111-263・264・265・266・267・268・269・270
このうち、クハ111-263（旧・357）と-264（旧・367）は方転前に幕張電車区に転属し、正確には幕張区転属後に方転されている。この2両のみ非冷房で、1994年までに冷房改造されることなく廃車された。265 - 268は冷房改造車の方転、-269と-270は方転後にAU75による冷房改造がされた。JR化後には-268以外は後述の高速化改造が施工され+5000となった。
JR西日本になってからの1991年には上記と同様の理由で、同じ網干電車区配置の偶数向きクハ3両が方転改造された。
番号の対象は以下の通り
クハ111-347・374・411 → クハ111-276・277・278
-276と-278はWAU102形冷房改造車、277はAU75冷房改造車の方転であり、すべて後述の高速化対応工事が施工されて+5000となったが、現在は全て廃車されている。
クハ111形は前述の通り、非冷房車は除き奇数向き(Tc)・偶数向き(Tc1)ともに両渡り構造のため、静岡地区では国鉄末期 - JR初期に伴い、改番を伴わない方転改造車が存在した。これらは211系投入により、非冷房・奇数向きのまま廃車された。

#### クハ111形の耐寒耐雪改造

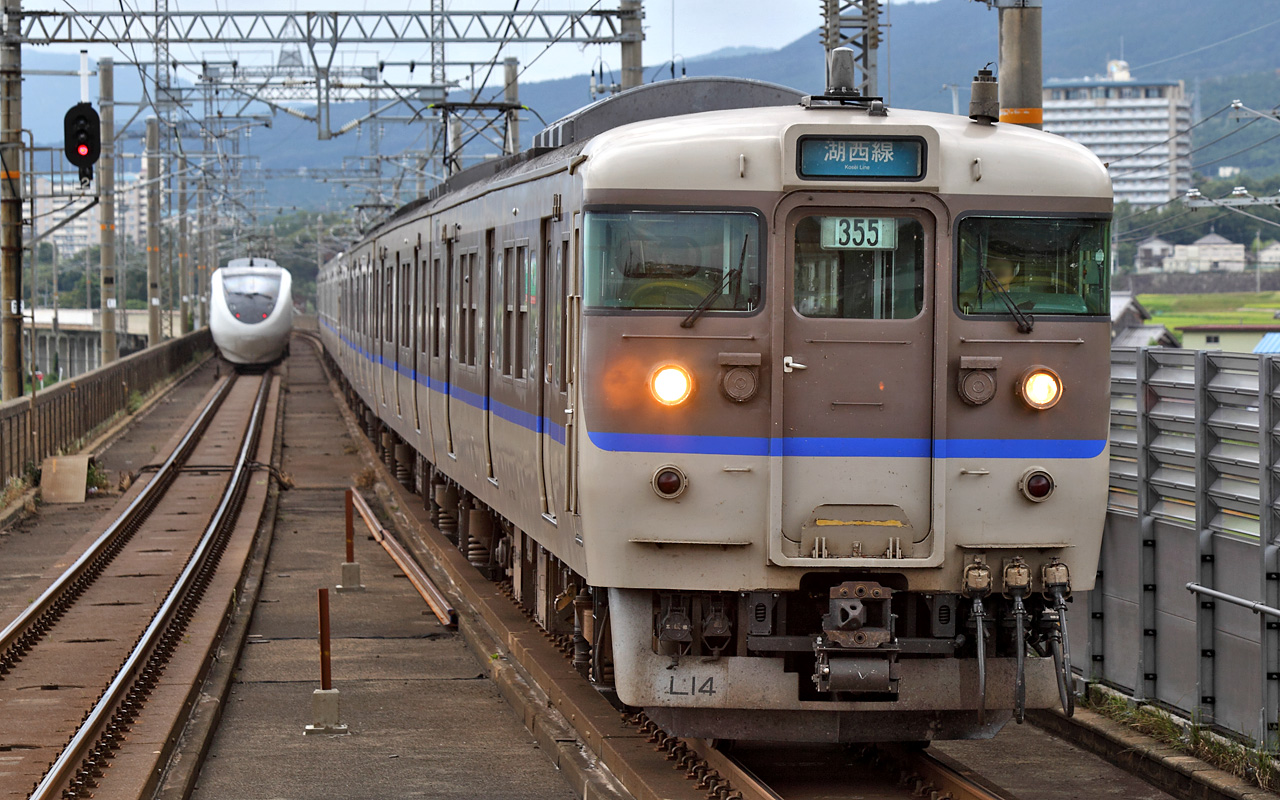
7700番台（元2700番台）の2000番台改造編入車

1984年2月のダイヤ改正で、当時高槻電車区の700・2700番台が短編成化により先頭車が不足するため、同じ高槻電車区配置のクハ111-2000番台8両 が改造された。
番号の対象は以下の通り
クハ111-2109 - 2112 → クハ111-2703 - 2706
クハ111-2009 - 2012 → クハ111-2753 - 2756
付番は新製車の追番。改造内容は側引戸の半自動化とシャッター付タイフォンカバーの取付（新製車とは異形状）と予備笛の追加である。JR化後に全車体質改善工事を受けている。またJR西日本でも中間車を含め追加改造車が誕生している。

#### サハ111形300番台
房総各線で運用している6両編成の一部を4両編成とするために先頭車を捻出する必要があったこと、クハ111-1307、モハ112-1027の事故廃車補充および伊東線用の4+7編成1本を11両編成1本に組み替えることを目的に、1984年と1985年に中央東線用115系の短編成化で余剰となるサハ115形300番台4両を改造して登場した番台区分である。外観は115系と変わらず、115系の特徴である半自動扉対応の取手などもそのままであった。このため、当番台の側扉開口幅は他車より狭い1,100 mmとなっている。
301 - 304が改造され、全車が国府津電車区（→国府津車両センター）に配置された。これにより同区のサハ111-2000台3両が大船電車区（→鎌倉車両センター）に転属し同区の編成中間のクハを捻出した。東海道本線東京口基本編成で運用されたが、横須賀・総武快速線へのE217系投入による同線からの1000・1500・2000番台の転入に伴い、1995年から1999年にかけて全車が廃車された。この中で302と303がトイレ対向部を除いてロングシート化改造を受けた。

#### サハ111形400番台

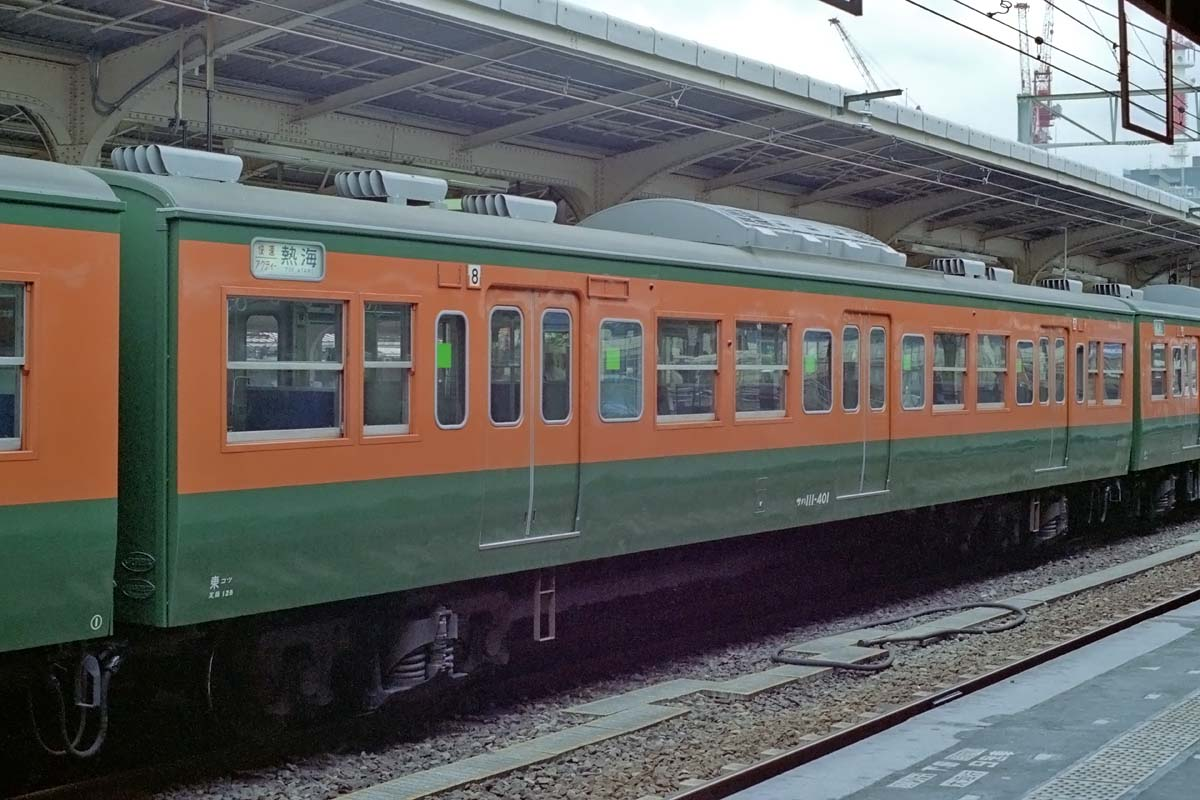
サハ111-401（1989年）

サハ111形300番台と同じ理由で1986年と1988年にモハ113・112形を電装解除して登場した番台区分で、401 - 404が存在し、奇数号車がモハ113形（273・1058）、偶数号車がモハ112形（273・1058）からの改造車である。サハ111形0・1000番台との相違点は電動車からの改造のため、車体妻面の主電動機への冷却風取入口が存置されている他、モハ112形からの改造車は電動発電機冷却風取入口の存置やパンタグラフを撤去した跡が残っていた。403・404は、種車のモハ113・112-1058が冷房準備車だったために扇風機のスイッチ跡が残っていた。前述のサハ111形300番台と同様に東海道本線東京口で運用され、のちに403は全座席ロングシートに改造された。403以外は1998年に、403も2000年に廃車された。

#### 113系800番台

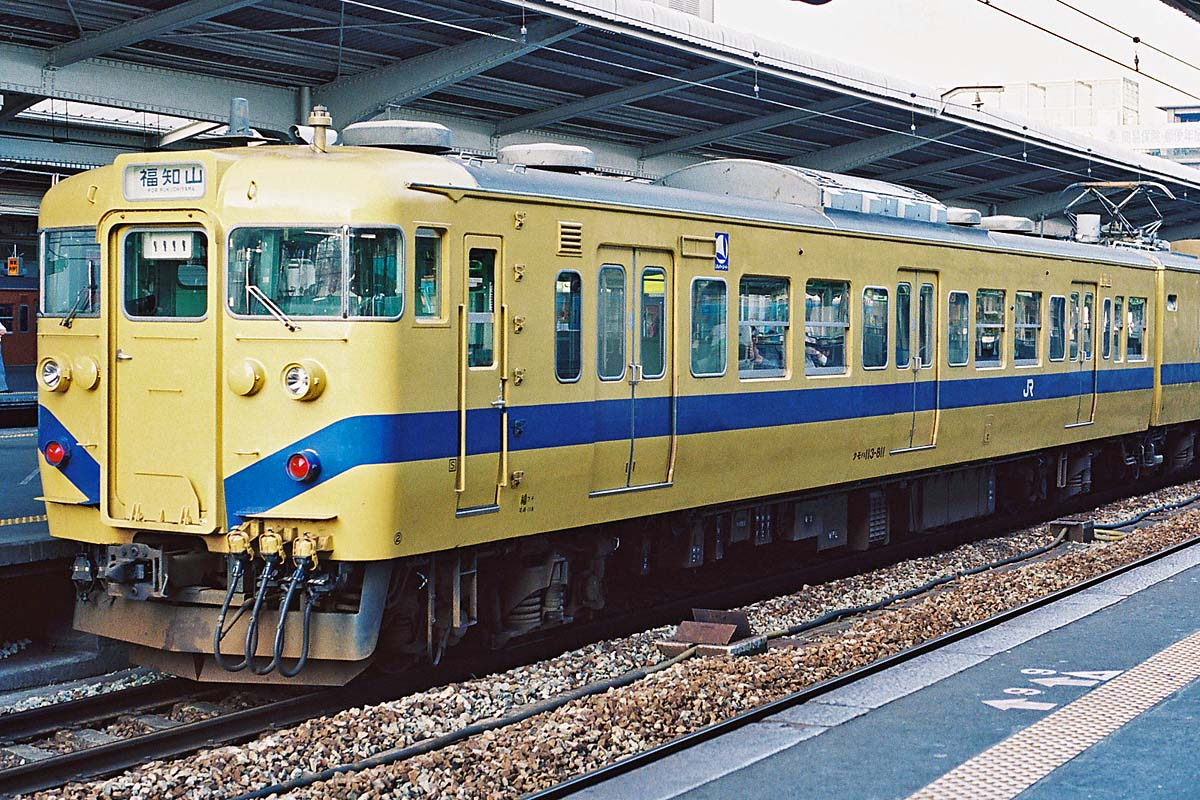
クモハ113-811（大阪駅、1988年）

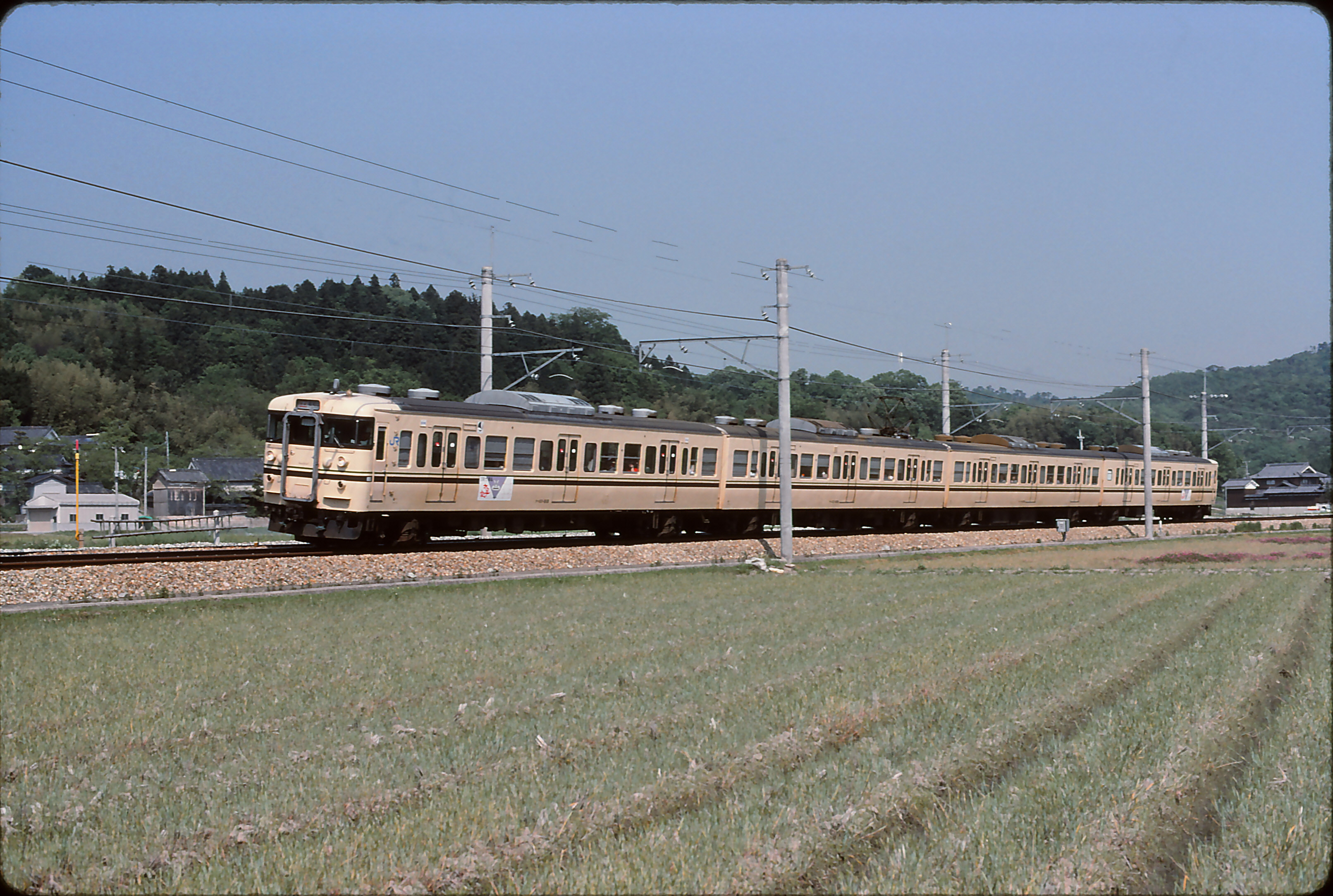
新福知山色へ変更後の800番台（道場 - 三田間、1991年）

1986年に福知山線宝塚 - 福知山間および山陰本線福知山 - 城崎（現在の城崎温泉）間の電化開業に伴い、ローカル列車に113系が充当されることとなった。国鉄が大船・吹田・鷹取・小倉の各工場と広島車両所・幡生車両所（名称はいずれも当時のもの）で0番台に対してドアの半自動化（手動）など、700番台に準じた寒冷地対策（耐寒耐雪仕様）を施工したグループが800番台である。800番台を名乗るが、パンタグラフ取り付け部低屋根化改造は行われていない。大船工場(AU75冷房改造も実施)と小倉工場はクモハ112・113の先頭車取付改造のみ実施)
この時期には国鉄の財政事情も厳しくなっており、各地から集めた余剰車を改造することとなった。種車となる113系0番台の捻出は、京阪神の新快速への117系100番台の投入による113系の捻出、京阪神緩行線への205系の投入と103系の関西本線転出による113系の捻出、中央東線の165系の紀勢本線転用による113系の捻出を行うなど、複雑な転属により行われた。
編成は輸送需要を考慮して2M2Tの4両編成、2Mの2両編成が組成され、2両編成の先頭車化改造車はクモハ113形・クモハ112形に区分された。国鉄時代には4両編成9本・2両編成14本の64両が改造された。2両編成はモハユニットに運転台を増設することで賄われているほか、一部は冷房改造が併施された。工法は既に115系や485系などで実績のある、あらかじめ配線・配管などを含めた完成済みの運転台ブロック（運転台ユニット）を製作し、既存構体に接合するブロック接合工法で施工した。
種車は大部分がグローブ型ベンチレーターを持つ最初期に製造された車両で、寒冷地には不向きであったが、冬季の雪や冷風の吸い込みを抑えるためのカバー取り付け（車両前後方向の吸気口が塞がれ、開口面積が半分程度にされた）が行われたのみで使用された。また、種車の関係で非冷房車の率が比較的高く、800番台化改造時に冷房搭載が行われた車両も電源用MGは廃車となった特急型電車の食堂車から70 kVAのMGが調達されている。クハ111形の前面形状もバラバラであった。なお、非冷房で残された車両は後の分割民営化後に冷房改造され、車両毎の形態差が複雑化することになる。
寒冷地仕様として戸閉機構の半自動化（次項）、客用出入口ドアレールに凍結防止ヒーターの設置、妻面の主電動機冷却風取入口に開閉カバーを設置した（夏期は外部から、冬季は室内から取り入れ）。さらに、スノープラウ、耐雪ブレーキの取り付け、予備笛の追加と既存のものにカバーの追加、床下機器の防雪対策を施工した。
戸閉機械も本来半自動用でないTK4形の改造品を搭載しており、当初からの半自動対応車よりも開閉し難くなったことから、客用扉の取っ手は持ちやすいよう従来より大型のものが設置された（同様の工事を受けた103系仙石線用改造車や105系可部線用改造車に倣っている）。2両編成のクモハ112形にはトイレが新設され、汚物処理装置が全車に装備されたが、電動車で床下にスペースがなかったことから、水タンクは車内トイレ脇に設置された。
元番号とは関係なく、改造順に801 - の番号が付された。クハ111形は他番台のような向きによる番台区分はされず、CPなしの東（奇数）向き先頭車は奇数番号、CP付の西（偶数）向き制御車は偶数番号とされた。福知山運転所に配置され、4両編成の一部は改造後、車両不足を補うため日根野電車区に貸出され、紀勢本線を中心に運用されたこともある。全車JR西日本に承継された。後にJR西日本では七尾線電化に伴う415系800番台への改造に関連して113系800番台の追加改造が行われている。
番号の対照は以下の通り
- 国鉄投入分

モハ113/112-69・48・146・82・63・101・54・83・86→モハ113/112-801 - 809
クハ111-129・384・148・396・114・445・118・376・78・369・112・398・50・467・94・334・95・390→クハ111-801 - 818
モハ113/112-135・134・81・80・163・175・169・160・72・115・145・148・219・230→クモハ113/112-801 - 814

### JR東日本の改造車
国鉄から大量に継承したが、新形式の投入に伴い現在は全車両が定期運用を退いている。

#### AU712形による冷房改造車
国鉄時代、非冷房車は新造車と同じAU75系冷房装置（重量約750 kg）によって冷房改造されていたが、非冷房車は冷房搭載を前提とした設計ではなかったため、搭載には構体の補強および電源用三相交流引き通し増設の工事が伴い、多額の改造費用と工期を要していた。113系では幕張電車区に所属していた房総地区の車両には大量の非冷房車が残っており、対応が急がれた。1000'番台冷房準備車はAU75による冷房改造を実施したが、初期車は1988年以降、屋根上にAU712形集約分散式冷房装置を2基搭載し、重量を分散することで補強を不要とする冷房改造に移行した。
最初に施行された3両（クハ111-1007・モハ113/112-1014）は、AU75形冷房車との混結となるため、冷房電源はモハ112形のMG交換による容量増強で対応していたが、その他の車両は編成単位で改造が行われた。このため、改造費用と工期を削減する目的として屋根上に別取付のSC24形インバータ (定格容量28 kVA・VVVF制御による補助電源装置) を同時に取付けたタイプで登場した。施工されたAU712形冷房装置は三菱電機が原設計と製造を担当しており、冷房能力24.42 kW ≒ 21,000 kcal/hの装置を各車2基搭載し、AU712形の重量は約335 kg/1基、SC24形インバータの重量は350 kg（実測値）である。
多くの車両は車両更新工事と同時に行われたが、一部の車両は車両更新工事または特別保全工事施行後に冷房改造が行われた。
1992年に対象車両の改造が完了したが、これらの車両は車齢が高い上にAU712形の冷却能力が低いのが欠点であり、特別保全工事車は1996年以降E217系の投入により早期に廃車され、その他の車両も2004年以降国府津区にE231系が投入されたことにより捻出された状態の良い113系で置き換えられ、2006年中に全車廃車となった。

#### オールロングシート車
1989年から1992年にかけて、混雑の激しい東海道本線と横須賀・総武快速線の一部車両において、クハ・サハ111形のトイレ対向部以外の座席をすべて撤去し、ロングシートに交換された。これにより床面積が大幅に増加し、輸送力が向上した。新設された座席は211系や415系のロングシート車に準じたバケット構造（座席に体形にあった定員分の凹みを設け、より快適な着座感を期待するほか定員着席を誘導する構造）とされ、サービス維持と着席定員低下防止が図られた。改造時に車両更新を併施した車両も存在したが、シートピッチ拡大車は改造の対象からは除外された。
両線で対象とする号車が異なり、東海道本線の田町電車区（後の田町車両センター、現在の東京総合車両センター田町センター）では11両編成中の普通車9両（7編成で計63両）が、横須賀・総武快速線の大船電車区（現・鎌倉車両センター）では11両編成中のグリーン車前後各2両の4両（11編成で計44両）が改造された。なお、田町所属編成は後に国府津電車区（現・国府津車両センター）へ転属している。
E217系の増備により、大船電車区所属車のうち状態の良い車両更新車は国府津電車区に転じたほか、モハ113/112-1125、-1127は小山電車区に転属し、E231系投入まで使用されその後廃車された。国府津電車区でも廃車や編成替えによって徐々にロングシート統一編成が崩れていったが、追加改造はなされなかった。これらは他線転用の対象にもならず、本系列が東海道本線から撤退した2006年に消滅した。
対象は下記の通り
車号太字は車両更新車
- 国府津電車区配属車

クハ111-194・198・202・215・218・226・237、527・528・536・537・539・550・556
モハ113/112-236・252・253・256・260・262・266・267・268・274・278・279・281・285・287・289・300・315・316・319・321
サハ111-302・303・403・1001・1014・1015・1018
平成3年に改造されたクハ111-218・237・527・550はシルバーシートステッカーは未取付だった
- 大船電車区配属車

モハ113/112-1064・1065・1070・1073・1081・1082・1125・1127・1130・1132・1146・1149・1157・1172・1176・1183・1206・1208・1210・1217・1228・1265

#### モヤ113形
異常時の対応や車両故障時の応急処置など、乗務員のための巡回訓練用車両としてモハ113形から改造された職用車。車内は後位側（東海道本線基準で熱海側）半分の座席が撤去されてミーティング用スペースと視聴覚教育用のAV機器が設置された。車外は側面に訓練車であることを示す白帯2本と「訓練車」の文字が追加された。
当初、1991年に0番台モハ113-68がモヤ113-1に改造されたが、1995年に同じく0番台で、経年の浅いモハ113-192改造のモヤ113-2と交代で廃車された。モヤ113-2は2005年まで使用されたが廃車され、形式消滅している。

#### 前面強化改造
1992年に113系のクハ111-1038が成田線久住 - 滑河間の大菅踏切で踏切事故に遭い、乗務していた運転士が変形した運転台に挟まれて殉職した（成田線大菅踏切事故）。JR東日本はこの事故を受け、衝突からの乗務員保護のために先頭部にステンレス板（一部鉄板の例もあり）を追加する工事を進めた。
代替車両として国府津電車区からクハ111-231が幕張電車区に転属され、幕張区から国府津区にサハ111-1048が転属されてK編成に組み込まれた。
この種の工事は国鉄時代から行われていたが、同事故以降はより耐性を高めるため、それ以前や他のJRよりも徹底した、独自のメニューに移行した。下部のアンチクライマー（板状の物体）は1枚から4枚（ジャンパ連結器収め部分は2枚）に増強され、窓下の手すりは撤去されて衝撃吸収板が設置された。本来、アンチクライマーは正面衝突時に噛み合うことで他車への乗り上げを防ぐものであるが、ここでは障害物に対する意味合いが強い。年内に全ての非施行車を強化するため、各電車区でも工事が行われた。このうち横須賀・総武快速線の大船電車区と幕張電車区（いずれも現在の鎌倉車両センターと幕張車両センター）の両区での施行車には、塗装を省略してステンレス地に帯テープを貼付されたのみで出場した車両も存在したが、工場入場時に塗装が行われ、短期間で消滅した。
なお、前照灯が白熱電球であった車両は改造と同時にシールドビームへの交換が行われたため、工事の完了によって白熱電球装備車も消滅している。

#### 車両更新工事
JR東日本では発足当初、国鉄時代から行われていた特別保全工事によって車両延命を行ってきたが、これを一層徹底した施工内容による延命工事に移行した。施工当初は1967 - 1972年製の車両を対象に1988 - 1993年まで実施されたが、後に1972年以降に製造された車両も追加された。113系では幕張区の0・1000番台初期車、幕張・大船区の1000'番台の一部、東海道本線で使用されるサハ111-1000番台が中心に施行され、後に国府津区の113系0'番台も一部施行された。
おもな施工項目は
- 屋根鋼板の補修とポリウレタン樹脂系塗屋根化
- 雨樋取替
- 外板取替（屋根・腰板部・窓周辺など）
- 側窓枠取替
- 外板塗装更新
- 空気配管取替と除湿装置取付
- 主回路配線引替
- ジャンパ連結器の引替と片栓車の両栓化
- 引戸の取替（上レール・下レール座・戸車取替）
- 室内化粧板とカーテン取替
- 腰掛脚台、蹴込板とモケット取替（フットライン入り）
- 握り棒、荷物棚のステンレス化と吊手の取替
- 各ゴム類の黒ゴム化（戸先・戸当り・Hゴム・押えゴム）
- 側扉ガラス支持方法の変更（Hゴム方式から金属押えゴム方式：一部車両はドア自体を金属押え方式のものに交換）

これらは多くの工場が担当しており、化粧板の柄や腰掛モケットが微妙に異なるなど、仕様に差異が見られ、大井工場施工車の一部には袖仕切が設置されている。1994年にE217系が登場すると車両更新工事は中止され、置き換えられた。

#### リニューアル車

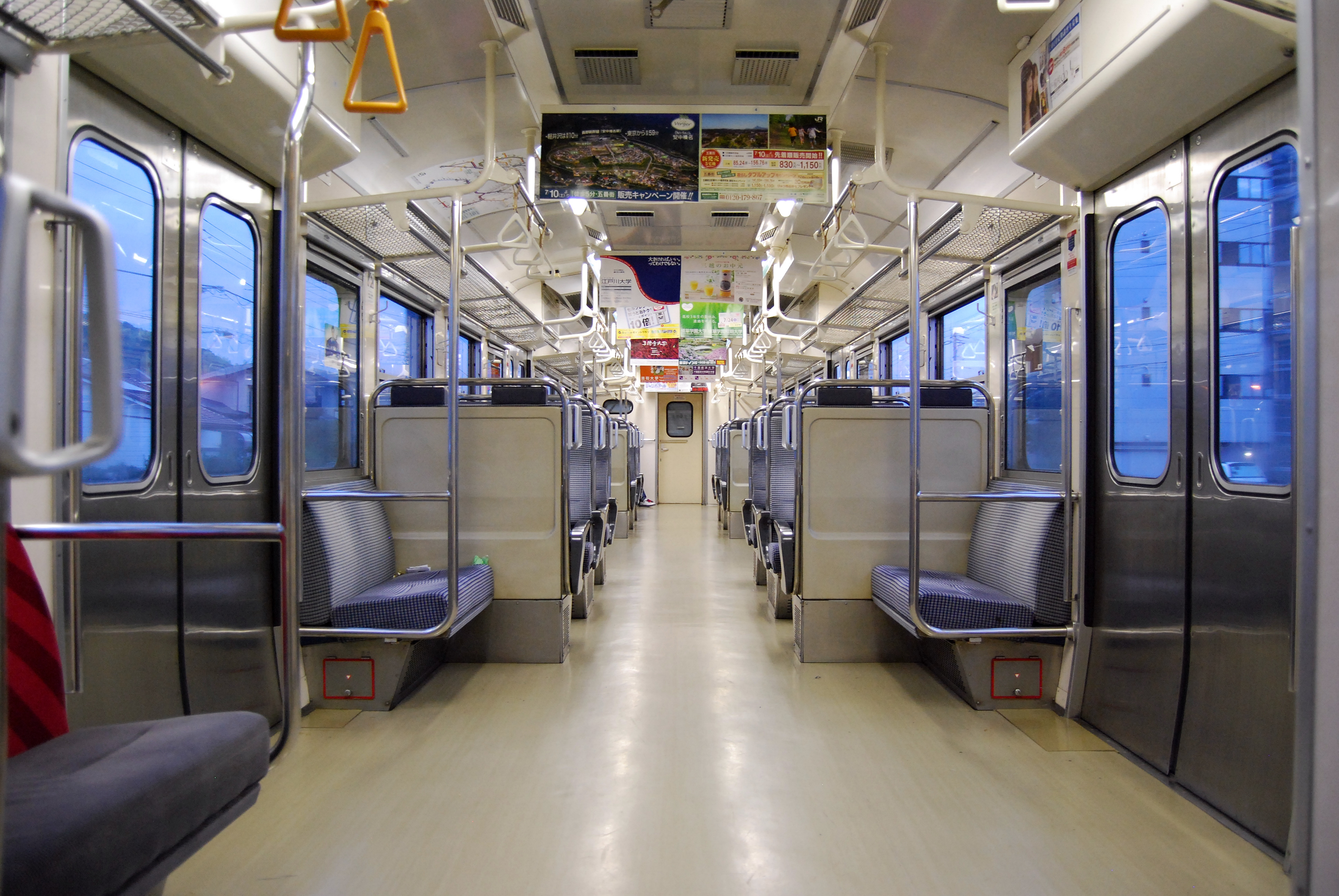
幕張車両センター所属のリニューアル車の車内

1999年より、幕張電車区（現幕張車両センター）配置の1000'番台後期車・1500番台を対象にリニューアル工事が行われた。内容は、コンプレッサーをレシプロ式からスクリュー式へ交換、座席の交換および車椅子スペースの設置、台車の軸箱の密封コロ軸受への改造、補助電源装置のMGからSIVへの交換などが挙げられる。編成番号は、4両編成はS221 - S225、6両編成はS61 - S71が与えられた。これらの編成は後年に列車番号表示機がLED化された。なお、モハ112-1252・1517はリニューアル工事は施工されていないが、補助電源装置やコンプレッサーが変更されている。
幕張区の車両のみではクハ111が不足するため、以前から配置されていた0'番台先頭車 (-231・-249) もリニューアルが施行された。この他に、廃車対象ながら状態が良かった小山電車区所属（旧大船電車区所属）の-1138・-1455の2両を転属させた他、幕張区の1000'番台車両更新車と国府津電車区の未更新車 (-244・-552・-1602・-2146) との交換が行われた。-2146は2000番台として唯一リニューアル工事が施工された。
2001年3月までに6両編成×11本・4両編成×5本の86両が改造された。
| ← 千葉安房鴨川・銚子 → | ← 千葉安房鴨川・銚子 → | ← 千葉安房鴨川・銚子 → | ← 千葉安房鴨川・銚子 → | ← 千葉安房鴨川・銚子 → | ← 千葉安房鴨川・銚子 → | ← 千葉安房鴨川・銚子 → | ← 千葉安房鴨川・銚子 → | ← 千葉安房鴨川・銚子 → | ← 千葉安房鴨川・銚子 → | ← 千葉安房鴨川・銚子 →            |
| 編成                   | クハ111                | モハ112                | モハ113                | モハ112                | モハ113                | クハ111                | 竣工                   | 施工                   | 廃車                   | 備考                              |
| ---------------------- | ---------------------- | ---------------------- | ---------------------- | ---------------------- | ---------------------- | ---------------------- | ---------------------- | ---------------------- | ---------------------- | --------------------------------- |
| S61                    | 1448                   | 1504                   | 1504                   | 1501                   | 1501                   | 244                    | 1999.10.12             | 大船                   | 2011.3.24              |                                   |
| S62                    | 1450                   | 1253                   | 1253                   | 1254                   | 1254                   | 249                    | 1999.10.28             | 大井                   | 2011.5.11              |                                   |
| S63                    | 1453                   | 1264                   | 1264                   | 1262                   | 1262                   | 1503                   | 2000.1.27              | 大船                   | 2009.10.8              |                                   |
| S64                    | 1605                   | 1521                   | 1521                   | 1519                   | 1519                   | 1505                   | 2000.1.28              | 大井                   | 2009.10.22             | M112+M113-1521は2000年2月2日施工  |
| S65                    | 1601                   | 1511                   | 1511                   | 1508                   | 1508                   | 2146                   | 2000.3.29              | 大船                   | 2010.8.27              |                                   |
| S66                    | 1603                   | 1514                   | 1514                   | 1507                   | 1507                   | 1133                   | 2000.3.29              | 大井                   | 2009.11.28             |                                   |
| S67                    | 1451                   | 1523                   | 1523                   | 1513                   | 1513                   | 1137                   | 1999.3.29              | 大井・大船             | 2010.11.25             | M112+M113-1523は2000年3月30日施工 |
| S68                    | 1606                   | 1524                   | 1524                   | 1522                   | 1522                   | 1506                   | 2000.5.30              | 大井                   | 2010.6.10              |                                   |
| S69                    | 1442                   | 1512                   | 1512                   | 1510                   | 1510                   | 231                    | 2000.10.2              | 大井                   | 2010.5.11              |                                   |
| S70                    | 552                    | 1259                   | 1259                   | 1258                   | 1258                   | 1501                   | 2000.11.22             | 鎌倉                   | 2010.11.12             |                                   |
| S71                    | 1444                   | 1257                   | 1257                   | 1263                   | 1263                   | 1129                   | 2001.3.29              | 鎌倉                   | 2011.9.30              | 2010年に4連化（S222編成に改番）   |

| ← 千葉安房鴨川・銚子 → | ← 千葉安房鴨川・銚子 → | ← 千葉安房鴨川・銚子 → | ← 千葉安房鴨川・銚子 → | ← 千葉安房鴨川・銚子 → | ← 千葉安房鴨川・銚子 → | ← 千葉安房鴨川・銚子 → | ← 千葉安房鴨川・銚子 → | ← 千葉安房鴨川・銚子 →     |
| 編成                   | クハ111                | モハ112                | モハ113                | クハ111                | 竣工                   | 施工                   | 廃車                   | 備考                       |
| ---------------------- | ---------------------- | ---------------------- | ---------------------- | ---------------------- | ---------------------- | ---------------------- | ---------------------- | -------------------------- |
| S221                   | 1449                   | 1260                   | 1260                   | 1134                   | 1999.3.29              | 大船                   | 2010.4.28              |                            |
| S222                   | 1454                   | 1263                   | 1263                   | 1129                   | 1999.3.23              | 大船                   | 2010.10.31             | S71編成のモハを編入し6連化 |
| S223                   | 1443                   | 1250                   | 1250                   | 1128                   | 1999.4.23              | 大船                   | 2011.9.16              |                            |
| S224                   | 1602                   | 1261                   | 1261                   | 1504                   | 2000.8.11              | 鎌倉                   | 2011.8.31              |                            |
| S225                   | 1455                   | 1515                   | 1515                   | 1138                   | 2001.1.9               | 大井                   | 2009.12.4              |                            |

#### 房総地区向け方向転換・編入改造
- クハ111形の方向転換

1988年、国府津電車区所属のクハ111-173が方転改造（偶数方）され幕張電車区に配属された。1991年にクハ111-183が改造、1992年にクハ111-200が改造。予備車として国府津電車区所属のクハ111型ATS-P型取り付けによる代走を務め1993年に幕張電車区に転属。
クハ111-173・183・200→クハ111-569・575・576
このグループでは-576が1997年に廃車になったが、-569は訓練車として国府津区に復帰し2005年まで活躍。-575は幕張区で訓練車扱いで2006年まで活躍。一時的に営業車として運用に入ったこともある。
- クハ115形からの編入

1988年、房総地区の短編成化および列車増発に備え、JR東日本ではクハ115形からの改造編入（271 - 275・570 - 574）を行った。サハ111形300番台と同じく扉の半自動扱いのための取手などもそのままであった。これらの車両は車両更新工事や冷房改造が施行されることなく1994年までに全車廃車となった。

#### トイレ部分の側面方向幕撤去
1996年ごろから横須賀・総武快速線および東海道線で運用されているクハ111、サハ111のトイレ部分のみ方向幕が使用停止になった。これはトイレ部分の方向幕の盗難やいたずらが頻繁に起こったためである。施行後は幕部分は白、またはオレンジの紙が貼られ、機器裏蓋部分は残したものとステンレスの塞ぎ金物を詰めたものがあった。なお、対象車が房総ローカルに転用された場合は、方向幕は復元されている。

### JR東海の改造車
後継形式の投入に伴い、2007年度中に全車廃車された。

#### 東海道線名古屋地区向け短編成化改造
1988年3月改正で名古屋地区のフリークエントサービス充実化のため、短編成化で列車の増発を図ることになった。このため神領電車区（現在の神領車両区）、大垣電車区（現在の大垣車両区）に配置されている113系2000番台6両編成を3両編成×2本に改造する工事が1987年から1989年まで行われた。
転用にあたり、以下のように編成替えが行われた。モハ113形では運転台ユニットの設置によりクモハ113形への先頭車化改造が行われ、クハ111形では奇数向きへの方向転換が行われた。
←東
クハ111+モハ113+モハ112+モハ113+モハ112+クハ111（8本）
↓
クモハ113+モハ112+クハ111（8本） クモハ113+モハ112+クハ111（8本）
3両での走行のため、モハ113形は奇数向きに運転台が設置され、クモハ113形2000番台に改造された。種車はすべて2000番台であるが、車両番号は改造順に2001から振られた。設置された運転台は既存の2000番台先頭車に準じて新造されたものであるが、接合部に干渉した運転台直後の窓は設置されていないため、側面の印象はATC搭載車に近い。助手席側のワイパーは手動式で運転室の行先表示機設定器は未取付となった。

上記の改造により偶数向きクハが不足するため、奇数向きクハから8両が改造された（斜体のクハ111が8両）。種車にはCPが設置されず、方転改造時もCP設置が省略されたため、新区分番台「クハ111形2200番台」として区別された。車両番号は改造順に2201から振られた。改造内容は車間渡りの変更で、引き通し線の交換が行われた。2205はクハ111-2165からの改造で、種車時代よりトイレ付であったが、それ以外の車両へのトイレ設置は見送られた。
番号の対照は以下の通り
モハ113-2001・2002・2004・2005・2048・2049・2009・2012・2050・2051・2011・2007・2121 - 2124→クモハ113-2001 - 2016
クハ111-2103・2105・2137・2104・2165・2108・2124・2125→クハ111-2201 - 2208
改造工事の最中の1988年夏に211系5000番台が投入されたことにより、一部は東海道本線静岡地区への転用が開始され、1989年3月時点では静岡運転所（現在の静岡車両区）と大垣電車区に8編成ずつが配置された。1990年3月には大垣電車区に311系が投入されたのに伴い大垣の8編成が静岡に移動し、以後全車が静岡地区での運用となった。
当初はトイレの有無によって運用が分けられており、トイレ搭載車は大垣駅や米原駅までの長距離運用 にも充当されたほか、東海道線 - 身延線、御殿場線への直通列車や御殿場線内の運用にも3連という身軽な編成を生かし使用された。しかし、1999年12月ダイヤ改正で313系投入に伴い、豊橋駅以西での113系運用が廃止されたため、大垣・米原乗り入れは消滅。東海道線 - 身延線、御殿場線への直通列車も313系ワンマン対応車投入に伴い捻出された115系によって置き換えられた（ただし、御殿場線内の運用は残存）。末期には長距離運用がなくなったため、トイレの有無は関係なく一括で運用され、313系2000番台の投入に伴い、2007年までに全編成が廃車された。

#### 偶数向きクハ111形の方転改造
1999年の313系投入に伴い、JR東海では多数の113系初期車が廃車となり、車齢の若い2000番台車の転配が行われた。この際、静岡運転所では奇数向きクハが1両不足したため、大垣区から転属した2000番台偶数向きクハ1両を奇数向きに方向転換。新区分番台「2300番台」とした。なお、車号の下2桁は元番号から引き継がれた。
番号の対照は以下の通り
クハ111-2033→クハ111-2333
この車輌は1979年に静岡運転所に新製投入された2000番台車4両編成1本のうちの1両で、1989年に大垣電車区に転属。10年振りに復帰し改造された。改造内容は車間渡りの変更。CPは残存（ただし、使用停止）。トイレは後述の通り、使用停止であったために便所流し管が撤去された。
本車両も2007年に廃車されて区分消滅となっている。

#### C-AU711形による冷房改造車
非冷房車を数多く抱えていたJR東海では、冷房化率向上の早期実現のため、国鉄時代からの集中式AU75形に代わる容量可変形インバータクーラーによる0番台非冷房車の冷房改造が開始された。最初は1987年度に115系1000番台3両の分散形インバータ冷房改造が試作され、結果が良好なことから1988年度より本格的な改造が開始された。施工された冷房装置は集約分散式のC-AU711形、冷房能力20.93 kW ≒ 18,000 kcal/hの装置を各車2基搭載したものである。重量はAU75形の約750 kgからC-AU711形では295 kg/1台まで軽量化されており、重量の分散によって車体補強などの関連工事が省略された。
冷房電源は、編成単位で非冷房であった場合はモハ112形の20 kVAのMGが存置され、編成中のクハ111形1両に冷房電源専用の直流600 Vを出力する静止型コンバータ (SCV・4両分の給電能力を有する90 kW) が新設された。AU75冷房付電動車と編成を組むクハ111形は、モハ112形の大容量MGから給電された。冷房風道は、AU75形搭載車とは異なり、室内灯取付位置に沿って線路方向に2本入る形となり、既設の扇風機もそのまま使用された。蛍光灯は、冷房風道横の取付座に増設された。
改造にあたり、冷房付電動車と編成を組むクハ111形は元番号のまま、SCV搭載のクハ111形は元番号+6000、その他は元番号+5000と区分された。また、冷房機の外観は全て同じであるが、MGから給電（三相交流440 V・60 Hz）を受けるものはC-AU711C形、SCVから給電（直流600 V）を受けるものはC-AU711B形と区別されていた。また、側面行先方向幕は取り付けられなかった。運転台後部の通風器の取り替え（大型→通常の吸出式または押込式）も行われなかった。
SCV搭載車は全て大垣区に集められ、MG給電車のほとんどは静岡区に所属した。一部のクハ111形は汚物処理装置未取付のままトイレを使用していた。対象車は全車初期車であり、313系投入によって2001年3月までに全車が廃車された。

#### ATS-P搭載車
静岡運転所配置の4両編成のうち、0'番台や2000番台で構成された17本がT編成と呼ばれ、国鉄末期の1986年11月から民営化後も東海道本線東京口でJR東日本車と併結運転を行ってきた。
1993年10月から東京 - 小田原間でATS-Pが使用開始されるのに伴い、1992 - 1994年にかけて、先頭車にはJR東日本と同様のATS-P取付改造が施工された。これに合わせて編成全車も110 km/h運転対応のブレーキ力向上が同時に施工されている。改造施工車は、早期に改造されたものは未改番だったが、1994年2月までに奇数向きクハ111形は700番台（2000番台車は2700番台）、それ以外の車両は600番台（2000番台車は2600番台）に改番されている。なお、車号は百の位を6、7に変更したのみなので元番号と順番が入れ替わる車両が発生している。
後述の通り、トイレは偶数向きクハ111形のみの使用と改められ、奇数向きクハ111形のトイレは業務室扱いとして閉鎖された。一部の編成では東急車輛製造でATS-Pの取付が行われた。
番号の対照は以下の通り
クハ111-203・204・206・207・209・213・221・238・241・247・251・195・197・2107・2122・2133→703・704・706・707・709・713・721・738・741・747・751・795・797・2707・2722・2733
クハ111-508・509・510・511・512・513・514・519・524・530・531・542・544・546・2022・2032→608・609・610・611・612・613・614・619・624・630・631・642・644・646・2622・2632
モハ113/112-302・307・233・234・247・248・249・254・276・277・280・288・2075・2084・2087・2097・2098→602・607・633・634・647・648・649・654・676・677・680・688・2675・2684・2687・2697・2698
車号太字のみ改造・改番は1994年2月
改造内容はブレーキ力増強、焼結合制輪子・ライニングの使用。
上記の通り、他社管内での運用が主で、伊東線および伊豆急行線全線でも2本併結の8両で運用された。入庫は下り東京 - 静岡間（323M, 後に325M）、出庫は上り静岡 - 横浜間（360M）とされ、横浜で折り返し伊東行（537M）となり、翌日は伊東線・伊豆急行線で終日運用され、その翌日に熱海から東海道線運用に入っていた。なお、伊東線・伊豆急行線での運用の際は方向幕に「伊豆急下田」が含まれていないため、「普通」表示となっていた。
1998年3月改正では、国府津電車区（現在の国府津車両センター）に横須賀・総武快速線からの転用車を使用して付属編成が増強されたことに伴い、捻出された一部は静岡地区内での運用が増加した。2000年には後述のように3本がT編成を解かれ、先頭車が元番号に戻された。
2002年12月改正では、伊豆急行200系増備に伴い、伊東線・伊豆急行線内運用が消滅。出庫列車（360M）の終着駅が国府津駅に変更された。
2004年10月改正ではE231系の投入により国府津の113系の置き換えが開始され、さらにJR東日本 - JR東海乗り入れ列車の大幅削減に伴い、東京口での運用が終了。一部編成は貸出扱いとして残ったが、12月までに全て返却された。その後は列車番号表示機の撤去およびATS-P使用停止の小改造を受け（耐用年数の関係からブレーキ力戻しや元番号への復帰はせず）、ローカル用編成と共通運用で自社内で使用された。しかし、東京地区での過酷な運用のため老朽化が著しく、他の113系より一足早く2006年初旬から廃車が開始され、2007年までに全車廃車となった。
後年、偶数向きクハ111形のトイレ部分の行先表示器がJR東日本車と同様に撤去され、その部分には当て板が施されている。

#### ATS-P撤去車
1999年以降、静岡運転所の113系で自社内ローカルで使用される編成は、上記の3両編成16本のほか、6両編成5本が誕生したが、4両編成が5本に減少した。不足分はT編成が補ってきたが、2000年になって神領電車区から6両編成1本が転属。これを4両2本に変更したが先頭車が不足するため、捻出されたT編成から先頭車を転用することになったが、ブレーキ力改造車は未改造車との編成内での混結はできないため、ブレーキ力を戻す改造が行われた。後にさらに6両編成2本を4両編成4本に変更するため、T編成2本の先頭車が追加で改造された。
番号の対照は以下の通り
クハ111-797・704・751、611・619・622→197・204・251、511・519・522
改造内容は、ブレーキ力戻しのほか、ATS-P車上子の撤去に伴い、元番号に復帰した。運転室内のATS-P表示灯、列車番号設定機は残されていたが、「ATS-P型使用停止」のシールが貼られた。この改造により、余剰となった中間車（モハ113/112-633・634・647）は2001年4月に廃車となった。

#### 小断面トンネル対応車
2001年に中央本線塩尻 - 中津川間へ臨時列車として113系が入線することとなった。同区間の南木曽駅以北には断面の小さなトンネルが存在するため、モハ112形のパンタグラフの折り畳み高さが4000 mmに抑えられるC-PS24A形への交換が施工された。モハ112形2000番台4両が改造され、元番号に+6000した「8000番台」となった。2008年までに全車が廃車されている。
番号の対照は以下のとおり
モハ112-2031・2040・2041・2120→8031・8040・8041・8120
なお、一部文献で「身延線入線のため」とする資料が存在するが、誤りである。

#### トイレ使用停止車
JR東海では1992年から113系は1編成にトイレは1箇所とした。このため以下のように変更した。
- 偶数向き奇数向き関係なく汚物処理装置装備車のみトイレ使用可能とする
- 静岡運転所T編成は、偶数向きクハ111形のみの使用と改め、奇数向きクハ111形のトイレは使用停止（汚物処理装置装備車の同装置は残存）。
- 同装置未装備車のトイレは施錠して使用停止とする。（扉に「業務用」のステッカー貼付）
- 使用停止車は便所使用知らせ灯も撤去（撤去後はカバーにて埋め込み）

これに伴い汚物処理装置装備車が不足する大垣区では、静岡区の同装置装備車との交換転配が行われた。静岡区ではトイレ使用可能車を捻出するため、トイレなし2100番台3両と汚物処理装置未装備車の0'番台1両をT編成に組み込み、奇数向きトイレ使用可能車を4両をローカル用に転用。同時に前述のATS-P型取り付けを考慮し、編成に含まれていた1000番台初期車を0'番台車に置き換えを実施した。なお、C-AU711D形搭載のクハ111の中で編成両方とも汚物処理装置未装備車が存在したが、偶数向きのみ使用可能とし、汚物処理装置は装備されなかった。

#### 運転室背面窓拡大工事
クハ111-0'番台、2000番台は運転席、助手席部分の窓が小さく、客室からの前面展望および車掌乗務時の客室展望が良くなかった。このため、1991 - 1994年にかけて対象全車にこの工事が行われた。なお、Hゴム押さえであったガラス支持は拡大時に金属押さえに変更し、拡大時に支障となる機器は移設された。ATS-P取付車は設定器を助士席窓下部に取り付けたため、併せて助士席の椅子が撤去された。なお、クモハ113は先頭車改造時に施行されている。窓面積はクハ111改造車より大きい。

#### 延命工事
1994年から特別保全工事と同等の延命工事を2000番台車を対象に施行した。
目立つ部分では
- 側扉ガラス支持方法の黒ゴム化
- 化粧板が211系と同様の白系に交換
- 客室内貫通引き戸が311系同様の窓面積が大きなものに交換
- 床敷物の交換（ベージュ）
- 座席モケット、座布団の交換（色は紺色のまま）

1999年にかけて多数の車両で施行された。このうち静岡区所属の0'番台車クハ111-225・547にも同様の工事が施工されている。

#### その他
113系に限らずJR東海の車両と共通で行われた改造。
- 床下機器のグレー塗装化
- 固定窓を支持するHゴムの黒ゴム化
- 床敷物の交換（ベージュ）※一部のみ
- クロスシートへの枕カバー取り付け
- 二段窓の下段部分固定化[注 23]
- シルバーシートの設置（モケットはシルバーに変更）

### JR西日本の改造車
京阪神地区で多く使用されていたが、後継形式の投入に伴い、廃車が進んでいる。また複雑な改造や転用も多い。京阪神地区での110 km/h運転に伴う高速化改造が行われ、山陰本線京都口や舞鶴線・小浜線の電化、広島地区等への運用拡大が行われる一方、一部線区では輸送力適正化のため先頭車化改造による短編成化・ワンマン化も実施されている。

#### 延命N・NA工事
特別保全工事にアコモデーションの改良を含めた延命工事として、延命N工事が施工された。製造から30年の使用を目指し、特別保全工事時代の施工内容のほか、客室内のアコモデーションの改良が追加工事である。1987年度から1998年度にかけて、0番台の一部と700番台の大半を対象に368両に施工された。
おもな施工項目は
- 化粧板の交換
- 座席モケットの交換
- 客室内貫通扉の交換
- 荷物棚の焼付け塗装
- 蛍光灯・吊革の増設

国鉄時代に特別保全工事を受けた車両に対しては、アコモデーション改良のみ追加した延命NA工事が施工された。重複する部分は省略された。

#### WAU102形による冷房化改造
JR移行後も残る非冷房車の冷房化を推進するため、1988年よりWAU102形による簡易的な冷房改造が実施された。JR東海のC-AU711形による冷房改造と同じ発想で、編成によって給電方法が2通り用意された点も同一である。
JR西日本では集約分散式3機/両のものが採用され、冷房付電動車と編成を組むクハ111形はモハ112形の大容量MGから給電。編成単位で非冷房であった場合は編成中のクハ111形1両に三相交流440 V静止形インバータ (SIV) 新設とされた。なお、非冷房時代に設置されていた扇風機は存置され、クハ111形の運転台後部の通風器の取り替え（大型→通常の吸出式または押込式）も行われなかった。
改造による車両番号の変更は無い。AU75系よ比べて冷却能力が劣るなどの問題に加えて、老朽化のために廃車が進行しており、最後に下関総合車両所に残ったクハ111形 (-811・-812) 2両も2016年1月に廃車された。

#### WAU202形による冷房化改造
非冷房車の割合が高く、早期の置き換え予定もなかった800番台を対象に、WAU102形と並行してバス用冷房を応用した冷房改造が実施された。1991年までにクモハ113形+クモハ112形2両編成3本（後の5800番台ワンマン車）とクハ111形3両（823 - 825）の9両が改造されている。
当初装置のほぼ全てが車内に搭載され、冷房電源は暖房同様に架線の直流1,500 Vを直接取り込んで利用するものとされた。しかし車内の機器占有面積が多く、後期に施工されたクハ111形3両では室外機部分が屋根上搭載に変更され、クモハ113形+クモハ112形の3本も1992・1993年にかけて室外機部分の移設がなされた。クハ111形3両は1999・2001年に、5800番台となったクモハ113形+クモハ112形のうち-5807・-5809は2009年2月、最後に残ったクモハ113-5803+クモハ112-5803は2010年度にそれぞれ廃車された。

#### 高速化改造
1991年から最高速度120 km/h運行対応の221系が投入されたこともあって各線の快速・新快速がスピードアップするのに伴い、1992年より向日町運転所（後の京都総合運転所、現・吹田総合車両所京都支所）・宮原運転所（後の宮原総合運転所、現・網干総合車両所宮原支所）・網干電車区（現・網干総合車両所）・日根野電車区（現・吹田総合車両所日根野支所）に配置されていた全ての113系に対し、最高速度を100 km/hから110 km/hへ引き上げる工事が行われた。
モーターは継続使用され、高速域からの減速力を強化するために台車への増圧装置および応荷重装置の取付け（2000・2700番台は整備）、制輪子の交換などが行われた。台車ばねについては特に改造前と変化がない。
改造後は原番号に+5000した番号が付与されたが、一部電動車についてはブレーキ力増強のためブレーキてこ比が2.56から4.19に変更され、番号も6000・6500・7750番台に分けられている。
施工車は未施工車と区別するために以下の通りに改番された。
- 改番方法
  - 元番台…改造内容→改番方法＝結果
- 0番台
  - 高速化→0+5000＝5000番台
  - てこ比改造→5000+1000＝6000番台
- 700番台
  - 高速化→700+5000＝5700番台
  - てこ比改造→5700+50＝5750番台
- 800番台
  - 高速化→800+5000＝5800番台
- 2000番台
  - 高速化→2000+5000＝7000番台
  - てこ比改造→7000+500＝7500番台
- 2700番台
  - 高速化→2700+5000＝7700番台
  - てこ比改造→7700+50＝7750番台

※この他、1両のみ存在した1000番台が+5000の6000番台となっている。

#### 113系800番台の3両編成化に伴う改造
1991年の七尾線電化に伴う113系の415系800番台への改造（後述）と並行して、福知山線用113系800番台3両編成化も同時に行われ、以下のような編成組み換えが行われた。クモハ113を失ったクモハ112と編成を構成するため、415系改造対象から漏れたクハ111+モハ113は800番台に追加改造を施した上で3連化した。
←東
クモハ113+クモハ112 クハ111+モハ113+モハ112+クハ111
↓
クハ111（800番台化）+モハ113（800番台化）+クモハ112（800番台）
クモハ415（クモハ113-800→）+モハ414（モハ112→）+クハ415（クハ111→）（七尾線転出）
モハ・クハ共に追番で付番されたため、モハ113-800番台の番号が増加したほか、クハ111は奇数向車が増加したため先頭車の偶数奇数の原則も守られなくなった。
対象車両は以下の通り
モハ113-66・31・30・15・18・164・168・111・12・55→モハ113-810 - 819
クハ111-66・68・151・172→クハ111-819 - 822
1991年になると、2両編成で残った非冷房車3本は、前述のWAU202形冷房装置を搭載の上、さらに上り向きクハ111-800番台を追加改造のうえ、3両化した。
対象車両は以下の通り
クハ111-442・451・471→クハ111-823 - 825
対象車は全て偶数向き・非冷房であったことから奇数向きに方転の上、前述のWAU202形冷房装置を搭載。CPも撤去されたほか、WAU202形冷房装置の機器室確保のためトイレとトイレ前の座席は撤去された。これらの転用の際、非冷房のままであったモハ112/113-802・クハ111-804は転用されずに廃車となった。
クハ111-819は、1994年の一時期、元のライトの位置に103系のシールドビーム化のようなアダプターを取り付けてシールドビームが4灯取り付けられ、前面幕がLEDに改造された。しかし、同年9月にシールドビーム2灯化改造され、前面幕も字幕式に戻された。この際のシールドビーム2灯化は、外見の違和感がなくなるように0’番台以降のものと同じ形状にするのではなく、白熱灯用ライトケースに口径差を解消するリング状の枠を取付けてシールドビーム灯を設置する方式である。この改造は他にクハ111-808、820、821、806が施工された。なお、クハ111-806については高速化改造を受けてクハ111-5806に改番された。

#### 113系800番台の追加改造
1995年には当時奈良電車区に配置されていた113系が運用廃止により余剰となった。この中からクハ111形3両が800番台に転用された。
対象車両は以下のとおり
クハ111-432・435・470→クハ111-826 - 828
対象車は全て偶数向きでWAU102形冷房装置搭載。偶数向きでクモハ112形の前部に連結され4両編成化された。このためクハ111+モハ113+クモハ112+クハ111という編成が誕生した。改造されたクハ111はカセット式汚物処理装置装備車だったが、クモハ112形に循環式汚物処理装置が搭載されていたことからトイレは使用停止となった。
1996年、山陰本線園部 - 福知山間の電化に伴い、クモハ113を含む3本がクハ111形の取り外しとワンマン運転対応改造、半自動ドアのスイッチ化（700番台と異なり、窓埋めはされず）、電気連結器の設置を受けて同線に投入（配置車庫は変わらず）された。直後、高速対応工事が行われ、800番台番号に5000が加えられて「5800番台」となっている。
前後して残った3両編成の一部が4両編成に組み換えられ、車両需給の都合でクモハ112を含む4連1本が一時的に広島地区に転用されたり、全電動車やクハ111+クハ111+モハ113+クモハ112といった編成も発生した。しばらくはこの状態で推移したが、2000 - 2001年にかけて、モハ113+クモハ112が2両編成の再配置とワンマン運転のために3800番台に改造されて消滅。
この際クモハ112に組み込まれていたクハ111はモハ113形に運転台機器を提供・廃車となった。最終的には純粋な4両編成3本（クハ111-807+モハユニット-804+クハ111-808、クハ111-809+モハユニット-805+クハ111-810、クハ111-817+モハユニット-809+クハ111-818。全て国鉄時代に改造されて以来変化なし）と編成相手の電動車が3800番台に改造されたために保留車となったクハ111形2両（822・828）のみが残っていた。しかし、転用先がなく、車齢も高かったことから2004年に廃車され、当初の改造目的通りの使用がされていた車両とモハ113形、モハ112形の形式が消滅した。
本グループで最後まで残ったクハ111形は2両（811・812）で、いずれも2016年1月に廃車された。この2両は国鉄時代に4両編成として投入され、後に湘南色に変更の上、京都総合運転所に転属。高速化改造されなかったため専ら草津線専用で運用していたが、1999年に編成単位で下関車両管理室に転属した車両で、編成を組んでいたモハユニット-806は2002年に115系0番台のモハユニットに置き換えられて廃車されている。後に115系0番台のモハユニットも廃車され、115系6000番台のモハユニットに置き換えられた。なおこのモハユニットは2008年に高速化解除が行われ、原番号に復帰した。

#### モハ113形800番台の電装解除
1991年、福知山線で発生した衝突事故でクモハ112-801が事故廃車されたのに伴い、ユニットを失った1両（モハ113-818）が1992年電装解除を受けて改造。本グループ初のサハ111形が発生した。
対象車両は以下のとおり
モハ113-818→サハ111-5801
改造時に高速対応工事が施工されたため、+5000の5800番台となった。網干電車区（現在の網干総合車両所）に配属された。サハ111形は全て押込型通風器で製造されたため、唯一のグローブ型通風器のサハ111となったが、半自動機能は使用されないため、800番台改造時に取り付けられたドアの取手は撤去された他、トイレも設置されていない。223系投入によって2004年に廃車され、区分消滅している。

#### 113系800番台の高速化改造
福知山地区で運用される113系は高速化改造の対象外とされた。しかし他線区で運用される800番台については上述の高速化改造の対象となった。
対象車両は以下の通り
モハ112/113-808→モハ112/113-5808（→網干区へ転属 1992年改造）
モハ112/113-803→モハ112/113-5803（→京都所へ転属 1996年改造）
クハ111-806、816→クハ111-5806、5816（→京都所へ転属 1996年改造）
網干区に転用されたユニットは基本番台（→5000番台）に組み込まれ、東海道線系統で使用。半自動は使用しなかったが、ドアの取っ手はそのまま残された。
京都所へは4連1本が転用され、L編成として湖西線や草津線を中心に運用されていた。ともに223系投入に伴い廃車されている。

#### 半自動ドアボタン設置改造
嵯峨野線で運用される向日町運転所（現・吹田総合車両所京都支所）の113系は冬季寒冷な亀岡盆地を走行するにも関わらず乗降ドアの半自動設備がなく、車内保温において問題があった。このため1991年に、この区間で運用される113系2000番台（→7000番台）の全車に対して押しボタン式の半自動装置が設置され、同時に耐雪ブレーキの増設も実施された。
後年、後述する体質改善工事を開始した際に、湖西線系統で運用されている5700番台との運用持ち替えが行われ、嵯峨野線運用に加わった5700番台にも押しボタン式の半自動装置が設置された。5700番台車はドアボタン取り付け位置の関係から戸袋窓の幅が狭くなるまたは埋められており、外観の印象が変わった。

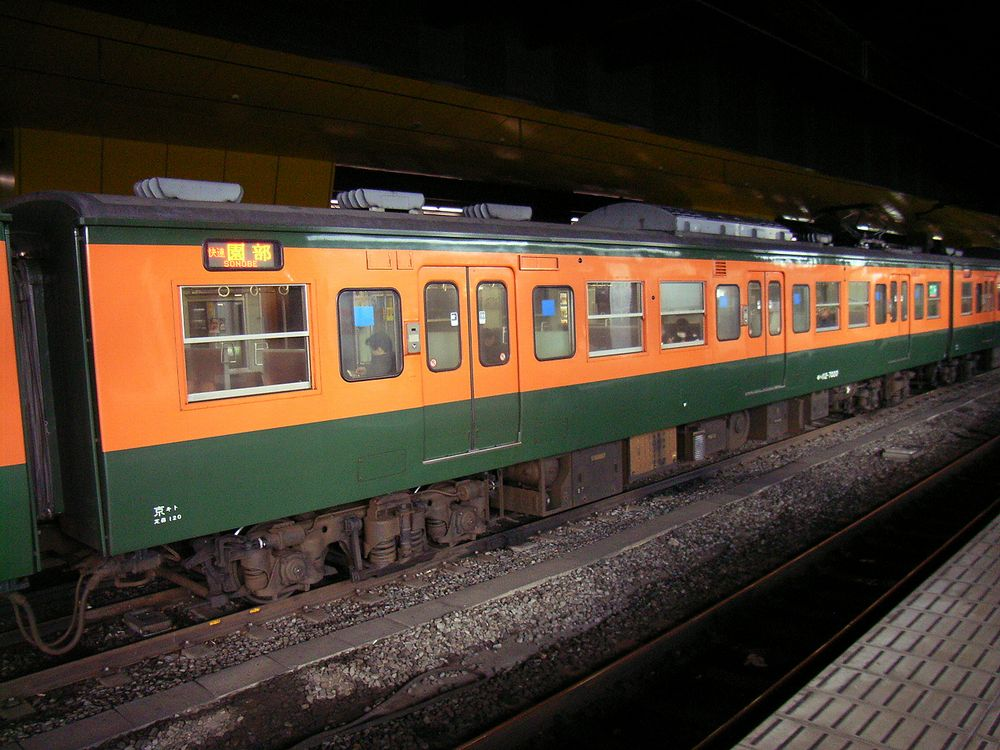
7000番台の半自動ドアボタン設置車
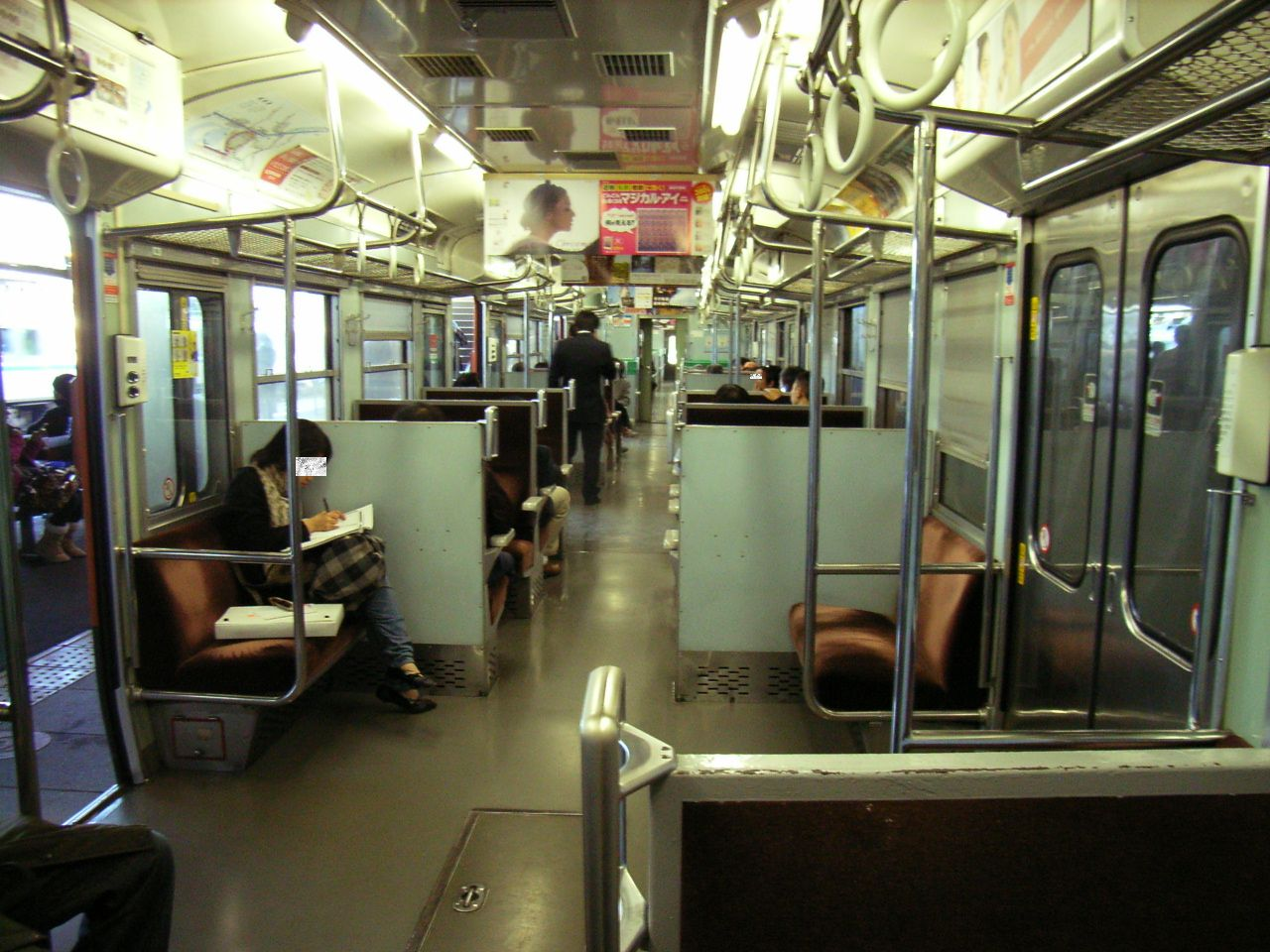
7000番台半自動ドアボタン設置車の車内
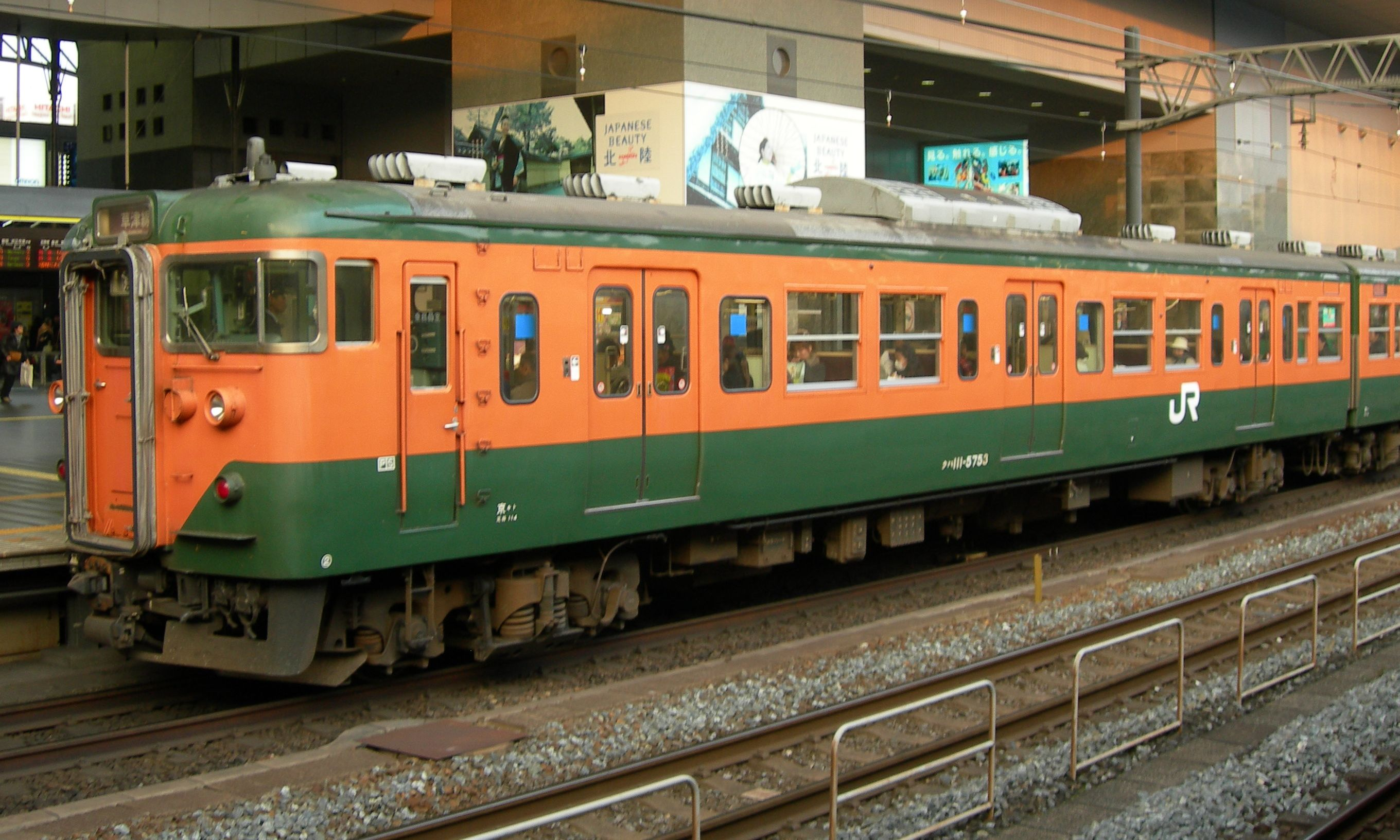
5700番台の半自動ドアボタン設置車
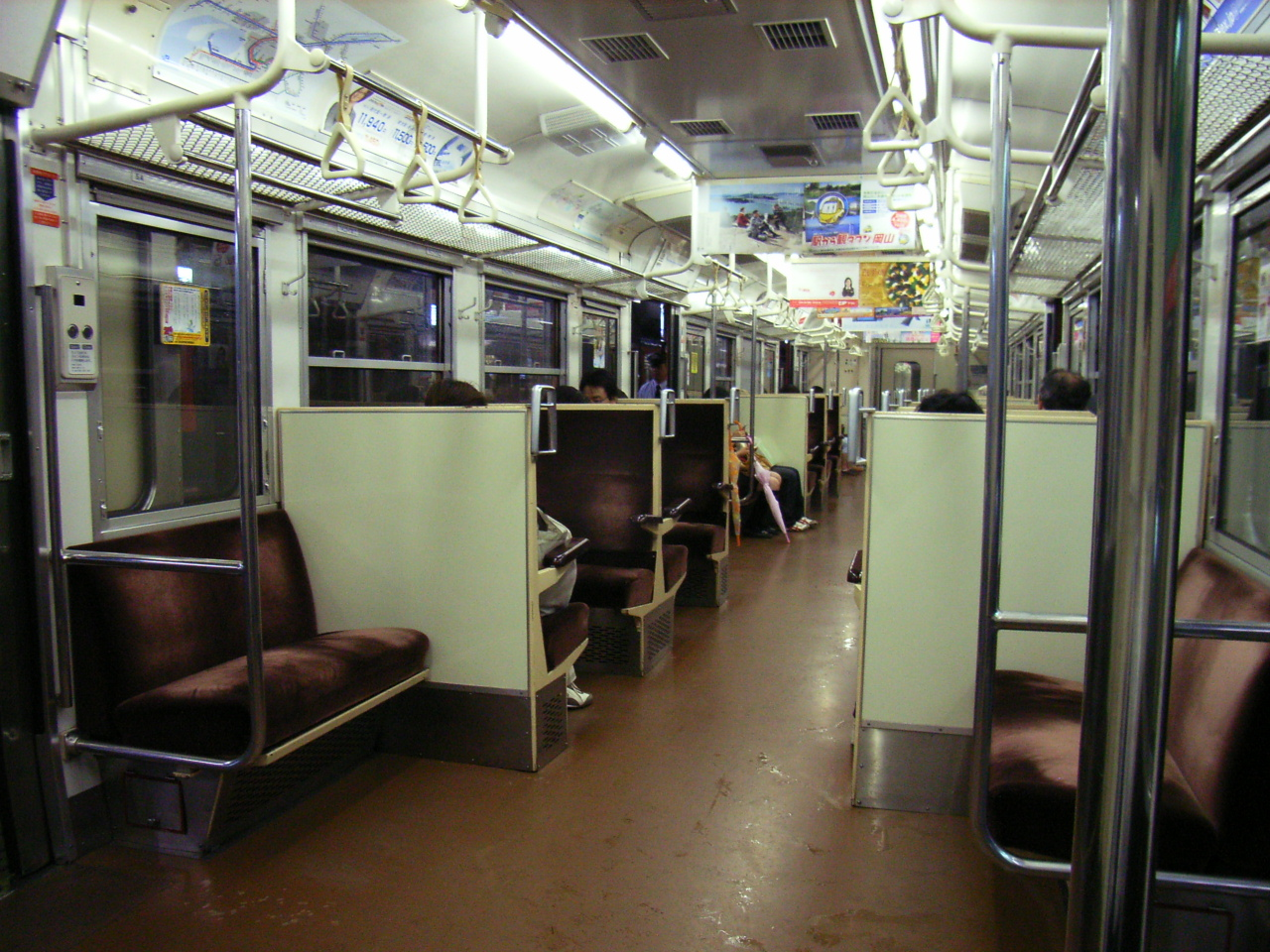
5700番台半自動ドアボタン設置車の車内

#### トイレ撤去車
北陸本線・東海道本線・山陽本線京阪神地区（以下琵琶湖線・JR京都線・JR神戸線）と湖西線では、トイレは編成中西（偶数）向き先頭車のもののみが使用されるようになっていたため、1991年より東（奇数）向き先頭車の不要トイレが撤去された。
まず施行されたのがトイレ付きで製造されたクハ111-2100番台。その後、カセット式汚物処理装置未装備の0'・700番台車のほか、初期車のクハ111-5177も改造された。当初はトイレを撤去した跡は客室とされ、窓と座席が設置された。なお、初期改造車に設置された窓は新たに製造されたユニット構造（別組立て・後取付け）のもので、位置も番台にかかわらず2000番台のトイレなし車に準じた場所に設置されたため、車両によっては違和感の残る仕上がりとなっている。非ユニット窓のクハ111-5177は撤去跡のみユニット窓となり、異端車となった。なお、体質改善40Nリニューアル工事を受けた車両はトイレなしクハ111の体質改善車と同様の仕上がりとなった。
対象は下記の通り
クハ111-5177・5257・5712・5713・5714・7148・7149・7150・7161・7162
1995年から内部の設備のみおよび汚物処理装置や便所流し管を撤去し、仕切りは「業務用室」として扉を施錠した状態で存置する方式に変更された車両も登場。その他は便所設備のみ封鎖した。サハ111-5000番台もトイレ使用が停止され、最終的に車内全ての奇数向先頭車がトイレ使用停止となり、偶数向のみ使用となった。同時に偶数向き車両で汚物処理装置未装備の車両は、併せて汚物処理装置の取り付けが実施された。また、内部の設備のみ撤去した車両、便所設備のみ封鎖した車両のうちクハ111-5253・5256・5260の3両は、体質改善40Nリニューアル工事を施行の際便所跡は客室に変更。トイレなしクハ111の体質改善車同様の仕上がりとなった。

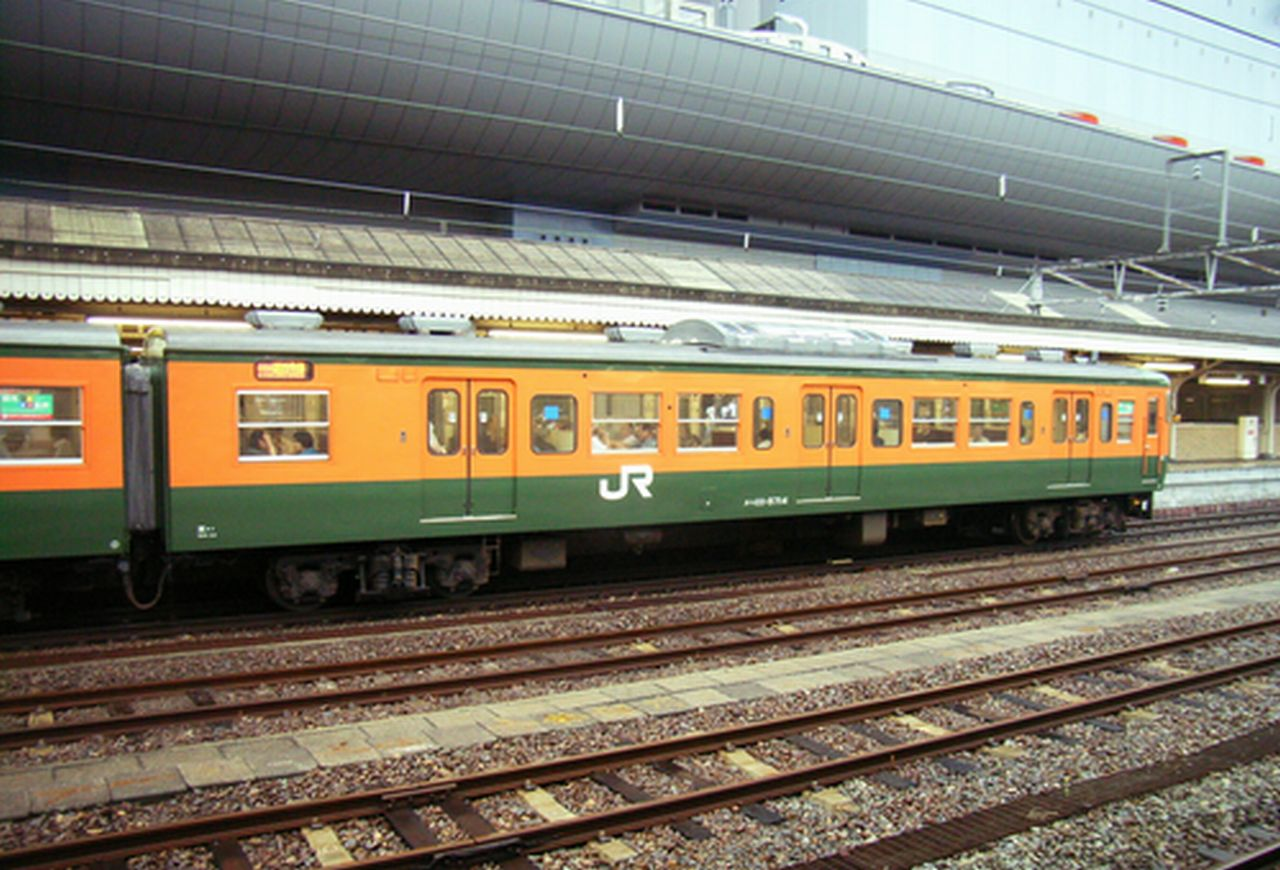
トイレが撤去された先頭車（5700番台）。車端部の窓のみ他より若干小さい。
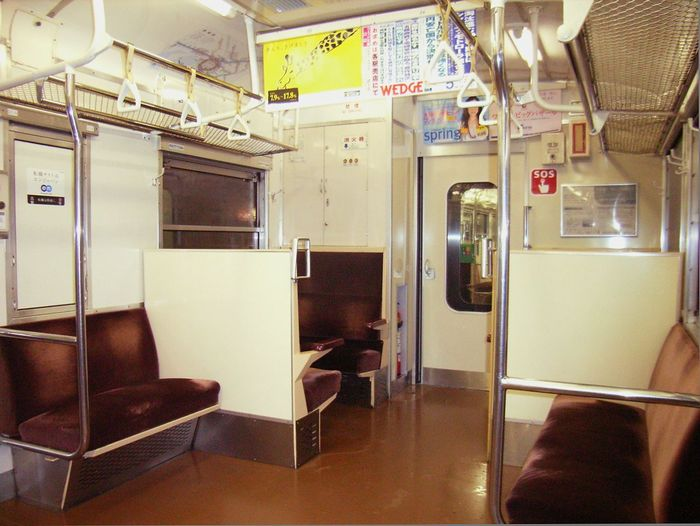
トイレ撤去跡。ボックス席が設置されたが、通常よりやや手前側に寄り、ロングシートが短くなっている。なお、写真の戸袋窓は半自動ボタン設置に伴い閉塞されたもの。
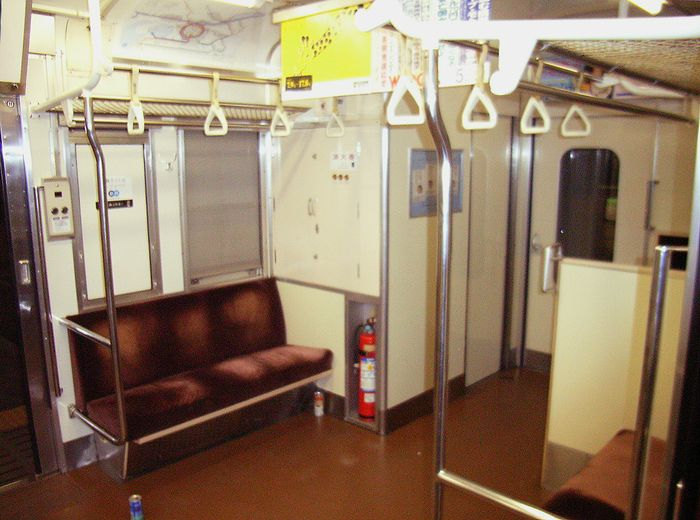
「業務用室」化された車両の車内。トイレ扉の取っ手が無くなっている。
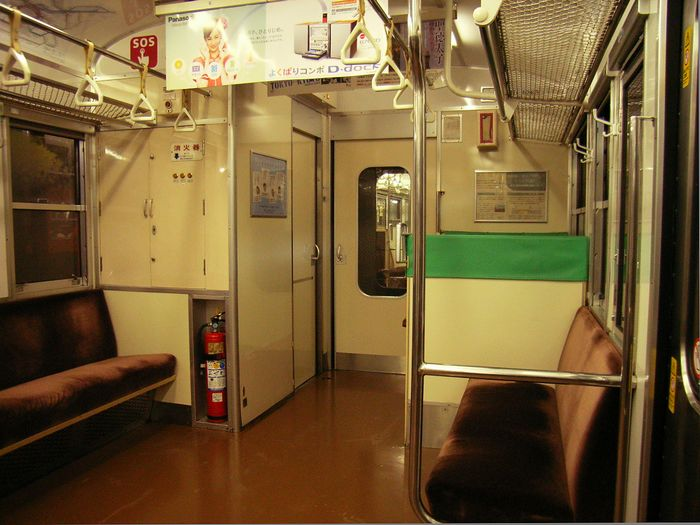
（参考）通常のトイレ部分。

#### パンタグラフ増設車
JR西日本の113系は山陰本線（嵯峨野線）、湖西線、草津線、福知山線での運用があり、冬季において架線に霜が付着することが問題になっていた。よって霜取用に同区間で運用される113系の一部のモハ112、クモハ112のパンタグラフを1基増設する工事が1992年から行われた。
対象車両は以下のとおり（車号は改造時のもの）
モハ112-5714・5717・5751・5752・5753・5755・5756・5757・7023・7028・7069・7081
クモハ112-802・803・805・811・3814
クモハ112-304・309（山陰本線向けワンマン化・先頭車化改造施行時）
モハ112-7023・7028・7069・7081は嵯峨野線充当車両。後に後述の嵯峨野線転用改造時にモハ112-5714・5717が施行。
モハ112-5751・5752・5753・5755・5756・5757が宮原総合運転所（現・網干総合車両所宮原支所）配置時に、湖西線、草津線運用のため改造。
のちに-5752・-5755が老朽化のため廃車。-5751・-5757ブレーキてこ比戻しで-50番の上、京都総合運転所（現・吹田総合車両所京都支所）に転属している。
クモハ112-802・803・805・811は福知山線運用のため改造。後に803は山陰本線向けに転用。802・805・811は福知山線向けワンマン車として3800番台改造。3814は後述の福知山線転用時に改造。
現在では、モハ112が京都支所に配置され、上記の線区で運用。
クモハ112は3800番台が廃車。福知山電車区に5304（304→）・5309（309→）の2両が残る。

#### 電気連結器取付と撤去による改番
山陰本線園部 - 福知山間電化開業（1996年3月）より、編成の増解結が園部駅で行われることとなるため、京都配置の山陰線用車両に対して、1994年度から自動解結装置と電気連結器の取付がTc車に実施された。施工車は改番が行われ、7500番台が奇数向き（7100番台改造）、7600番台が偶数向き（7000番台改造）である。
番号の対象は以下の通り
クハ111-7136・7115・7113・7116・7120・7114・7134・7142・7135・7140・7119・7118・7145・7143・7117・7148・7149・7150 → クハ111-7501 - 7518
クハ111-7042・7072・7014・7020・7017・7015・7018・7016・7013・7040・7019・7071・7039・7037・7046・7052・7053・7051 → クハ111-7601 - 7618
後年これらの編成に体質改善工事が実施されると、湖西線・草津線用5700番台との差し替えが行われた。山陰本線用となった5700番台には自動解結装置と電気連結器の取付が実施されたが、改番は行われていない。一方でTc車7500・7600番台は約半数が装置の撤去を行われ、原番号に復帰した。装置撤去の対象車は以下の通り。
クハ111-7502・7503・7507・7511・7512・7514・7516・7517
クハ111-7602・7603・7607・7611・7612・7614・7616・7617

#### クモハ113・112形300番台（→5300番台）

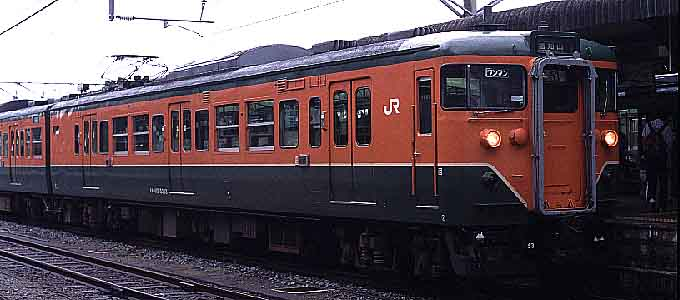
クモハ112-5303 黄かん色と緑2号の境に白線が入り、窓配置も一般車と異なる。

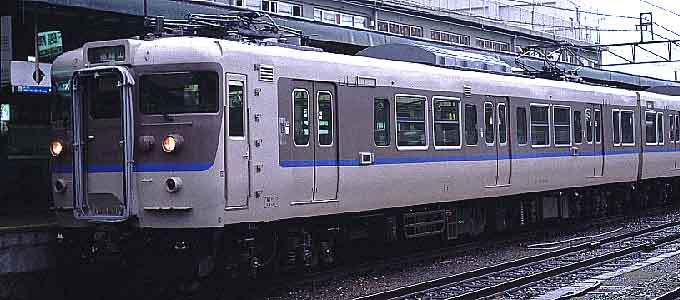
クモハ112-5304 パンタグラフが増設された体質改善車。

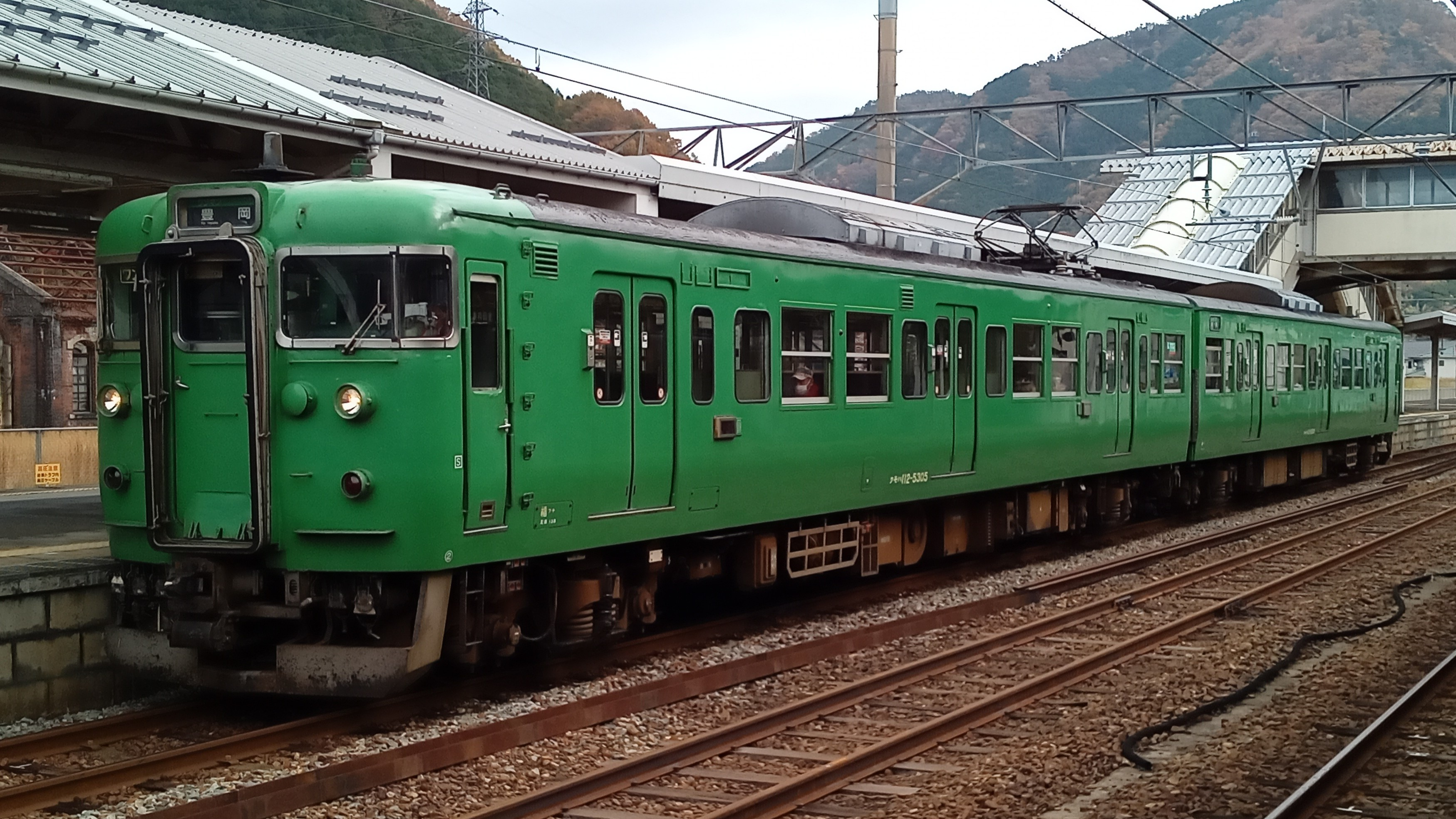
113系S5編成 地域単色化された後の姿

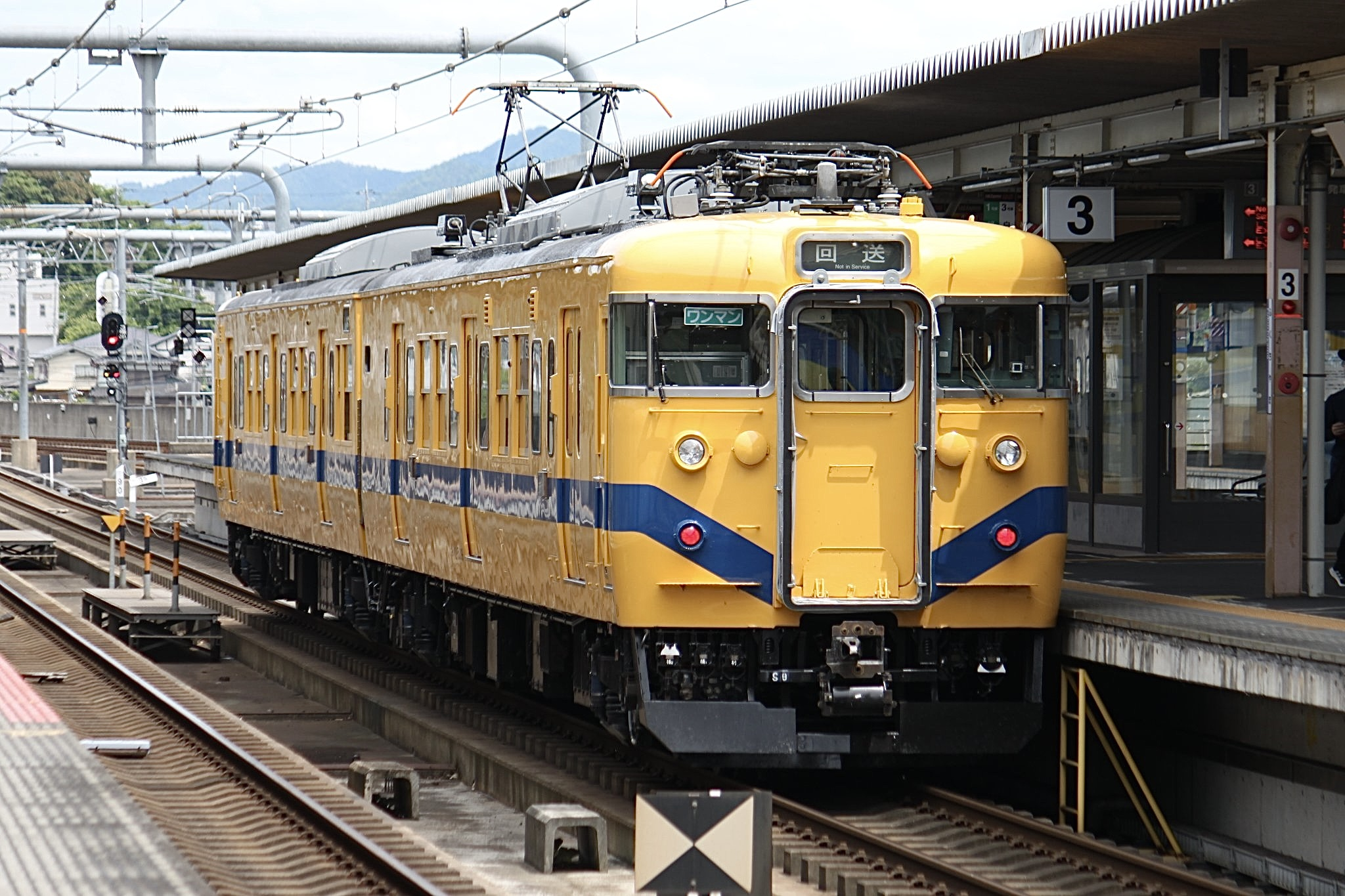
初代福知山色に復刻された113系S9編成

1996年3月の山陰本線園部 - 福知山間の電化に伴い、2両編成での運転のためモハ113・112形の先頭車化改造により1995年から1996年にかけて改造された。宮原電車区に所属していた0番台新製冷房車（0'番台）の電動車ユニットからの改造で、車両番号は300番台に区分された。種車の百の位が「3」であったことから300番台となったともいわれている。
2両編成6本が改造され、301・306・308が欠番となっている。本来は300番台を9編成用意する計画であり、301はモハ113/112-323、306はモハ113/112-333、308はモハ113/112-336が改造種車となる予定であったが、阪神大震災の影響により車両転配計画が変更され、不足する3編成が800番台2両編成のワンマン化改造で賄われたためである。
番号の対照は以下のとおり
モハ113/112-329 - 332・6335・6337→クモハ113/112-302 - 305・307・309→5302 - 5305・5307・5309
先頭車化改造では、工事費低減のため廃車となったクハ111形の前頭部が接合された。ワンマン運転を考慮して最前部の客用扉が運転台の方向に640 mm移設され、Hゴムの固定窓が2枚並ぶ形態となった。前照灯は全車ともシールドビーム灯で統一されている。塗装は湘南色であるが、ワンマン車であることを識別できるようクリーム色の帯が入れられた。
4両編成の7500・7600番台と同じく、電気連結器の設置、客用扉のドアボタンによる半自動化が行われ、クモハ112形には800番台と同様にトイレが設置された ほか、クモハ112形304、309は車体前部にもパンタグラフが増設され2基搭載となった。
改造前は京阪神快速用として全車とも高速化改造やブレーキてこ比変更を受けており、300番台への改造直前に6000番台からブレーキてこ比が戻され5000番台に、続いて高速化が解除され0番台に戻っていた。307・309の2編成は300番台への改造と同時に高速化解除とブレーキてこ比復元が行われたため、6000番台（6335・6337）からの改造となった。
800番台（後の5800番台）と共に福知山電車区に配置され、編成番号はS編成となった。改造が早かったため、山陰本線電化完成までの間岡山地区で使用された実績もある。貸出は2編成で4両で使用されたがト、イレ使用可能が2個所なったため、中間に連結されたクモハ112ではトイレの使用が停止扱いだった。
300番台への改造から間もない1996年に再び高速化改造が施工され、全車共に番号に+5000の5300番台に改番された。ブレーキてこ比の変更は行われていない。
1999年から2000年にかけて、5304・5302の2本で体質改善40Nリニューアル工事が施工された。他の体質改善車と異なり、内装は従来のボックスシートが存置されるなど原型を留めている。

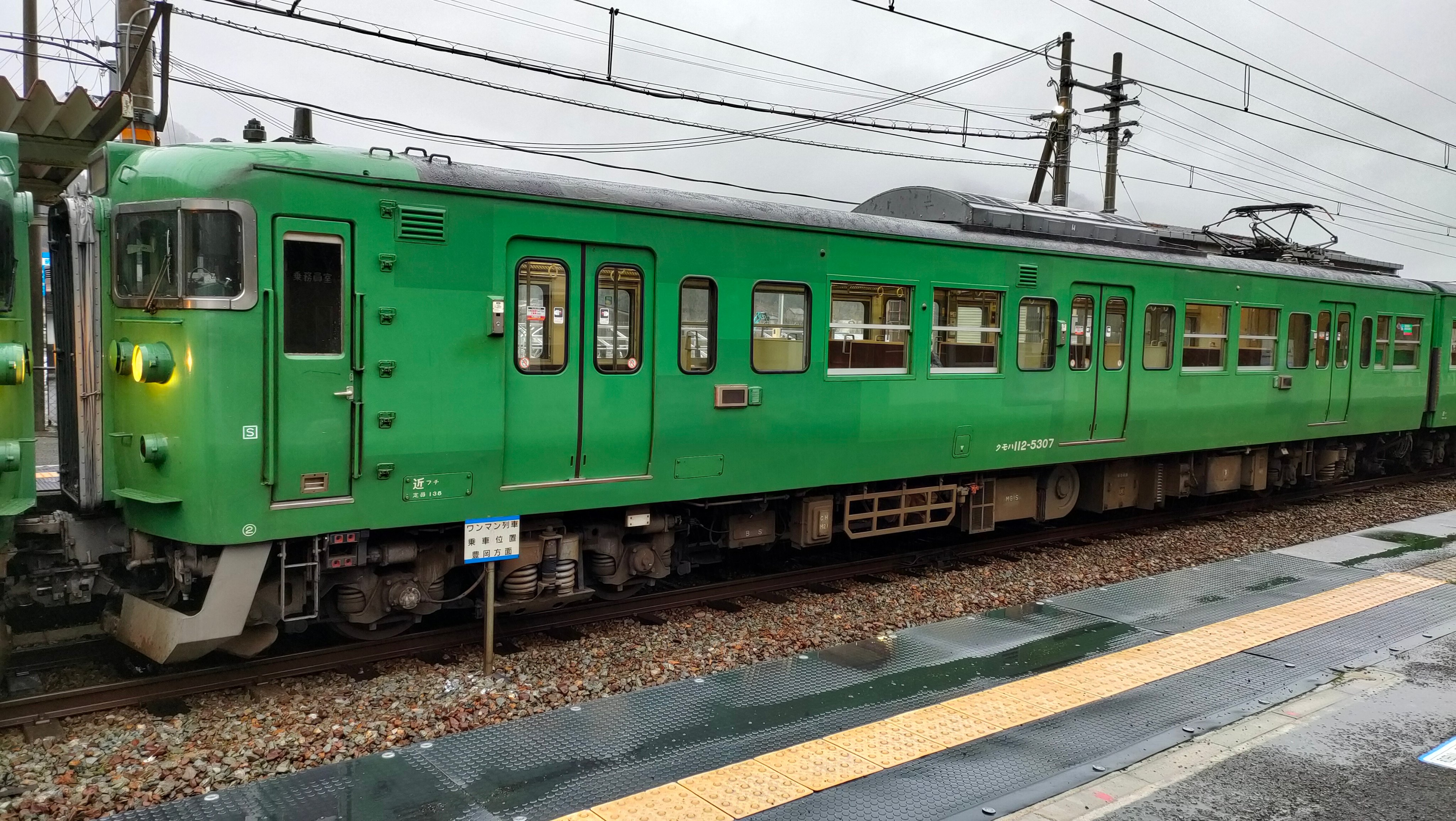
クモハ112-5307（原型車）
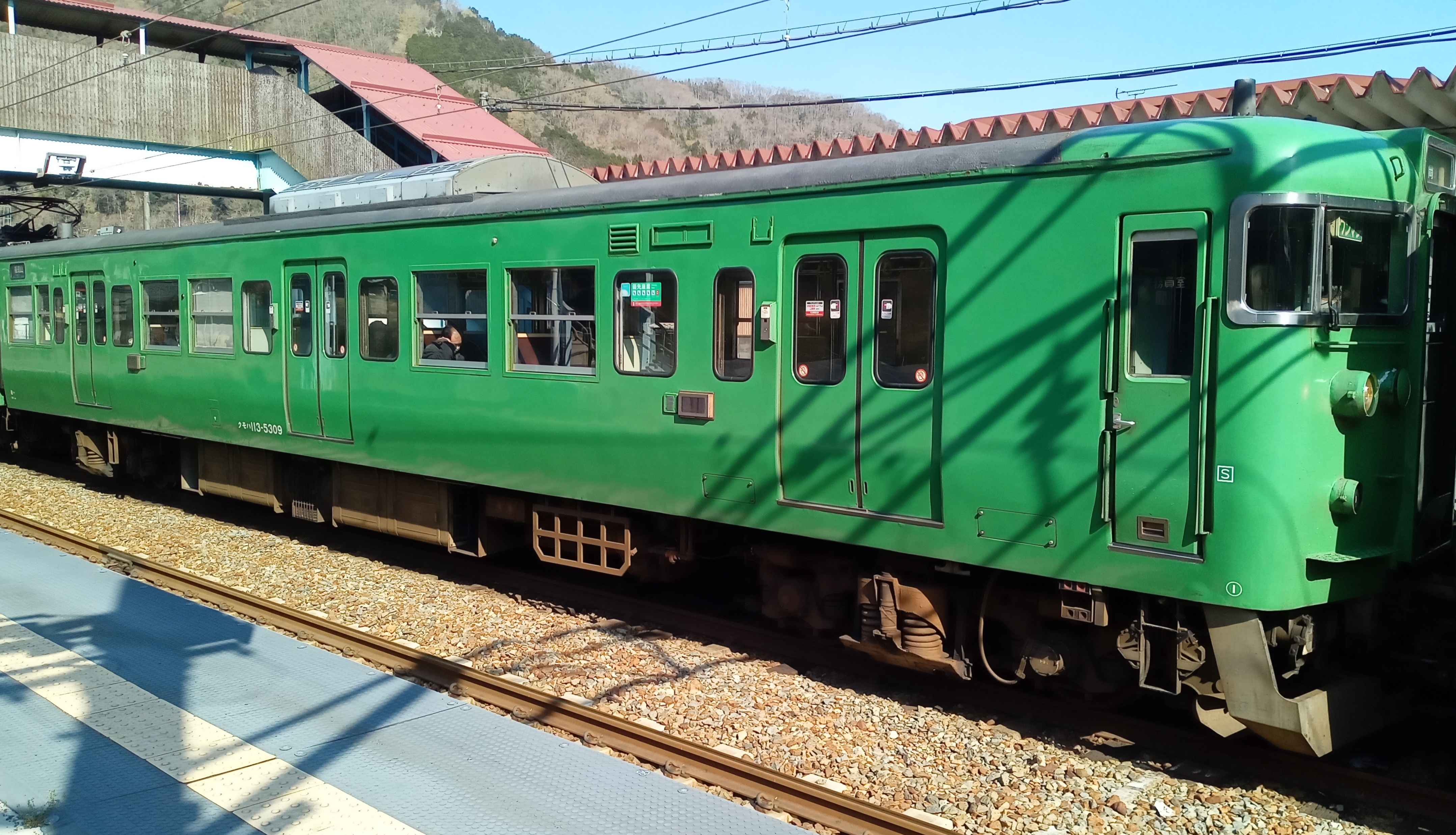
クモハ113-5309（原型車）
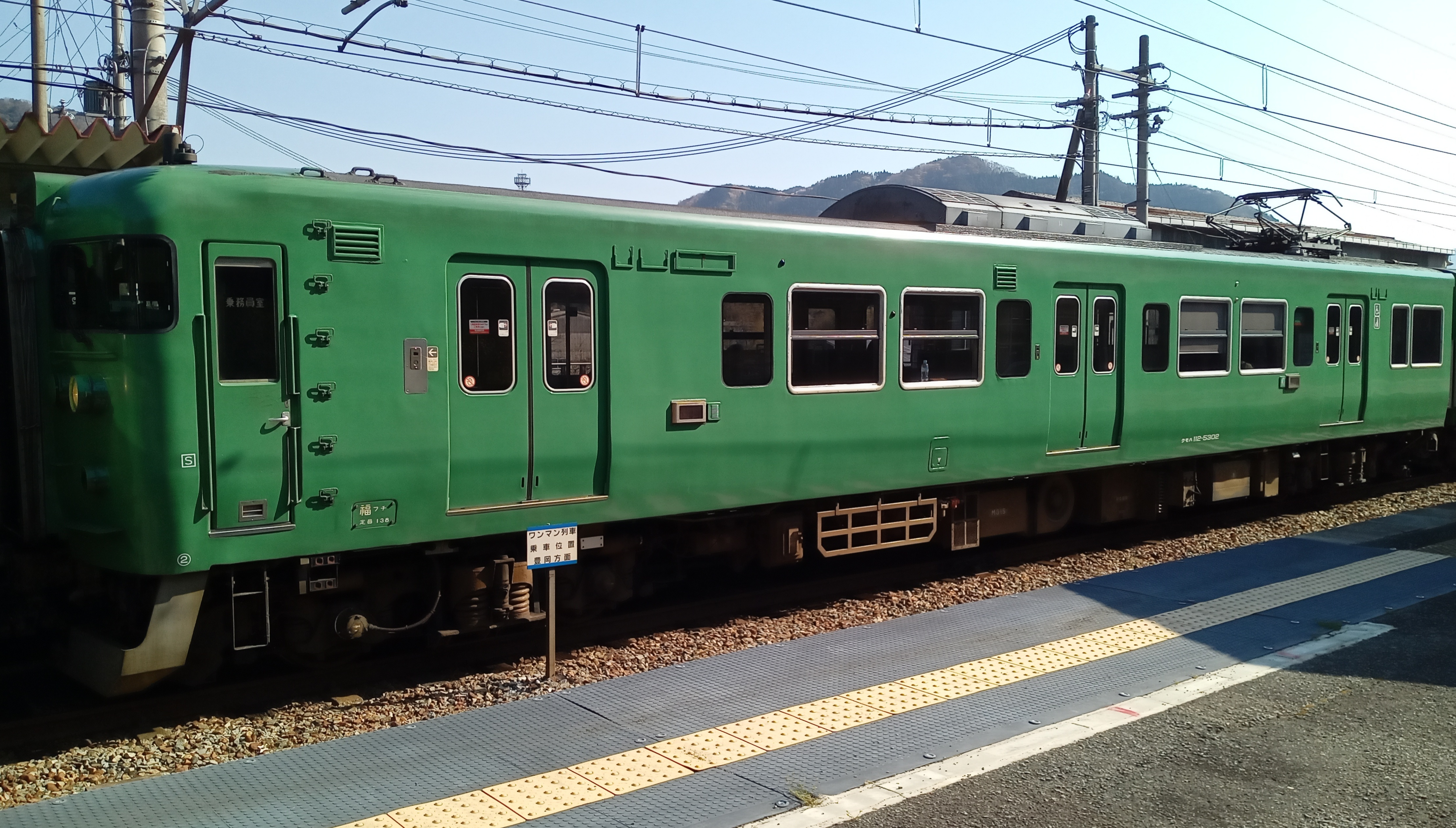
クモハ112-5302（リニューアル車）
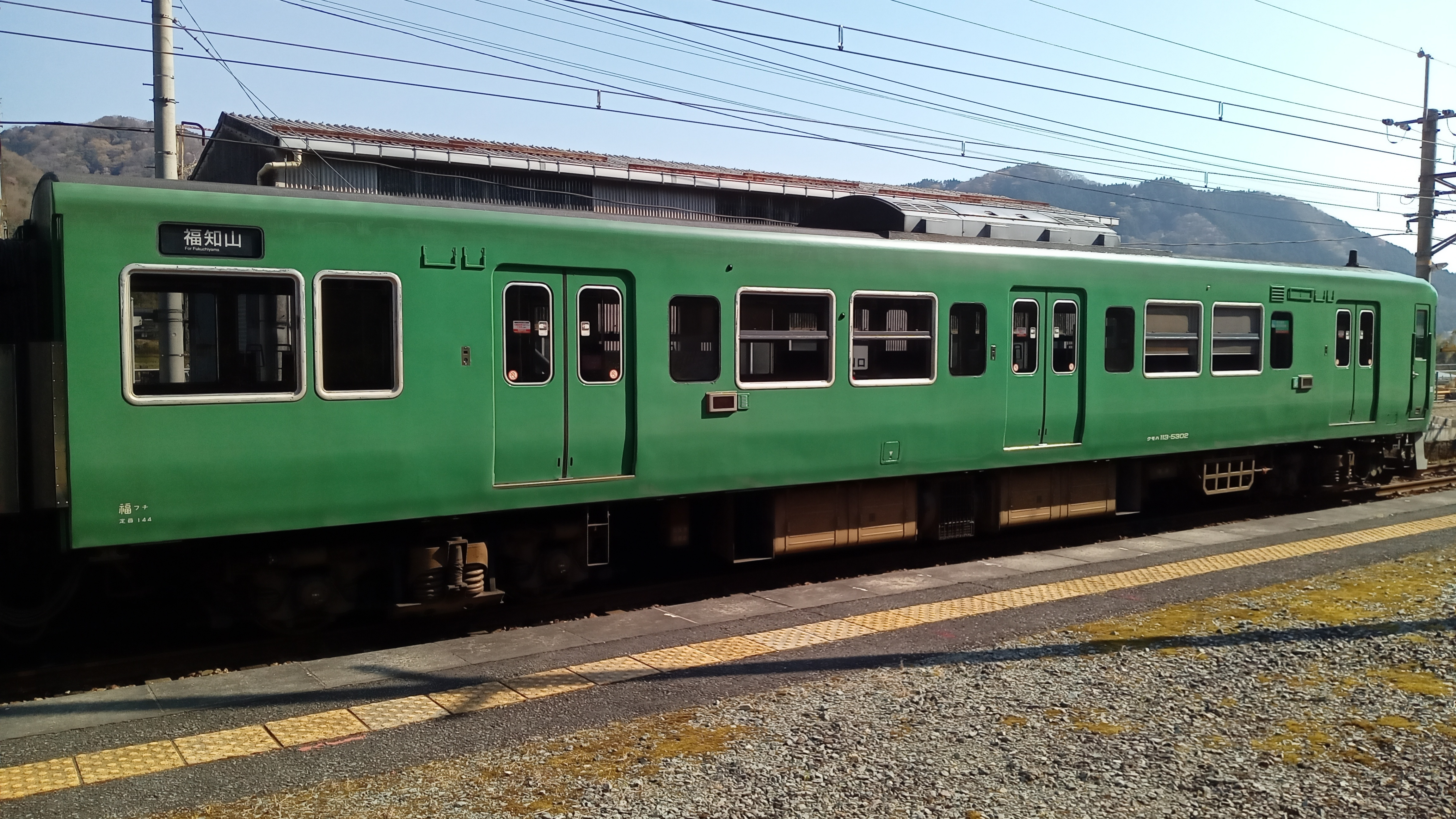
クモハ113-5302（リニューアル車）
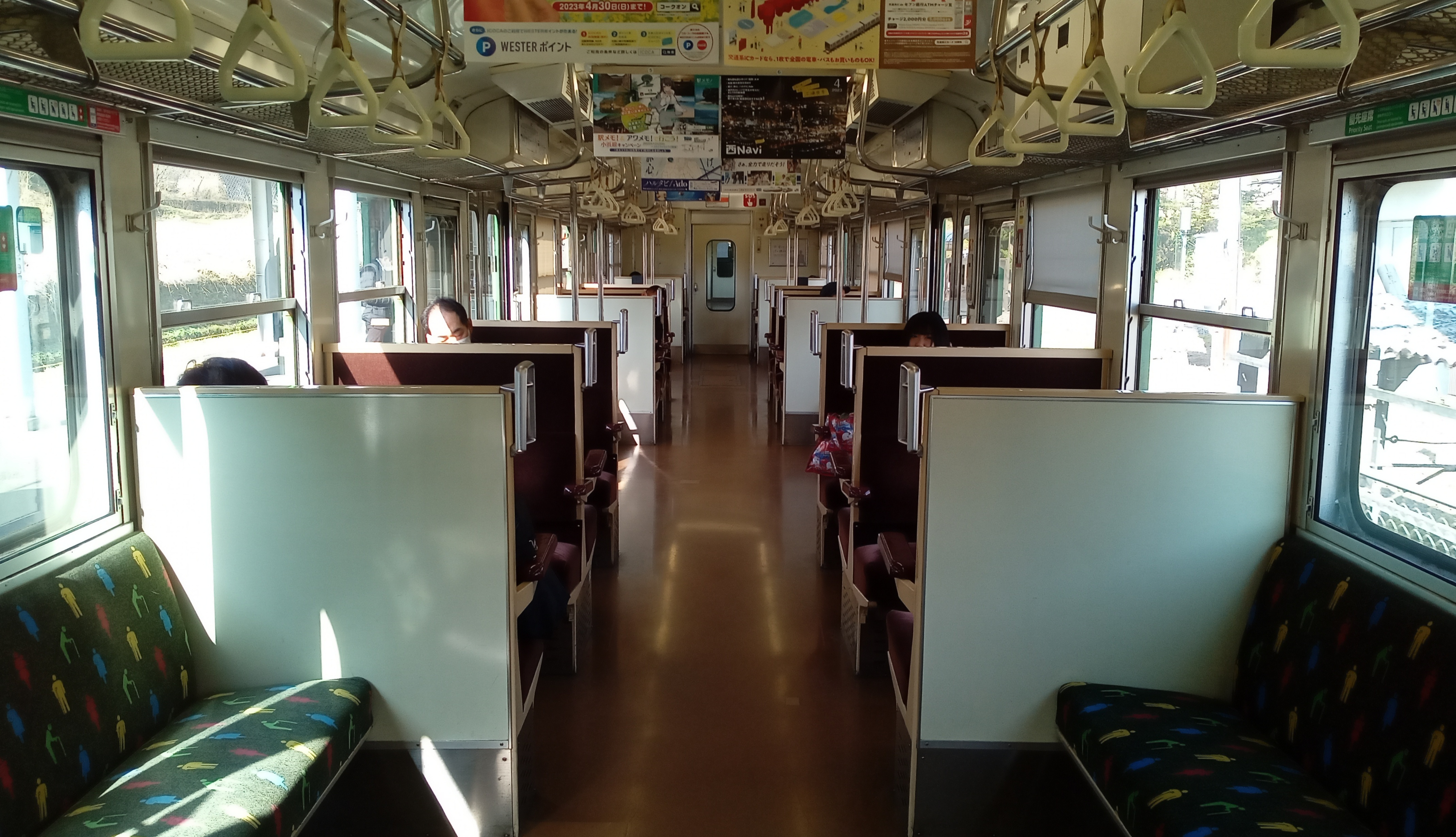
5300番台原型車の車内。
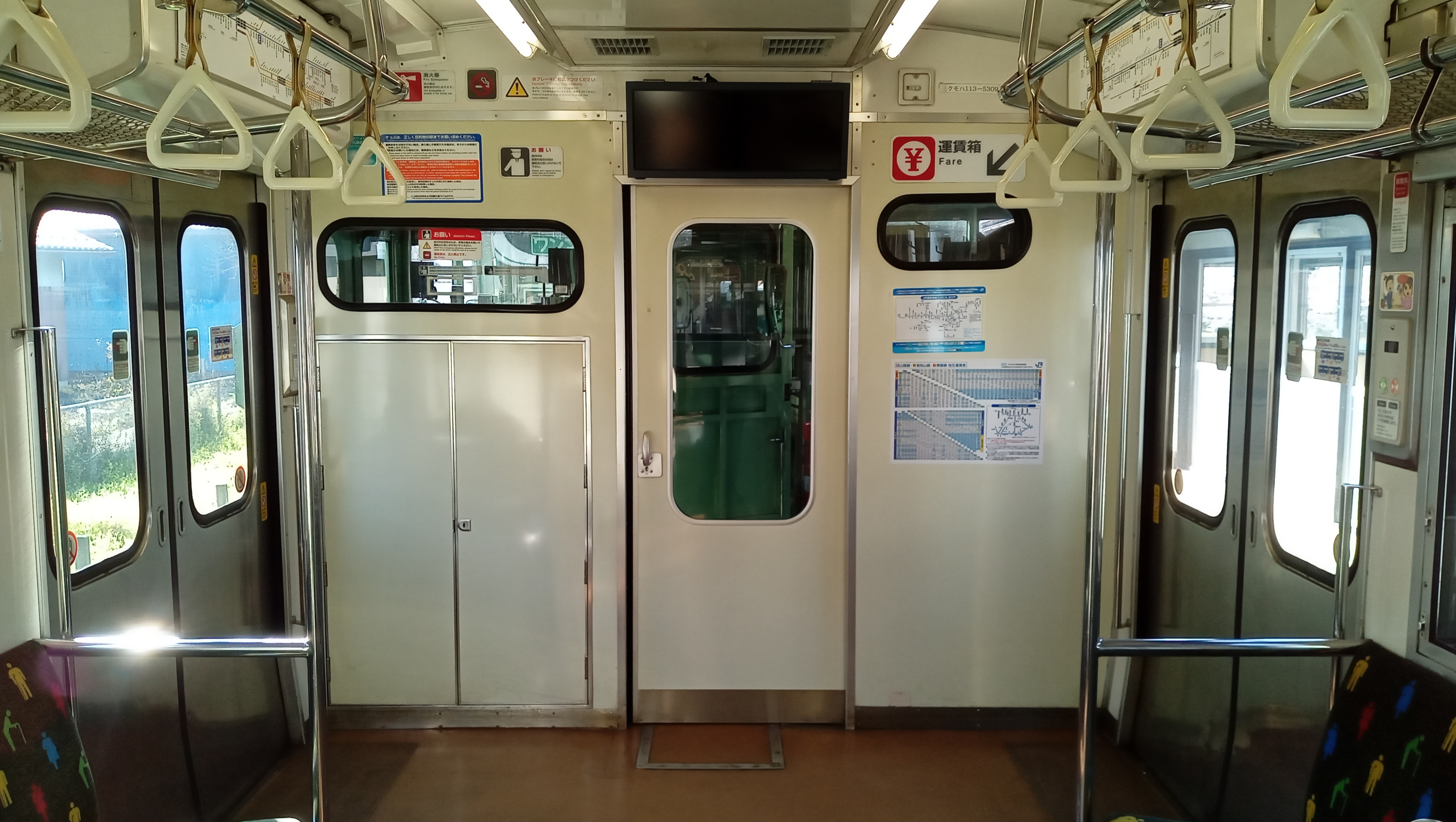
5300番台原型車の運転台付近。運転台仕切りの形状が独特。
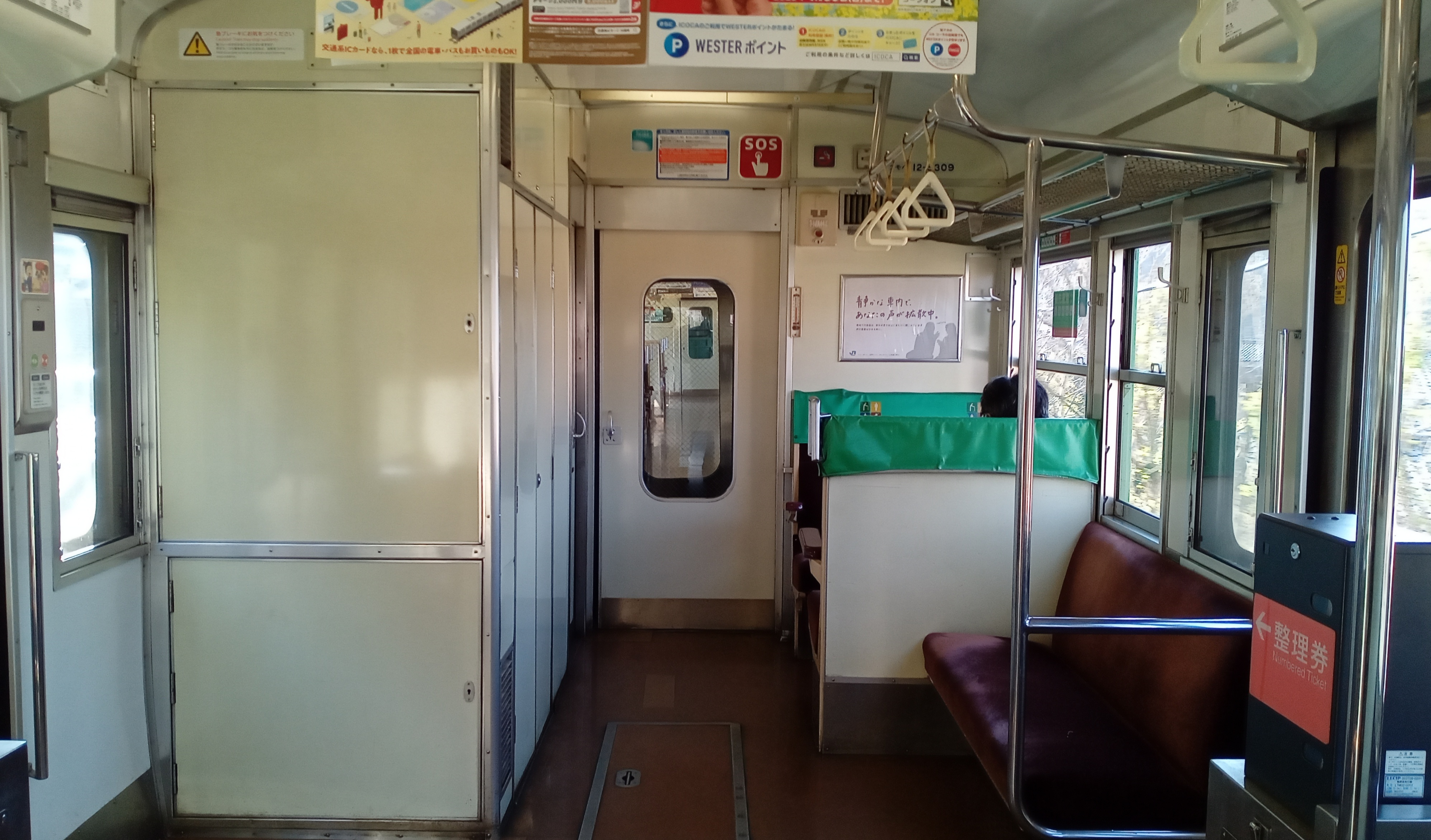
5300番台原型車のトイレ付近。対面はボックスシートのまま。
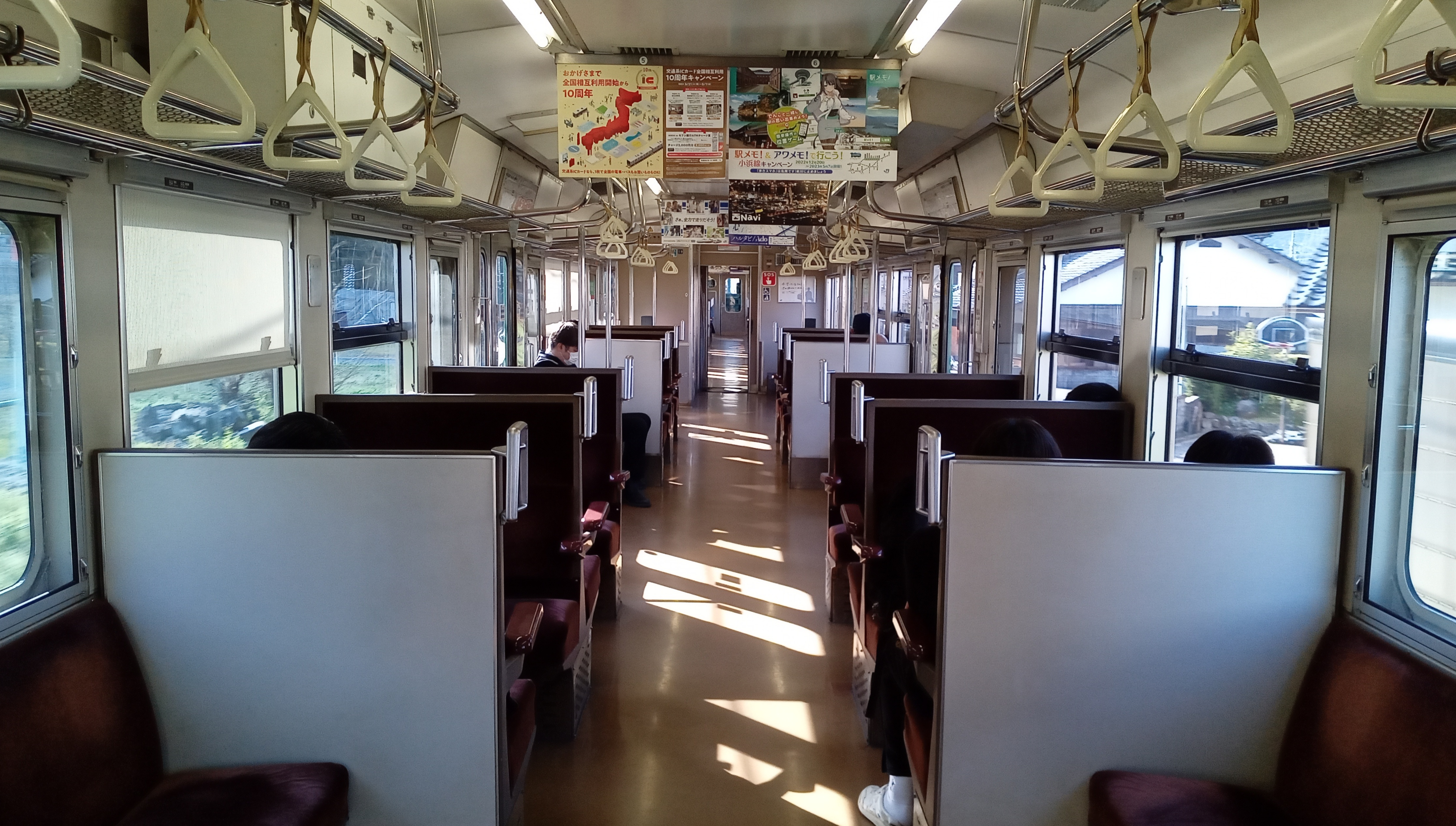
5300番台リニューアル車の車内。座席配置は原型のまま。
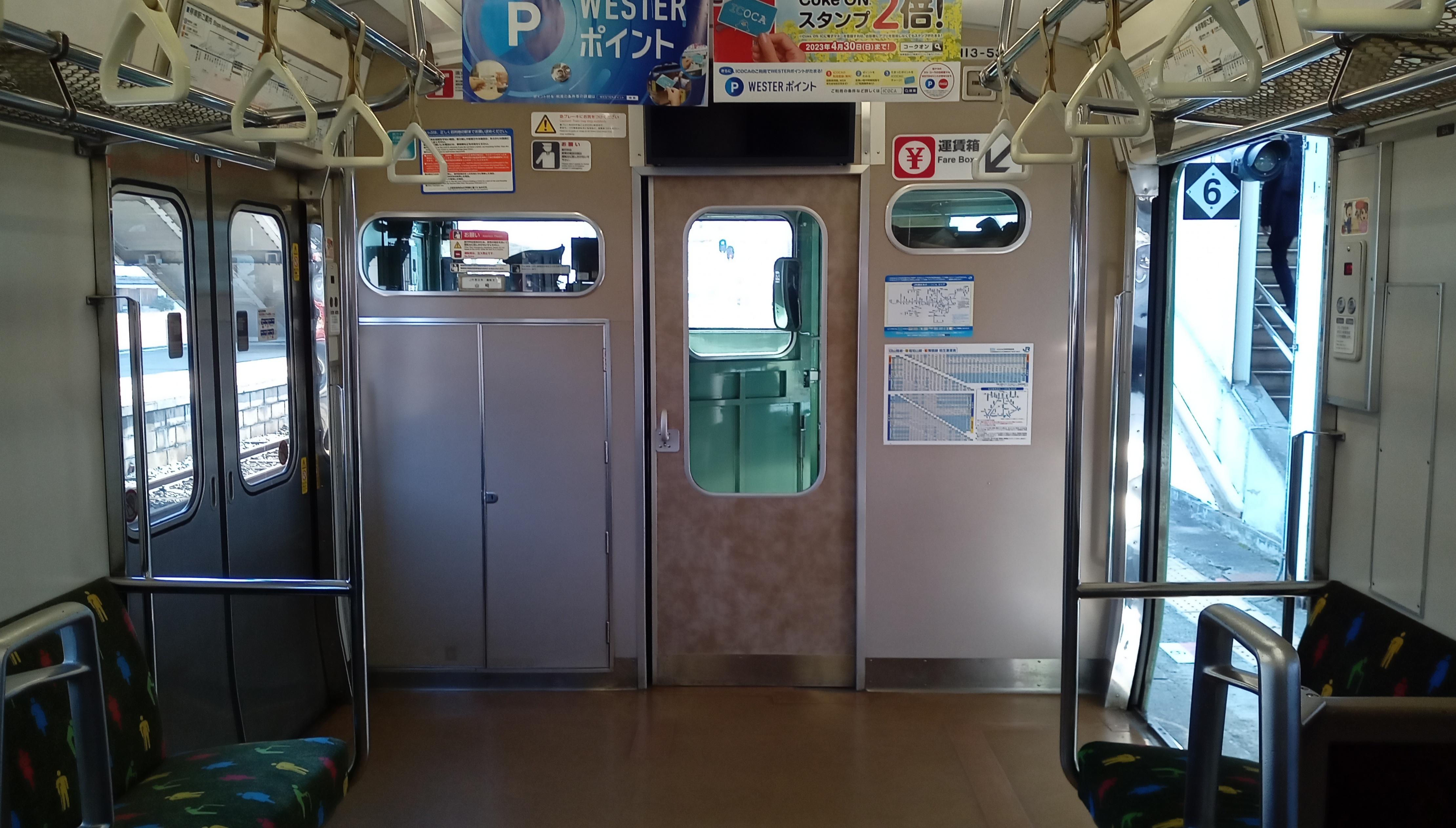
5300番台リニューアル車の運転台付近。
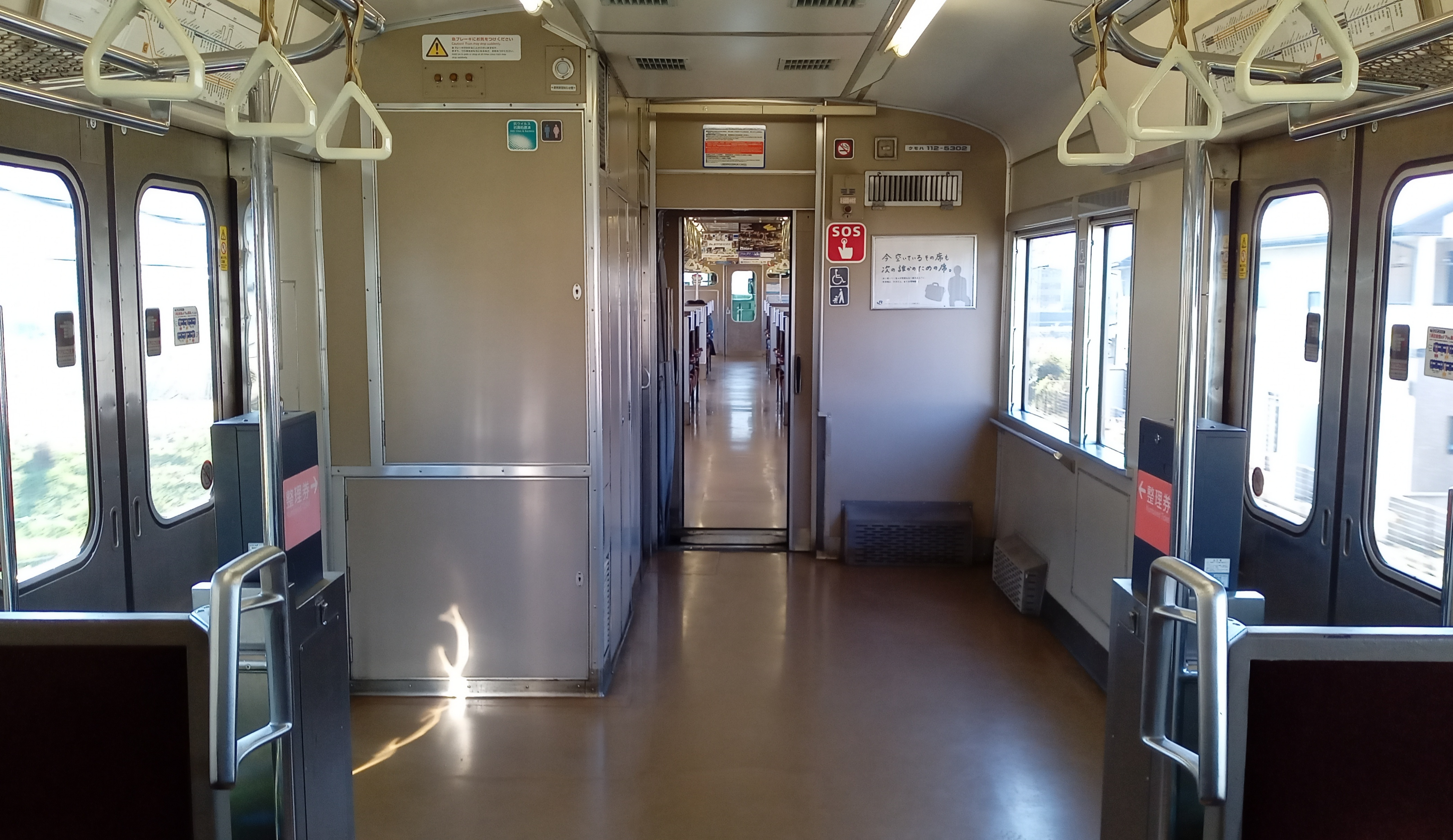
5300番台リニューアル車のトイレ付近。対面は他の体質改善車と同じく車椅子スペースとなっている。貫通扉が独特。
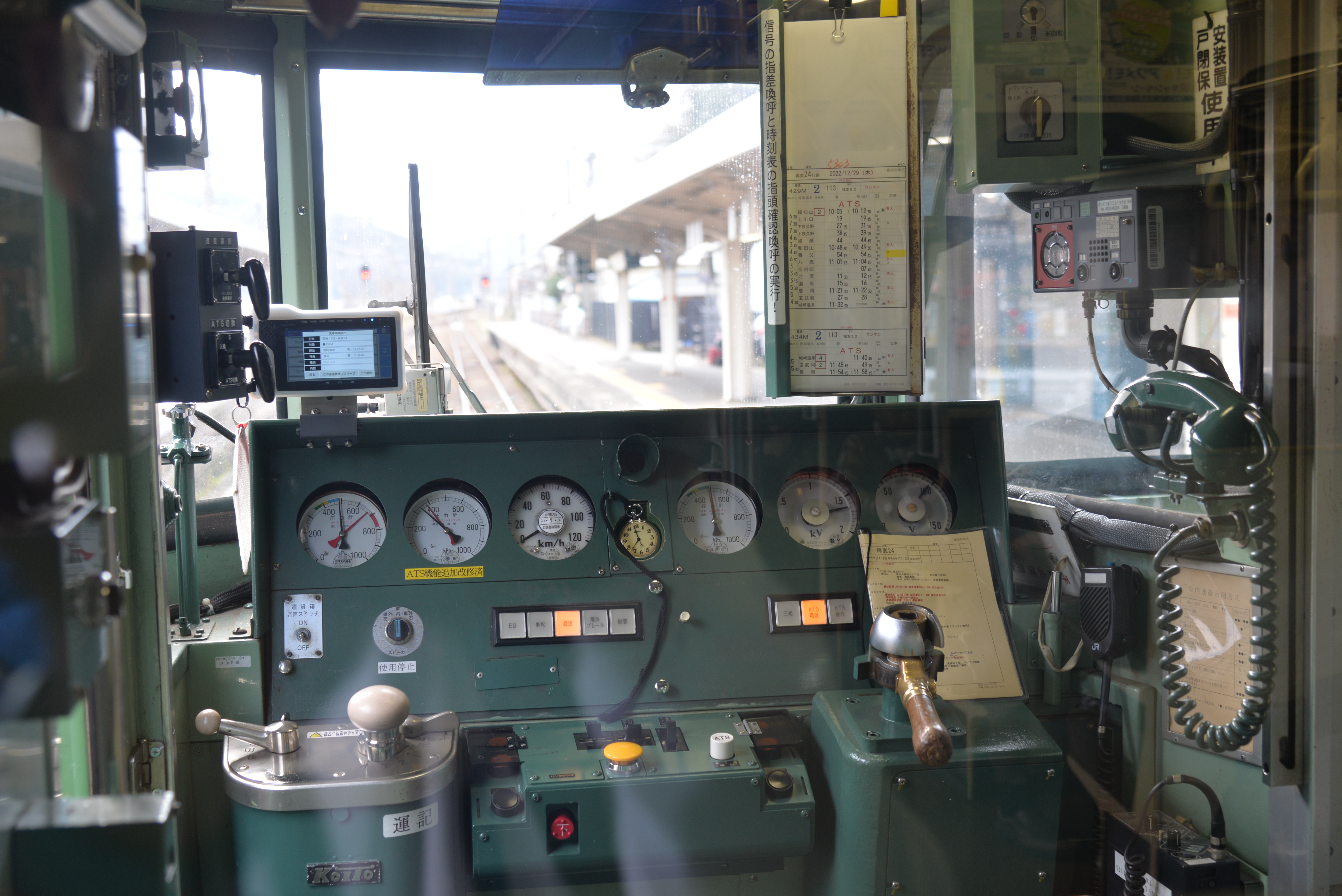
運転台

#### 800番台ワンマン化改造車（→5800番台）

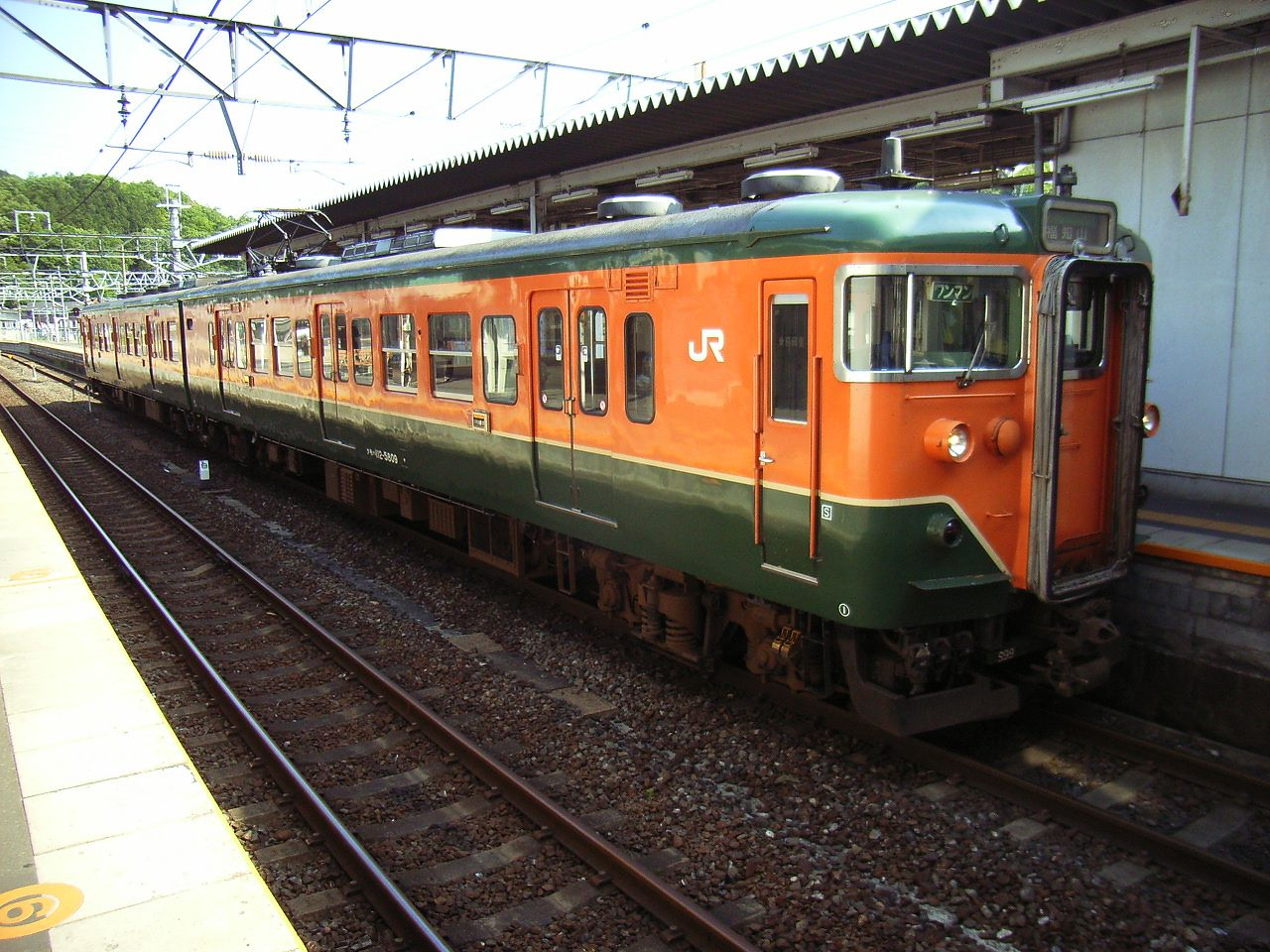
ワンマン対応化された5800番台。WAU202形冷房機を搭載している。

1996年の山陰本線園部 - 福知山間の電化用としては、800番台の2両編成3本においてもワンマン化改造が行われた。クモハ113・112形300番台と同じくワンマン運転機器の設置、客用扉のボタン式半自動化、電気連結器の設置、一部車両へのパンタグラフの増設が行われた。
番号の対照は以下のとおり
モハ113/112-81・169・72→クモハ113/112-803・807・809→5803・5807・5809
冷房装置は床置き式のWAU202形となっており、車端部に機器室が設けられ、屋根上に熱交換器が設置されている。冷房電源はDC-DCコンバータが各車に設置されており、クモハ112形の補助電源用20 kVAのMG（MH97-DM61A）は存置されている。
塗装も300番台と同様の湘南色にクリーム色の帯入りとなっているが、扉位置の移設はされていない。ワンマン化改造に伴う改番は行われなかった が、登場後まもなく高速化改造が施工され、5800番台に改番された。
300番台（後の5300番台）と共に福知山電車区に配置され、編成番号はS編成となった。
ワンマン改造後も6両生き残っていた5800番台のうち4両（-5807・-5809）は、2009年2月に廃車となり、2両 (-5803) （国鉄時代の1986年に小倉工場でモハ112,113-81種車に改造）だけが福知山線全線電化によって登場した800番台の"残党"として5300番台全車と共に現存していたが、6月25日に吹田工場に回送された 後、7月13日に岡山へ回送された。

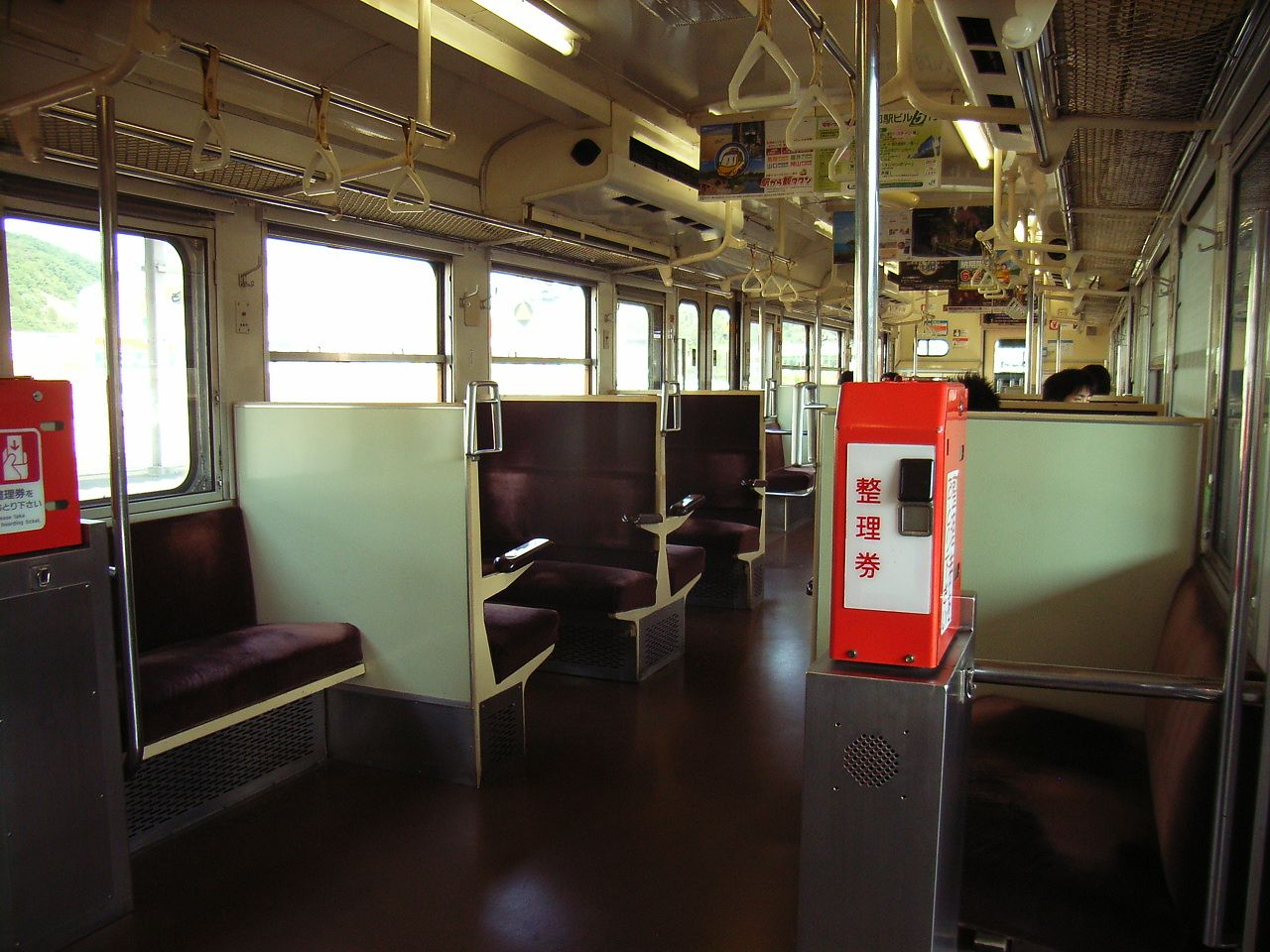
5800番台の車内。天井両脇に吹き出し口と冷房風洞が設置されている。
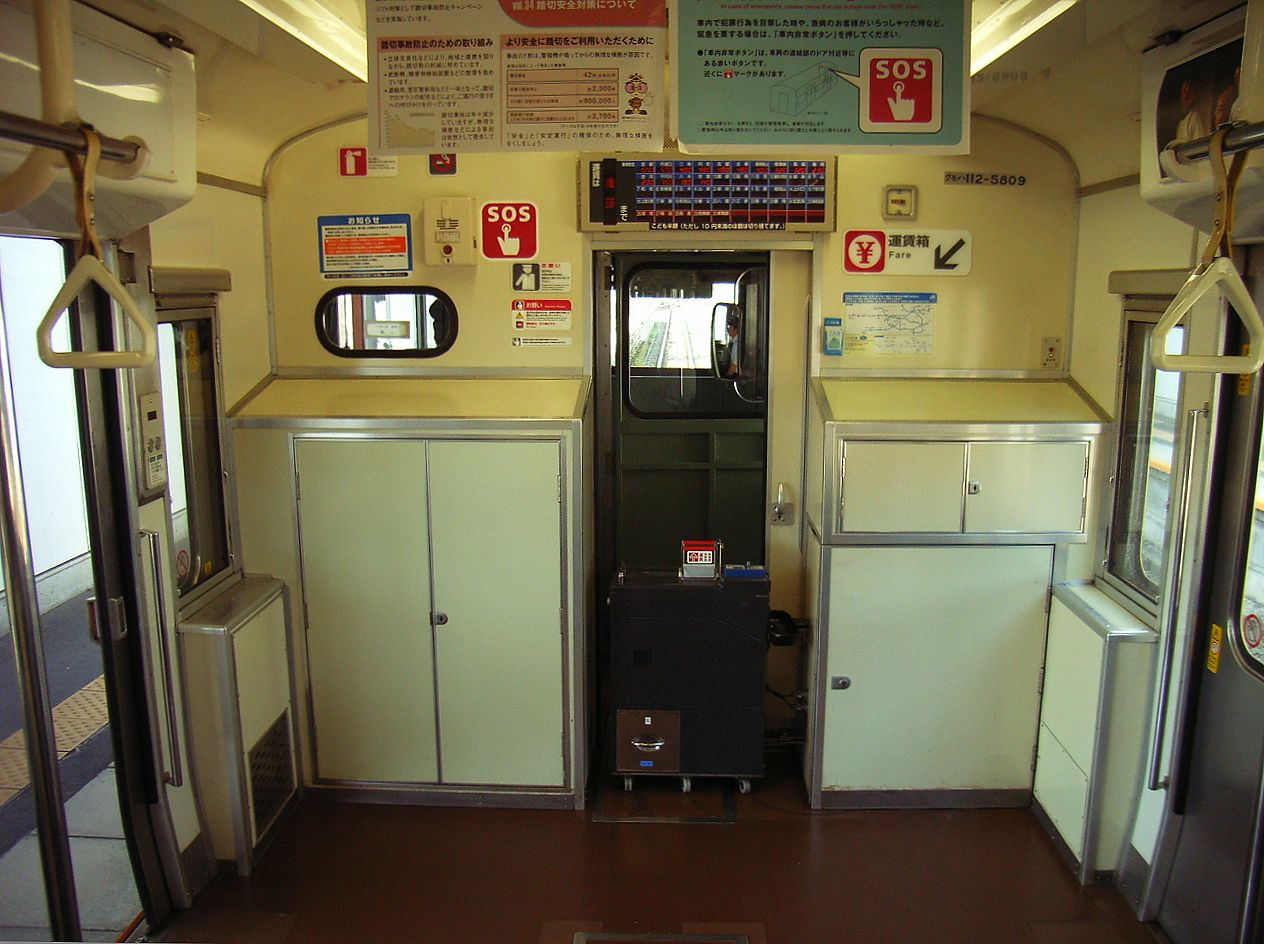
5800番台の運転台付近。機器が車内側に張り出している。
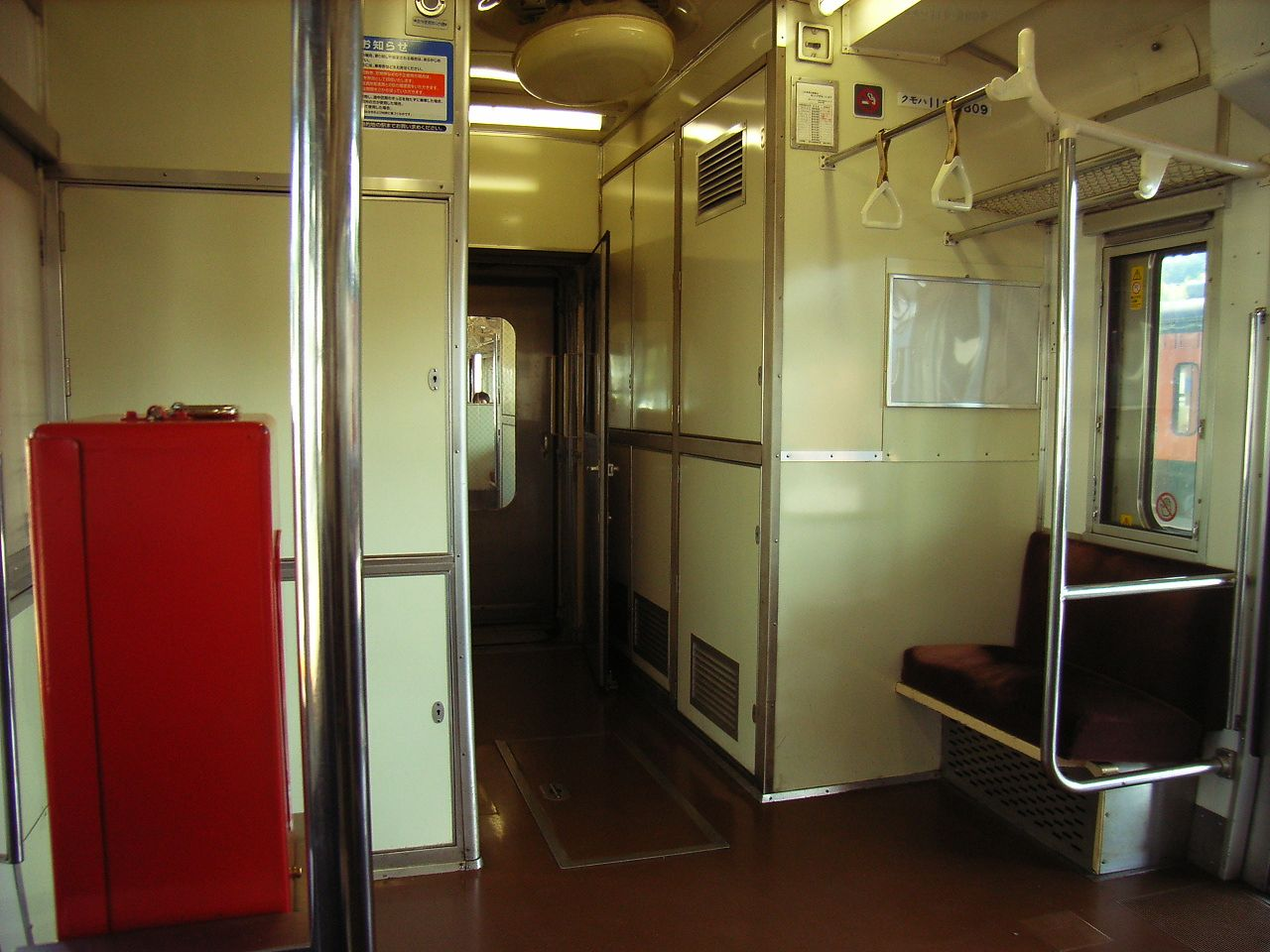
クモハ112形5800番台の車端部。左がトイレ、右が冷房機器室で、同じだけの面積を占有している。貫通扉は手前に開くタイプ。

#### クモハ112・113形3800番台

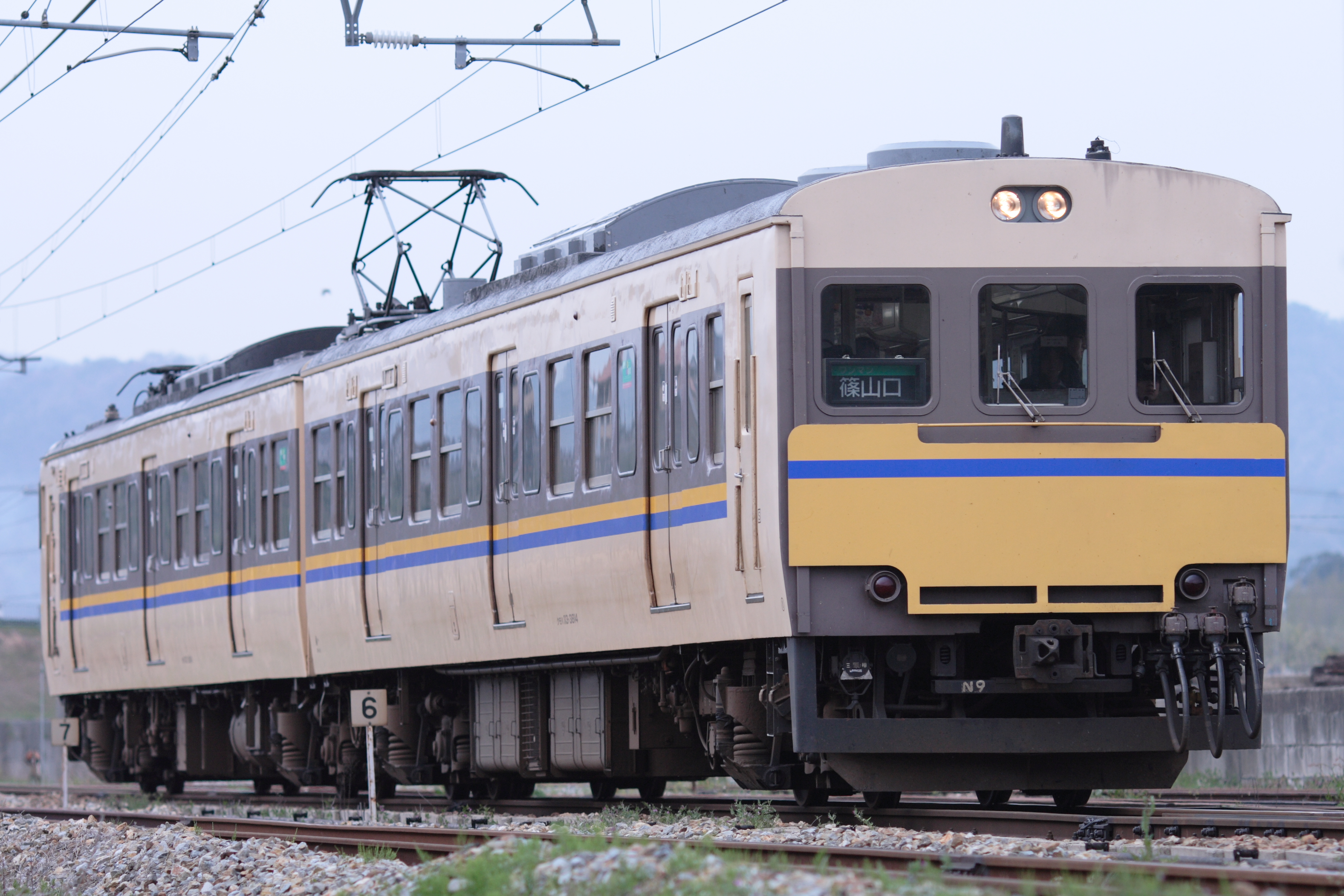
クモハ113形3800番台。前照灯埋め込みタイプ (3814) 。

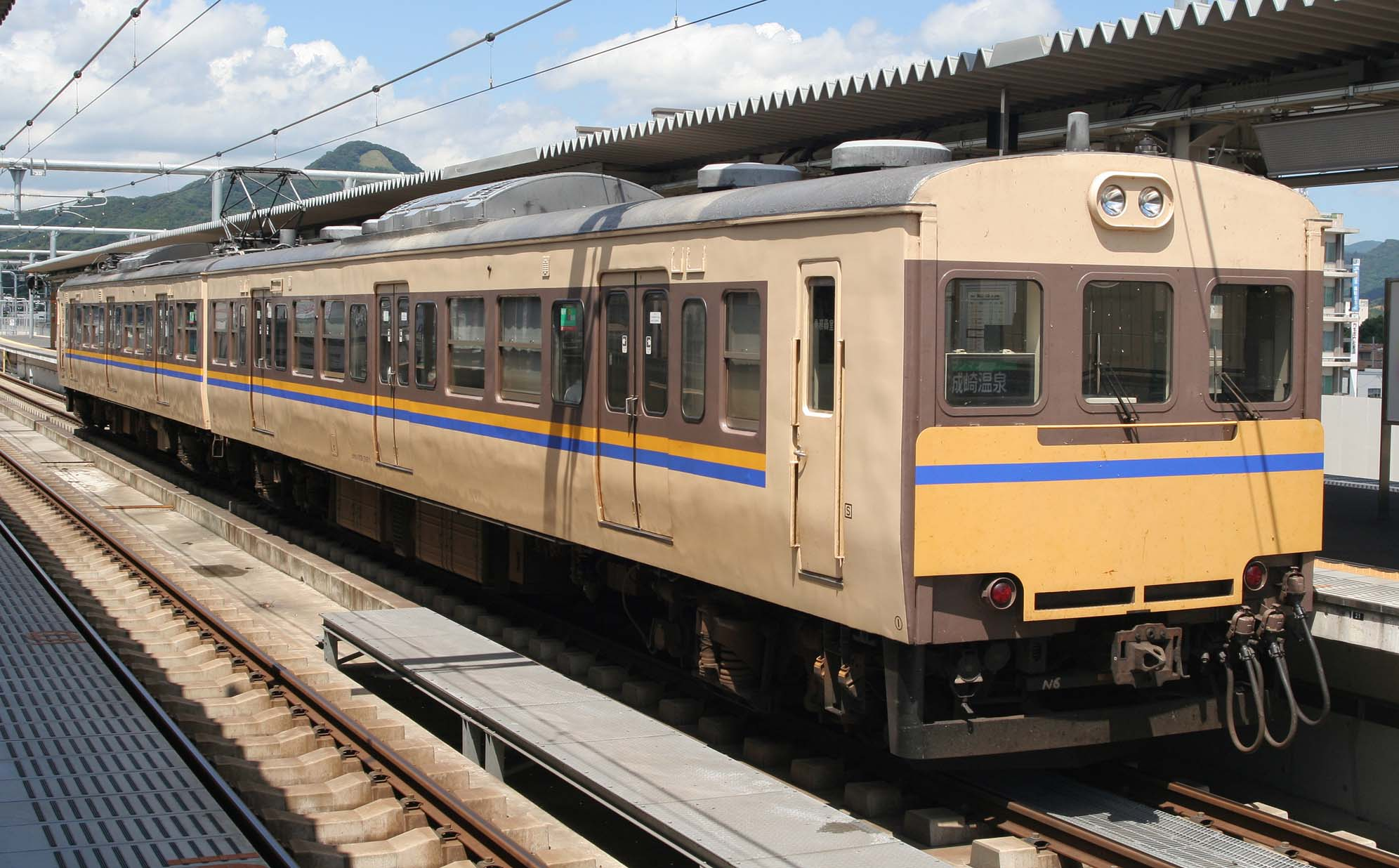
クモハ113形3800番台。前照灯外付けタイプ (3811) 。

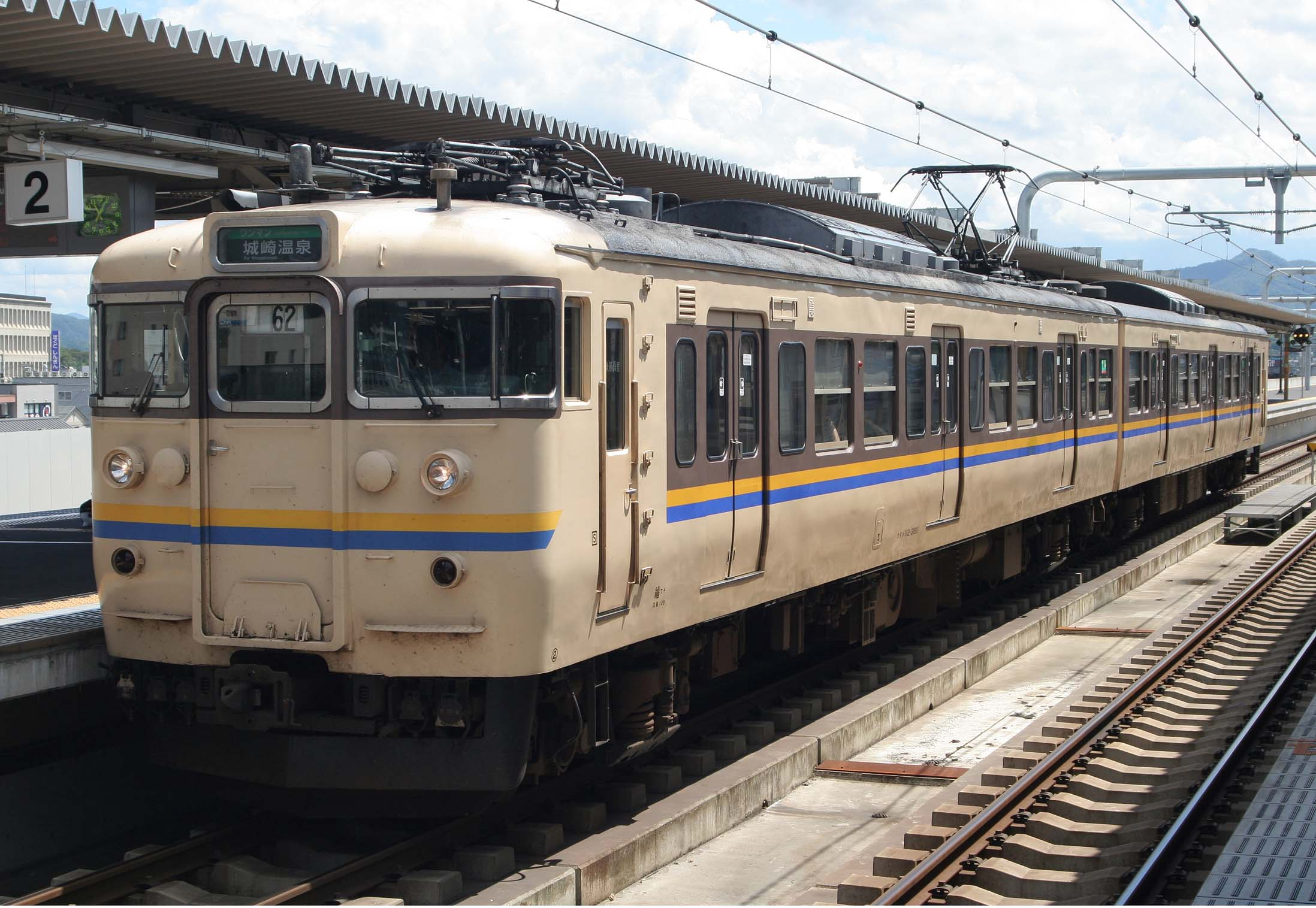
原形前面のクモハ112形。

福知山線篠山口 - 福知山間および山陰本線福知山 - 城崎（現在の城崎温泉）間の輸送力適正化と2001年3月からの一部列車のワンマン運転化のため、800番台のうちモハ113形+クモハ112形のユニットから再改造されたグループである。2000年度に2両編成9本が改造され、福知山電車区にN編成として配置された。
改造前の800番台ではクモハ112形を含む3両編成にクハ111形を1両増結した4両編成で運用されていたが、モハ113形とクモハ112形の電動車ユニットを抜き出してモハ113形の先頭車化改造を行い、2両編成化とワンマン運転への対応が行われた。新番号は800番台番号+3000とされた ため、800番台時代の七尾線転用に伴う編成組み換えによる不揃いの番号が引き継がれている。
クモハ113形への先頭車化改造では、コスト削減のため工法の簡易化や廃車発生品からの運転機器流用が行われた。従来のように運転台の構体を接合する方法ではなく、中間車の構体を生かした切妻構造となり、旧型国電を連想させるスタイルとして話題を呼んだ。先頭車化改造車の特異な外観から、ファンの間では3800番台の番号から「サンパチ」と呼び親しまれた。
クモハ113形の前面は非貫通の切妻3枚窓で、事故に備えて補強板が取付けられている。前面の行先表示は、助士席側窓の下部分に差込式のものが設置された。前照灯は、車体内側に埋め込まれたタイプと車体外側に外付けされたタイプの2種類が存在したが、後に車体外側に外付けする方式に統一された。車内の運転台仕切りも完全な壁ではなく、上部・側面に隙間がある簡素な構造となっている。
当初は500万円という格安の改造費を目標としており、改造工程と経費を節約するため、バリューエンジニアリングを活用した手法が採られた。当初は乗務員室扉の省略まで検討されていたが、最終的には扉が設置されてコストはやや上がったものの、それでも従来の正規運転台接合に比して半額程度の費用で工事できたという。
既存の先頭車であったクモハ112形は、前面の大規模な改造は行われていない。両先頭車とも運賃箱などワンマン運転対応の機器類が設置された が、走行区間の大半の駅に自動券売機が設置されているため、整理券発行機は設置されていない。
塗装はクリーム色をベースに窓周りを茶色とし、窓下部に黄色と青の帯を配したもので、福知山ワンマン色と呼ばれる。車内はリニューアル工事も行われず、半自動扉も取っ手付きの手動式であり、ドアボタンも設置されていない。
冷房装置はクモハ113-3801・クモハ112-3804の2両編成（N2編成）のみがWAU102形を搭載し、その他の8編成にはAU75が搭載されている。AU75形搭載車の一部は試作冷房改造車が含まれる。クモハ112形の3802・3805・3811・3814には霜取り用のパンタグラフが設置され、パンタグラフ2基搭載となっている。3802・3805・3811は種車時代に、3814は3800番台への改造と同時に増設された。
クモハ112形に搭載される補助電源装置は、種車の冷房化改造時期により異なっている。800番台化改造時に冷房化された車両は容量70 kVAのMGであるMH94-DM58が、0番台時代に冷房化改造済みの3802・3811には160 kVAのMGであるMH135-DM92が搭載されている。JR化後の800番台時代にWAU102形で冷房化された3804では、3800番台への改造時にSIVが設置された。
番号の対照は以下の通り
モハ113/クモハ112-819+802・801+804・815+805・816+806・810+810・811+811・812+812・813+813・814+814→クモハ113/112-3819+3802・・・3814+3814
なお、クモハ112-808+モハ113-817については、クモハがWAU102型、モハがAU75型を装備しており、クハを外すことで冷房電源が使用できなくなることから3800番台に転用されることなく廃車になった。
2008年8月より223系5500番台の増備による置き換えが行われ、113系3800番台は2008年8月11日限りで運用を終了した。最終運用は城崎温泉14時43分発各駅停車福知山行であった。8・9月にかけて、福知山線経由で吹田工場に廃車回送されている。2008年10月までに全車が除籍されている。

#### クモハ113・112形2000番台

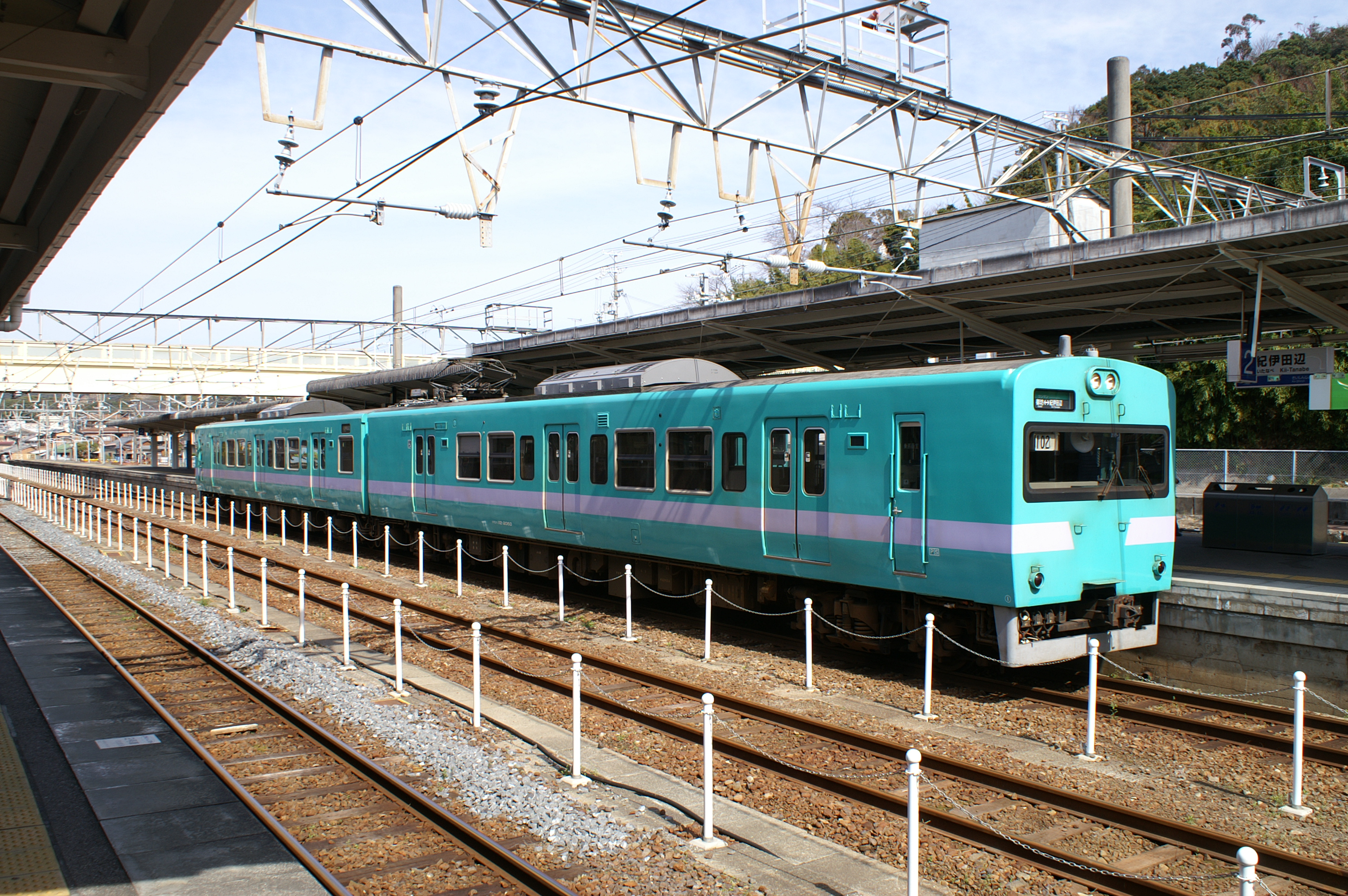
2000番台 紀勢線ワンマン化リニューアル車

紀勢本線（きのくに線）御坊 - 紀伊田辺間のワンマン運転用として、2002年に2000番台のモハ113+112形ユニットから改造されたグループである。2両編成2本が改造された。
番号の対照は以下の通り
モハ113/112-7058・7060→クモハ113/112-2058・2060
全車高速対応工事が施工されていたが、改造時に解除され元番号に復帰している。これがそのまま新番号の下4ケタとされたため、むしろ使用されている番号の方が少ない状況となっている。改造時に体質改善40Nリニューアル工事が施工されたが、内装は山陰本線向け300（→5300）番台同様原形のセミクロスシートのままであり、転換クロスシート化はなされていない。
改造は115系の伯備線用先頭化改造車と同様、新造した運転台ユニットを接合する手法が採られている。運転台の機器は同時期に廃車されたクハ111形の廃車発生品を使用。前面形状は103系体質改善40Nリニューアル車を基本とした形状 とされ、種車の関係で編成両端が改造運転台となっていることもあって比較的整った外観となっている。またクモハ112形には車椅子対応のトイレを新設した。その後、2007年に阪和線日根野 - 和歌山間でATS-Pを使用することに伴い、助士席側客用扉後方のロングシートを撤去した上でATS-P車上装置を搭載している。また、車上装置後方のクロスシート上部の荷棚にも機器が搭載されている。
2本のみの在籍であったため、検査などで運用できない場合は日根野区の223系か225系4両編成が代走した（この場合は車掌乗務）。
2020年3月13日限りで阪和線・紀勢本線での定期運用を終了し、クモハ113/112-2058が同年4月22日、クモハ113/112-2060が同年4月30日にそれぞれ廃車された。

#### 体質改善工事
国鉄時代から施工されていた特別保全工事の内容に加え、新型車両に合わせた接客設備の改善や新型車両との部品共通化によるコスト低減、検修の効率化を目的として、1998年から施工されている。40N体質改善工事は1998年度から2002年度にかけて、網干総合車両所、宮原総合運転所、京都総合運転所所属の5000・7000・7700番台計106両に、30N体質改善工事は2002年度から2004年度にかけて、京都総合運転所所属の7000・7500・7700番台計44両に施工された（2004年度は先頭車のみ施工）。
体質改善40N（想定寿命40年）
車体
- 外板は腐食対策から張り替えおよび一部ステンレス化を行い、側雨樋（一部ステンレス化）と外板を一体化。
- 屋根布の全面ローン化（塗屋根化） および通風器の撤去。
- 側窓は下部固定上部上昇式ユニット窓とし、車端窓は固定式1枚窓に変更。
- 側引き戸の窓は押え面方式、運転台および戸袋窓などのガラス支持方式も変更することでHゴム不使用化。

主要機器
- 戸閉機械は小型化を図った直動式に変更。
- 電気指令式半自動装置を搭載し、半自動時の扉扱いが容易となる構造。
- 床下からの立ち上がり配管のステンレス化、老朽化した配線の引き直し。

乗務員室
- 前面窓を1枚タイプのガラスに変更し、視認性を向上。
- 運転台ワイパーを空気式から電気式に変更。
- 放送装置の取り換えによる車内放送の容易化。

客室
- 座席を223系に準じた転換クロスシート（シートピッチ910 mm）に変更。暖房器は腰掛け搭載とした。
- 客室化粧板を223系に準じたデザイン・材質への更新。
- パネル工法による室内天井の平面化、蛍光灯カバーの取り付けと直動式戸閉機械採用による鴨居の小型化。
- 荷棚をパイプで構成されるものから前飾り付に変更し、吊り革を車両全長に渡って増設。
- 半自動での扉扱い時に使用する開閉用押しボタンを設置。
- 妻引き戸にドアチェックを設け、開いた際には自動的に復位する構造。
- トイレ対面の座席を撤去し、車椅子スペースを設置。
- 床面の主電動機点検蓋を廃止して騒音低減、床面隅にRを設けて清掃の容易化を図った。

種車による車端部の形状の違いがあるが、内装や定員、使用される部品は基本的に各車同じものである。また、リニューアル時に5700・7700番台以外の車両も含めてドアの電動式半自動化やタイフォンへのカバー設置などの寒冷地対策がいくつかなされており、非リニューアル車で行われたものと異なる、扉 - 戸袋窓間に埋め込む方式でスイッチが設置された。このため、戸袋窓は若干の縮小に留まっている。これらのことから、リニューアルを機に各番台の仕様統一が図られたとも取れる。ただし、車端部の窓の埋め込み方には施工時期による差異が見られる。
1998年11月25日に施工された京都総合運転所所属のL11編成（クハ111-7019+モハ113-7028+モハ112-7028+クハ111-7119）の4両が体質改善施工第1号編成となった。このほか、将来の短編成化で余剰廃車となるサハ111形の一部にも施工されている。
| ← 岡山・広島大阪・米原 → |         |         |         |         |         |         |            |          |        |                          |
| クハ111                  | モハ112 | モハ113 | サハ111 | モハ112 | モハ113 | クハ111 | 竣工       | 初期配置 | 改造所 | 備考                     |
| 7019                     | 7028    | 7028    |         |         |         | 7119    | 1998.11.25 | 京都     | 吹田   |                          |
|                          | 5720    | 5720    |         |         |         |         | 1998.11.25 | 京都     | 吹田   |                          |
| 7021                     | 7029    | 7029    |         |         |         | 7121    | 1998.12.17 | 網干     | 鷹取   |                          |
| 5564                     | 5334    | 5334    |         |         |         | 5256    | 1999.4.6   | 網干     | 網干   |                          |
|                          | 5325    | 5325    |         |         |         |         | 1999.7.12  | 網干     | 網干   |                          |
|                          |         |         | 7017    |         |         |         | 1999.11.12 | 網干     | 網干   |                          |
| 5566                     | 7515    | 7515    |         | 7514    | 7514    | 5253    | 1999.11.17 | 宮原     | 吹田   |                          |
| 7070                     | 7517    | 7517    |         | 7513    | 7513    | 7161    | 1999.12.28 | 宮原     | 吹田   |                          |
| 7014                     | 7019    | 7019    |         |         |         | 7113    | 2000.1.8   | 京都     | 吹田   |                          |
|                          |         |         | 7019    | 5326    | 5326    |         | 2000.3.8   | 網干     | 鷹取   |                          |
| 5565                     | 7555    | 7555    |         | 6336    | 6336    | 5260    | 2000.3.30  | 宮原     | 吹田   |                          |
| 7013                     | 7026    | 7026    |         |         |         | 7135    | 2000.4.20  | 京都     | 吹田   |                          |
| 7052                     | 7079    | 7079    |         |         |         | 7148    | 2000.7.21  | 京都     | 吹田   |                          |
|                          |         |         | 7013    |         |         |         | 2000.8.7   | 網干     | 網干   |                          |
| 7053                     | 7080    | 7080    |         |         |         | 7149    | 2000.9.4   | 京都     | 吹田   |                          |
| 7039                     | 7052    | 7052    |         |         |         | 7136    | 2000.10.18 | 網干     | 網干   | モハは福知山電車区訓練車 |
|                          |         |         | 7015    |         |         |         | 2000.10.18 | 網干     | 網干   |                          |
| 7072                     | 7018    | 7018    |         |         |         | 7115    | 2000.12.6  | 京都     | 吹田   |                          |
|                          |         |         | 7016    |         |         |         | 2000.12.25 | 網干     | 網干   |                          |
| 7037                     | 7061    | 7061    |         |         |         | 7143    | 2001.2.14  | 京都     | 吹田   |                          |
|                          |         |         | 7022    |         |         |         | 2001.2.19  | 網干     | 網干   |                          |
| 7018                     | 7046    | 7046    |         |         |         | 7171    | 2001.3.27  | 京都     | 吹田   |                          |
|                          |         |         | 7014    |         |         |         | 2001.3.27  | 網干     | 網干   |                          |
|                          |         |         | 7020    |         |         |         | 2001.3.30  | 網干     | 網干   |                          |
|                          |         |         |         | 5328    | 5328    |         | 2001.6.9   | 網干     | 網干   |                          |
| 7018                     | 7024    | 7024    |         |         |         | 7134    | 2001.7.16  | 京都     | 吹田   |                          |
| 7756                     | 5719    | 5719    |         |         |         | 7706    | 2001.9.21  | 京都     | 吹田   | 小浜線仕様               |
| 7038                     | 7056    | 7056    |         |         |         | 7141    | 2001.10.14 | 網干     | 網干   |                          |
| 7752                     | 7702    | 7702    |         |         |         | 7702    | 2002.8.9   | 京都     | 吹田   | 小浜線仕様               |
| 7759                     | 7705    | 7705    |         |         |         | 7709    | 2003.3.5   | 福知山   | 吹田   | 小浜線仕様               |

| ← 城崎温泉・紀伊田辺京都・御坊 → |           |           |          |        |                      |
| クモハ112                        | クモハ113 | 竣工      | 初期配置 | 改造所 | 備考                 |
| 5304                             | 5304      | 1999.6.15 | 福知山   | 吹田   | 福知山ワンマン編成   |
| 5302                             | 5302      | 2000.6.14 | 福知山   | 吹田   | 福知山ワンマン編成   |
| 2058                             | 2058      | 2002.7.12 | 日根野   | 吹田   | きのくにワンマン編成 |
| 2060                             | 2060      | 2002.8.30 | 日根野   | 吹田   | きのくにワンマン編成 |

体質改善30N（想定寿命30年）
改造費用の面や車両の使用期間（残耐用年数）の面から2002年以降は費用節約のため工事を簡略化した「体質改善30N」と呼ばれるメニューに移行し、対象車も経年の浅い7X00番台のみとなった。外観は窓が従来のユニットサッシのままであり、雨樋の張り上げも行われていない。車内は天井の平天井化を行わず、室内灯のカバーもなく、車内放送スピーカーも従来型である。側扉は半自動ドアボタンが設置されたが、ドアエンジンは施工前同様のTK4系であり、扉上部のカバーの出っ張りも残っている。
また、同時期にリニューアル対象外の先頭車は雨水の浸入などの対策として、前面窓支持のHゴムを金属板とコーキングで覆う工事がなされている。新車が大量に投入されたJR神戸・京都線と新車が全く存在しない嵯峨野線向けの工事であるが、これらの車両が所属する京都・宮原・網干の各総合車両所以外に、阪和線を管理する日根野電車区の一部の状態の良い車両が工事施工のうえで網干などの未更新車と交換となった例がある。また、京都所が比較的編成単位で大半の車両に行ったのに対し、宮原・網干所では初期車を多く保有していたこともあってごく一部の車両に限られ、編成中1 - 2両のみがリニューアル車ということも少なくなかった。
| ← 岡山・広島大阪・米原 → |         |         |         |            |          |        |                               |
| クハ111                  | モハ112 | モハ113 | クハ111 | 竣工       | 初期配置 | 改造所 | 備考                          |
| 7605                     | 7022    | 7022    | 7505    | 2002.3.30  | 京都     | 吹田   | クハは2012年に115系へ編入     |
| 7606                     | 7023    | 7023    | 7506    | 2002.8.22  | 京都     | 吹田   | 上りクハは2012年に115系へ編入 |
| 7618                     | 7081    | 7081    | 7518    | 2002.11.29 | 京都     | 吹田   | クハは福知山電車区訓練車      |
| 7615                     | 7069    | 7069    | 7515    | 2003.3.17  | 京都     | 吹田   |                               |
| 7613                     | 7047    | 7047    | 7513    | 2003.7.2   | 京都     | 吹田   | クハは2013年に115系へ編入     |
| 7755                     |         |         | 7705    | 2003.7.5   | 京都     | 吹田   |                               |
| 7754                     | 7704    | 7704    | 7704    | 2003.9.29  | 京都     | 吹田   |                               |
| 7751                     | 7701    | 7701    | 7701    | 2003.10.20 | 京都     | 吹田   |                               |
| 7753                     | 7703    | 7703    | 7703    | 2003.12.24 | 京都     | 吹田   |                               |
| 7601                     | 7016    | 7016    | 7501    | 2004.3.30  | 京都     | 吹田   |                               |
| 7608                     |         |         | 7508    | 2004.8.12  | 京都     | 吹田   | 2012年に115系へ編入           |
| 7604                     |         |         | 7504    | 2004.12.14 | 京都     | 吹田   | 2012年に115系へ編入           |
| 7610                     |         |         | 7510    | 2005.3.19  | 京都     | 吹田   |                               |

その後、JR神戸・京都線からの撤退に合わせ、網干車と宮原車は編成替えが行われ、F編成（4両×10本・日根野）とT編成（8両×3本・宮原）の統一リニューアル編成が組成された。このうちT編成に組み込まれる元網干車のサハ111形7000番台の6両は撤退後に唯一廃車を免れたJR西日本最後のサハ111形であったが、福知山線脱線事故後の車両使用方法変更に際して編成から外され、その後はほとんど使用されずに廃車処分された。また、阪和線・紀勢本線は比較的温暖であるため、F編成に組成された車両には半自動装置が撤去された車両もある。紀勢本線運用車に設置されている「きのくに線スイッチ」（ドアが閉まっても車掌が同スイッチを押さないと戸締灯が点灯しない）と半自動装置の併用ができないという説もある。

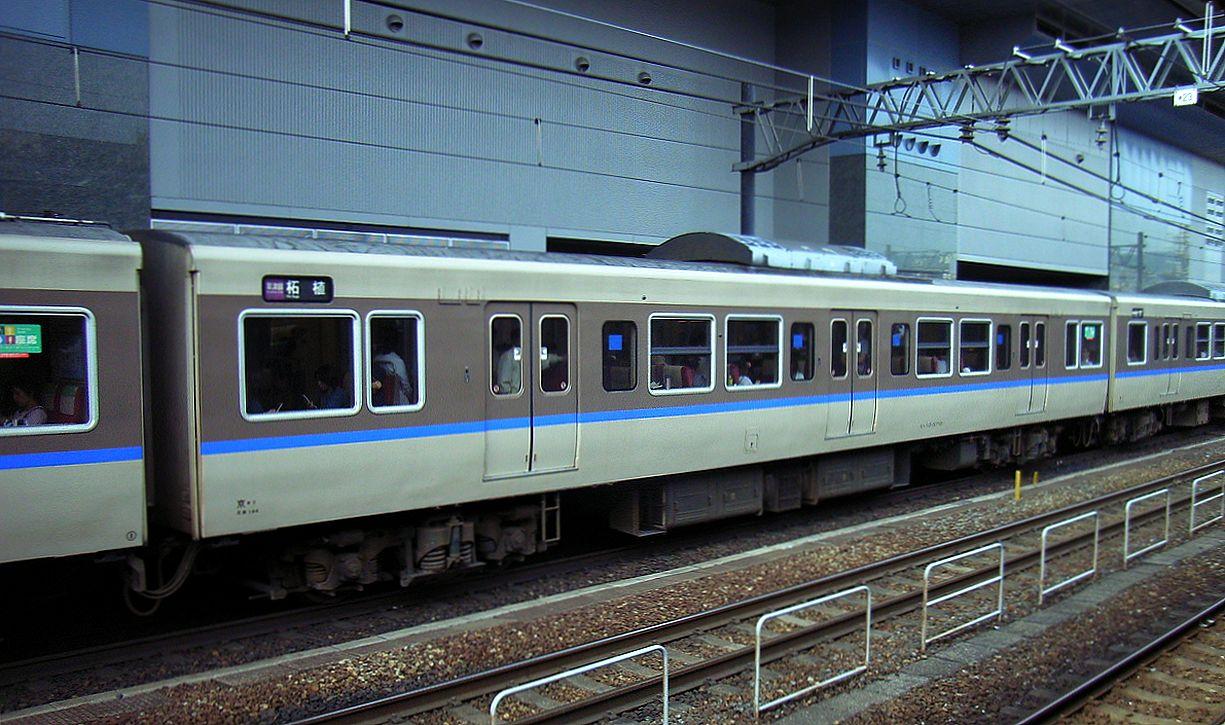
モハ113形5700番台40N車。5000番台も基本的に同じ形態。右のモハ112形5700番台と共に旧小浜線用車両。
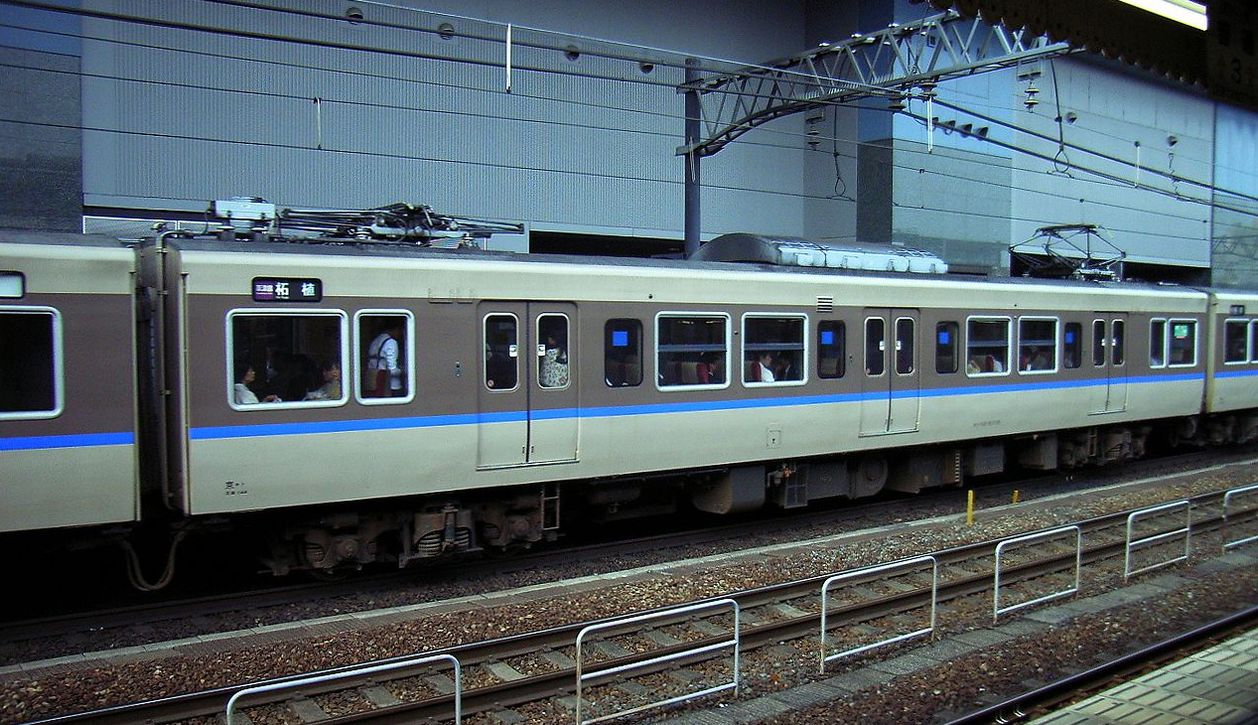
モハ112形5700番台40N車。写真の車両はパンタグラフが増設（手前側）されている。
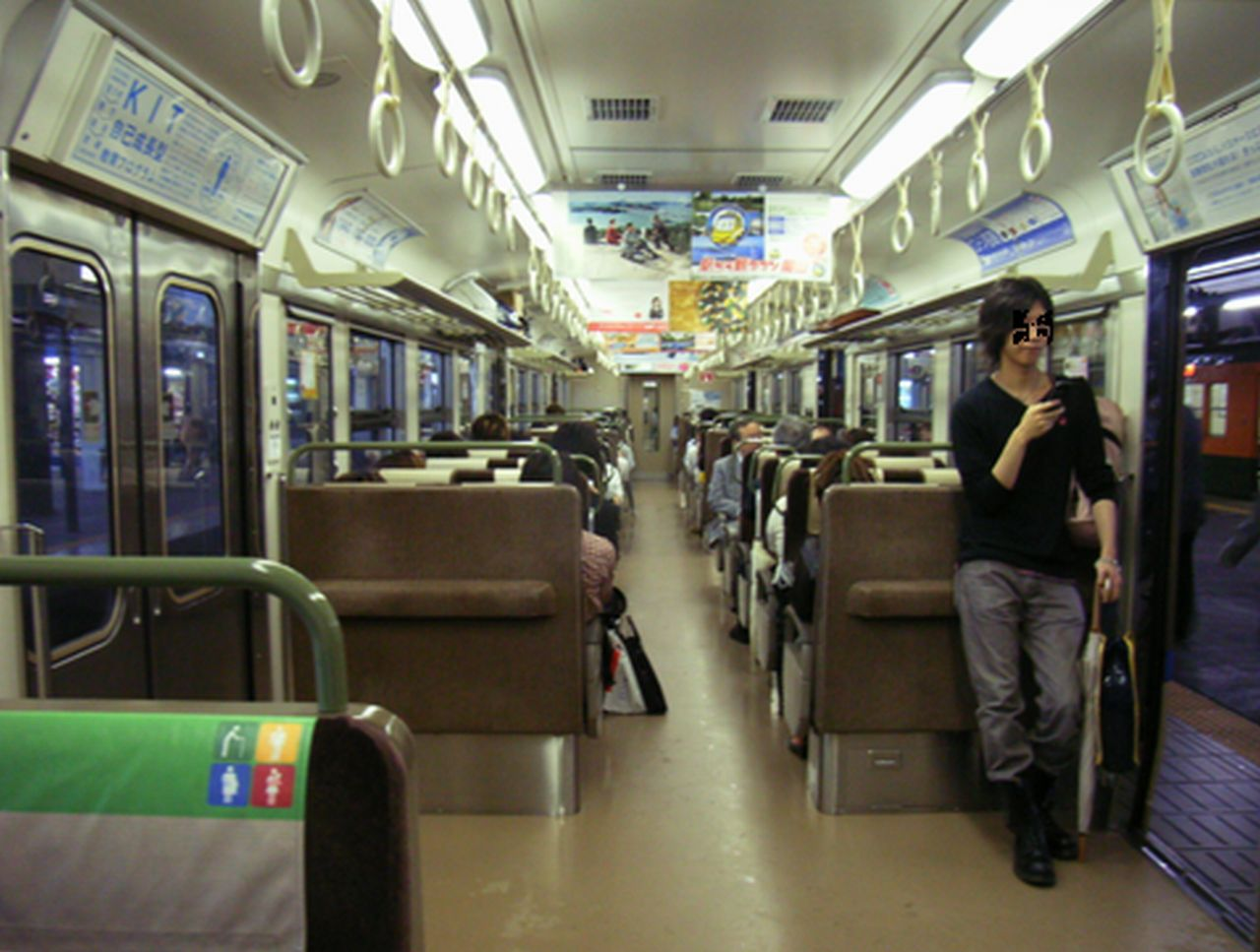
5700番台40N車の車内。他の番台も基本的に同じ意匠。
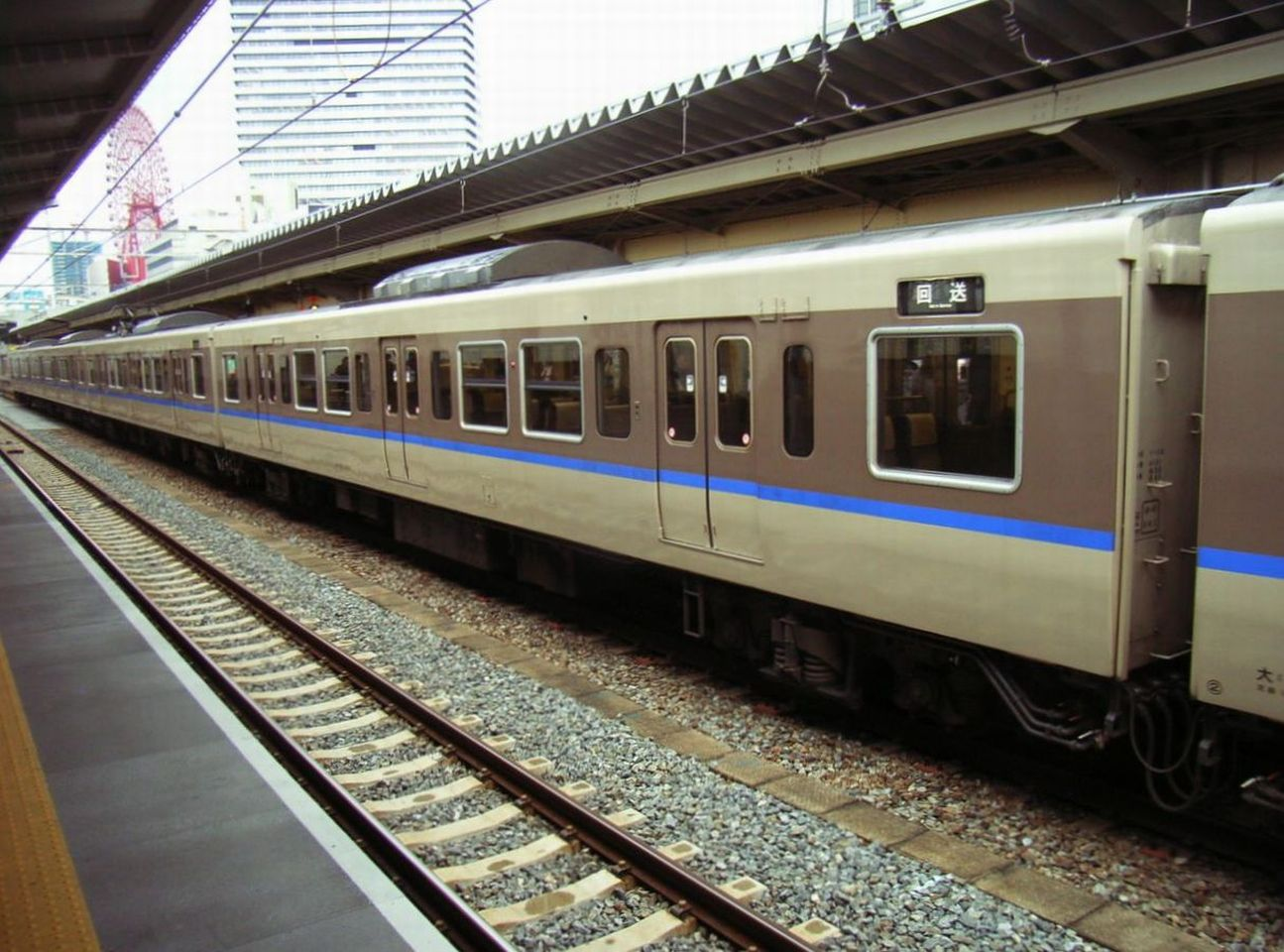
モハ113形7500番台40N車。7700番台も基本的に同じ形態。
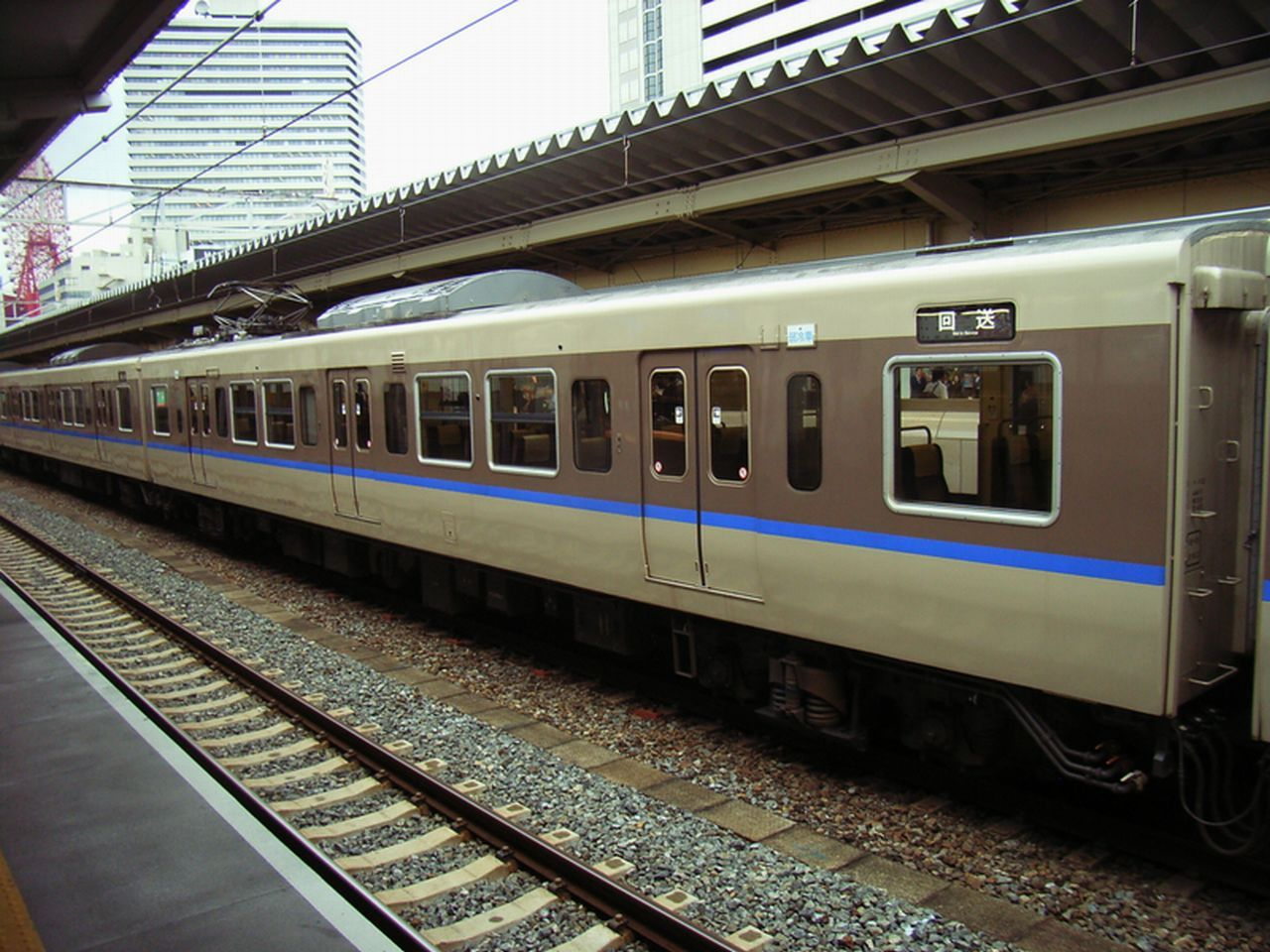
モハ112形7500番台40N車。左のモハ113形7500番台とともに幕式表示機を搭載している。
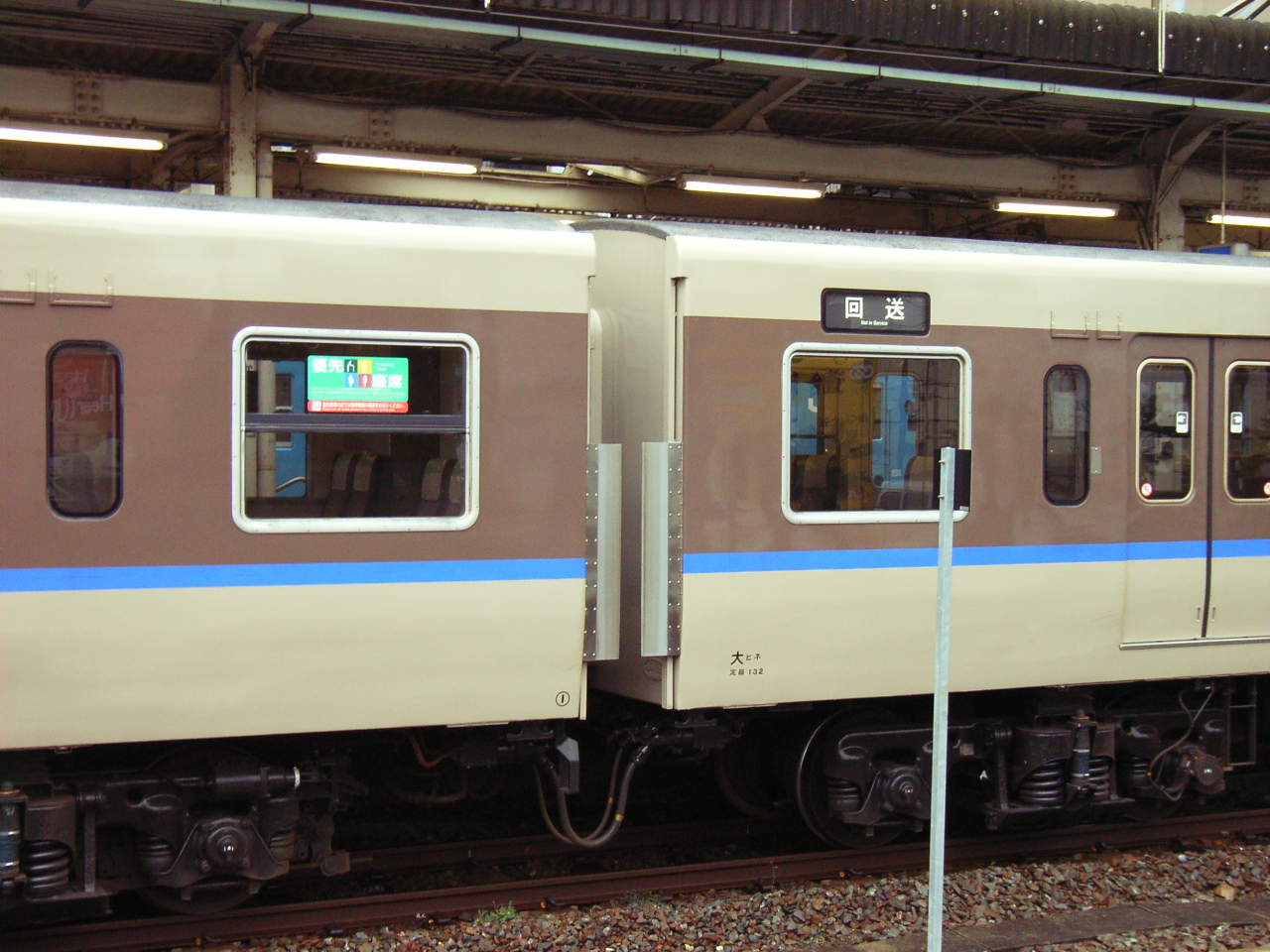
7000番台40N車の車端部。左の車両（モハ113-7079）は片側2枚の車端窓が開閉可能になっている異端車。右の車両（クハ111-7148）は半自動ドアボタンが撤去されて金属板で塞がれている。また、転落防止幌が設置されている。
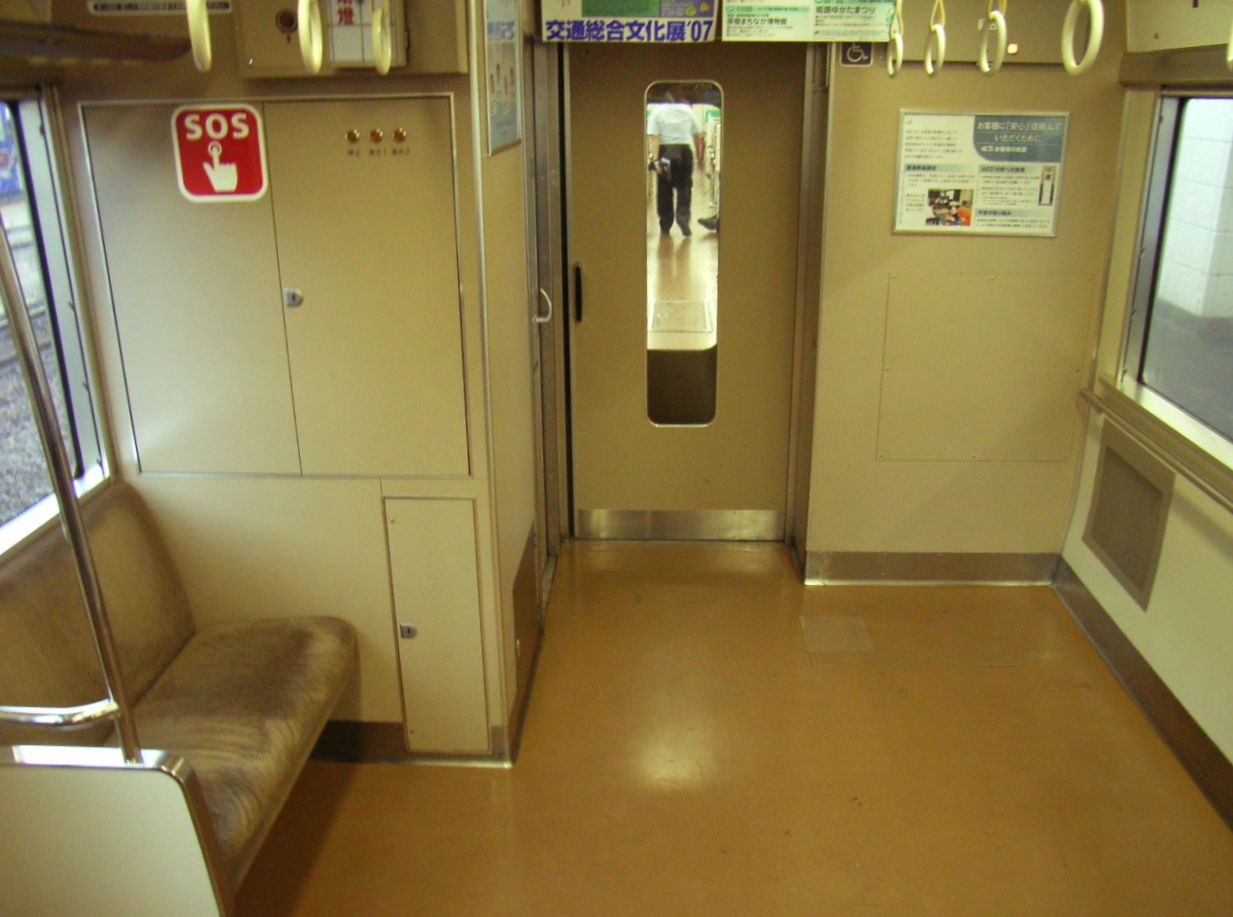
7700番台40N車のトイレ部分。先頭車のみ車両両端にロングシートが設置されている。車椅子スペースはあるが、トイレは車椅子対応ではない。
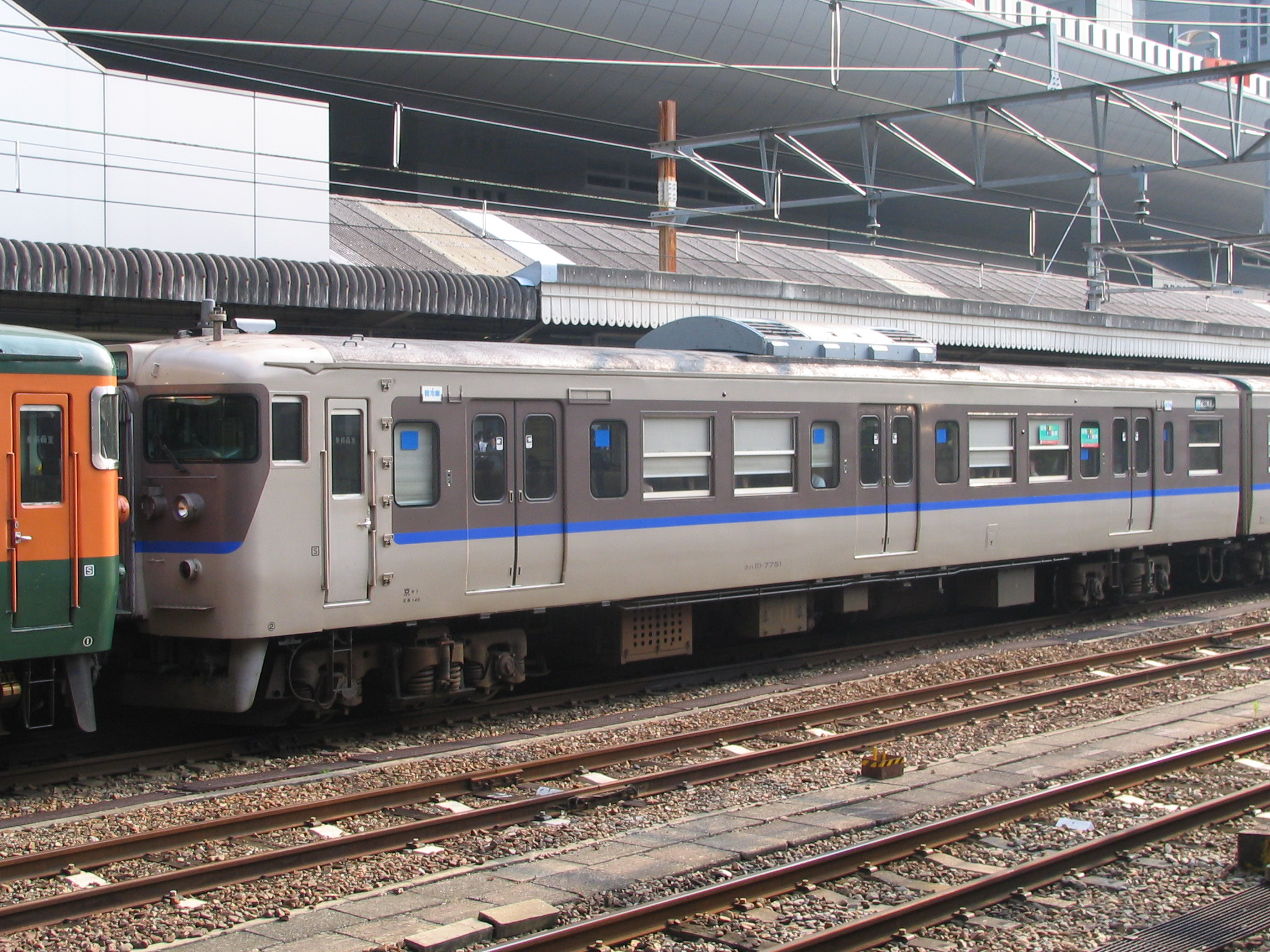
右がクハ111形7700番台西向き（7750番台）30N車。
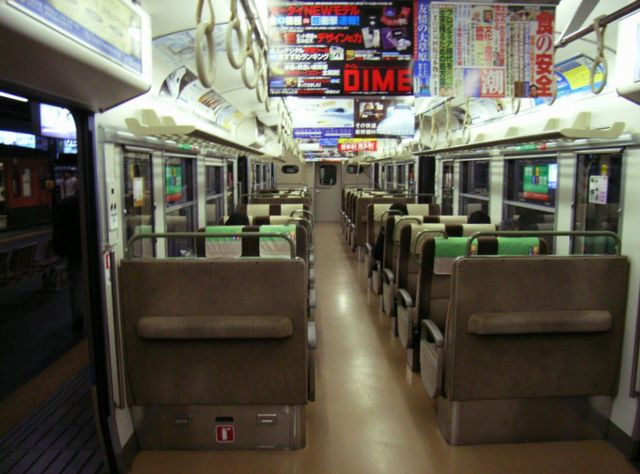
7700番台30N車の車内。窓や天井の構造を除いて40N車と同じ意匠となっている。
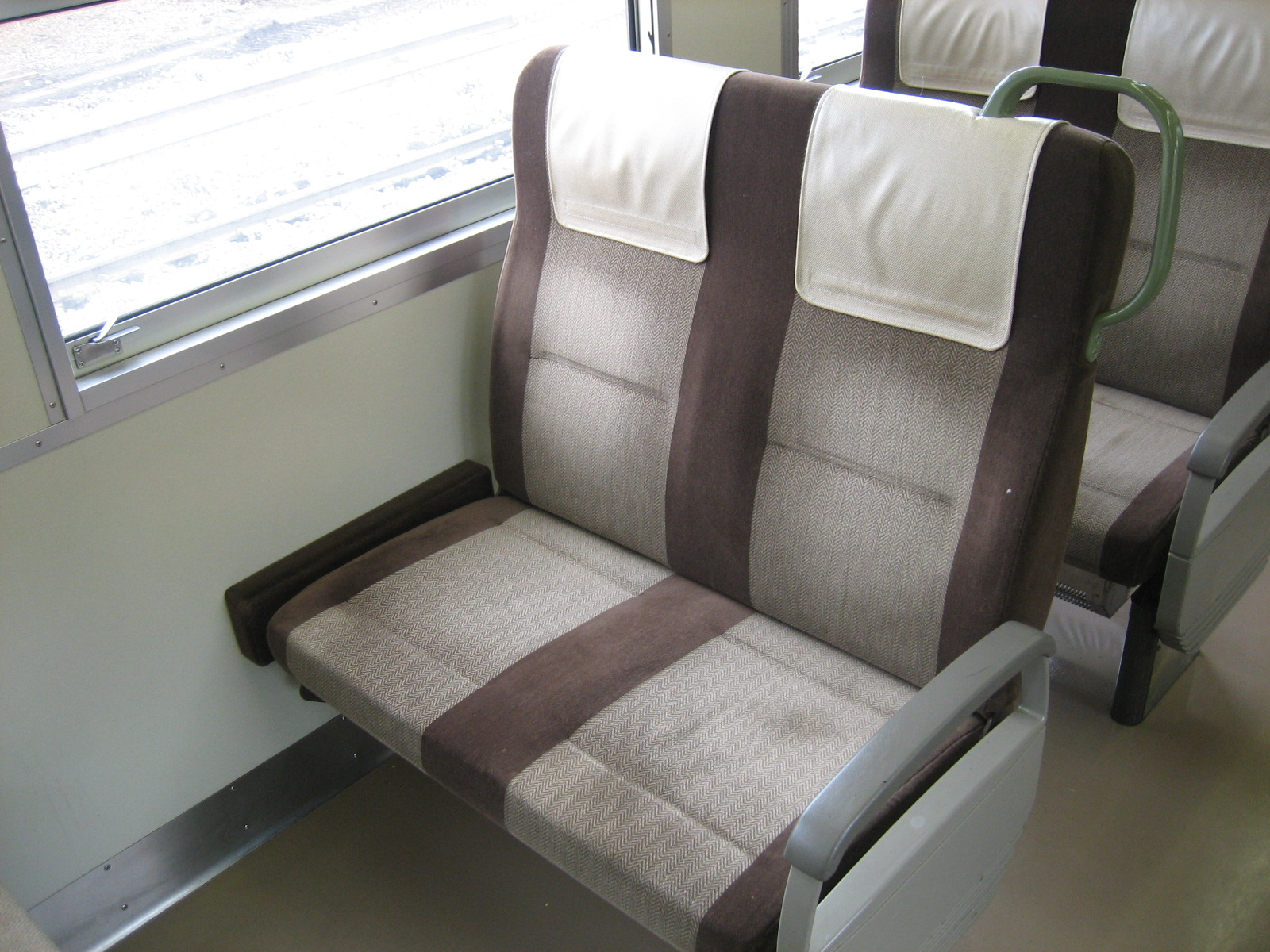
7700番台の転換クロスシート。どの車両も基本的に同じものを装備。なおモケットについては後に225系に準じたものに変更されている。
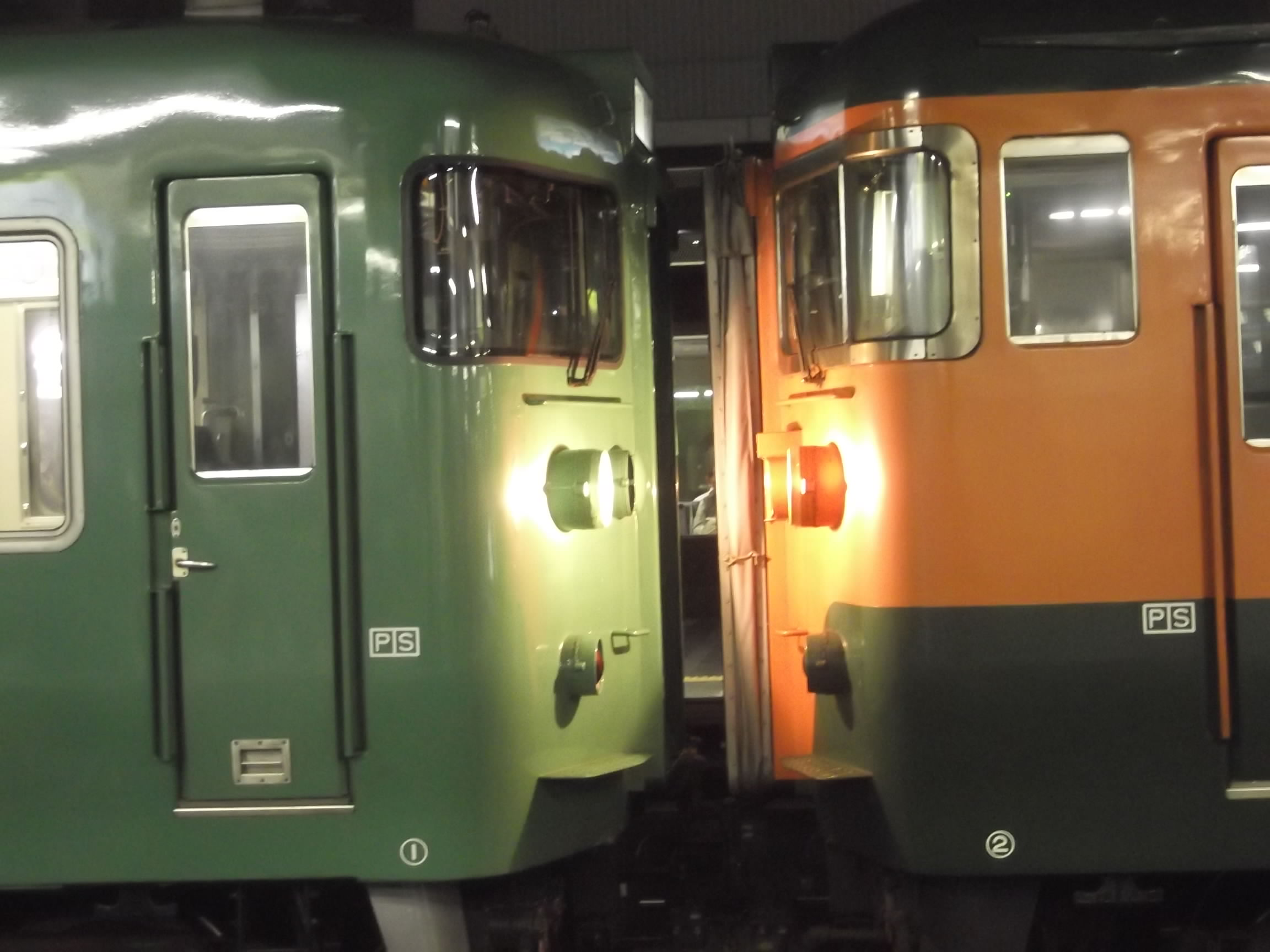
乗客の転落防止のため、併結部分のライトを点灯させる措置が行われている。

#### 耐寒耐雪改造車
京都総合運転所で運用されている5700番台・7700番台が、編成変更により先頭車が不足したため、2002年に体質改善工事施行済の網干電車区（現在の網干総合車両所）のクハ111形7000番台が耐寒耐雪改造され、7700番台に編入されたうえ、京都総合運転所に転属した。
対象車両は以下のとおり
クハ111-7121・7139→クハ111-7707・7708
クハ111-7021・7036→クハ111-7757・7758
改造内容は耐寒耐雪改造のみ、シャッター付きタイフォンカバーの取付は省略。外観でのクハ111-7000番台との見分けはつかない。
2003年になると下記の小浜線向けに、網干電車区の7000番台4両編成1本に体質改善工事および耐寒耐雪改造のうえ、編入された。
対象車両は以下のとおり
モハ112/113-7054→7705
クハ111-7162→クハ111-7709
クハ111-7073→クハ111-7759
さらに同年、耐寒耐雪車が不足することから京都総合運転所所属の1編成がさらに追加改造された。
対象車両は以下のとおり
モハ112/113-7024→7706
クハ111-7134→クハ111-7710
クハ111-7018→クハ111-7760
元々は嵯峨野線運用車で、体質改善工事とともに先頭車は自動解結装置と電気連結器を撤去していた。この編成は数奇な運命を辿ることになる。ATS-Pを装備していたことから2005年に起きたJR福知山線脱線事故後に宮原総合運転所に転属、高速化改造が撤去され
以下の様に改番された。
モハ112/113-7706→2724
クハ111-7710→クハ111-2834
クハ111-7760→クハ111-2718
この改番は半年のみ。再度高速化改造を受け7700台の元番号に復帰し、吹田総合車両所京都支所に所属した。

#### 小浜線向け改造車

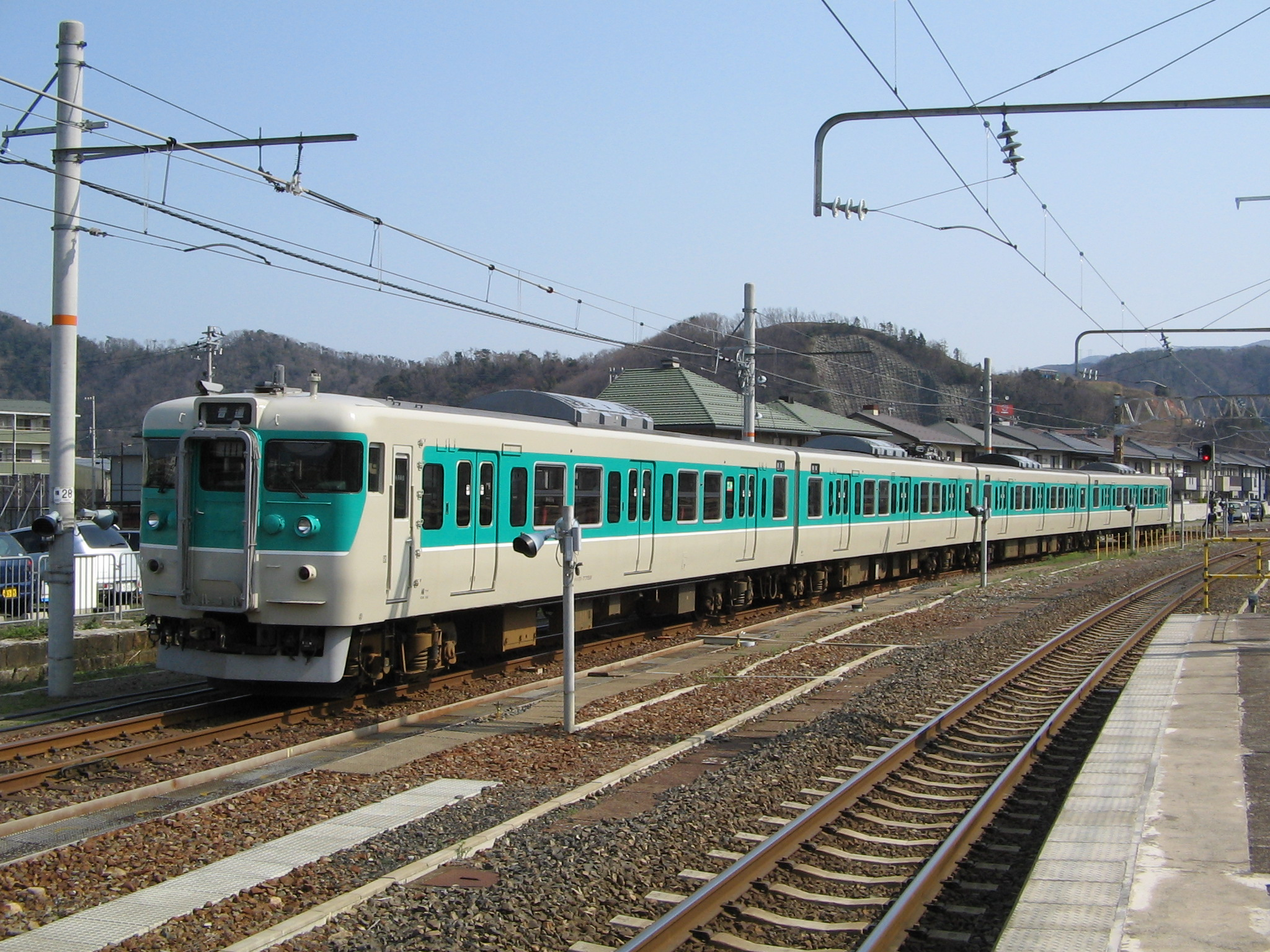
小浜線向け改造車（2005年4月1日 敦賀駅）

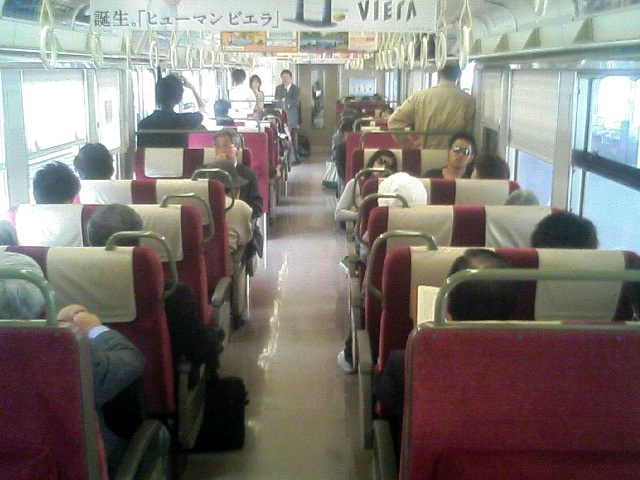
5700番台小浜線向け改造車の車内（2007年5月）

2003年3月に小浜線が電化され、新形式の125系とともに113系の4両編成が投入された。福知山運転所電車センター（現在の福知山電車区）に転用され、外装も「小浜色」と呼ばれる緑系の塗色に変更された。
転用改造では体質改善工事と耐寒・耐雪装備の設置が行われた。改造種車は5700・7700番台と2000番台が選定され、2000番台からの改造車は7700番台に改番された。
編成内容は以下の通り。
|    | ← 敦賀東舞鶴・福知山 → |               |               |               |
| W1 | クハ111 -7702          | モハ113 -7702 | モハ112 -7702 | クハ111 -7752 |
| W2 | クハ111 -7706          | モハ113 -5719 | モハ112 -5719 | クハ111 -7756 |
| W3 | クハ111 -7709          | モハ113 -7705 | モハ112 -7705 | クハ111 -7759 |

W1・W2編成は京都総合運転所で体質改善工事施行車を転用。転用時に外装変更およびシートモケットを125系と同様のものに変更。W3編成は網干電車区の車両を上記の体質改善工事および耐寒耐雪改造のうえ、転用。 シート、およびシートモケットは125系と同様のものに変更。
2005年に起きたJR福知山線脱線事故の車両転配に関連し、W2編成はATS-P型装備であったことから、一時的に宮原総合運転所に貸出、小浜色のまま福知山線での運用もおこなった。2006年10月21日のダイヤ改正で125系3次車の導入に伴い小浜線での運用は消滅。W1, W2編成は体質改善車標準塗色に戻され京都総合運転所に復帰、その後シートモケットも、標準のものに取り替えられた。W3編成は、最後の予備車として電気連結器などの改造を受け続けながら残留していたが、2009年5月ごろに体質改善車標準塗色に戻されて小浜色は消滅した。

#### 115系混用車の抑速ブレーキ制御対応改造

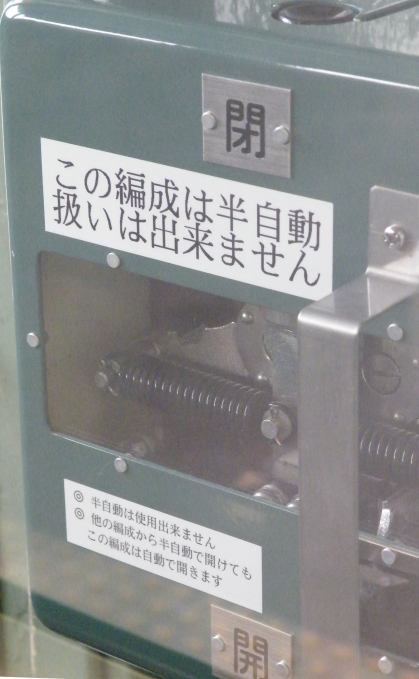
115系G02編成に組み込まれるクハ111-139の戸閉装置。

下関区に在籍した115系と編成を組むクハ111形については、115系と113系の混用では抑速ブレーキの使用ができず、混用編成は広島所属時代には山陽本線海田市 - 岩国間と呉線・可部線で、下関転属後は山陽本線岩国 - 下関間限定での運用がなされていた。2003年3月のダイヤ改正で下関の115系C編成と共通運用が行われることになり、クハ111形の主幹制御器を抑速制動に対応したものに交換するなどの改造が行われた。この結果、実態としては115系の制御車となっていた。
改造されたのは計5両で、内訳は0番台グループのクハ111-139・268・5091の3両、並びに800番台のクハ111-811・812の2両である。客用扉の半自動制御には対応しない。クハ111-5091は2008年の高速化解除で元番号のクハ111-91に戻っている。

### JR四国の改造車

#### 111系の保全工事・冷房化改造

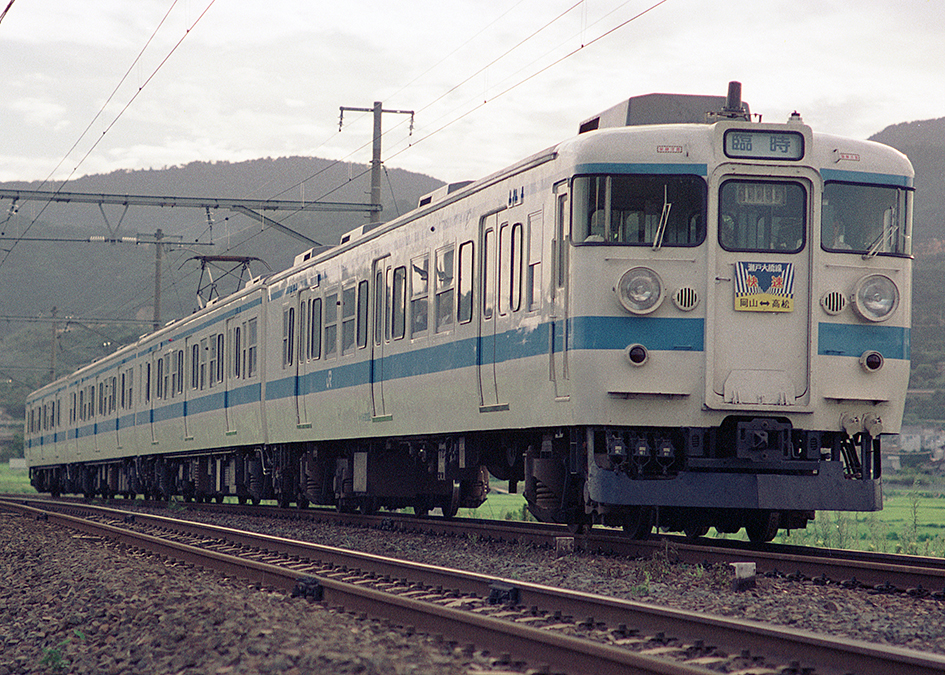
クハ111-3002先頭の瀬戸大橋線 臨時快速（1988年）

四国の111系は使用開始にあたり塗装が白地に水色帯の四国色に変更され、本四備讃線（瀬戸大橋線）用の無線アンテナが設置された。継承された12両は車齢が高いため、構体の補修や側窓のユニット窓化、トイレ撤去などの保全工事が1987年度に施工された。
保全工事によりクハ111形のトイレは撤去（本州直通用とされた クハ111-27・29のみトイレ未撤去）され、モハ110形には2両分しかホームがなかった無人駅で車掌が集札を行うために車掌用設備（放送装置や車掌スイッチなど）がある業務用スペースを設置した。新製導入された121系と同様に全車禁煙としたため全車両灰皿は撤去された。
1988年に車籍編入された8両のうち、クハ111形は上り向き用の0番台ばかりであったため、同年2両（10・11）が下り向きに方向転換され、クハ111形3000番台（3001・3002）となった。
1988年から翌1989年にかけて集約分散形AU101形を用いた冷房化改造が実施され、あわせて電源装置が電動発電機 (MG) から静止形インバータ (SIV) に変更された。また5編成のうち4編成がユニット窓に改造された。前照灯のシールドビーム化、前面方向幕のLED化 がされた車両も存在する。

#### JR四国の113系改造車

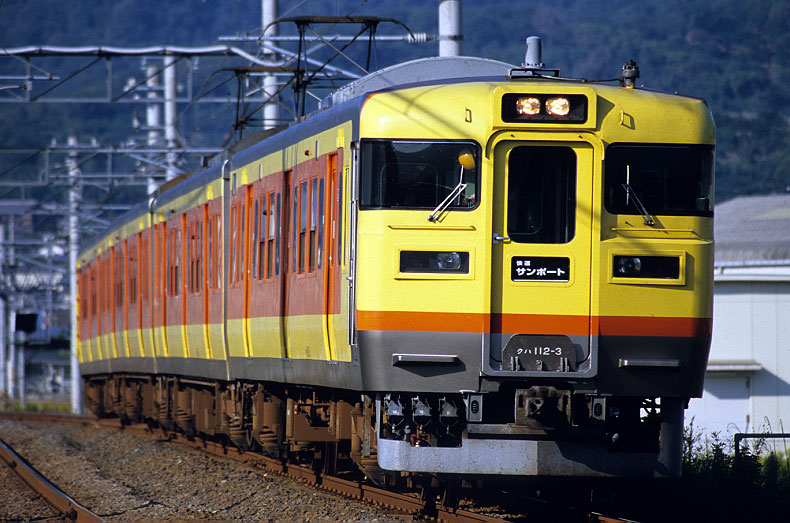
JR四国の113系
（2005年10月13日 鬼無駅 - 香西駅間）

JR四国の111系は老朽化が著しくなり、1996年度の6000系の投入により5編成中2編成が廃車となった。残る3編成の老朽取替えにあたり、JR東日本より経年の浅い113系を購入してリニューアル工事を行うこととなった。113系改造車は1999年度から2000年度にかけて3編成12両が投入され、111系は2001年3月に営業運転を終了し廃車となった。
1999年にJR東日本で廃車となった0'番台4両編成3本12両と、部品提供車として車籍の無い3両が譲渡された。譲渡車は、部品提供車1両（クハ111-507）が幕張電車区所属車である他はすべて東海道本線および伊東線で使用されていた国府津電車区の所属車であり、一部はロングシート改造車も含まれていた。
JR西日本の体質改善40Nリニューアル工事に準じたアコモデーションの更新が実施された。内装材の交換、座席の転換クロスシートへの交換などの内装関係と補助電源装置の静止形インバータ化とこれにともなうパンタグラフの2基化などの機器関係の更新、窓サッシの黒色化、雨樋形状の変更が行われている。
塗装は編成ごとに異なるカラーリングとなった。第1編成は水色に窓周りが緑、第2編成はピンク色に窓周りが赤、第3編成は黄色に窓周りがオレンジの配色となった。
前面は前照灯の4灯への増設と前面強化が行われ、踏切事故対策が図られた。前照灯・尾灯の形状変更とともに種別・行先表示器部分にも前照灯2灯が増設され、行先表示器は貫通扉下部に移設された。貫通扉上に前照灯2灯を配置したスタイルは、阪急電鉄の車両が参考にされたという。
また乗務員保護のために窓下の鉄板が厚くされ、内部に衝撃吸収材を埋込むと同時に、貫通路部分の窓が拡大されている。また、四国のモハ110形や6000系と同様の方式の中間車乗務員室がモハ112形に設置されたことなどもあり、座席数は西日本のリニューアル車より少ない。中間乗務員室は6000系よりも若干広く取られている。
乗降用扉のドアエンジンは直動式に交換され、冬期の車内保温を考慮してドア横に半自動ドアボタンが設置された。
従来111・113系の制御車はクハ111形であったが、新形式のクハ113形（元クハ111形0番台）・クハ112形（元クハ111形300番台）が与えられ、中間車のモハ113・112形も旧番を踏襲せず、それぞれ1番から付番された。113系モハの1・2番ユニットはJR西日本に、モハの3番ユニットはJR東海にそれぞれ承継されていたが、1・2番ユニットは当時高速化改造を受け-5001と-5002に改番されており、また3番ユニットはすでに廃車となっていたため、車番の重複は発生していない。
車番対照は以下のとおり。
|                      | ← 観音寺・琴平岡山・高松 → |                           |                           |                           |    |
| 編成番号             | 4号車                      | 3号車                     | 2号車                     | 1号車                     | 色 |
| 1                    | クハ113-1 （クハ111-223）  | モハ113-1 （モハ113-257） | モハ112-1 （モハ112-257） | クハ112-1 （クハ111-532） |    |
| 2                    | クハ113-2 （クハ111-198）  | モハ113-2 （モハ113-270） | モハ112-2 （モハ112-270） | クハ112-2 （クハ111-529） |    |
| 3                    | クハ113-3 （クハ111-222）  | モハ113-3 （モハ113-272） | モハ112-3 （モハ112-272） | クハ112-3 （クハ111-528） |    |
| 部品提供車（未入籍） |                            | モハ113-285               | モハ112-285               | クハ111-507               |    |

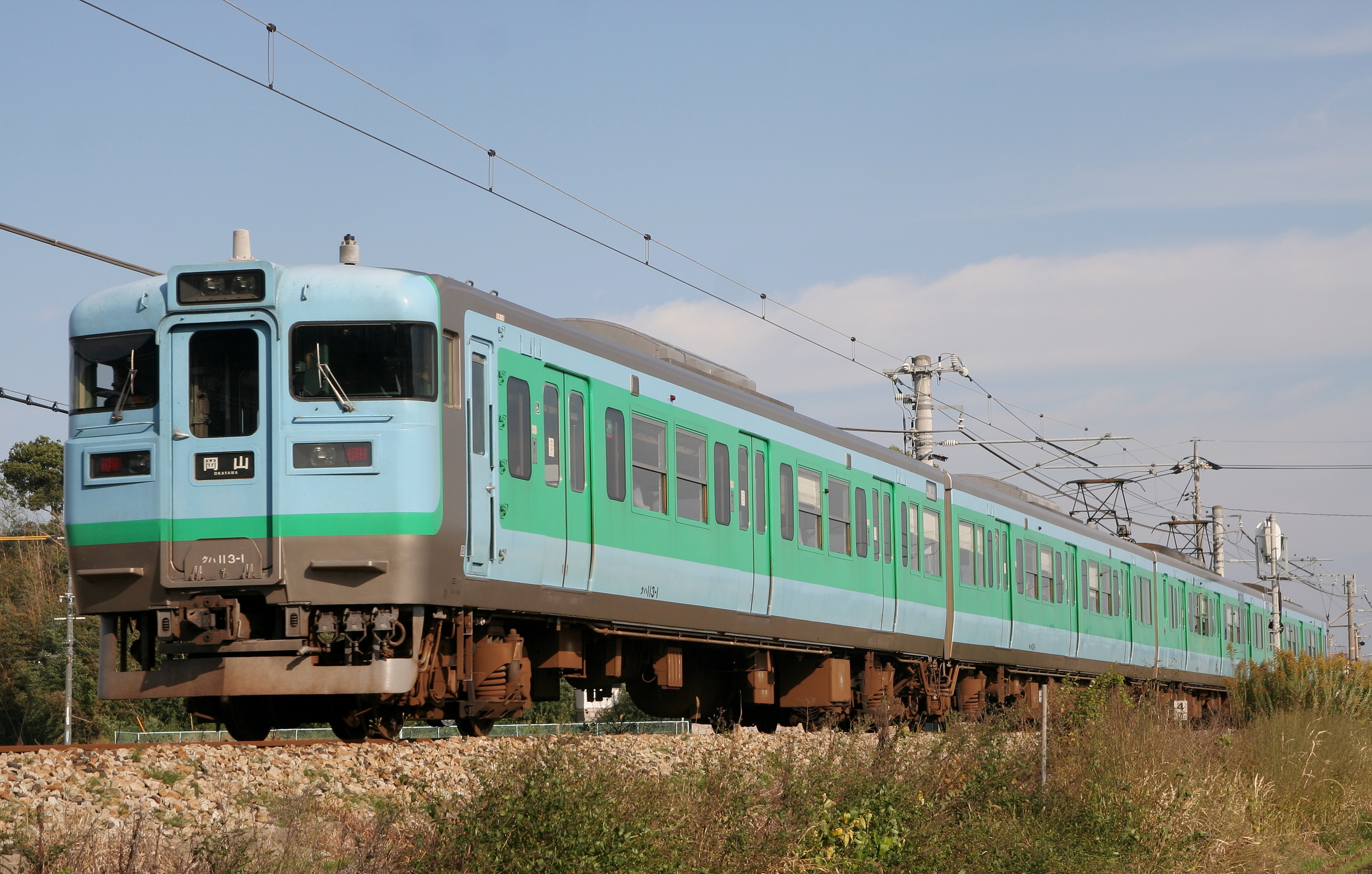
第1編成 （2009年11月15日 / 宇野線 備中箕島 - 早島）
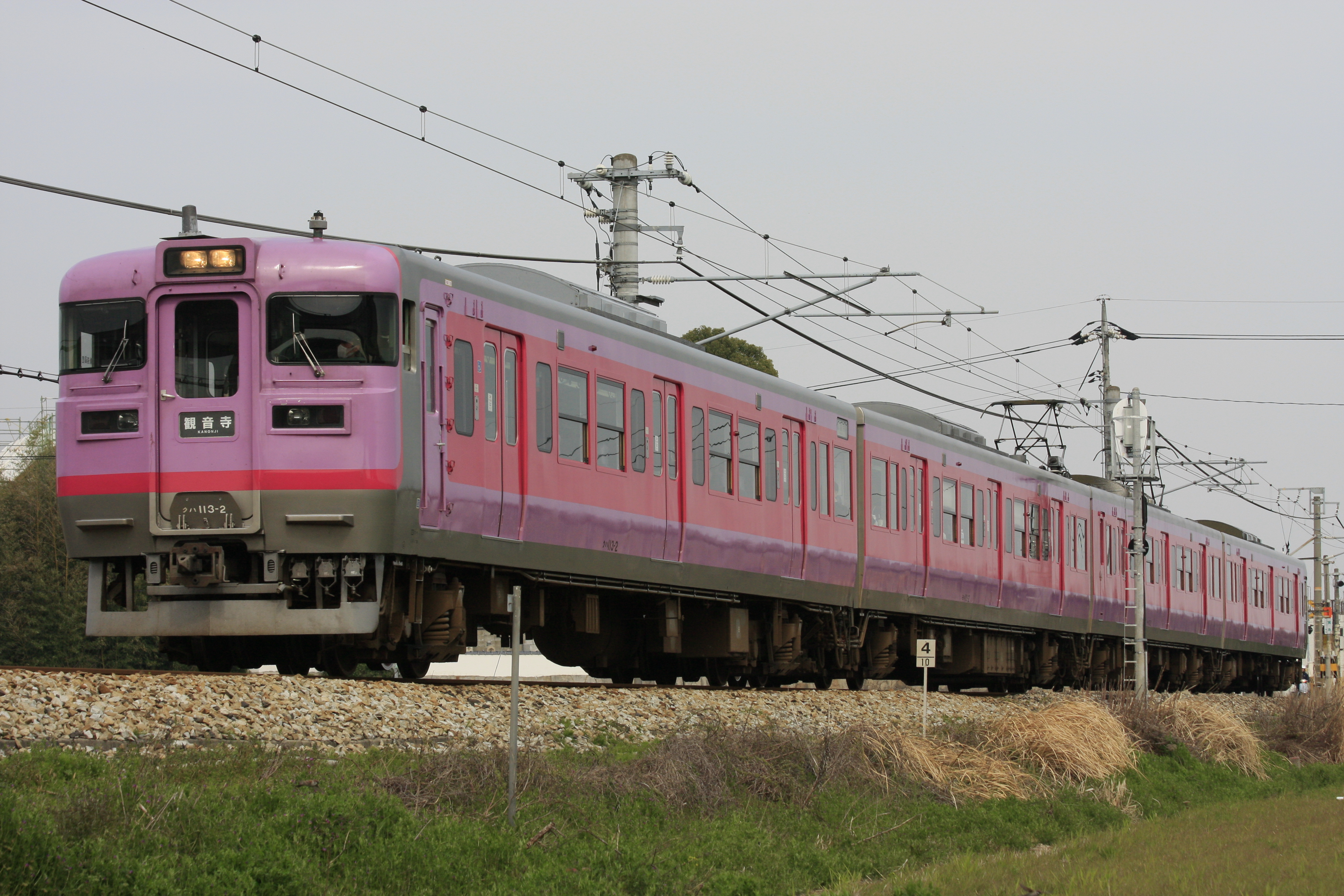
第2編成 （2008年4月3日 / 宇野線 備中箕島 - 早島）
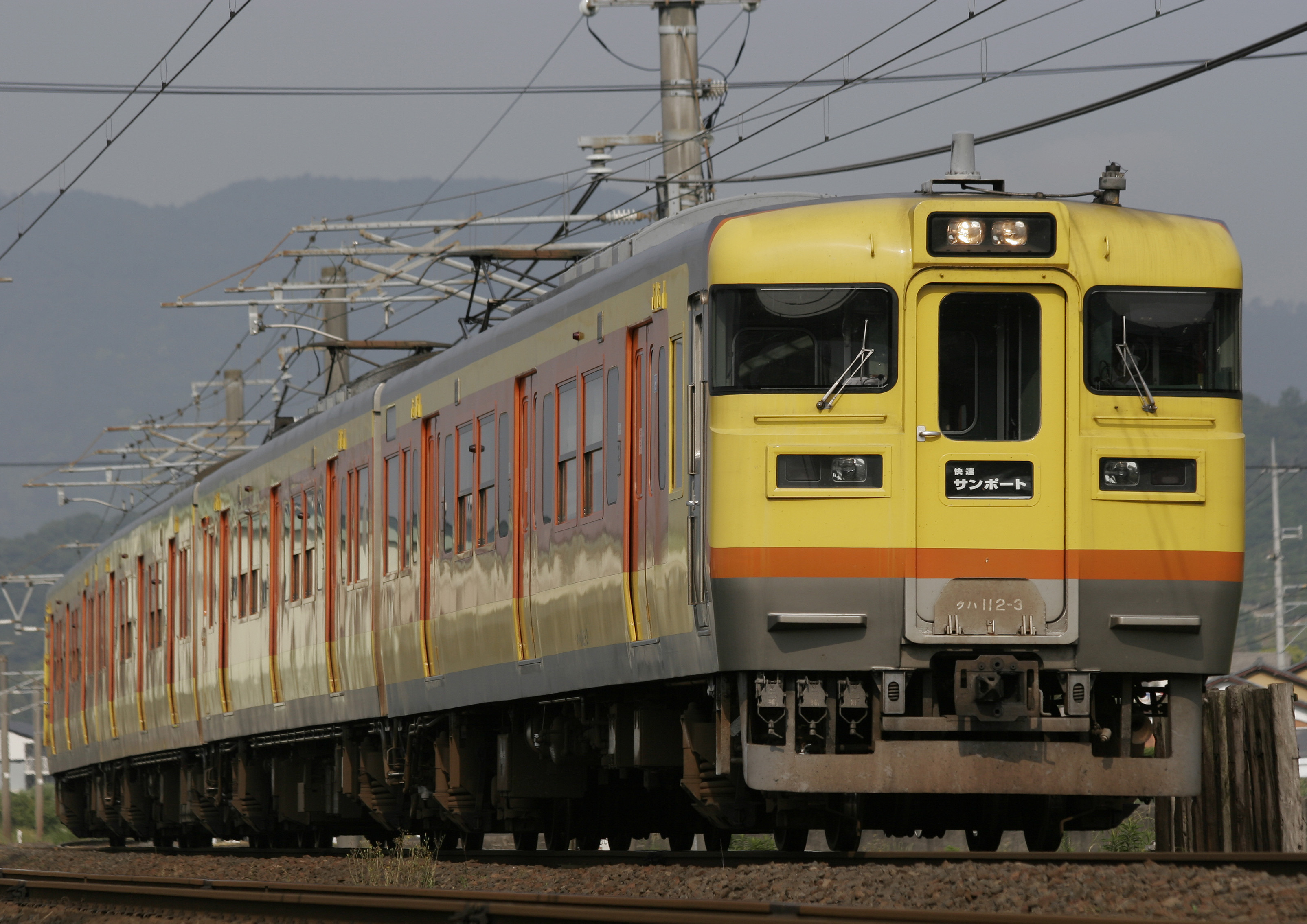
第3編成 （2009年5月23日 / 予讃線 端岡 - 国分）
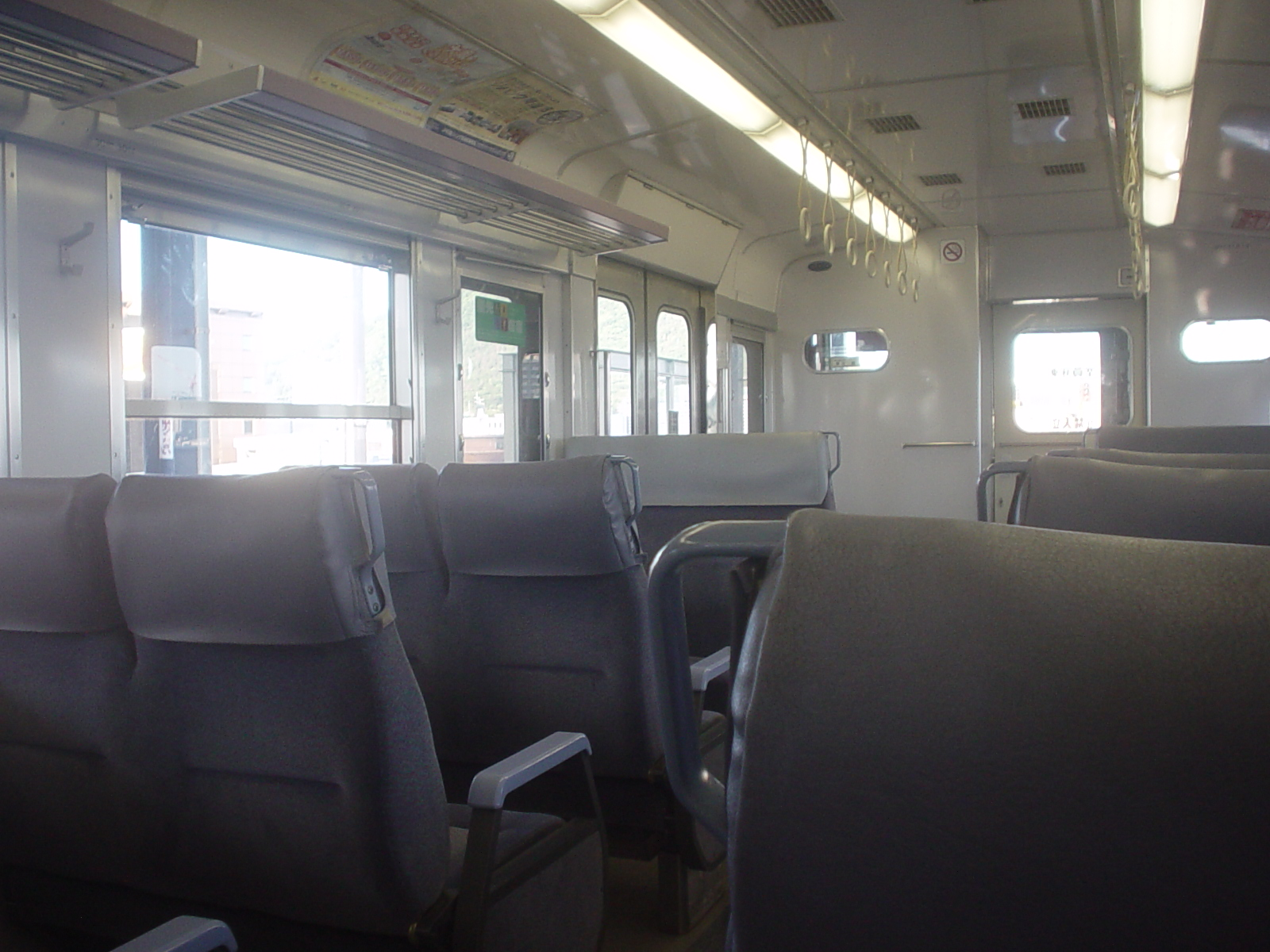
車内の転換クロスシート （2007年8月12日）

## 他系列への改造車

### 115系への改造

#### クハ111形の115系化改造

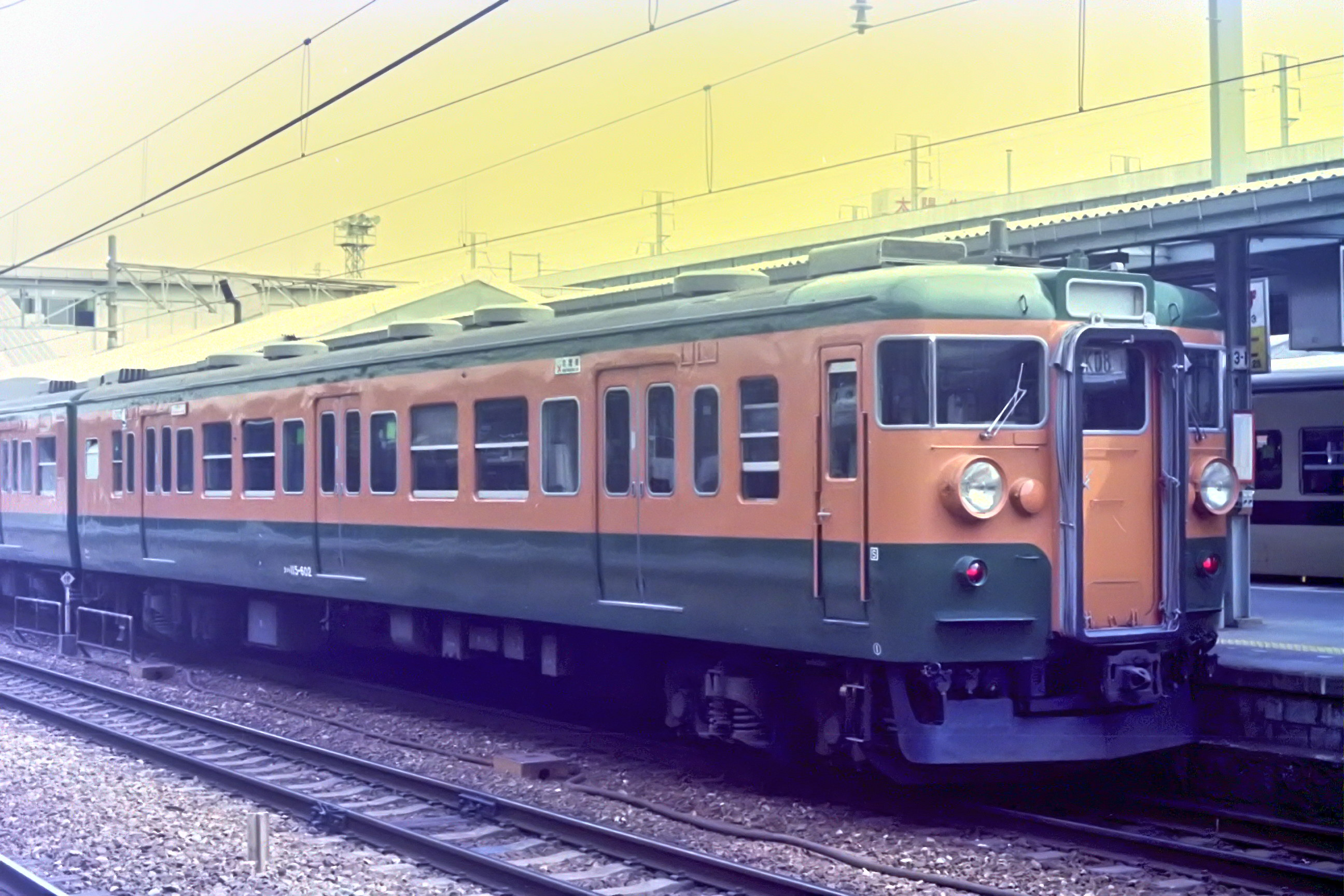
クハ115-602

1984年2月1日の国鉄ダイヤ改正で岡山地区においても広島地区同様のシティ電車化による短編成増発が行われることにより、115系6両編成を短編成化して4両編成と3両編成を組成することになったが、3両編成で必要な偶数向きのクハ115形が6両不足した。同改正では京阪神地区の網干電車区113系が8両編成 (TcMM'Tc'TMM'Tc') が7両編成 (TcMM'TMM'Tc') に短縮されており、7両編成化で余剰となった偶数向きのクハ111形300番台のうち6両をクハ115-601 - 606に改造して転用した。
改造内容は主幹制御器の115系仕様への交換、ドアエンジンの半自動対応仕様への交換、ジャンパ連結器の115系仕様への変更などである。クハ115-607 - 619は115系サハ115形の先頭車化改造車に付番されている。

#### クハ111形冷房車の115系化改造

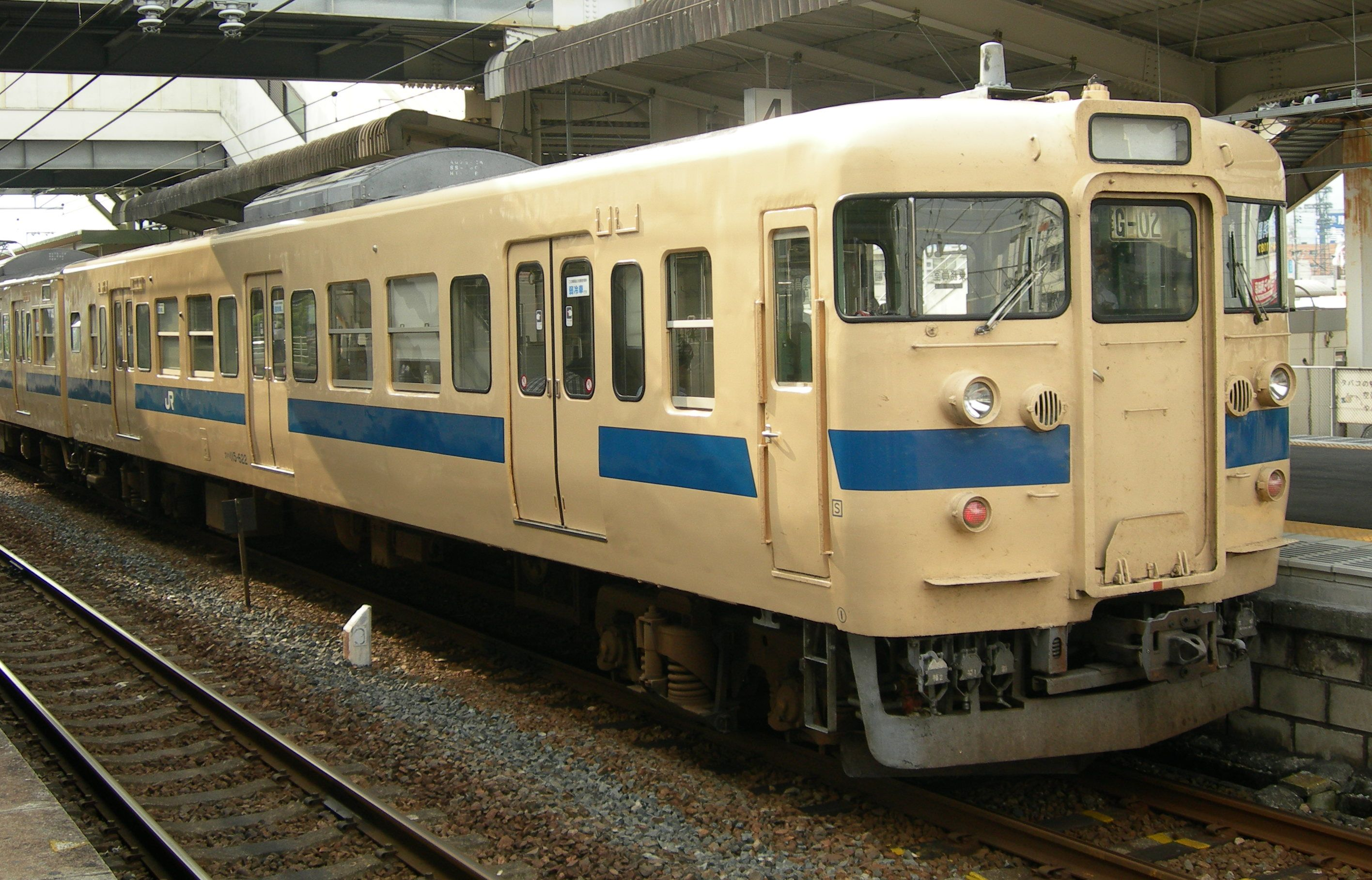
クハ115-622（2009年）

JR西日本で岡山地区の115系非冷房車置き換えによる冷房化推進のため、1994年に阪和線への223系0番台投入により余剰となった日根野区の113系を網干区へ転属させ、網干区の115系冷房車を岡山地区に戻すことになった。この転用で不足する先頭車を補うため、1994年7月に日根野区の113系冷房車3編成のクハ111形5300番台（5415・5431・5456）を115系に編入することになり、国鉄時代に改造されたクハ115形600番台の続番としてクハ115-620 - 622が登場した。
改造内容は国鉄時代の改造車と同様で、主幹制御器のMC53への交換、ジャンパ連結器のKE76形3本への変更、ドアエンジンの半自動対応TK8A形への交換、高速化の解除などである。C-1000形空気圧縮機は使用停止で存置された。クハ115-622は2001年に雨樋の張り上げ屋根化が施工されている。

#### サハ111形の115系化改造

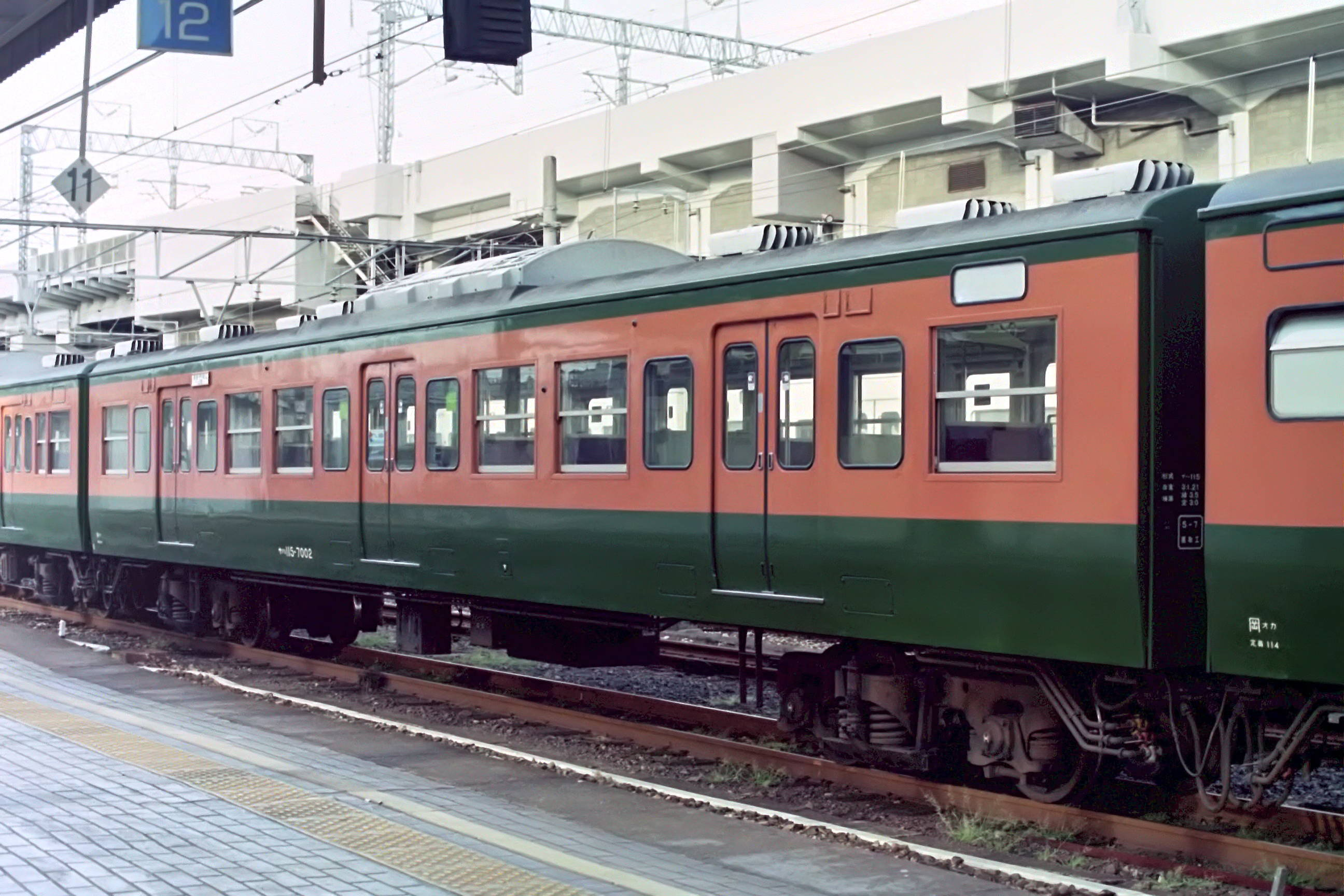
サハ115-7002（1996年）

JR西日本で岡山地区の冷房化推進により京阪神地区で使用されていた115系冷房車を岡山地区に戻す際に、115系編成に組み込まれていたサハ111形2000番台高速化改造車が115系に編入された。1994年7月にサハ111-7023・7024の2両がサハ115形7000番台に改造され、サハ115-7001・7002となった。
改造内容は半自動対応ドアエンジンへの交換、ジャンパ連結器の115系仕様への変更などである。1999年度に2両とも廃車となった。

#### 700番台・2000番台クハの115系化改造

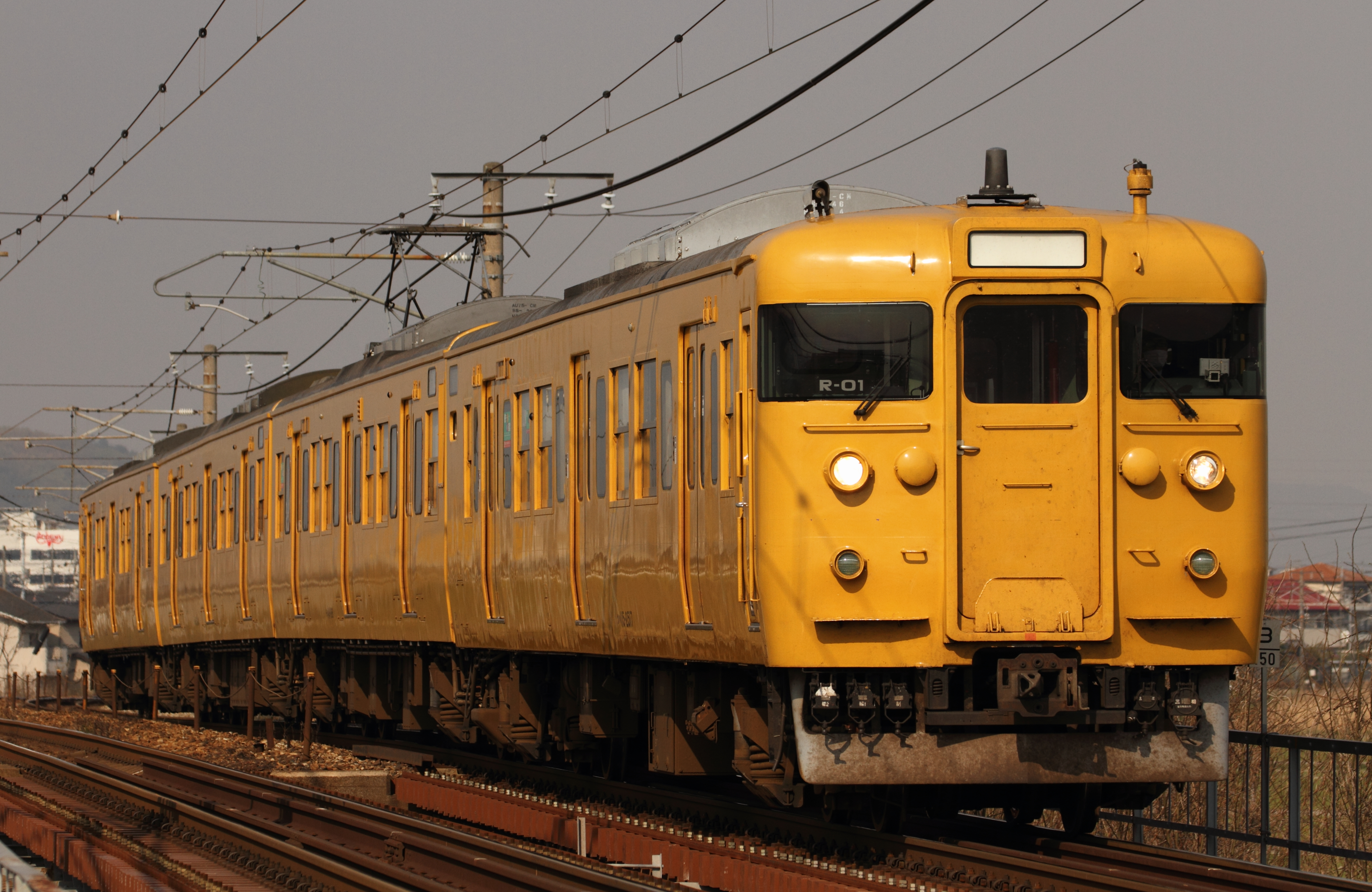
クハ115-2517（2014年）

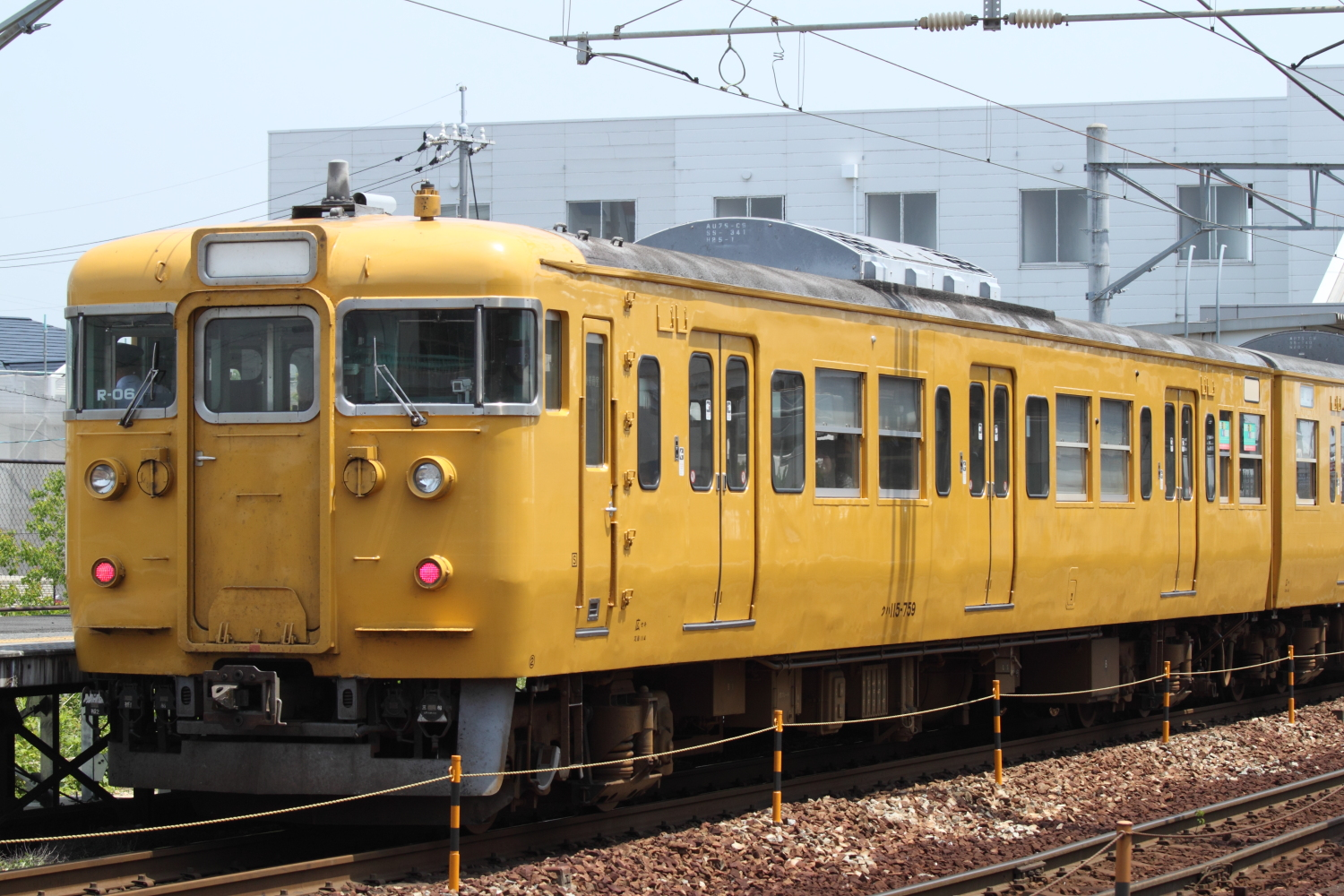
クハ115-759（2014年）

JR西日本下関区の115系には初期型のクハ115形を組み込む編成やクハ111形0番台との混用車による編成があったが、115系の初期型クハは老朽化が進み、113系と115系の混用編成は半自動ドアが使えないなど、サービス上の問題があった。2012年より京阪神地区への新型車両投入で捻出されたクハ111形30N体質改善車を115系に編入し、老朽取替えとサービス向上を行うことになった。
主幹制御器を抑速制動に対応したものに交換するなどの改造が行われている。2012年より改造されたクハ111形2000番台は、新造時の車両番号に+500のクハ115形2500・2600番台に改番された。2013年には113系700番台よりクハ111-759が115系のクハ115-759に改造された。

### 2階建てグリーン車の211系への改造

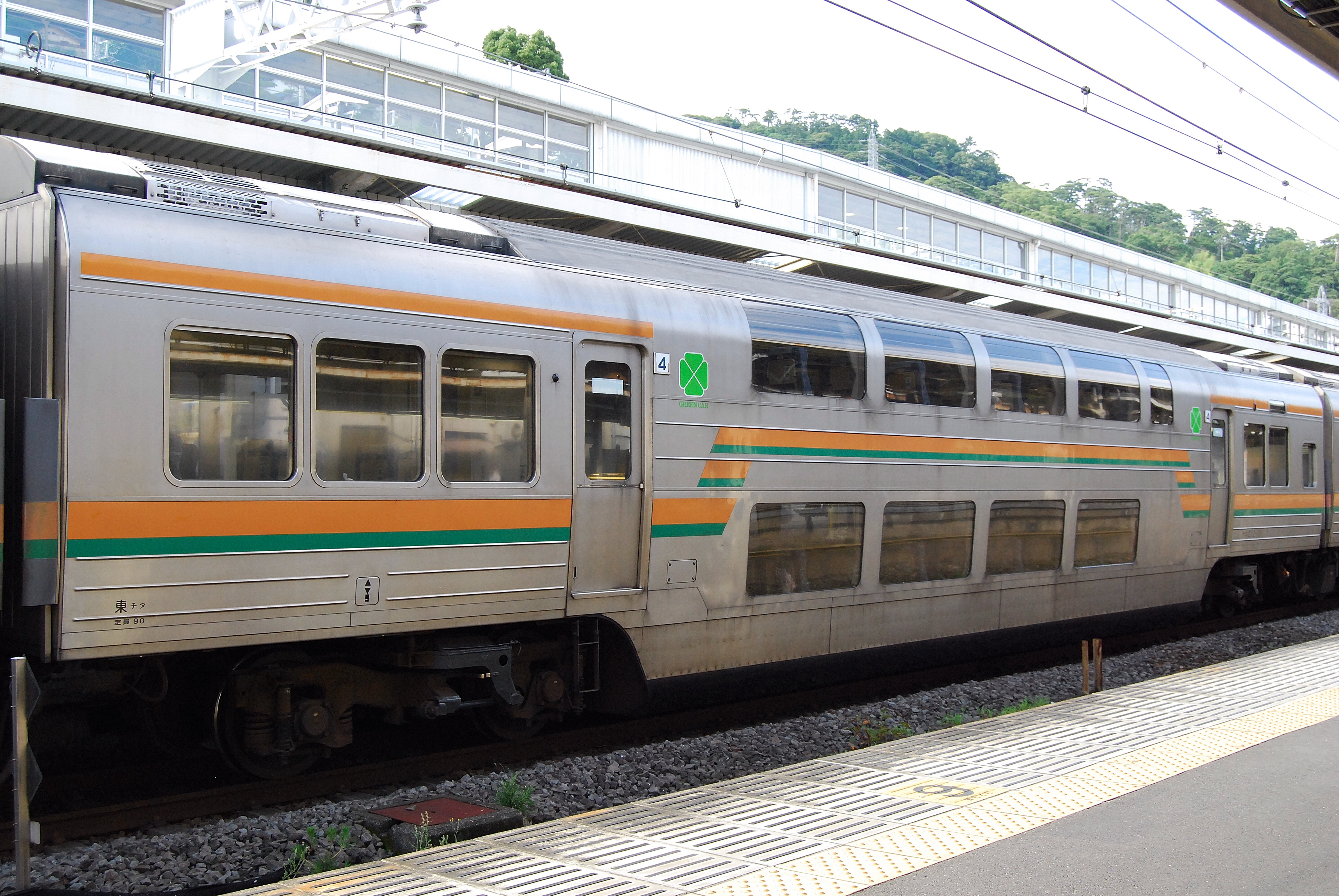
サロ212-101

JR東日本の2階建てグリーン車サロ124・125形は1996年以降は国府津車両センターに全車が在籍していたが、2004年から同センター配置の113系がE231系に置換えられることとなり、捻出された2階建グリーン車は211系サロ212・213形100・1100番台に改造された。100番台が暖地用、1100番台が寒冷地仕様で、共通の改造として211系仕様の電気指令式ブレーキ化、側面行先表示器のLED化などが行われた。
100番台車は引き続き東海道本線東京口用に投入され、田町車両センターの211系平屋+2階建グリーン車（サロ211形+サロ212形・サロ210形+サロ213形）が高崎車両センターに転用された。1100番台車は寒冷地対応改造を施して東北本線（宇都宮線）・高崎線の上野口用に投入、高崎車両センター所属の211系に組み込まれて使用された。
車両需給の都合から、サロ124形のうち12両は方向転換の上、車掌室をトイレ・洗面所に改造してサロ213形に改造されている（100番台8両・1100番台4両）。また、本来の向きとは逆向きで使用されていたサロ125形も方向転換して本来の向きに戻し、サロ213形（100番台4両・1100番台1両）となった。その他のサロ124形17両は、サロ212形（100番台12両・1100番台5両）に改造されている。
また、種車がサロ124-1 - 8のものは引き続きTR69系台車となり、サロ212・213形への改造後は両車ともTR69系台車を装備した車両同士で組合せて登場し、当初、総武快速・横須賀線に所属していた車両について、カラーシートは改造後も張り替えずそのままで登場した。
田町車両センターおよび高崎車両センター所属の211系のE233系3000番台への置き換えにより2012 - 2014年にかけて廃車されている。

### 415系800番台への改造

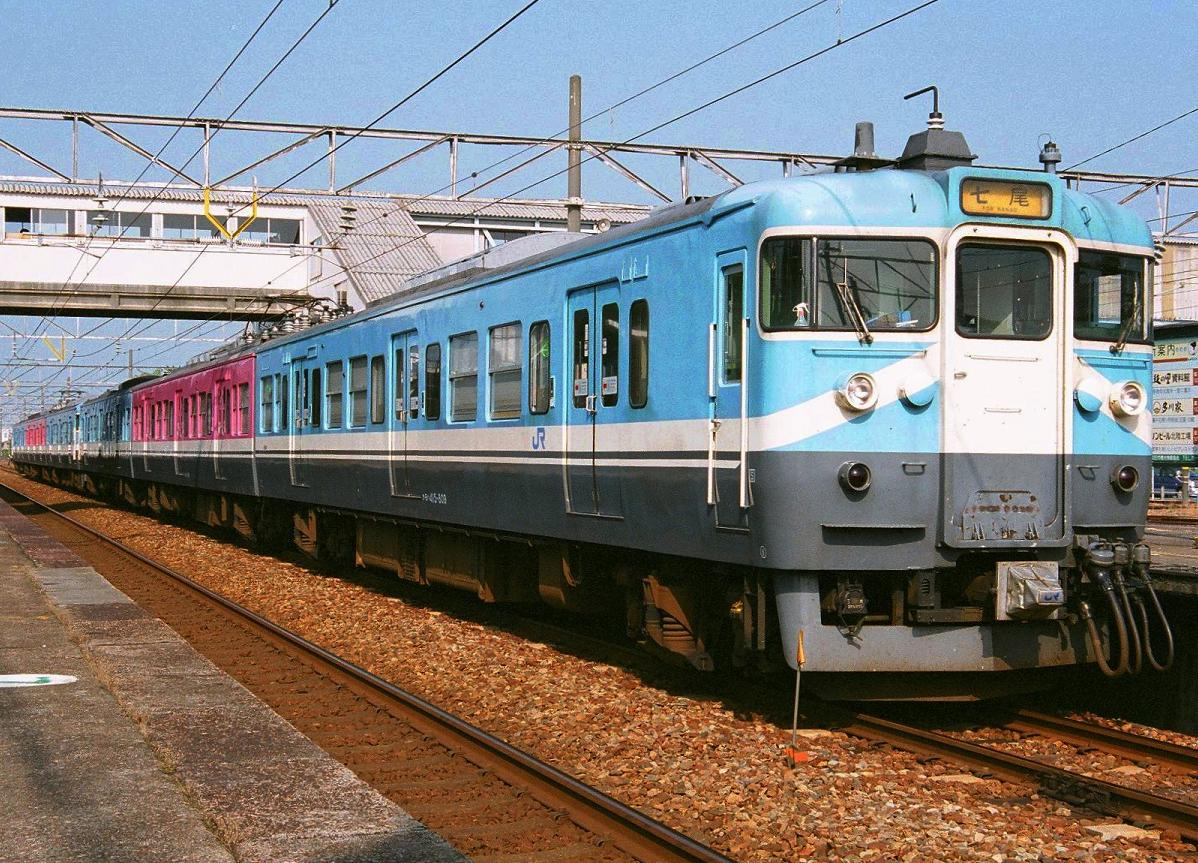
415系800番台

JR西日本では1991年3月の七尾線津幡 - 和倉温泉間の直流電化に伴い、交流電化の北陸本線に直通するため、普通列車に交直流電車が投入されることとなった。関西圏への221系投入で余剰となった113系が交直流化改造され、415系800番台となった。転用に当たっては電動車のユニッ
ト組み替えを伴う編成変更、および形式間改造が1990年から行われた。113系0番台21両・800番台12両の33両が改造され、クモハ415形+モハ414形+クハ415形の3両編成11本が組成された。
改造後は3両編成となるため、クモハ113、床下に交流機器を搭載するためMG非搭載車のモハ112（試作・1971年度冷房改造車およびモハ112-801）、110 kVAのMGを搭載しているクハ111（試作および1971年度冷房改造車）が種車に選ばれた。交流機器は直流電化区間のみで運用されていた福知山線・山陰本線の特急「北近畿」用の485系（183系化改造車）から転用された。
塗装は先頭車が青とグレー、中間車が赤とグレーを基調としたものとなった。早期に落成した編成は新福知山色で登場し、七尾線電化まで福知山線系統で使用された。

## 運用

### JR東日本

#### 東海道本線東京口

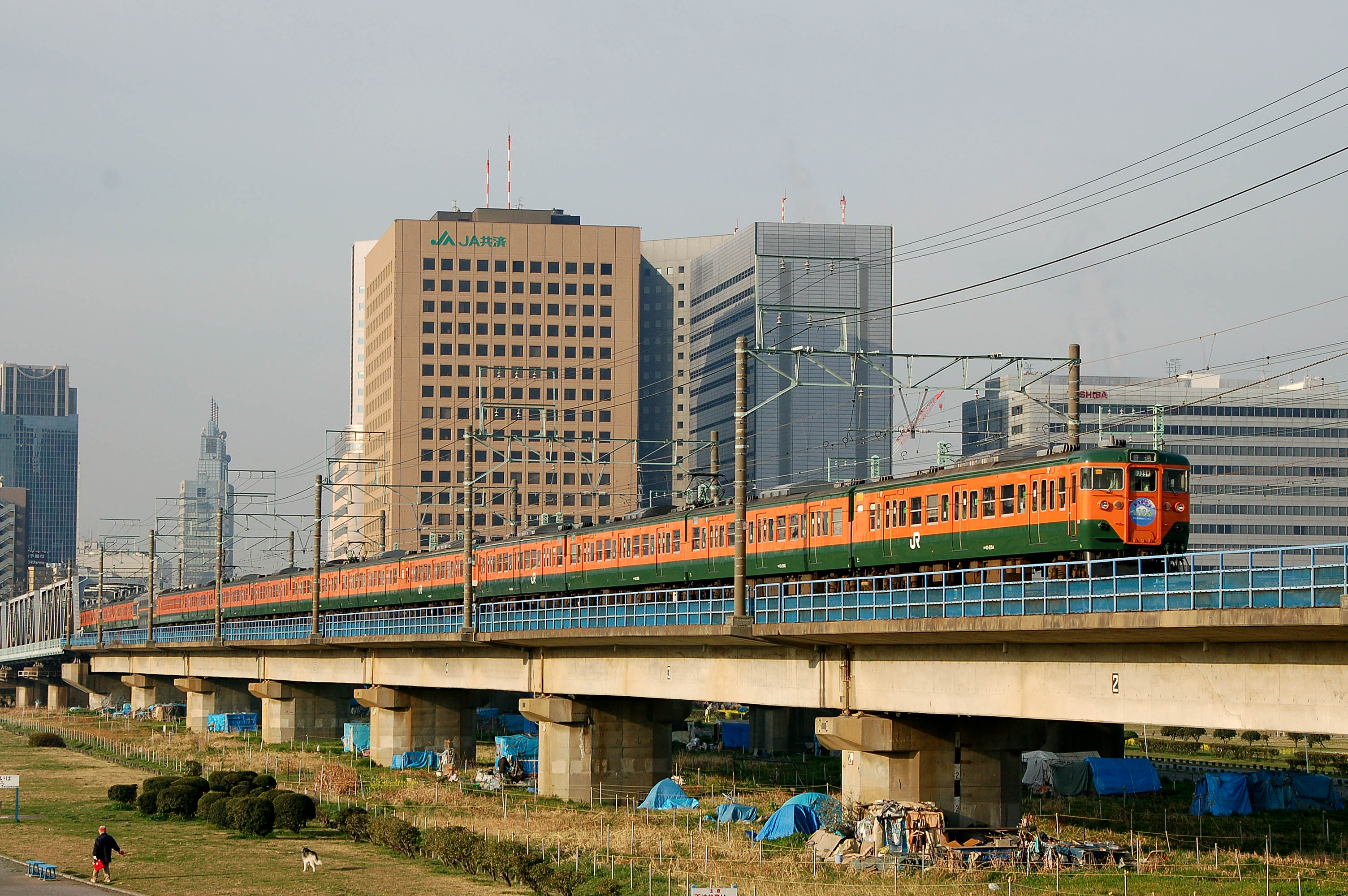
東海道本線からの撤退に伴いさよならヘッドマークを掲げて走る113系（2006年3月 川崎駅 - 品川駅間）

東海道本線東京口では、1962年6月より111系の営業運転が開始された。当初は東京駅 - 沼津駅間を主体に運用された。111系の投入で捻出された80系は、東海道本線名古屋口・大阪口の客車列車の電車化などに転用された。1963年には伊東線の新性能化用に113系が投入され、その後も順次増備された。
80系と併結していた郵便・荷物合造車のクモユニ81形に代わり、新性能電車の111・153系と併結運転が可能な郵便荷物車として、72系の改造によるクモユニ74形が投入された。当初は111系の車体構造を基本に前面非貫通としたクモユニ111形 の新造案も計画されたが、クモユニ74形の改造投入となったため、計画のみに終わっている。
1966年10月ダイヤ改正では、113系による豊橋発東京行きの夜行列車（列車番号350M）も設定され、1968年10月のダイヤ改正（ヨンサントオ）で153系による144M列車（大垣夜行）となるまで運用された。
登場当初より大船電車区と静岡運転所に配置されたが、1980年の横須賀線分離の際に新設された国府津電車区へ移管され、後に田町電車区にも新製配置された。
1980年10月ダイヤ改正では、急行「伊豆」と朝夕の通勤輸送に使用されていた153系の老朽置き換えのため、113系2000番台と185系が投入された。113系はラッシュ時の153系普通列車の運用を置き換え、185系は急行「伊豆」を格上げした特急「踊り子」を中心に運用された。
1981年10月ダイヤ改正では東海道線東京口に2000番台が投入され、グリーン車はサロ110形0番台の老朽化による代替として1200番台が増備された。
1986年3月ダイヤ改正より、近郊型電車の後継となる211系が東海道線東京口で運用を開始した。
1987年の国鉄分割民営化当時は最長で浜松駅まで直通したが、その後静岡駅までに短縮され、2004年10月改正で沼津までの直通となった。国府津電車区は2004年に国府津車両センターへ改称された。JR移行後は113系の編成中間部に211系ベースの2階建てグリーン車を1両連結していた。
東海道本線東京口の113系は、2004年10月 - 2006年3月17日にかけてE231系に置き換えられた。多くは廃車されたが、車歴が浅い一部の車両（94両）は幕張車両センターに転出した。また、その際に捻出された2階建てグリーン車は東海道本線用のサロ212・213形100番台、宇都宮線・高崎線用のサロ212・213形1100番台へ改造され、211系に順次連結された。
なお、最後まで運用されたのは基本編成4本（K47・51・57・69編成）と付属編成5本（S81・96・102 - 104編成）の計64両であった。最後まで残ったS96編成は同年4月26日に長野総合車両センターへ廃車回送され、東海道本線東京口の113系は消滅した。

#### 横須賀線・総武快速線

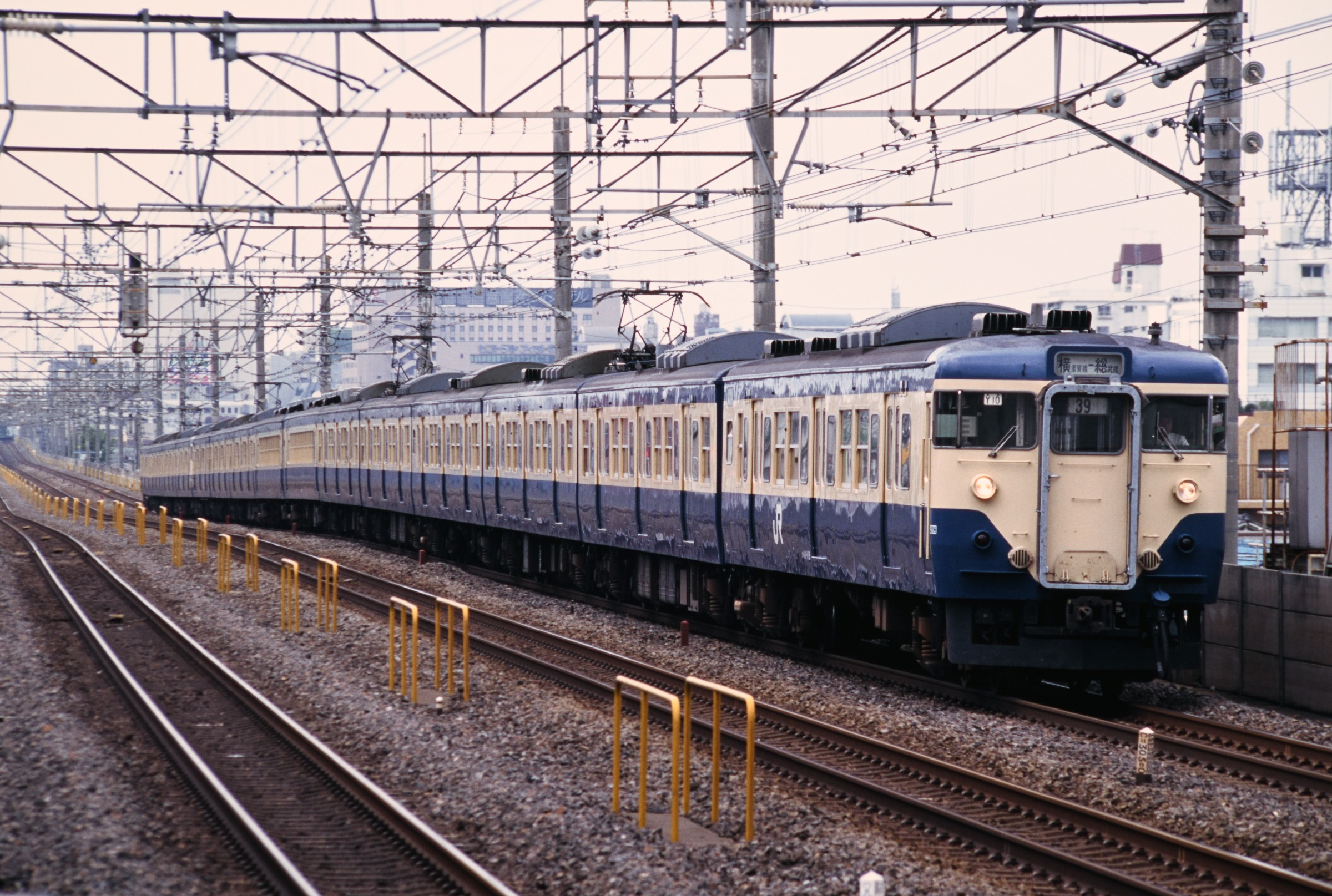
総武快速線の113系1000番台。最大で15両編成で運転された
（1996年8月12日 本八幡駅）

111系は東海道線に続いて横須賀線にも投入され、1962年10月に営業運転を開始した。当初の塗装は東海道線用と同じ湘南色であり、誤乗防止のため「横須賀線」のヘッドマークが掲出されていた。
1964年2月には出力強化型の113系が投入され、横須賀線・伊東線で営業運転が開始された。捻出された70系は、横須賀線の編成数増加や新潟地区の普通列車用に転用された。
横須賀線では増備途中より青15号・クリーム1号の横須賀色（スカ色）が採用された。当初の横須賀色は湘南色と同じ塗り分けであったが、窓部のクリーム色が目立ち過ぎるとの意見から、以後の増備車よりクリーム色を狭くした塗り分けに変更されている。
従来12両編成であった横須賀線は、混雑緩和のために15両編成化されることとなった。逗子駅より先は15両編成の入線が不可能であり、逗子駅で増解結を行うこととなったが、逗子駅での久里浜方にある留置線確保の観点から、下り方（久里浜寄り）に付属4両編成、上り方（東京寄り）に基本11両編成の組成となった。1965年には久里浜方基本10両・東京方付属5両の暫定15両編成での運転が開始され、1968年までに付属4両+基本11両の編成への組成変更が完了した。
1972年7月のダイヤ改正により総武快速線の東京地下線が開業し、1000'番台が総武快速線で営業運転を開始した。当初は東京駅 - 津田沼駅間での運転が主体で、一部が成田駅・上総一ノ宮駅・君津駅まで乗り入れた。翌翌1973年には、直通運転を考慮して横須賀線にも1000'番台が投入され、捻出された113系0番台が名古屋地区や関西、岡山地区に転出した。
1976年10月には、総武快速線の東京駅 - 品川駅間の地下線が延長開業した。1978年の新東京国際空港（成田空港）の開港に伴い、総武快速線の一部列車が13両編成に増強され、混雑の緩和が図られた。
1980年10月ダイヤ改正で東海道本線と横須賀線の線路が分離され、横須賀線と総武快速線は横須賀・総武快速線として直通運転を開始した。これに伴って1500・2000番台が新製投入され、総武快速線はグリーン車を含む15両編成に増強された。1981年7月に総武快速線の津田沼駅 - 千葉駅間の複々線化が完成し、同年10月のダイヤ改正で1500番台が増備された。
1994 - 1999年にかけてE217系に置き換えられ、横須賀・総武快速線での113系の運転は終了した。一部編成が房総地区や東海道本線東京口のほか、E231系が投入されるまで暫定的に小山電車区に転出し東北本線（宇都宮線）でも使用された事があった。

#### 房総地区

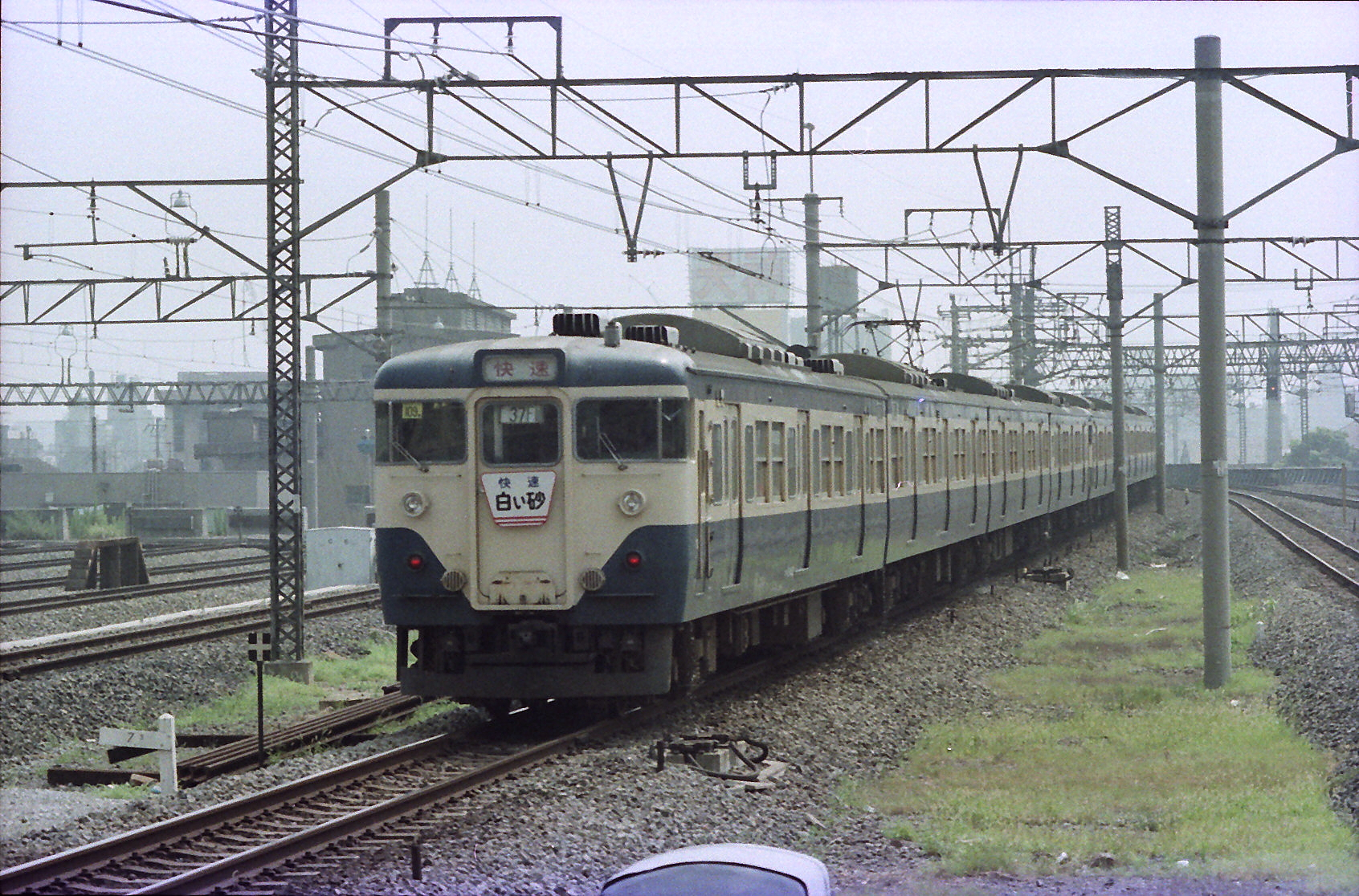
房総方面の臨時快速「白い砂」（1978年 錦糸町駅）

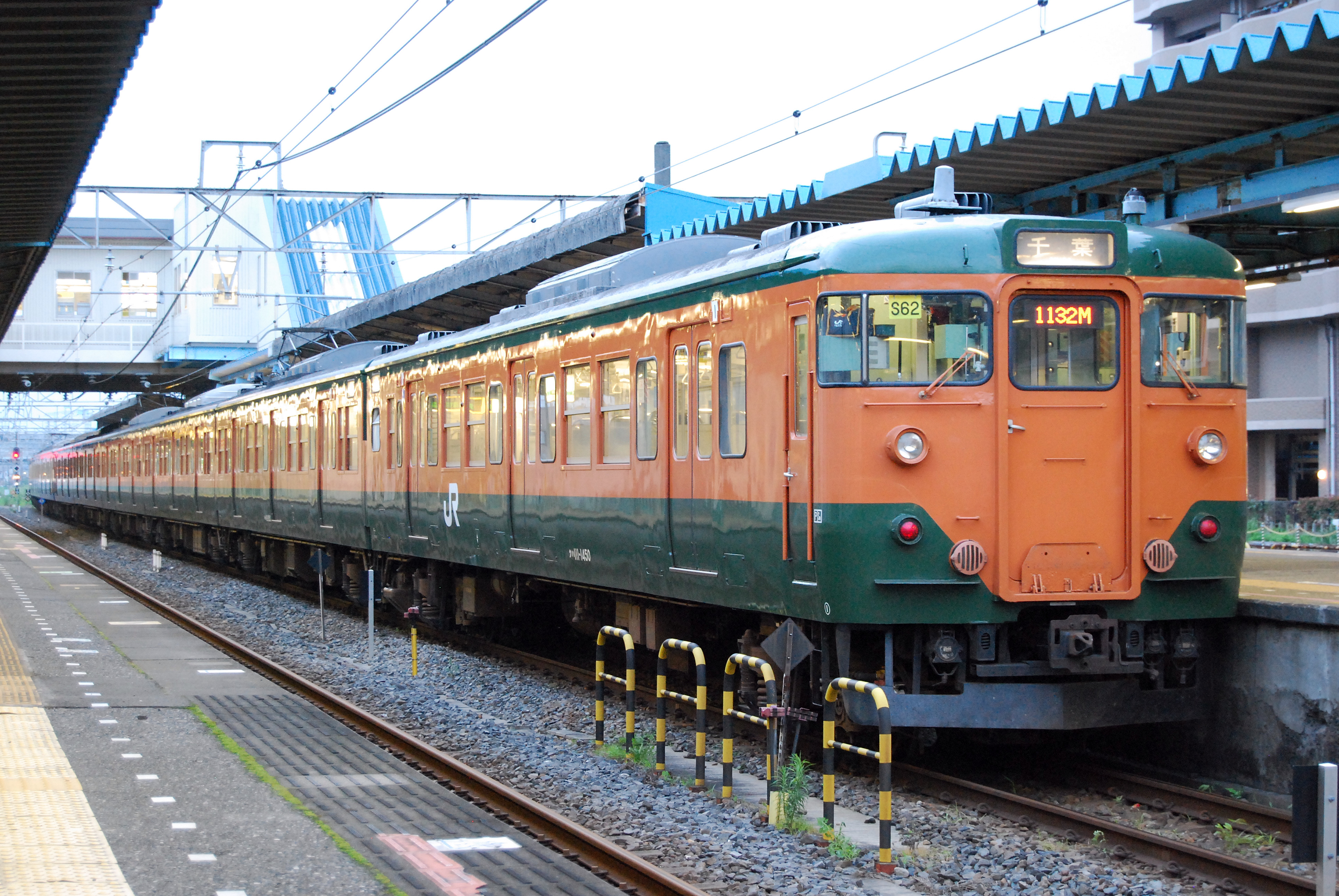
湘南色に塗り替えられた幕張車両センター所属の113系（S62編成）

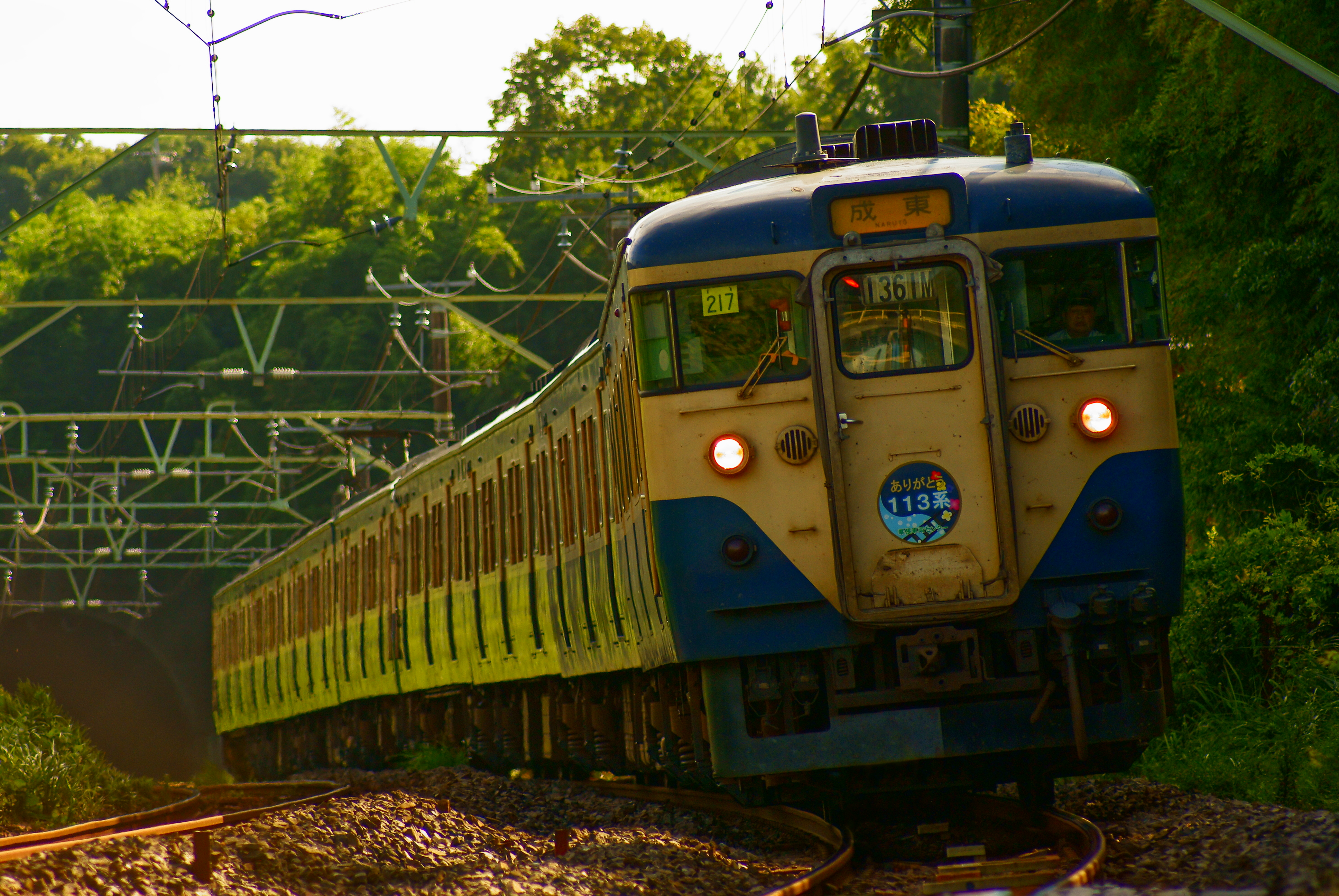
房総各線からの撤退に伴いさよならヘッドマークを掲げて走る113系（2011年8月30日 佐倉駅 - 物井駅間）

1968年7月に千葉駅 - 木更津駅間が電化された房総西線（後の内房線）は、翌1969年7月に千倉駅まで電化が延伸され、普通列車に113系1000番台が投入された。配置は津田沼電車区であった。その後も外房線・総武本線・成田線・東金線・鹿島線の電化により113系の運用範囲は拡大された。
113系は1969 - 1971年の夏季輸送で臨時急行列車「うち房」にも使用され、いわゆる遜色急行となっていた。
1972年7月の総武快速線の開通と同時に、房総東線（後の外房線）が電化された。これに備えて1000'番台が登場し、同年に新設の幕張電車区に配置された。夏季の房総半島の海水浴客輸送の臨時列車として、快速「白い砂」「青い海」が113系により運転された。
1974年には首都圏に0'・1000'番台が投入され、捻出車は房総地区と山陽地区に転用された。房総地区への転用は総武本線の佐倉駅 - 銚子駅間と成田線・鹿島線の電化に伴うもので、同年10月より普通列車の電車運転が開始された。
房総地区に残っていた72系などの旧性能車は、東海道線東京口への113系0'番台の投入で捻出された0番台により置き換えられ、1977年9月に房総地区の新性能化が完了した。
1986年3月には、房総地区の113系の配置区所が幕張電車区に集約されている。
1986年11月の国鉄最後のダイヤ改正では、短編成化と列車増発により静岡運転所、網干電車区、日根野電車区からもクハ111形が転入した。横須賀色へ塗装変更されるまでの一時期は、湘南色や阪和線快速色との混色編成も見られた。
末期まで113系が使われていたのは全て千葉支社管轄の千葉県内の総武本線（千葉以東）・成田線（成田 - 我孫子間を除く）・内房線・外房線であった。成田線成田 - 我孫子間の運用は103系への置き換えが進められ、113系の運用は1998年3月14日のダイヤ改正で消滅している。
総武快速線両国 - 千葉間では、内房・外房線方面へ向けて新聞の夕刊を輸送する新聞電車(2331M)として走行していた。新聞電車は1996年12月に従来のクモユニ143形から113系での運用に変更され、夕刊発行日の平日・土曜日に定期列車として両国 - 千葉間で運転されていた。総武快速線と東海道線の113系運用終了後は東京都内へ乗り入れる唯一の113系運用となっていたが、2010年3月のダイヤ改正で廃止された。
新聞電車は千葉駅到着後、外房線方面14時11分発安房鴨川行、内房線方面14時28分発安房鴨川行（いずれも4両×2の8両編成）に分割されていた。なお、夕刊の発行されない日曜日・祝日・年末年始は運休し、このような場合は幕張車両センター - 千葉間の回送列車（列車番号：回8269M）として運転され分割されていた。なお、いずれにしても千葉駅は外房線ホームに到着し、内房線用車両は切り離された後すぐに回送列車となり、一度稲毛駅付近の黒砂信号場に回送後、改めて内房線ホームに入線していた。
2005年以降に東海道本線から撤退し、2006年秋以降に東北本線（宇都宮線）・高崎線から211系への置き換えがそれぞれ行われた。初期車に関しては、国府津車両センターからの車歴の若い車両によって置き換えられた他、E231系の増備で捻出された211系3000番台が高崎車両センターから転入し、2006年10月21日から運用を開始した。その後、京浜東北線から転用された209系2000番台・2100番台により、211系よりも先に置き換えられ、営業運転は2011年9月1日に終了した。
同月23日と24日にマリ116編成とマリ217編成を用いたさよなら運転が行われ、10月15日には同車の長野総合車両センターへの廃車回送を兼ねた団体臨時列車「さらばスカ色113系 房総から長野への旅」が、JR東日本で最後まで残ったマリ116編成を用いて運転された。マリ116編成は運転翌日の10月16日付で廃車となり、JR東日本から113系が消滅した。
2011年に廃車となった湘南色S62編成のクハ111-249は、前頭部のカットモデルが長野総合車両センター内にある長野スキルアップセンターの訓練用教材として設置された。外観は長野地区の115系を模したものとなり、外部塗装は長野色に変更され、タイフォンが115系仕様のシャッター式に改造されている。

### JR東海

#### 東海道本線静岡口・御殿場線

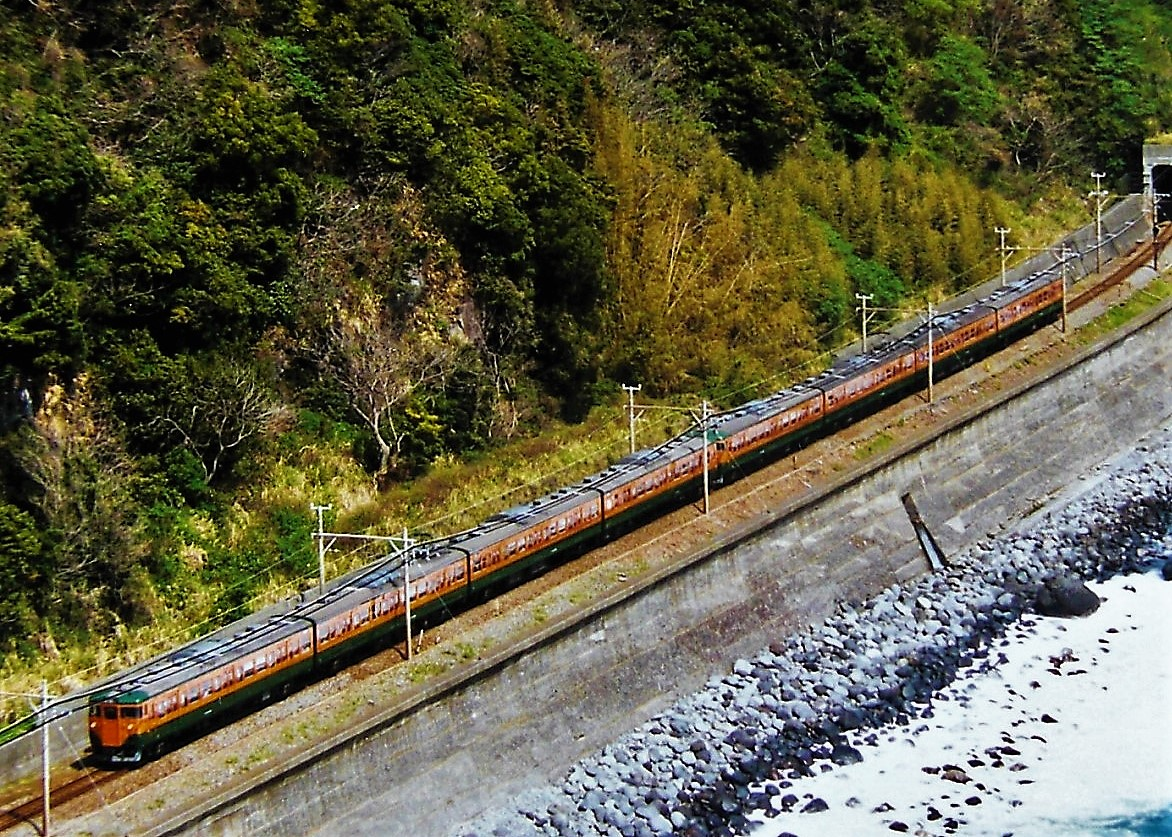
伊豆急行線への入線もあった静岡地区の113系（2002年3月 伊豆稲取駅 - 今井浜海岸駅間）

東海道本線東京口用の111系113系の配置区所の1つとなった静岡運転所は、後に静岡地区のローカル輸送が中心となり、111系が国鉄末期まで残っていた。国鉄時代には113系によって大井川鉄道へ直通する臨時列車も運転されていた。
1977年3月より、東海道線静岡地区への113系0番台の投入で80系が置き換えられ、80系の東京駅への乗り入れも終了となった。
1984年2月ダイヤ改正では、地方都市圏のシティ電車が推進された。静岡都市圏では「するがシャトル」の愛称が付与され、当初は113系にヘッドマークが掲出されて運用された（後に119系も投入）。
国鉄分割民営化後は、東海道本線のJR東海区間を約6時間で走破する「米原発熱海行き」の定期普通列車も設定された。
T編成は、東海道本線東京口で付属編成として、また伊東線・伊豆急行線内の普通列車として使用された。早朝にあったJR東海車での単独運用である東京発静岡行1本を除き、JR東日本の基本編成と併結して東京駅まで乗り入れていた。
2003年のゴールデンウィークには、臨時普通列車（大垣夜行）として8両編成で東京・品川 - 大垣間を営業運転した。
2004年10月ダイヤ改正では、JR東日本のE231系の新製によって余剰となった113系基本編成を4両に組み替えの上でT編成を置き換えている。この改正と同時に211系を含めて沼津 -島田間からグリーン車連結編成による運用が消滅した。
2005年の愛知万博開催時は万博輸送のため、L編成・LL編成各2本の計20両が神領に応援に入った。
JR東海時代の最末期には、静岡車両区の113系は東海道線（熱海 - 豊橋間）と御殿場線（御殿場 - 沼津間）で運用されており、6両編成4本（24両）、4両編成21本（84両）、3両編成16本（48両）の計156両が在籍していた。
最後までオリジナルの113系が多く残っていた地区だったが、2006年10月から大垣車両区より転入した211系5000番台や新たに投入された313系により順次置き換えが行われ、2007年3月17日を最後に定期運用を終了した。同年12月末ごろ、最後まで残っていた4両編成1本（L21編成）が廃車された。T100編成（旧T編成）は2005年10月から廃車が始まり、2007年5月までに全車が廃車となった。

#### 中央西線名古屋口

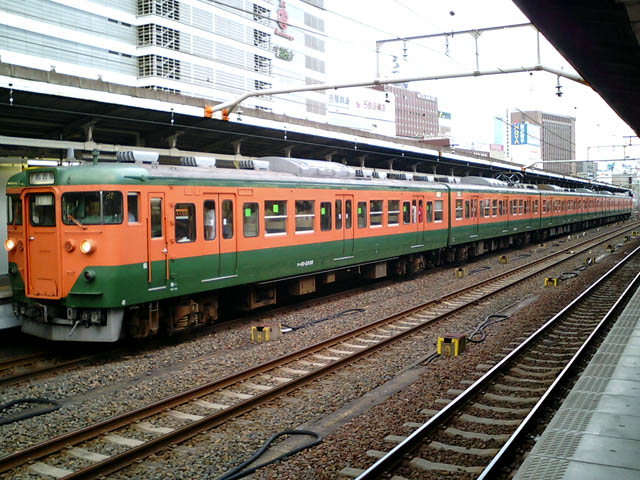
中央西線等で使用された名古屋地区の113系。普通車のみで組成された6両と4両編成が在籍した（名古屋駅）

中央本線では1973年7月のダイヤ改正で中津川駅 - 塩尻駅間が電化され、中央西線の全線が電化された。名古屋駅 - 中津川駅間の快速列車に113系を投入し、捻出された80系などが中津川駅 - 長野駅間の普通列車に転用された。1978年からは70系電車の置き換え用として2000番台が新製投入された。配置は神領電車区（現在の神領車両区）である。
1978年7月より中央西線の普通列車と岡多線（後の愛知環状鉄道線）に2000番台が投入され、両線区の70系が置き換えられた。中央西線と信越地区に残存していた80系は、113系2000番台と115系1000番台の新製投入によって置き換えられ、1980年3月に両地区での営業運転を終了した。
1982年7月の関西本線名古屋駅 - 亀山駅間の電化に伴い、1982年3月に113系2000番台が投入された。この亀山電化用の2000番台の増備をもって、113系普通車の新造は終了となった。
最末期には2000番台の6両編成5本（30両）・4両編成2本（8両）の計38両が在籍しており、名古屋 - 中津川間でラッシュ時を中心に使用されたが、2006年11月10日をもって定期運用を終了し、313系増備車に置き換えられた。その後は臨時列車としての運用のみで行われていたが、2007年11月に最後まで残っていた4両編成1本（N4編成）が廃車された。
神領電車区の113系は、2001年夏に臨時列車として東海道本線の品川 - 大垣間を営業運転した経歴がある。ATS-P形を装備しない車両であったが、JR東日本管内では併設しているATS-SN形を使用して運行された。

#### 東海道本線名古屋口
東海道本線の名古屋口には1977年より京阪神地区の113系0番台が転入しており、従来の80系電車の置き換えが開始された。配置は大垣電車区（現・大垣車両区）である。1978年3月よりシートピッチ拡大車の113系2000番台が新製投入され、同地区の新性能化が完了した。東海道線静岡・名古屋地区の80系は消滅し、全金属車の300番台が飯田線に転用された。
1986年11月のダイヤ改正では、東海道線名古屋地区に211系と117系100番台が投入され、同地区で使用されていた111系が廃車となった。
東海道本線（米原 - 静岡間）での運用が中心で、中央本線はラッシュ時のみ入線した。1999年のダイヤ改正において313系の投入が開始されたのに伴い、大垣車両区の113系（2000番台）は神領車両区と静岡車両区に転属となった。

### JR西日本

#### 東海道・山陽本線京阪神地区

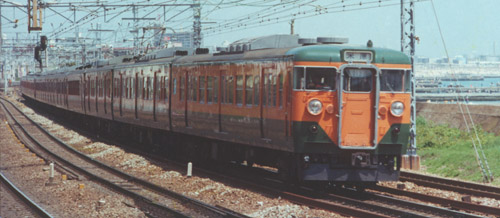
国鉄時代の京阪神快速113系

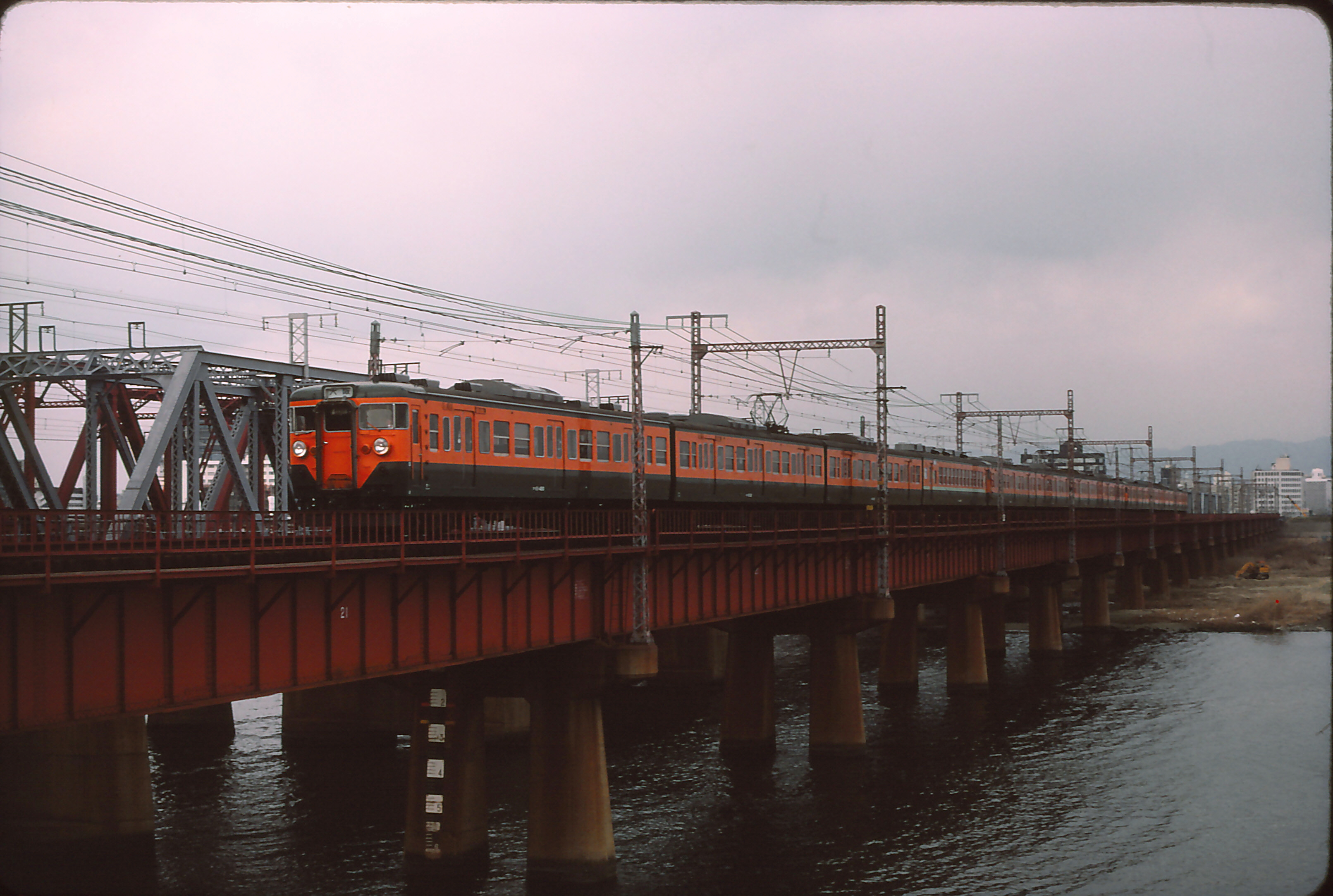
グリーン車連結末期の京阪神快速113系（1979年）

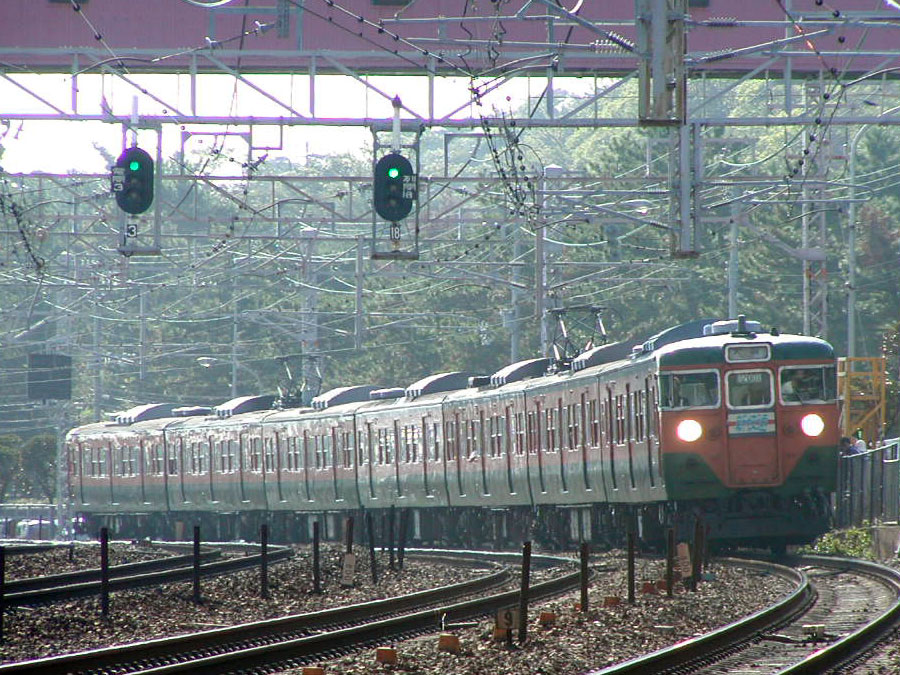
リバイバル新快速（2004年10月10日）

大阪地区の東海道・山陽本線では急行料金不要の「急行電車」（関西急電）が戦前の1934年より運転されており、1936 - 1937年にかけての流電52系・半流43系の投入を経て、戦後の1950 - 1957年にかけて80系電車が投入されていた。1957年に快速電車（京阪神快速）となり、1961年には一等車の連結も開始されたが、2扉デッキ付の80系では混雑時の対応が困難となったため、京阪神快速に113系が投入されることとなった。1964年に関西初の113系が宮原電車区に新製配置され、京阪神快速用として運用を開始した。
京阪神快速には1964年に113系51両が投入され、同年9月より営業運転を開始した。80系では一部に一等車が連結されていたが、113系では一等車を含まないモノクラスの11両編成となった。山陽本線の鷹取駅 - 西明石駅間の複々線化が完成した1965年3月時点で113系は114両まで増備され、80系は山陽地区の普通列車に転用された。
1966年10月のダイヤ改正より、京阪神快速の113系の一部に一等車が連結された。従来の80系の一部編成に組み込まれていた一等車の置き換えが目的であり、サロ153形の改造車であるサロ110形が組み込まれた。1968年10月1日のダイヤ改正で京阪神快速の80系全車が113系に置き換えられ、113系の配置両数は宮原電車区のほか高槻電車区・明石電車区を合わせた3区所合計で430両に達した。国鉄の一等車は1969年にグリーン車へ変更されている。
1970年の日本万国博覧会（大阪万博）開催を前に網干電車区が開設され、宮原区・明石区の113系が網干電車区に移管された。大阪万博の輸送に対応するため、113系1000番台が横須賀線に投入されて捻出された0番台が横須賀線から京阪神快速に転用された。万博の開催期間中は、横須賀色の113系による臨時快速列車「万博号」が河瀬駅 - 茨木駅 - 姫路駅間で運転された。同年7月には高槻電車区の113系でサロ112形を含む8両編成1本が試作冷房車として改造された。
万博輸送終了後の1970年10月ダイヤ改正では、京都駅 - 西明石駅間で「新快速」の運転が開始され、万博号に使用されていた横須賀色の113系7両編成が投入された。新快速の運転区間は1971年4月ダイヤ改正で京都駅 - 草津駅間が延長され、増発に伴って横須賀色の113系は新快速のみでの運用が困難になったため標準の湘南色に変更された。
1972年3月に山陽新幹線岡山延伸に伴うダイヤ改正による電車急行の廃止で余剰となった153系が転用され、113系による京阪神の新快速の運転は約1年半で終了となった。新快速の153系への置き換えで捻出された113系は、東海道線静岡地区と阪和線に転用された。阪和線に転出した113系は、天王寺 - 和歌山間の新快速に使用された。
同じ1972年3月の改正では、赤穂線の備前片上まで直通する列車も設定された。京阪神快速の備前片上直通はJR移行後の2000年3月11日改正まで行われた。
1972年3月より宮原電車区の153系で運転されていた四国連絡の宇野線快速列車は、混雑への対応のため1973年10月に113系へ置き換えられた。これにより113系の宮原電車区への配置が復活し、送り込みを兼ねて大阪 - 岡山間の快速列車1往復（明石以西各駅停車）が113系で運転された。捻出された153系は山陽本線の快速増発用などに転用された。グリーン車のサロ112形は下降窓で老朽化が著しいため、横須賀線で定員が少なく不評であったサロ113形13両が1976年に京阪神地区に転入してサロ112形が置き換えられている。
1977年9月より113系0番台新製冷房車が投入され、捻出された113系0番台初期車が東海道線名古屋地区の80系置き換えに転用された。1978年4月からはシートピッチ改善車2000番台が投入された他、1980年1月には新快速に117系が投入された。
京阪神快速のグリーン車は利用客が少なく、1980年10月ダイヤ改正までにグリーン車の連結は終了となった。老朽化の進んだサロ110形0番台は廃車となり、経年の浅いサロ113形は首都圏に戻されて横須賀・総武快速線の直通運転開始用に転用された。
宇野線快速の113系は1980年2月13日に岡山電車区の115系グリーン車無し編成へ置き換えられ、京阪神地区との直通も8月23日に廃止となった。大阪 - 岡山間の直通列車は113系で残り、JR移行後の1989年3月11日のダイヤ改正で廃止されるまで運転された。
1986年11月1日の国鉄最後のダイヤ改正で高槻電車区の東海道・山陽線用113系が網干電車区に、湖西線・草津線用の700番台車が宮原電車区に転出した。このダイヤ改正で複々線区間で快速と同じ内側線・電車線を走っていた新快速が外側線・列車線で運転されるようになった。1987年の国鉄分割民営化後は424両（7両編成16本・6両編成32本・4両編成30本）がJR西日本に承継された。
民営化後の網干電車区の113系は0番台初期車が多数所属し、F・K編成（4・7両編成）として主に東海道・山陽本線の快速で運用されていた。1989年には221系の新快速・快速への投入が開始され、2扉の117系が置き換えられると共に113系非冷房車の一部に廃車が発生した。1991年には直流化された北陸本線長浜駅への乗り入れが開始された。
1992年には京阪神地区で余剰となった117系が岡山・広島地区に転出した。これに伴いそれまで中国地方で運用されていた115系が網干電車区に、そして玉突きの形で網干電車区から宮原電車区へ113系が転出した。快速電車での110 km/h運転開始に伴って、113系は高速化改造が施工された。1995年4月20日ダイヤ改正では宮原電車区の湖西線・草津線用5700・7700番台4両編成が向日町運転所に転出し、宮原電車区には6両編成のみ配置されるようになった。
1998年3月の播但線姫路 - 寺前間電化の際は103系の改造車3500番台2両編成が投入されたが、朝ラッシュ時の輸送力確保のため宮原電車区の113系6両編成が姫路 - 寺前間1往復のみ運用された。113系による播但線運用は2004年6月15日に221系に置き換えられるまで続いた。
1990年代から221・223系の増備により徐々に数を減らしていき、2004年10月16日のダイヤ改正で京阪神地区での113系の運用は終了した。網干総合車両所所属車は、上郡駅 - 大垣駅間の2府3県に跨る長距離運用とそれに使用されていた7+4両編成および4+7両編成の11両運用が末期まで残っていた。播但線運用を含む宮原電車区の6両編成も223系の網干総合車両所への配置に伴い、運用を網干所属の221系に置き換えられ、岡山電車区や下関総合車両所広島支所などに転出した。
東海道・山陽本線での運用撤退前の2004年10月10日、鉄道の日を記念して「新快速」がリバイバル運転され、117系と初代新快速の充当形式であった113系が使用された。充当されたのは網干総合車両所のK8編成7両で、新快速新設時の区間となる大阪→京都→西明石→大阪間で運転された（117系は大阪→草津→姫路→大阪間で運転）。運用にあたって、新快速運用時代の種別プレートの掲示、車体のJRマークの消去、トップナンバー車の連結のほか、運転士と車掌が国鉄時代の制服を着用して乗務するなど、可能な限り国鉄時代への復元がなされていた。

#### 阪和線・紀勢本線

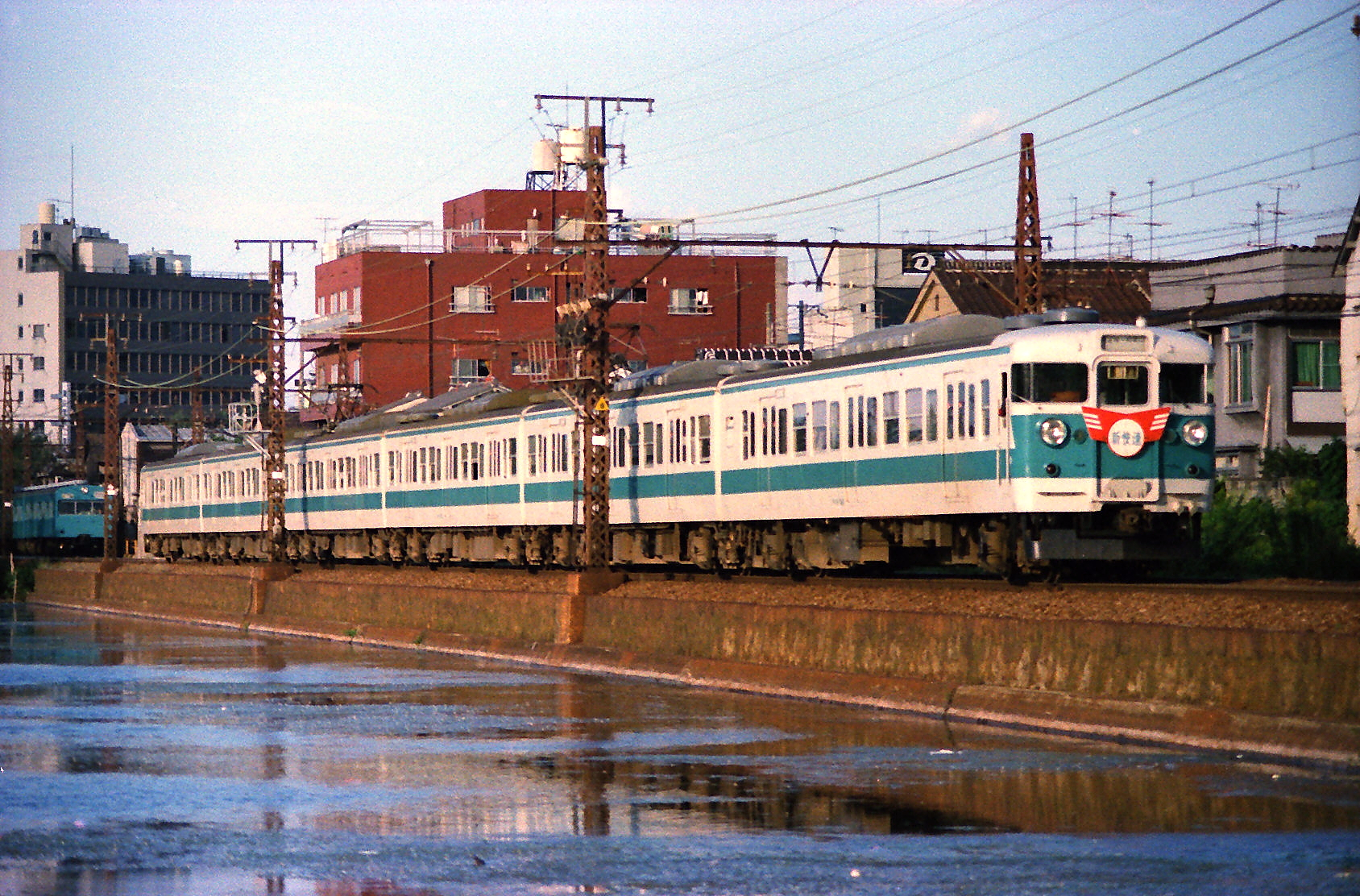
阪和線で運転された国鉄時代の新快速（1978年 鶴ヶ丘駅付近）

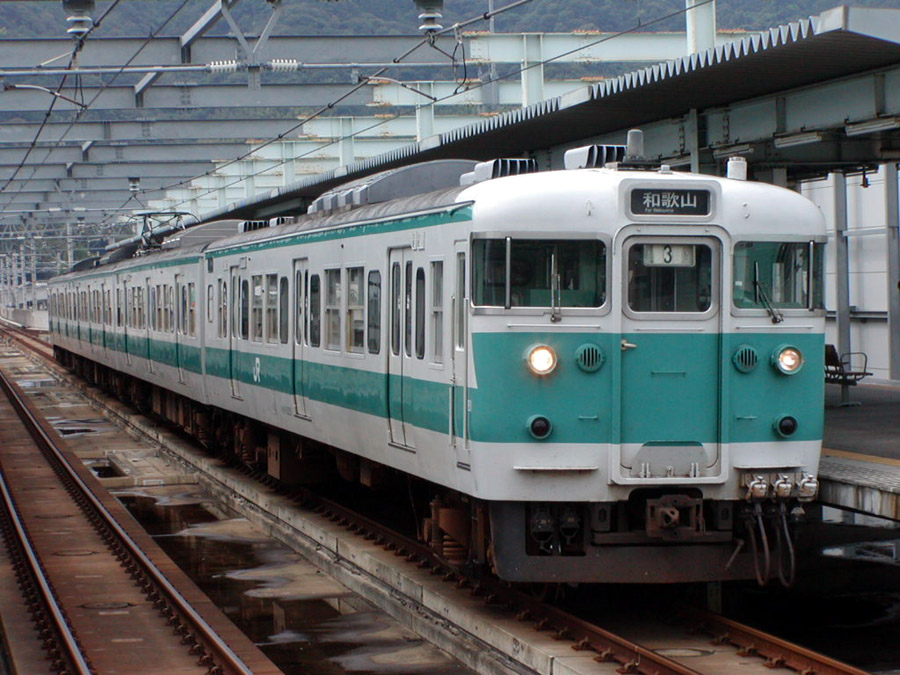
JR発足後は4両編成に統一された（2004年8月 海南駅）

阪和線への113系の初投入は1972年で、網干電車区からの転入車が鳳電車区に配置された。グレー地に青帯を巻いた阪和線快速色（灰色9号と青22号）に塗装変更され、1972年3月のダイヤ改正で運転を開始した新快速に使用された。
新快速は天王寺駅 - 和歌山駅間を所要時間45分で結び、途中停車駅は鳳駅のみであった。新快速のヘッドマークは京阪神新快速の153系のものではなく、専用のものを装備していた。阪和線の新快速は1978年10月まで運行された。
1976年には阪和線の新性能化のため700番台が京阪神快速に投入され、捻出された0番台が阪和線に転用された。阪和線ではこの時点で70系など旧性能車が残っていたが、103系の増備で1977年3月に新性能化が完了し、70系は福塩線に転用された。
1978年10月のダイヤ改正では紀勢本線和歌山駅 - 新宮駅間が電化され、普通列車には113系2000番台の新製車、および京阪神快速への113系新製投入に伴う113系転入車が投入された。この電化と共に日根野電車区が新設され、鳳電車区の阪和線・関西本線系統用車両が移管された。阪和線の新快速はこの改正で消滅したが、天王寺・和歌山間の快速列車の2本に1本が紀勢本線へ直通運転するようになった。
日根野電車区に所属していた関西本線用車両は、1985年に奈良電車区に転出した。
1986年11月のダイヤ改正では、中央本線の急行「アルプス」の定期列車廃止で余剰となった165系が松本運転所から日根野電車区に転入し、紀勢本線の113系の一部と客車列車を置き換えた。捻出された113系は福知山線・山陰本線電化用の800番台への改造種車となった他、クハ111形は阪和線・紀勢本線と房総地区の113系6両編成の4両短編成化に使用され、房総地区転用車は幕張電車区へ転出した。
国鉄分割民営化後は64両（6両編成6本・4両編成7本）がJR西日本に承継され、阪和快速色の他に関西線快速色を纏う車両が存在した。
紀勢本線で運用される車両には、独自の装備として「紀勢スイッチ」が設けられている。これは車両と運転台の戸閉灯を連動させず、車掌が戸閉を確認して確認ボタンを押すと運転台の戸閉灯が点灯するものである。紀勢本線はホームがカーブにあり見通しの悪い駅が多く、車掌が車外に出て安全を確認する機会が多いため、安全対策として国鉄時代より各車に改造で設けられている。
JR西日本発足後、配置車両は阪和快速色の4両編成に統一され、阪和線や紀勢本線、和歌山線（和歌山 - 五条） で主に運用された。2002年にはワンマン用2000番台2両編成が配属され、2004年以降、4両編成は網干総合車両所への223系投入による車両転配によって網干総合車両所と京都総合運転所から転入してきた体質改善車に置き換えられた。
2004年6月2日、紀勢本線冷水浦駅で113系4両編成による御坊発和歌山行快速列車が線路上に散乱した丸太に乗り上げて脱線する事故が発生し、先頭1両目のクハ111-5259が脱線した。原因は冷水浦駅直上の国道42号で大型トレーラーが速度超過により横転し、積荷の丸太が線路上に落下したことによる。クハ111-5259は2004年12月15日付けで廃車となった。
2005年に発生したJR福知山線脱線事故に関係する車両転配により、再度阪和快速色の体質改善工事未施工車が復帰した。
2008年3月ダイヤ改正時に223系2500番台、2011年3月ダイヤ改正時に225系5000番台が多数増備されたことで阪和線では早朝・朝ラッシュ各1往復（土休日は早朝1往復のみ）まで運用が縮小した。
2010年4月1日時点では36両（4両編成8本、2両編成2本）が配置され、12両（4両編成3本）が阪和快速色であった。大阪環状線・阪和線・紀勢本線（きのくに線）で運用され、4両編成を2本使用した8両での運用も存在した。
225系5000番台の増備に伴い、日根野電車区の113系4両編成は2011年12月10日をもって定期運用を終了した。2012年3月31日と4月1日には、阪和色の編成を使用した団体臨時列車「ありがとう113系阪和色」号が天王寺 - 周参見間で運転された。
阪和快速色編成（4両編成3本12両）は岡山電車区に転出したが、MM'ユニットは廃車となり、先頭車は下関総合車両所広島支所から捻出されたMM'ユニットと編成を組んだ。体質改善車編成（20両、4両編成5本）は下関総合車両所広島支所に転出してP編成を名乗り、113系F編成のうち体質改善未施工車置き換え用とされた。
2011年12月10日に4両編成が撤退した後も、2両編成は日根野 - 紀伊田辺間（主に御坊 - 紀伊田辺間）で運用を続けた。2012年10月には105系の代走で紀勢本線和歌山 - 和歌山市間に入線している。
2000番台2両編成は2020年3月14日のダイヤ改正で227系に置き換えられ定期運用を終了した。2020年4月1日時点でワンマン運転対応の4両（HG編成、2両編成2本）が在籍していたが、HG201編成が同年4月22日付で、HG202編成が同年4月30日付でいずれも廃車された。

#### 関西本線大阪口・奈良地区

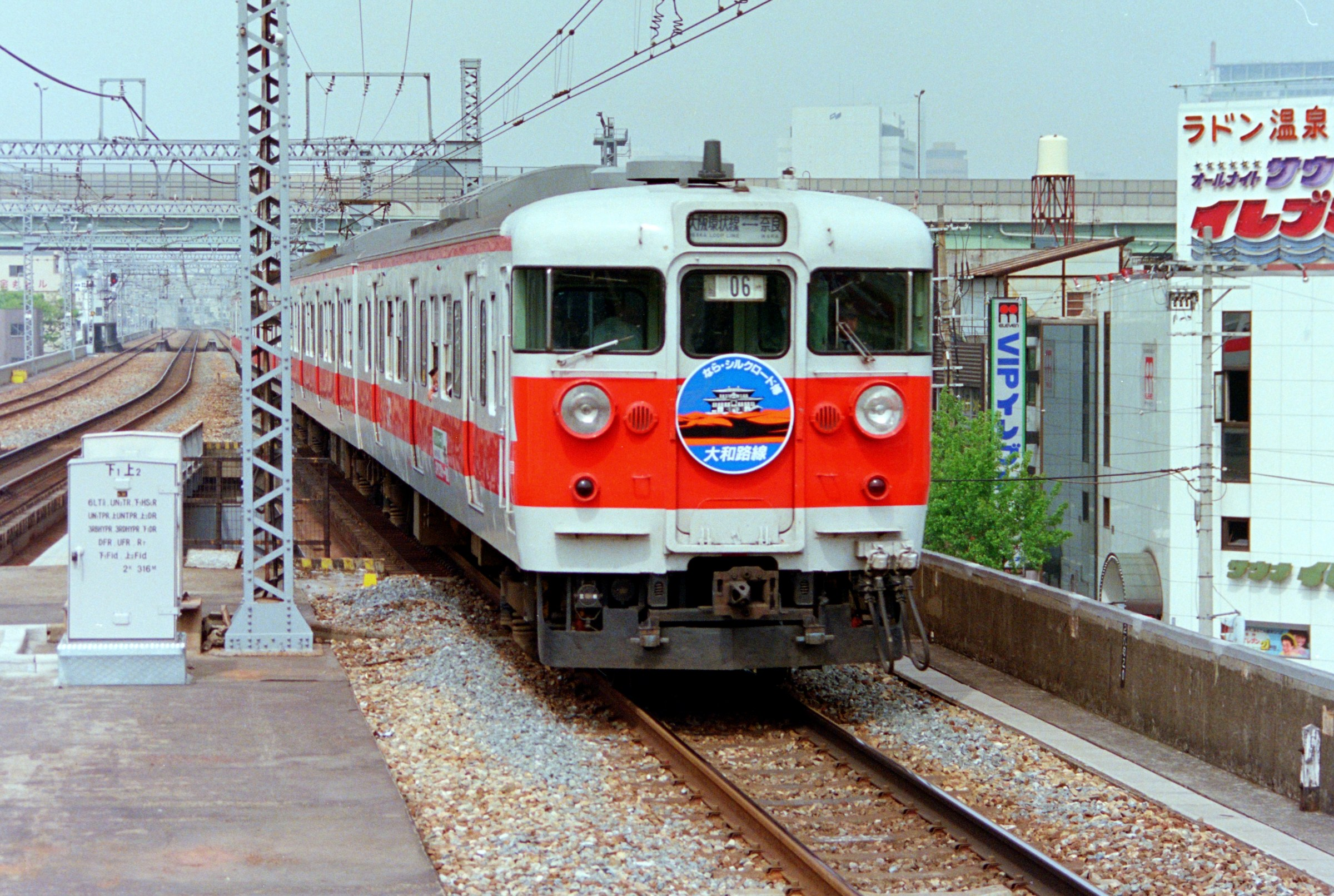
大阪環状線を走る関西本線直通快速列車（1988年5月1日 野田駅）

1973年に関西本線の湊町駅（後のJR難波駅） - 奈良駅間が電化され、同年10月のダイヤ改正より101系・113系電車が投入された。113系は快速列車用として0番台が大船電車区から鳳電車区へ転入し、阪和線快速色に対してグレーに赤帯の関西線快速色（灰色9号と朱色3号）に変更して投入された。
113系は大阪環状線経由で大阪駅方面 - 奈良駅間を直通する快速列車にも使用された。当初は休日のみの直通運転であったが、好評なことから1974年7月より毎日運転となった。
関西本線への投入当初は鳳電車区、後に日根野電車区に配置され、関西本線への出入りは当時存在した阪和貨物線を介して行っていた他、前述の通り阪和線・紀勢本線でも運行されていたため、阪和線内で車両の向きが揃えられていた。そのため、天王寺駅では阪和線向けの車両と向きが逆になっていた（同じ理由で、103系も阪和線と関西本線で向きが逆になっていた）。
初めは阪和線の車両と配置が同じであったため、車両運用の都合上、阪和線・紀勢本線でも運行されていたが、冷房化が進行していた阪和線向けの車両と比べると、関西線向けの車両は非冷房の初期型が多く、サービスの面では見劣りしていた（冷房車は0番台改造車・2000番台が配置されていた）。
大和路快速の原型となる大阪環状線 - 奈良直通の快速電車には、先頭部に「快速 奈良 - 大阪（環状線）」というヘッドマークを取り付けていた。当初は折り畳み式の大型のものであったが、1978年10月以降は着脱が簡単な小形のものに変更された（阪和線新快速も廃止直前に小型に変更）。
1980年3月に桜井線・和歌山線（王寺 - 五条）が草津線と共に電化され、桜井線・和歌山線には関西本線用と同じ赤帯塗装の113系が投入された。この同系は在来車の転用であり、2000番台の京阪神快速への投入や宇野線快速への115系1000番台の投入で捻出されている。
1982年8月1日、台風10号による大雨で大和川の支流葛下川が氾濫して王寺駅の留置線が水没し、留置されていた101・113系が浸水した。101系は大半が首都圏からの転用車により廃車代替されたが、113系は各車とも復旧された。113系の復旧工事は鷹取工場、吹田工場のほか名古屋工場でも行われ、名古屋工場へは機関車牽引で入場した。
1984年10月には奈良線や和歌山線（五条 - 和歌山間）、紀勢本線和歌山 - 和歌山市間が電化され、105系と共に113系が投入された。1984年に奈良電車区が開設され、1985年3月14日国鉄ダイヤ改正で日根野電車区の関西本線系統用車両が奈良電車区に移管された。
国鉄分割民営化後は112両（6両編成12本、4両編成10本）がJR西日本に承継された。
1989年3月11日のダイヤ改正で、大阪環状線から関西本線（大和路線）加茂までを直通する「大和路快速」が登場。使用車両も新型の221系（1989年）へと交代したが、改正後も113系による大和路快速が運転されていた。なお、大和路線と大和路快速の愛称制定後は「奈良」を「大和路」に修正したヘッドマークも製作されたが、221系の増備後はヘッドマークの取り付けを省略したため、短期間使用されただけで終わった。
1991年には大和路線、1994年3月に奈良線・和歌山線でそれぞれ運用を終了した。その後は同年9月の関西国際空港開港までの期間、特急「はるか」の乗務員訓練列車として使用された。
1995年1月の阪神大震災発生に伴い、JR神戸線の完全復旧までの間、迂回路となる福知山線での列車本数増発のため、再度営業運転に抜擢され、6両編成で運用された。その後は運転休止中の2両を復活させて4両編成2本が組成され、山陰本線京都 - 園部間で運用された。

#### 湖西線・草津線

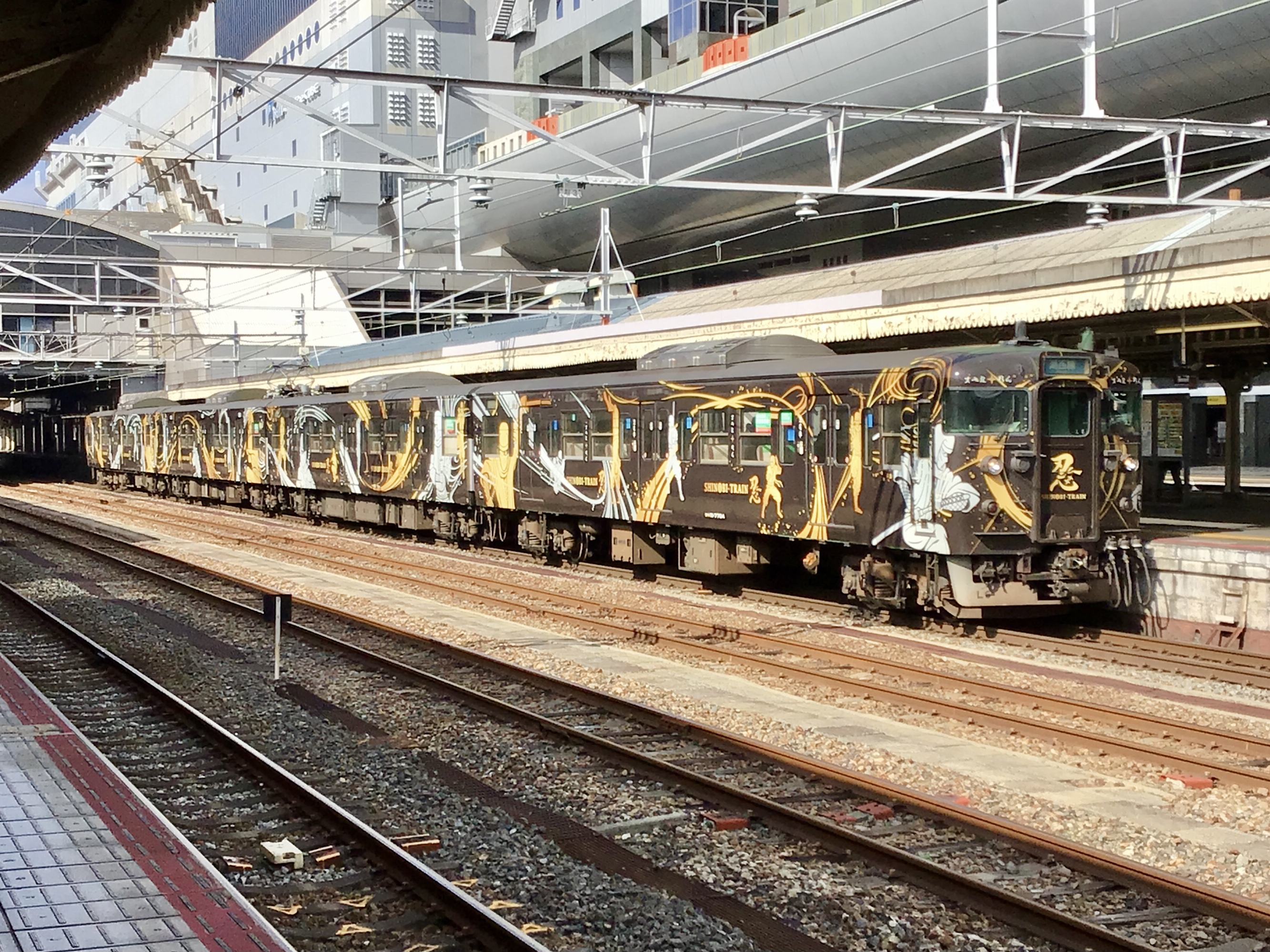
ラッピング列車「SHINOBI-TRAIN」（2021年 京都駅）

東海道本線と北陸本線を短絡する湖西線は1974年7月に開通し、普通列車に113系が投入される事となったが、寒冷地を走行することから耐寒耐雪装備が必要となり、700番台が新製投入された。
1980年3月ダイヤ改正では、桜井線・和歌山線とともに草津線が電化された。草津線電化用には2700番台が新製投入され、湖西線の700番台との共通運用が行われた。電化が完成した草津線では、2往復の客車列車を除く全列車が113系電車での運転となった。草津線客車列車は1980年の電化後も50系（DD51形牽引）で運転され、草津から東海道本線経由で京都まで乗り入れていたが、1989年に電車列車に置き換えられた。
投入当初は高槻電車区に配置されたが、1986年に宮原電車区へ移管された。国鉄分割民営化後は700・2700番台は宮原電車区に104両（6両編成6本、4両編成17本）が配置され、湖西線・草津線の他、東海道本線・山陽本線で運用されていた。700・2700番台は1992年より高速化改造が施工され、5700・7700番台となっている。
1994年9月には福知山運転所の800番台クハ111-811他4両編成が向日町運転所に転出し、高速化を行わず草津線用で運用された。編成はC11編成となり、塗装は福知山色で運用されたのち湘南色へ変更された。この編成は1999年に下関地域鉄道部へ転出してH01編成となり、中間電動車の115系への差し替えを経て両先頭車は2016年に廃車となるまで運用された。
1995年には湖西線・草津線用4両編成が宮原電車区から向日町運転所に転出している。向日町運転所は1996年に京都総合運転所の本所となり、京都総合運転所の本所は2012年に吹田総合車両所京都支所となった。京都総合運転所の113系は山陰本線（嵯峨野線）のC編成と湖西線・草津線用のL編成で運用が分けられたが、運用の都合でC編成がL編成の運用に入ることがあった。1997年には湖西線・草津線の運用増加のため福知山の800番台4両編成1本が転入し、高速化改造車5800番台となり、L18編成として運用された。
2008年に網干総合車両所の221系の一部が京都総合運転所へ転出し、嵯峨野線・湖西線で運用を開始した。余剰となった113系は広島運転所への転出や岡山電車区への貸し出しなど、車両の動きが続いた。広島・岡山地区転用車は高速化が順次解除され、京都総合運転所に残存したL編成も2011年までに電気連結器の設置が行われている。
5700番台トップナンバーで構成されるL02編成は、先頭車のクハ111-5701・5751がATS-P未設置のまま2010年1月29日付で廃車となった。中間電動車のモハ113・112-5701はL07編成へ転用され、30N体質改善車のクハ111-7705・7755と組成された。従来のL07編成の電動車モハ113・112-7019は日根野電車区へ転出している。
忍者のゆかりの地を走る草津線の沿線活性化のため、2017年より113系の1編成（吹田総合車両所京都支所L6編成、クハ111-7704ほか4両編成）が忍者ラッピング列車「SHINOBI-TRAIN」となり、2017年2月25日より運転を開始した。貴生川駅で草津線と接続する信楽高原鐵道でもSKR310形の2両を使用した「SHINOBI-TRAIN」が113系と同日に運転を開始している。2019年11月10日には、113系の「SHINOBI-TRAIN」による団体臨時列車が大阪駅 - 貴生川駅間で運転された。
2022年4月1日時点で、700番台と2700番台に高速化改造を施工した5700・7700番台による64両（4両編成でC編成20両、L編成44両）が吹田総合車両所京都支所に所属していた。そのうち、C08・C10・L03・L07・L09・L15編成はモハ112形に集電装置を2基搭載していた。体質改善車で組成された編成も多いが、先頭車両のみ又は中間車両のみを改造した編成も在籍した。
2023年1月28日 - 4月1日にかけてC編成4本（C08・C10・C13・C17編成）とL編成1本（L07編成）の計20両が廃車された。
網干総合車両所等から転出した221系・223系により置き換えられ、2023年4月1日限りで湖西線・草津線での運用を終了した。その最終運用は2023年4月1日草津線5391M（L6編成・草津駅21時55分着）であり、その運転台助士席前には「Forever 113 LAST RUN 2023 Spring」と書かれた花束が飾られていた。
2023年4月14日 - 9月22日にかけてC編成1本（C05編成）・L編成5本（L05・L08・L09・L14・L15編成）の計24両が廃車された。
2023年10月14日から12月26日にかけてL編成5本（L03・L06・L12・L16・L17編成）の計20両が廃車され、吹田総合車両所京都支所の配置はなくなった。

#### 福知山線・山陰本線

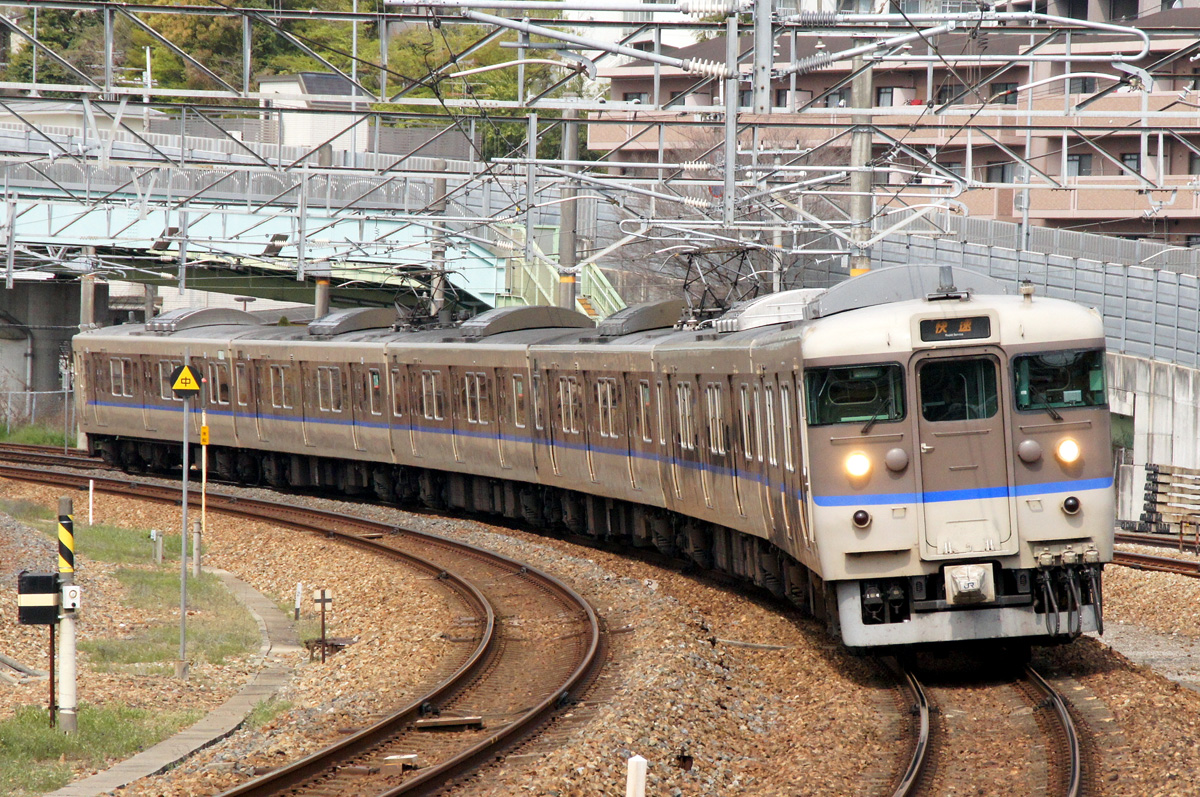
福知山線で運用されていた宮原所属の6両編成
（2011年4月 川西池田駅）

1981年に大阪駅 - 宝塚駅間が電化開業した福知山線は、1986年11月ダイヤ改正で宝塚駅 - 福知山駅間が山陰本線福知山駅 - 城崎駅間と共に電化され、113系0番台の耐寒耐雪改造車である800番台が4両編成9本・2両編成14本が投入された。配置は福知山運転所である。800番台は4両編成がK編成、2両編成がS編成とされた。
分割民営化前の1987年3月に日根野電車区から4両編成1本が追加転入したため、国鉄分割民営化後は4両編成10本、2両編成14本の計68両がJR西日本に承継された。
1989年3月ダイヤ改正で設定された福知山線快速に113系が投入され、翌1990年3月改正では117系も快速運用に入った他、115系も併せて運用された。1991年の七尾線電化開業の際に導入される415系800番台の改造種車として2両編成のクモハ113形が供出されたため、余ったクモハ112形はモハ113形およびクハ111形を連結して3連化されてY編成を名乗った。
2000年3月11日ダイヤ改正で日中の快速が221系による大阪 - 篠山口間の丹波路快速に置き換えられ、113系は朝夕ラッシュ時の大阪 - 福知山間快速の運用が主体となった。2001年の福知山線篠山口以北でワンマン運転および輸送量の適正化が行われる事となり、残ったY編成の大半が2両化され、3800番台のN編成となった。2004年10月のダイヤ改正で113系は大阪駅に乗り入れる運用を一旦終了した。

##### 福知山線脱線事故後の転用

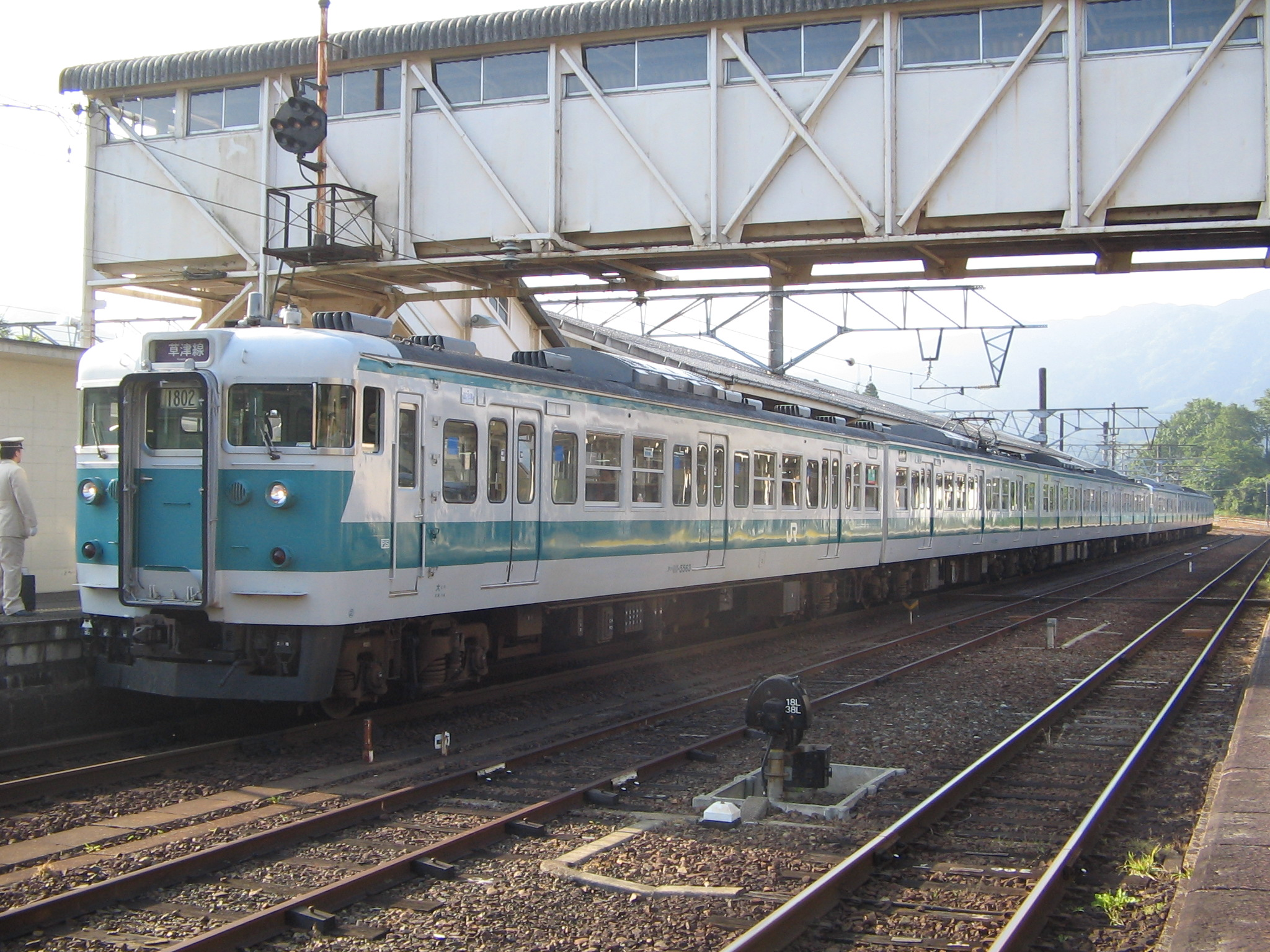
草津線に入線した113系阪和線色（2005年6月 柘植駅）

2005年4月25日に塚口 - 尼崎間で発生したJR福知山線脱線事故の影響で尼崎 - 宝塚間が6月19日の復旧まで不通となり、復旧の際にATS-Pが設置された。ATS-Pを持たない117系は福知山線の運用から撤退し、代わりにATS-Pを搭載した113系40両が宮原総合運転所に配置され、113系の大阪駅乗り入れが復活した。そのため一旦は運用から撤退していた113系のうちATS-P装備車が運用に復帰。福知山線入線のための改造・再改造、複雑な転配をする事となった。
6月19日以降、体質改善車・湘南・阪和・小浜・瀬戸内といった各色の車両が運用される事となった。さらに2006年春以降は冬季の半自動扉扱いの必要性から日根野電車区から体質改善車が転入した。一部は検査入場時に湘南色に戻され、所属も宮原総合運転所に変更された車両も存在した。
2008年より宮原総合運転所へ新製配置された223系が丹波路快速へ投入された事に伴い、網干総合車両所の221系が京都総合運転所へ転出して嵯峨野線113系の一部を置き換えた。篠山口 - 福知山間で運用されていた3800番台は2008年の223系5500番台投入により運用を離脱し、9月までに全車が廃車となった。
宮原地区の113系は、2011年10月現在で42両（S編成の6両編成5本、4両編成3本）が所属していた。4両編成はモハ112形に集電装置を2基搭載している。全車が体質改善工事施工済み（S34・37編成の中間車のみが30N車で、他は40N車）であった。運用は基本的に大阪駅 - 篠山口駅間のみであったが、朝・夜の快速列車を中心に大阪駅 - 新三田駅間の運用や、午後の篠山口駅 - 福知山駅間の区間運転に運用された。
2012年3月17日ダイヤ改正で福知山線に225系が投入された事に伴い、113系は221系とともに福知山線の運用から撤退、同時に本系列の大阪駅乗り入れも終了した。福知山線撤退後は下関総合車両所広島支所に転出してP編成を名乗り、113系F編成のうち体質改善未施工車置き換え用とされたが、一部の余剰車は廃車となった。

#### 山陰本線京都口（嵯峨野線）

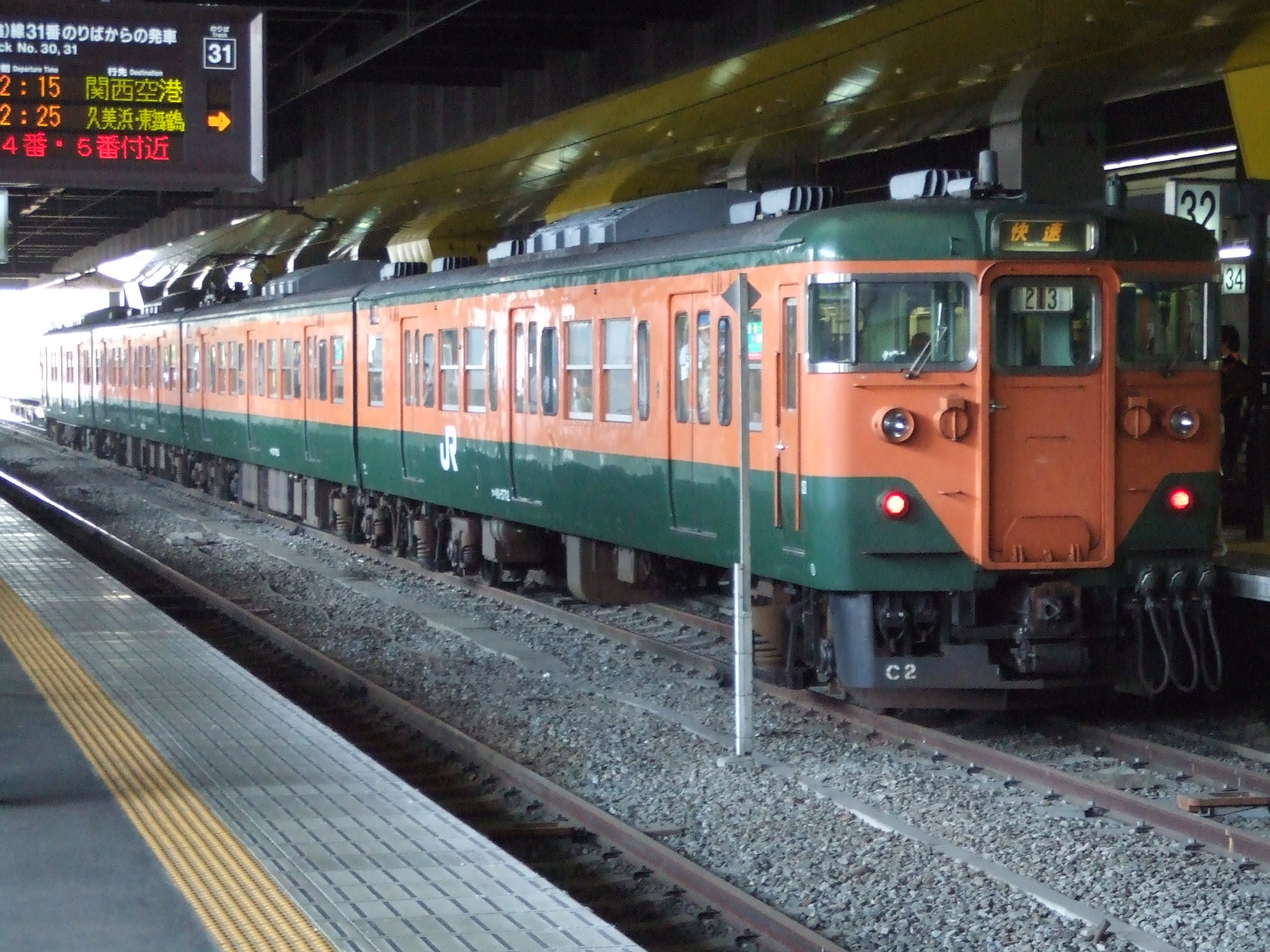
嵯峨野線の113系は2000番台が多数派だった（2006年8月 京都駅）

1990年の山陰本線の京都駅 - 園部駅間（嵯峨野線）電化により113系が投入され、向日町運転所（当時）に配置された。運転開始時は非冷房の初期車である網干電車区の0番台・福知山運転所の800番台が転入したが、同年夏より冷房車の2000番台が転入し、翌年には大多数が2000番台となった。
電気連結器を装備するC編成が運用され、L編成（電気連結器を未装備）による湖西線・草津線系統の運用に入ることもあった。1996年の園部 - 福知山間の電化後は、福知山電車区113系S編成（5300・5800番台）との併結運用も見られた。
2004 - 2005年にかけて、ラッシュ時用としてサハ111形を組み込んだ8両固定編成が3編成存在していた。サハ111形は体質改善工事を受けた6両が在籍していたが、2005年の宮原電車区への転出時に編成から外されて保留車となり、2007年5月30日に廃車となった。これによりサハ111形は形式消滅となっている。
2008年の福知山線223系新製投入により、同線の221系が網干総合車両所から京都総合運転所へ転出し、嵯峨野線・湖西線での221系の運用が2008年2月より開始された。余剰となった113系は広島地区へ転出し、広島運転所の103系を順次置き換えた。京都 - 園部間の複線化が完成した2010年3月13日のダイヤ改正で嵯峨野線での113系の運用は終了した。
山陰本線での運用終了で余剰となった京都総合運転所所属車のうち、3編成（湘南色）が岡山電車区に2012年10月まで貸し出され、2008年から2010年にかけて17編成が広島運転所に転出している。なお、米子支社管内の「通勤ライナー」用としてL08編成が後藤総合車両所に貸し出されていたが、2010年3月13日のダイヤ改正で返却された。

#### 山陰本線・舞鶴線・小浜線

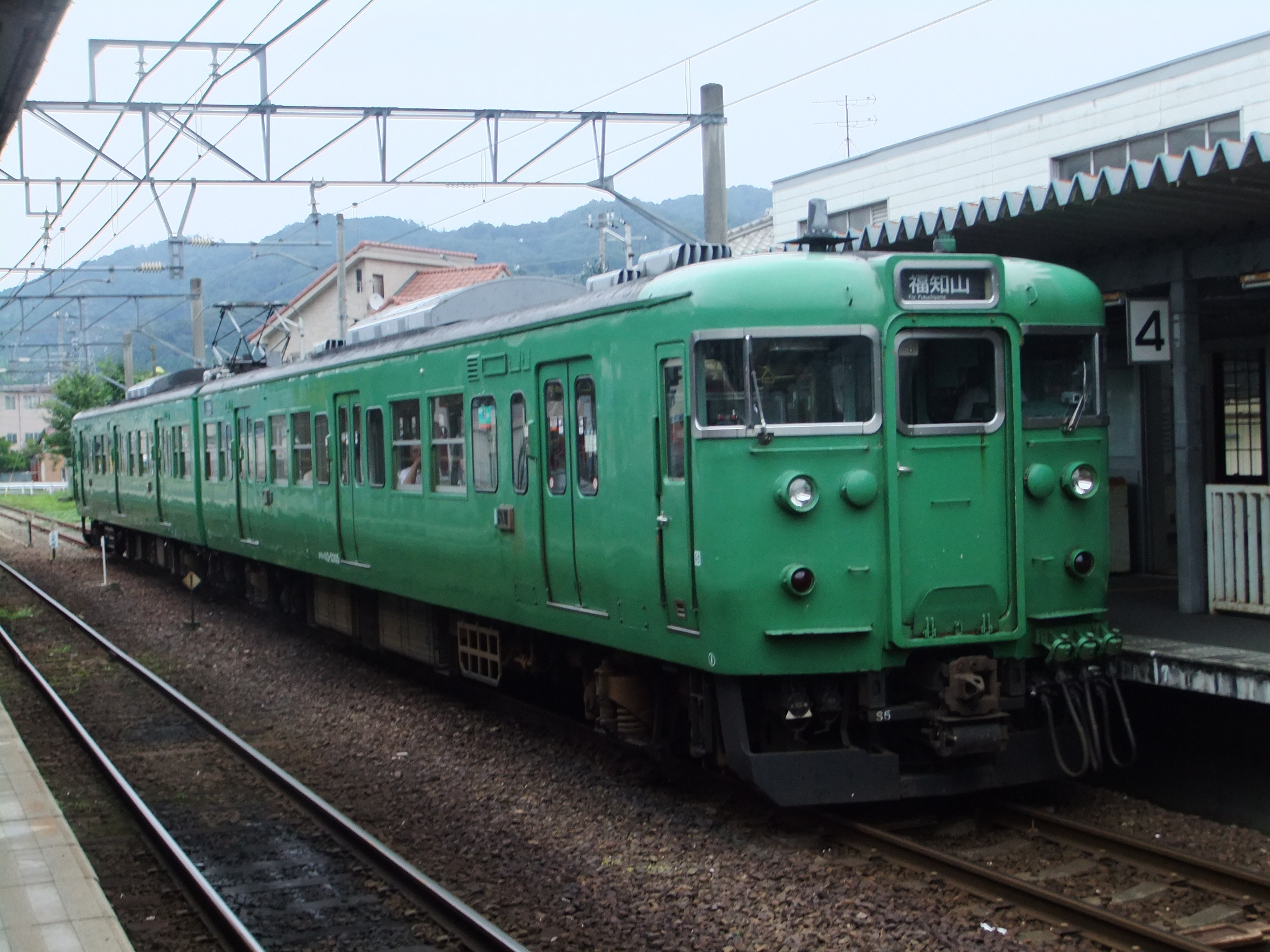
京都丹後鉄道乗り入れた113系5300番台（2015年 宮津駅）

1996年の山陰本線（園部 - 福知山間）電化開業に際して、300番台の2両編成が先頭車化・ワンマン化改造により登場した他、800番台Y編成の一部が再び2連化とともにワンマン化され、S編成を名乗った。前者の編成番号が一桁（S2 - S5・S7・S9）であるのに対し、後者は二桁（S33・S77・S99）とすることで区別された。後にワンマン車は高速化改造が行われ、5300番台・5800番台に改番された。1999年に電化された舞鶴線でも使用されている。
2001年の小浜線電化開業時には、京都所属の車両を抜き取る形で小浜線専用の4両編成（W編成3本）が用意され、ラッシュ時を中心に運用されていた。2006年10月に北陸本線の敦賀駅までの直流化に伴う521系の増備により小浜線から撤退、3編成とも京都総合運転所へ転出し、塗装も従来のものに変更されている。
S33・S77・S99編成は、嵯峨野線での運用が2010年3月13日のダイヤ改正で221系と223系5500番台に置き換えられ、運用区間が園部 - 城崎温泉間とされた際に余剰となり、廃車となった。その後、2012年3月17日ダイヤ改正で山陰本線園部 - 福知山間（舞鶴線直通を除く）を運行する普通列車のすべてを223系5500番台又は221系に統一させる旨が福知山支社から公式発表された。これにより113系は舞鶴線（舞鶴線からの直通列車の場合は山陰線の綾部 - 福知山も運用することがある）と福知山 - 豊岡 - 城崎温泉間の運用となった。
2024年4月1日現在、ワンマン運転対応車の5300番台によるS編成（2両編成）6本12両が吹田総合車両所福知山支所に所属する。全編成とも地域色（抹茶色）に塗装変更されている。そのうち、S2・S4編成は40N体質改善工事施行済み、S4・S9編成はクモハ112形に集電装置を2基搭載となっている。舞鶴線と山陰本線（綾部 - 城崎温泉間）を中心に運用しており、2編成連結した4両での運用も見られる。京都丹後鉄道宮福線への乗り入れ運用にも充当されている。
京都丹後鉄道宮福線の運用は福知山17:13→宮津18:09と宮津18:29→福知山19:11があり、そのうち宮津18:29→福知山19:11の運用は113系唯一の定期快速列車となる。

#### 岡山地区
1973年より宇野線の快速列車として153系に代わり宮原電車区の113系が使用され、岡山電車区の115系に置き換わる1980年まで運用された。
岡山地区ローカル用としての岡山電車区への113系の配置はJR移行後であり、当初は全て他所からの借用車であった。日根野電車区の余剰車が配置されていた時期があったが、ATS-P形を装備していたために全車がアーバンネットワークに再転用され、2005年6月19日から福知山線（JR宝塚線）の運用に入ったのち、2006年10月までに全車が日根野電車区に返却された。
2007年以降、湖西線・草津線への223系投入に伴い余剰となった京都総合運転所に所属していた5700番台3編成（湘南色）が貸し出され、再びB編成（B01・02・05）として運用されていた。
2011年の阪和線・紀勢本線への225系5000番台投入に伴って113系が余剰となり、2012年5月から7月にかけて吹田総合車両所日根野支所より113系HG401 - HG403編成の3本が岡山電車区へ転入し、B-07 - 09編成となった。貸し出し編成であったB01・B02・B05編成は2012年8月から10月にかけて全車廃車された。
B02編成は2012年10月20日に滋賀県野洲市において爆破テロを想定した救助訓練に使用するため、網干総合車両所宮原支所野洲派出所に回送され、爆破ラッピングが施された。訓練終了後にラッピングは外され、吹田総合車両所へ回送された。
2015年3月より広島地区で227系の営業運転が開始され、余剰となった113系の一部が下関総合車両所広島支所から岡山電車区へ転入し、一部で編成替えも行われた。2015年5月・7月に体質改善車の4両編成1本と先頭車2両が転入。4両編成はB10編成となり、先頭車はB09編成の非体質改善先頭車を置き換えた。
2015年10月 - 2016年2月にかけて下関総合車両所広島支所から体質改善車の4両編成2本（旧P04・10編成）、先頭車6両とMM'ユニット2両が転入した。旧P04・10編成はB11・13編成となり、旧P09編成の先頭車と旧F10編成のMM'ユニットでB12編成を組成。残る先頭車4両は、吹田総合車両所日根野支所から転入してきた非体質改善車であったB07・08編成の先頭車を置き換えた。
2018年10月 - 2019年2月にかけて、下関総合車両所広島支所から体質改善車の4両編成6本が転入した。編成番号の変更は次の通り。旧P01→B15、旧P03→B14、旧P05→B17、旧P07→B18、旧P08→B16、旧P14→B19。
2023年以降227系の導入により順次置き換えられる計画であり、2023年10月14日 - 2024年3月21日にかけて、B編成4本（B11・B14・B15・B17）16両が廃車された。
2024年4月1日現在、36両（B編成・4両編成9本）が下関総合車両所岡山電車支所に所属する。2015年度までは非体質改善車も配置されていたが、現在は全て下関総合車両所広島支所から捻出された0番台・2000番台の30Nまたは40N体質改善車で組成される。全編成濃黄色に塗装変更されている。そのうち、B09・13編成はモハ112形にパンタグラフを2基搭載している。
運用範囲は、山陽本線姫路 - 三原間、伯備線倉敷 - 備中高梁間、赤穂線全線（相生 - 播州赤穂間は1往復のみ）である。また、105系F編成・115系D編成が検査入場で編成が不足する場合は、伯備線新見 - 新郷間、福塩線福山 - 府中間を代走することがある。
側面方向幕が自動巻き取りなのに対し、前面方向幕は手動巻き取りであり、作業簡易化のため2018年4月から全編成の前面方向幕が撤去され、常に車体塗色と同じ黄色・無地の幕を表示している。

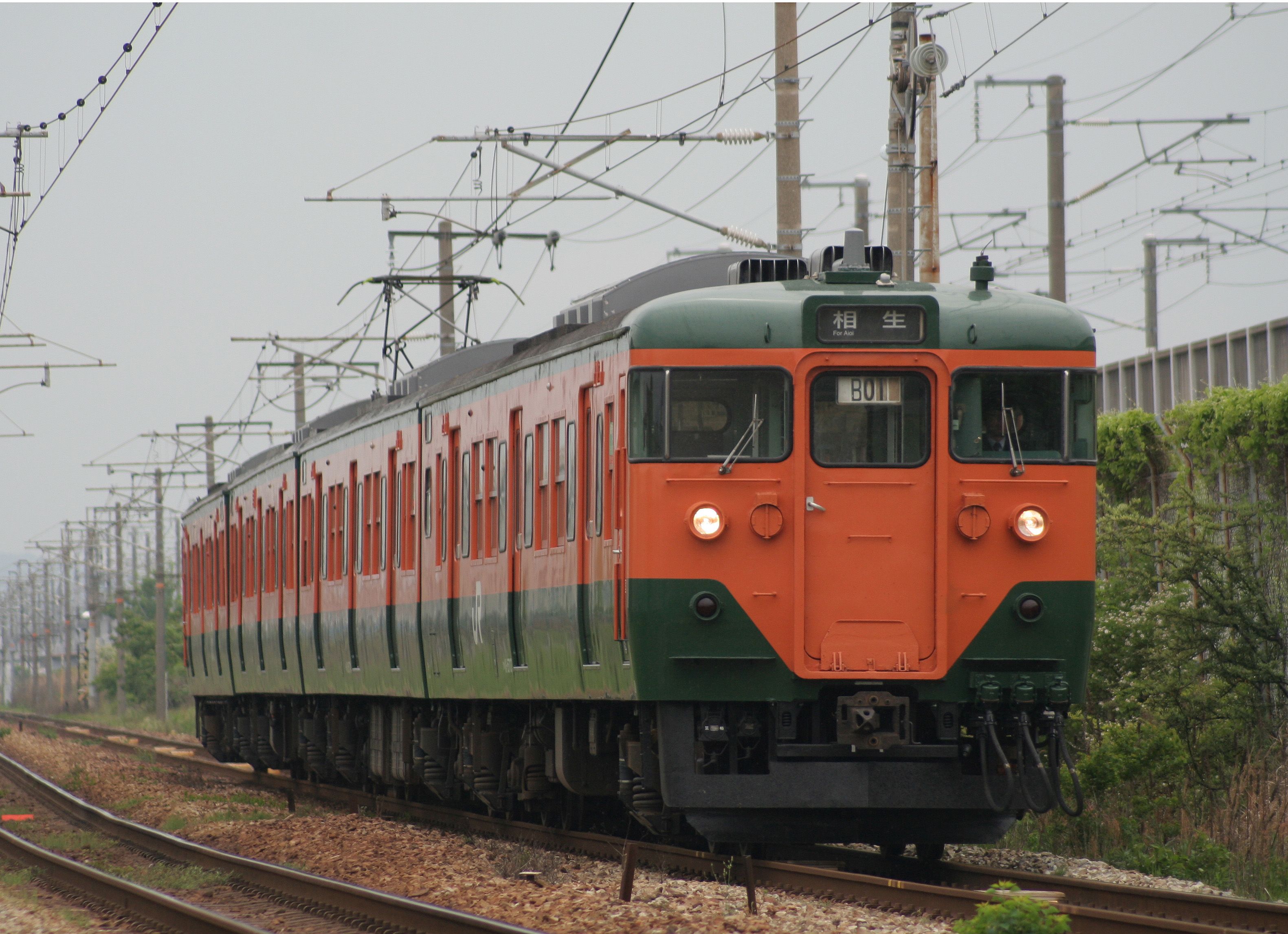
京都総合車両所から貸し出されたB-01編成（元L13編成）（2009年5月）
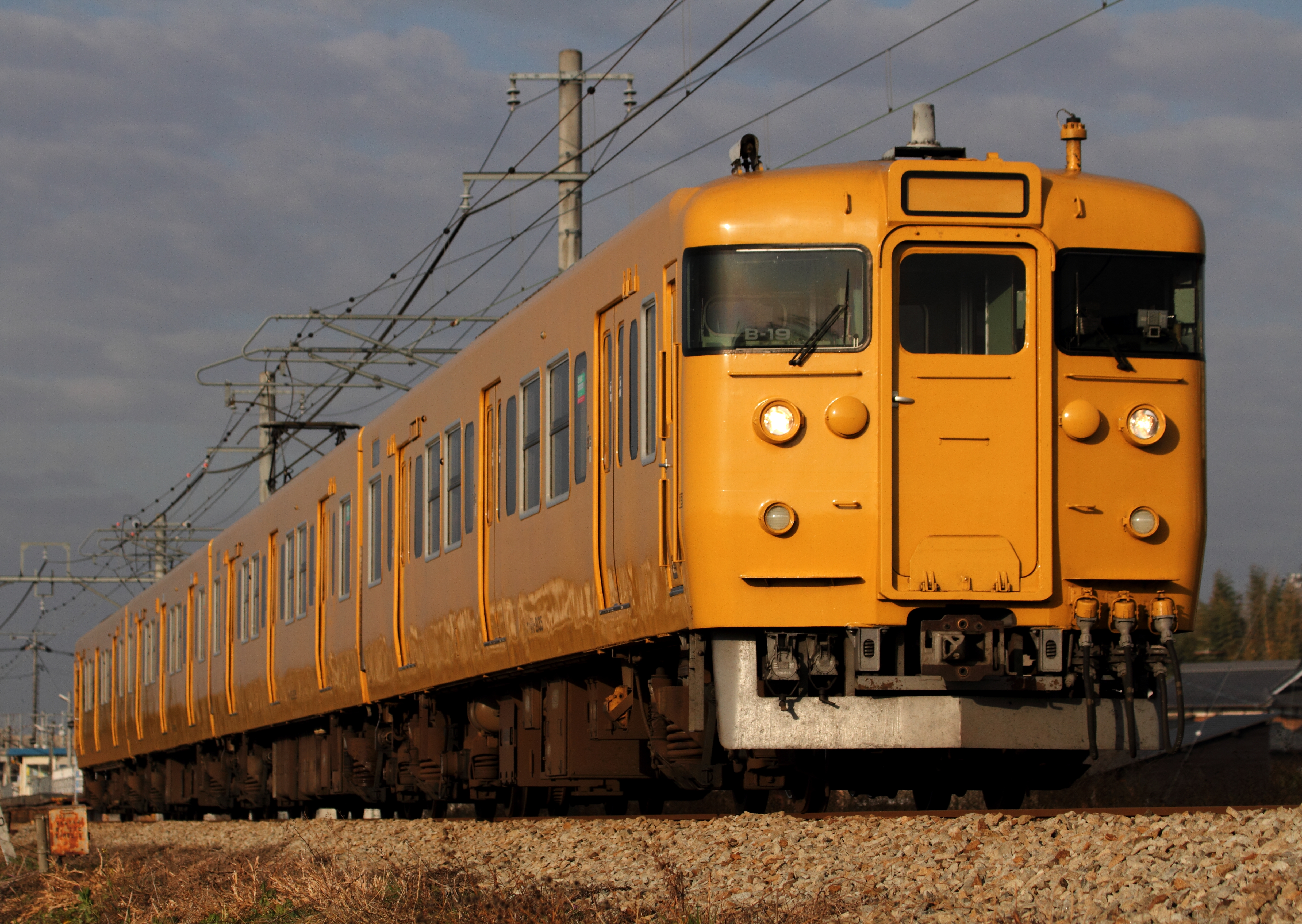
前面方向幕が撤去されたB19編成（2021年2月）

#### 広島・山口地区

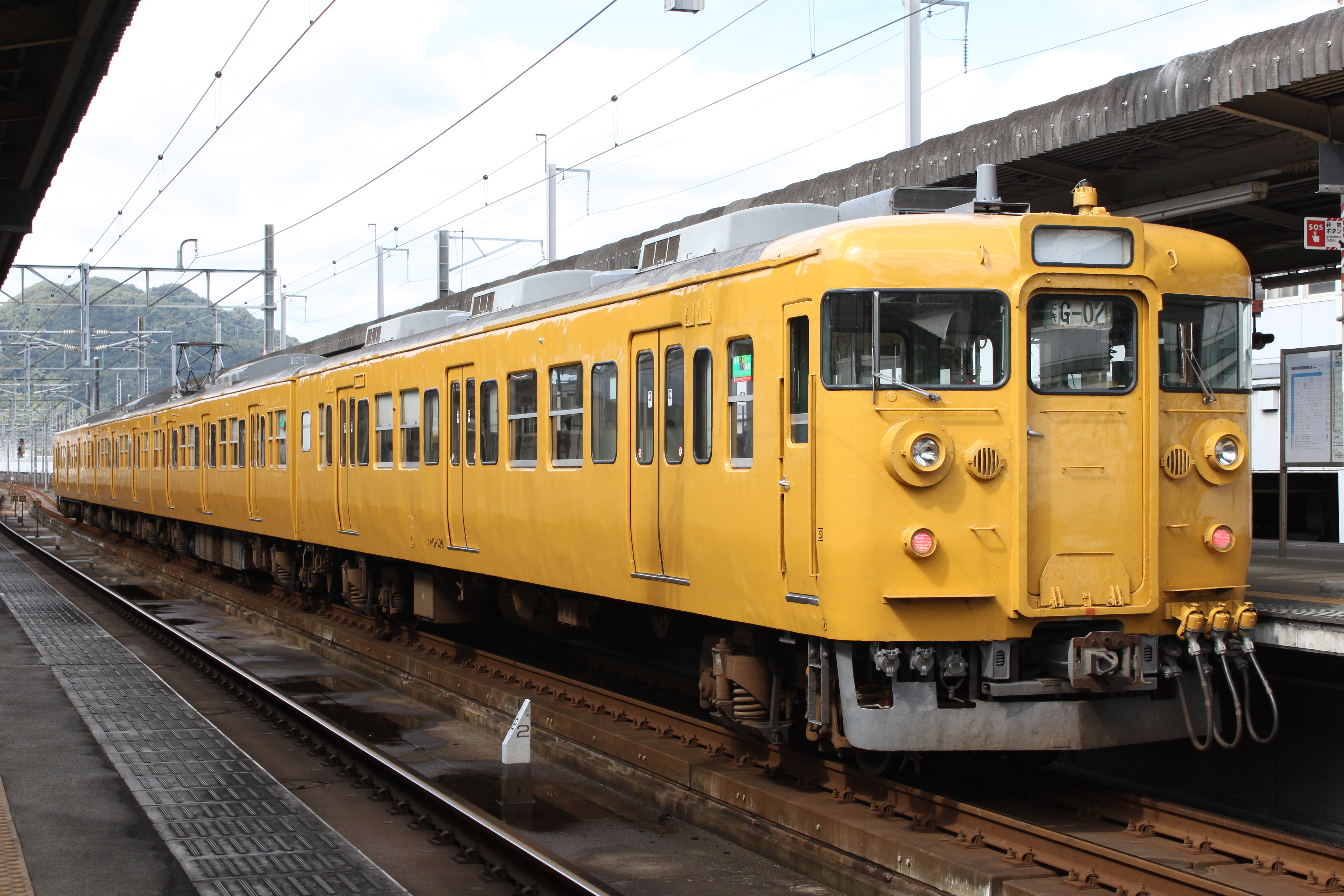
神戸方先頭車がクハ111の115系G02編成（2010年）

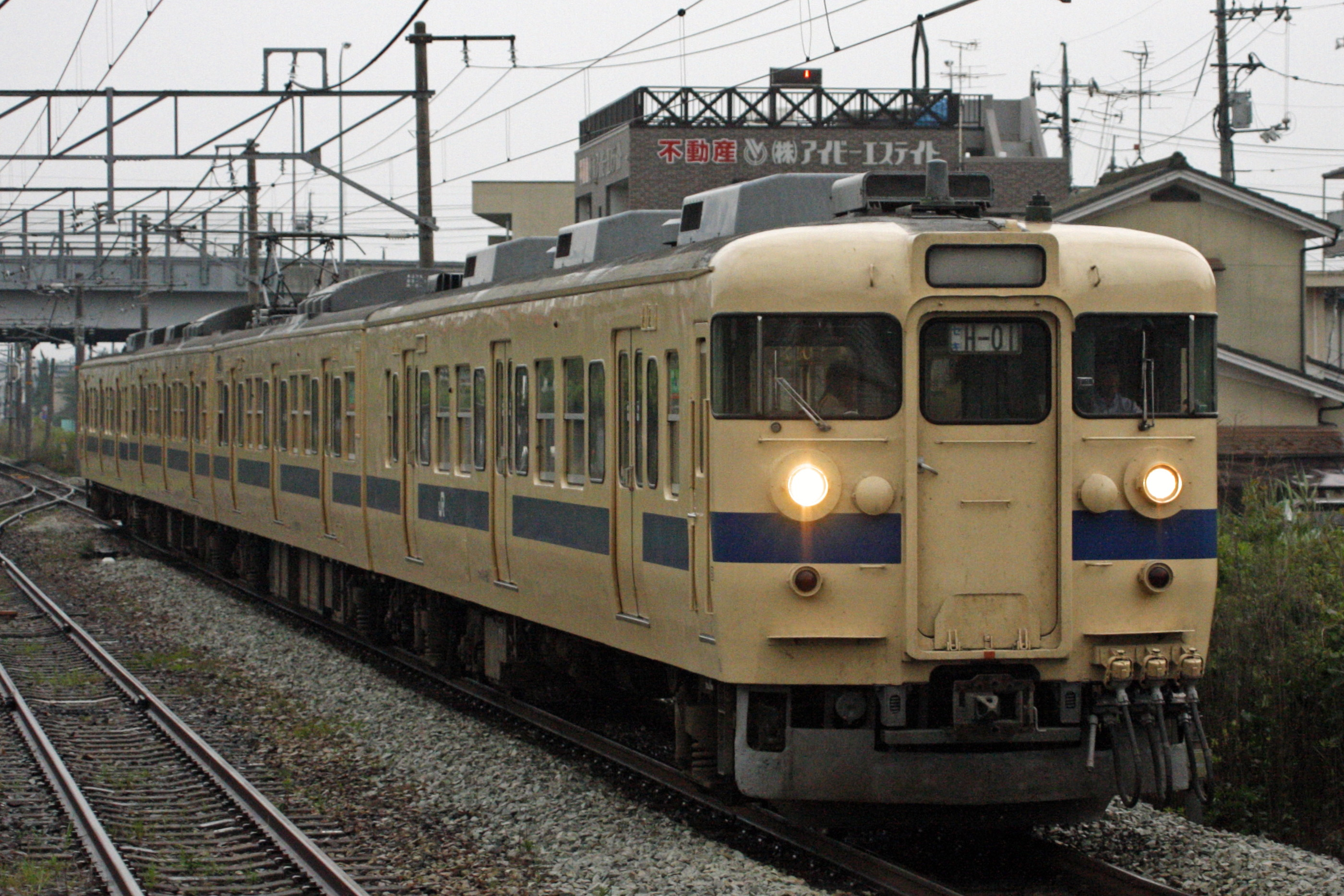
両端先頭車が113系800番台の115系H01編成（2008年）

1975年3月10日ダイヤ改正に伴って首都圏からの111系が大船電車区から広島運転所へ転入し、山陽本線の快速列車と呉線の客車普通列車の置き換え用に投入された。編成は6両編成が基本で、横須賀色であった車両は湘南色への塗装変更が行われている。クハ111-476など、横須賀色の塗り分けのまま湘南色となっていた車両も存在した。
111系は1978年の115系新製投入により広島運転所から下関運転所へ転出し、80系電車を置き換えた。
1982年11月のダイヤ改正では、広島地区で4両編成15分間隔の短編成高頻度運転を行う「シティ電車」化が実施され、111系の6両編成は4両編成に短縮された。これに合わせて153系の置き換え用として115系の2扉転換クロスシート車3000番台が4両編成で投入されており、115系3000番台の一部ではクハのみが新造され111系モハ111・110形のユニットを組み込んだ編成も登場している。
短編成化により余剰となった111系の電動車ユニットは、可部線の新性能化用に先頭車化改造される計画もあったが、可部線には105系の103系改造編入車が投入されたため、クモハ111・クモハ110の2両編成は登場しなかった。
1986年には首都圏への211系投入に伴って捻出された115系が下関運転所へ転入し、置き換えられた111系は廃車となるか、静岡運転所等へ転出した。
国鉄分割民営化後の1997年には、103系の関西地区への一部転出により113系が広島運転所へ転入した。福知山運転所からはクモハ112-810を含む113系単独4両編成が福知山色のまま転入し、H01編成となった。このほか、クハ111-139・268の2両が転入し、115系G01・G02編成の神戸方先頭車として組成された。
G01・G02・H01編成とも1999年に下関地域鉄道部へ転出した後、同年には従来のH01編成が福知山地区へ再転出し、代わりに草津線用として京都総合運転所に所属していた113系800番台4両編成（クハ111-811ほか）が下関地区に転入して新たなH01編成となった。2000年には115系G03編成の非冷房先頭車クハ115形の置き換えで、網干電車区（後の網干総合車両所）よりクハ111-5091が転入した。
当初の115系G編成は勾配抑速ブレーキの無い113系に合わせて岩国以西での限定運用であったが、115系編成に組み込まれるクハ111形は抑速ブレーキ対応の主幹制御器に換装されており、実質的に115系として運用されるようになった。113系800番台4両編成であったH01編成は、2002年に中間電動車ユニットが115系に差し替えられた。
2004年から2007年にかけて4両編成3本の113系統一編成を借用していたことがあり、2004年には網干総合車両所から1本、2005年には同所と岡山電車区から下関地域鉄道部下関車両管理室へ1本ずつ貸し入れた。2006年に117系の借り入れ車が転入してきたために先頭車2両と中間車4両が宮原総合運転所へ貸し出し先を変更した。余剰となった先頭車2両は同年5月に、最後まで残った1本は2007年12月に廃車された。
広島地区に残る103系の置き換えを目的として、2008年より京都総合運転所、日根野電車区から113系が転入した。山陰本線（嵯峨野線）への221系投入に伴って転入した編成でF編成を名乗り、2011年4月1日現在で68両（4両編成17本）が在籍していた。このうち36両（9編成）は体質改善工事施工済みで、32両（8編成）は未施工車である。F編成は関西更新色、広島更新色、湘南色、瀬戸内色の4種類の車体塗装が存在した。
G03編成のクハ111-5091は2008年に高速化解除され、原番号のクハ111-91に復帰した。H01編成の115系電動車ユニットは2004年に網干総合車両所から転入の115系1000番台高速化改造車に差し替えられていたが、2009年度の高速化解除で原番号に復帰している。下関総合車両所のクハ111形0番台・800番台は前照灯が原型の白熱灯で残されていたが、原型白熱灯の台座を活用する形で廃車発生品を用いた簡易的なシールドビーム化が行われることになり、2006年から2008年にかけて施工された。
2011年12月以降、225系投入によって余剰となった日根野電車区および宮原総合運転所所属の113系体質改善工事編成62両（6両編成5本、4両編成8本）が転入した。その内54両（4両編成13本、MM'ユニット2両）が転用され、残るMM'ユニット8両 は廃車となった。F編成体質改善車36両のうち14両（4両編成3本、先頭車2両）が当支所で継続使用となった。その他の車両に関しては、体質改善車のうちMM'ユニット6両は岡山電車区に、先頭車10両が下関総合車両所運用検修センターに転出となった。残る体質改善未施工車32両および体質改善車MM'ユニット6両は廃車となった。P編成は2012年2月末から順次運用入りした。
115系G・C編成に連結されていた113・115系先頭車の老朽化等のため、2012年より元広島支所F編成のクハ111形を115系に編入改造したクハ115形2500・2600番台・750番台へ置き換えることになり、クハ111-91・139・268を含む老朽化したクハが廃車された。113系編入のクハ115形を含む編成はR編成となり、G編成は消滅した。両端がクハ111形800番台のH01編成はこの時点では残存した。
2015年3月14日より広島地区で新型車両227系の運転が開始され、従来車の廃車や他区所への転出が行われるようになった。113系は2015年4月1日時点では広島支所にP編成14本（P01 - 14編成）、F編成3本（F08・10・13編成）が配置されていたが、2015年上期はP編成6本（P01 - 03・12 - 14編成）が余剰となり、内3本（P01・03・14編成）は2015年4・7月に下関総合車両所運用検修センターへ転出した。P02・12編成の先頭車4両とP13編成のMM'ユニットの計6両（P02編成の先頭車とP13編成のMM'ユニットで4両編成を組成）は2015年5月・7月に岡山電車区に転出した。残る6両は2015年4・6月に廃車された。
2015年10月 - 2016年2月にかけてP編成2本（P04・10編成）、P06・09・11編成の先頭車計6両とF10編成のMM'ユニット2両が岡山電車区に転出、P06・09・11編成のMM'ユニット計6両とF10編成の先頭車2両は廃車された。115系のH編成（4両編成）には113系800番台として残存する最後のクハ111-811・812の2両が組み込まれており、2015年10月時点では下関総合車両所運用検修センターに在籍していたが、2016年1月に編成ごと廃車された。
2016年3月26日のダイヤ改正で下関総合車両所運用検修センターでの113系運用が終了したため、P編成3本（P01・03・14編成）が広島支所へ再転出した。同年7月にはF08編成が廃車された。
2018年10月1日時点では、28両（F・P編成、4両編成7本）が広島支所に配置されていた。全編成がアーバンネットワーク地区からの転入車であるが、6本は2012年に転入してきたグループでP編成を、1本は2008年から2010年にかけて転入したグループでF編成を名乗っていた。山陽本線の海田市 - 岩国間、呉線安浦 - 海田市間と可部線の全線で運用された。広島支社では高速対応は不必要であるため、検査時などに車番を原番に復帰させている。
2018年10月から2019年2月にかけて、P編成6本は岡山電車区へ転出し、F編成1本は2019年1月18日付で廃車され、配置が無くなった。

### JR四国

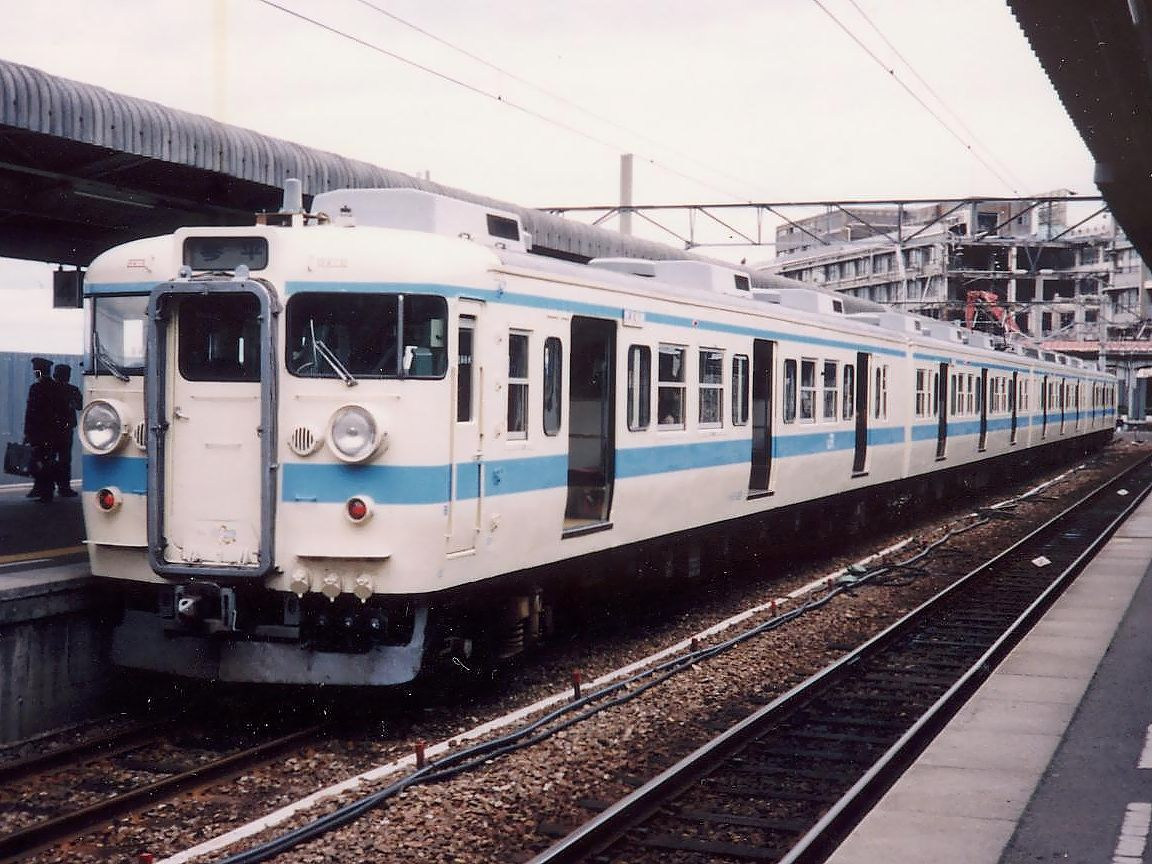
JR四国の111系（1998年）

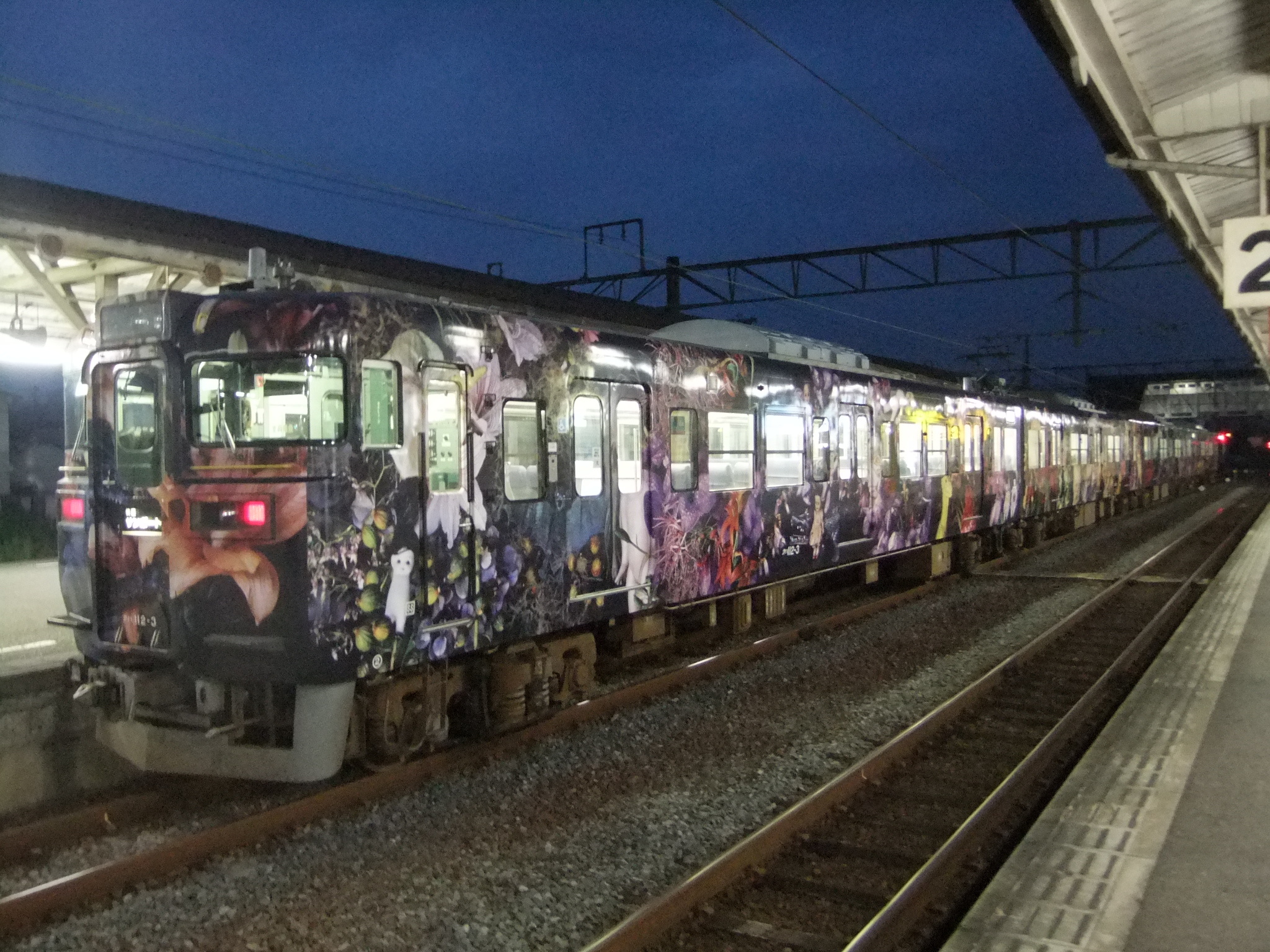
113系第3編成 アラーキー列車（2015年9月 琴平駅）

四国では国鉄分割民営化直前の1987年3月23日に高松駅 - 坂出駅間と多度津駅 - 琴平駅・観音寺駅間が電化され、121系が新製投入された。これと同時期に瀬戸大橋線開業後の岡山駅直通に備えて静岡運転所の111系が転用され、4両編成3本の12両が配置された。配置は高松運転所である。1988年には廃車の車籍復活により4両編成2本が増備され、111系の総数は5編成20両となった。
1996年に6000系が2編成投入されたことに伴い、111系2編成が廃車となり、同系による岡山直通も原則消滅した。老朽化した111系の置き換えのため、1999年からはJR東日本から113系4両編成3本を購入の上で改造工事を行い、翌2000年度までに竣工した。3編成とも高松運転所に配置され、第1・第2編成は2000年、第3編成は2001年から営業運転を開始した。
113系の投入に伴い、111系は2000年度末の2001年3月限りで全廃となった。クハ111-29他4両編成は2001年2月に塗装が湘南色に復元され、同年3月31日の最終運用では高松駅を発車する前にさよなら出発式が行われた。湘南色に復元された編成のうちクハ111-3002は多度津工場に保存されていたが、2011年12月に解体された。
113系改造車は予讃線の高松駅 - 伊予西条駅間、土讃線の多度津駅 - 琴平駅間、瀬戸大橋線（本四備讃線・宇野線）の岡山駅 - 宇多津駅間で運用されていた。113系への置き換えにより、観音寺駅 - 岡山駅間の直通列車は6000系から113系に変更された。113系は予備車がないため、故障・検査時は121系4両（2両+2両）が代走したが、121系はトイレがなく側窓が上昇式で瀬戸大橋線で営業運転できないため、岡山 - 観音寺間およびその列車の運用に絡む予讃線・土讃線の普通列車には必ず113系が充てられていた。JR西日本管内で運用された時はドアは季節に関わらず自動であった。
2013年3月より、第3編成が「瀬戸内国際芸術祭」の作品として荒木経惟による『エロス(生)とタナトス(死)の共存』をテーマとしたラッピング車両「アラーキー列車」となっての運転が開始された。この編成は2016年3月19日に運転を終了し、2018年3月31日付で廃車となった。
残る編成も2019年3月16日ダイヤ改正により定期運用を終了。同年3月31日付で第1編成が、8月31日付で第2編成が廃車となり、JR四国の113系は全廃となった。113系の全廃に伴い、JR四国管内から直流直巻電動機を搭載した電車および普通鋼製の電車は完全に姿を消した他、JRグループでは初めて、保有電車の全車VVVF化を達成した。

## 譲渡車

### 伊豆急行200系
伊豆急行で使用されていた100系の老朽化に伴う置換え用として、2000年より113系1000'番台の4両編成2本が伊豆急行に譲渡され、同社の200系となった。これ以降の200系の増備車は115系の譲渡車が投入されている。
塗装は青ベース（元115系には赤ベースもあり）に白の斜めストライプである。ストライプの入り方は先頭車と中間車では異なっている。
2004年より東京急行電鉄（現・東急電鉄）の8000系の譲渡車・8000系の投入に伴い、200系のうち元113系の2編成は2005年3月に営業運転を終了し、同年末に全車が廃車となった。

## 塗色
111・113系の登場当初の塗色は投入路線の在来車両のそれを踏襲したものであった。したがって東海道本線用には緑とオレンジ塗分の「湘南色」、横須賀線用には青とクリームの「横須賀色（スカ色）」を採用した。その後運用範囲が拡大するにつれ、カラーバリエーションも増えてきており、特に民営化後のJR西日本エリアで顕著であったが、2000年代後半以降は廃車および塗装の合理化に伴い縮小傾向にある。
111・113系として国鉄時代とJR化後に採用された塗装に分けて記す。国鉄色であってもJR化後に採用された塗装についてはJRの節で取り上げる。

### 国鉄時代に採用の塗装
湘南色
塗色：■■
湘南色は111・113系にとって最初の塗色で、80系・153系に準じ、緑（緑2号）に窓周りをオレンジ（黄かん色）とした。JR東日本所属車のうち、小山電車区に一時所属していた車両は115系と同様の塗り分けとしていた。
JR東日本では2006年（平成18年）3月17日限りで東海道線での運用を終了し、JR東海でも313系増備車への置換えで115系とともに2007年（平成19年）3月17日限りで運用を終了した。その後、2009年6月から幕張車両センター所属のマリ117編成が湘南色に塗り替えられていたが、当該編成は2011年7月7日に長野総合車両センターへ回送された。
JR西日本では単色化の進展により湘南色が減少し、吹田総合車両所京都支所の4両（4両編成1本）が最後まで湘南色で残っていた が、2017年2月23日に吹田工場へ入場し、同年4月5日に深緑色一色で出場したため、113系の湘南色は消滅した。
横須賀色
塗色：■■
当初横須賀線系統の113系も湘南色であったが、誤乗が多く、また70系に塗っていた青（青15号）+クリーム（クリーム1号）の塗装が好評であったことから、1965年から113系にも継承することとなった。横須賀色は当初塗分線を湘南色と同じにしていたが、クリーム色の面積が多くなり過ぎ、締りがないという意見が国鉄内外で多くあったため、現在の青比率が高い塗分に変更されている。愛好者の間では「スカ色」ともいわれている。
横須賀線・総武快速線からは1994年からE217系に置き換えられ、1999年には撤退したものの、千葉支社管内の総武本線（千葉 - 銚子間）・我孫子 - 成田間を除く成田線・外房線・内房線・東金線では2011年まで運転されていた。
阪和快速色
塗色：■■
国鉄の数少ない地域色で、153系「ブルーライナー」にならった灰色（灰色9号）にスカイブルー（青22号帯用特色）の帯を巻く。1972年、阪和線に新快速が設定されたのと同時に登場し、新快速が快速に統一された1978年10月以降もそのままの色で使用されていた。上記153系共々、青22号帯用特色塗装車は限られた線区のみに配備されてきたため、国鉄時代から検修を担当してきた吹田工場以外の工場で 塗装された車両は、通常の青22号の帯色で代用されていた。
長年阪和線の快速電車・紀勢本線を中心に使用されてきた。JR化後は221・223系増備に伴う他線区の体質改善車転入に伴う玉突きで2005年4月をもって阪和線・紀勢本線からは一旦撤退となり、一部のみ廃車されずに阪和色のまま岡山電車区に貸出されて使用された。2005年6月にはJR福知山線脱線事故の影響でATS-P搭載車が関西地区に戻され、京都地区（嵯峨野線・湖西線・草津線）から福知山線を経て翌年6月より阪和線・紀勢本線に復帰した。225系の増備に伴い、阪和線快速色の113系は2011年に定期運用が消滅した。
国鉄末期の1986年にはクハ111-86・407が阪和快速色のまま日根野電車区から幕張電車区へ転属しており、JR化直後までのごく僅かの期間ながら房総地区でも阪和色を見ることが出来た。
関西線快速色
塗色：■■
阪和色の色違いで、こちらは朱色（朱色3号）の帯を巻く。奈良市の春日大社の柱の色にちなんで「春日塗り」とも呼ばれた。名前の由来は、1973年に関西本線の湊町 - 奈良間が電化された際に快速電車で使用されたことによる。
瀬戸内色
塗色：■■
元々は落成当初の115系3000番台で初採用された塗色で、クリーム1号をベースに青20号の帯を纏う。111系・113系では、1982年より115系3000番台の一部編成に組み込まれた111系電動車ユニットで採用された。後年になり、115系と混結されているクハ111形が2両がこの塗装を纏っていた。
2005年に阪和線・紀勢本線から岡山地区へ転用された113系の一部が瀬戸内色となり、編成単位で初の瀬戸内色113系となった。しかし2005年4月の福知山線脱線事故後の転用で2005年6月に関西地区に戻され、京都地区や福知山線を経て2006年10月までに阪和線・紀勢本線系統に戻った。組成変更により他の塗装と混色編成となったものもあったが、検査などで湘南色や阪和色に変更された。
2008年から広島運転所に転入した113系でもF-09・12・15編成が編成単位でこの塗装を纏ったが、P編成の投入に伴って115系化改造および廃車された。113系からの消滅後も115系で残っていた下関総合車両所運用研修センターC41編成が同年6月に廃車され消滅。
旧福知山色
塗色：■■
1986年11月1日の福知山線全線電化開業と同時に登場し、雪中でも容易に識別できるように、黄5号に青20号のライン（福塩線105系と同色）を巻いていた。登場から4年足らずで下記の新福知山色に塗替えられている。
2024年にJR西日本が企画する「懐鉄」シリーズの第3弾として本塗装が選ばれ、S9編成が本塗装に塗り替えられ出場した。

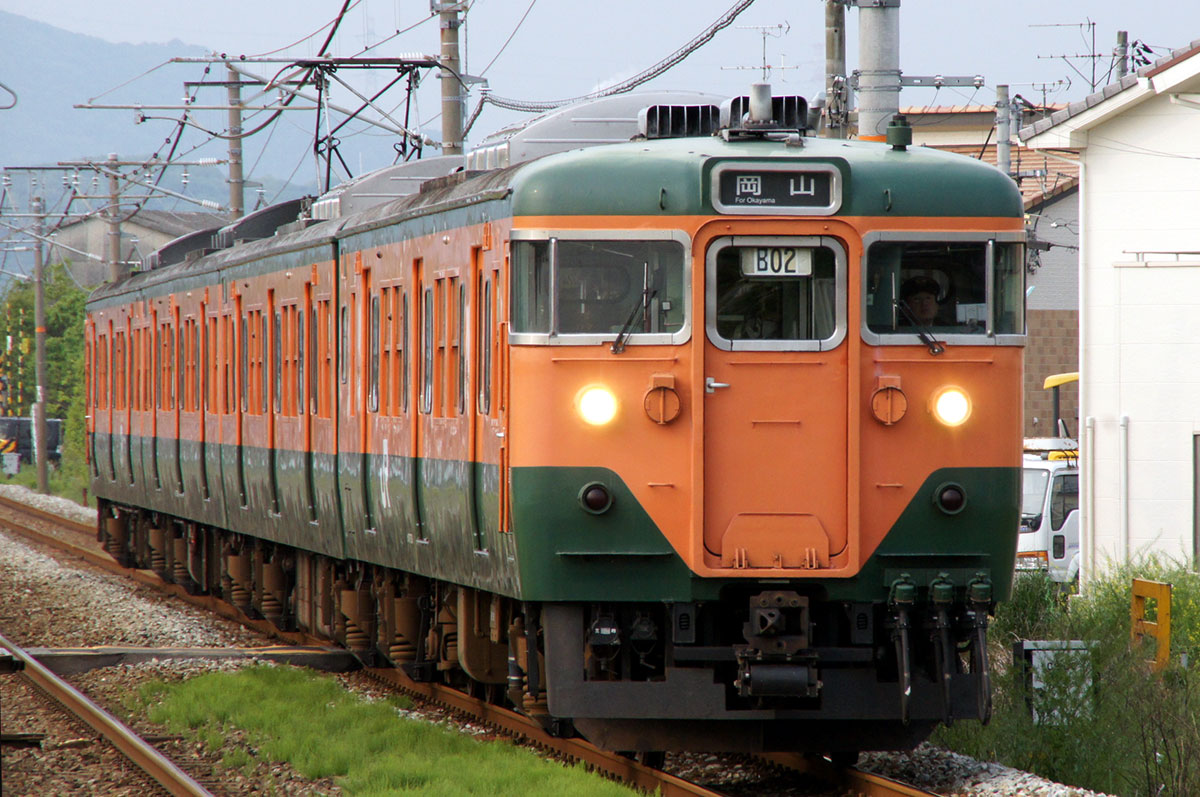
113系の湘南色。本形式における最初の車体色。
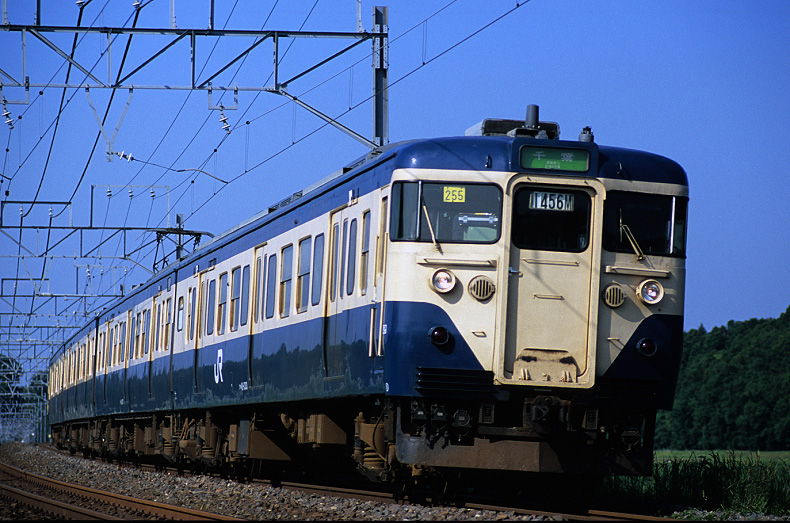
横須賀色。湘南色より中央部の色面積が少なくなっている。
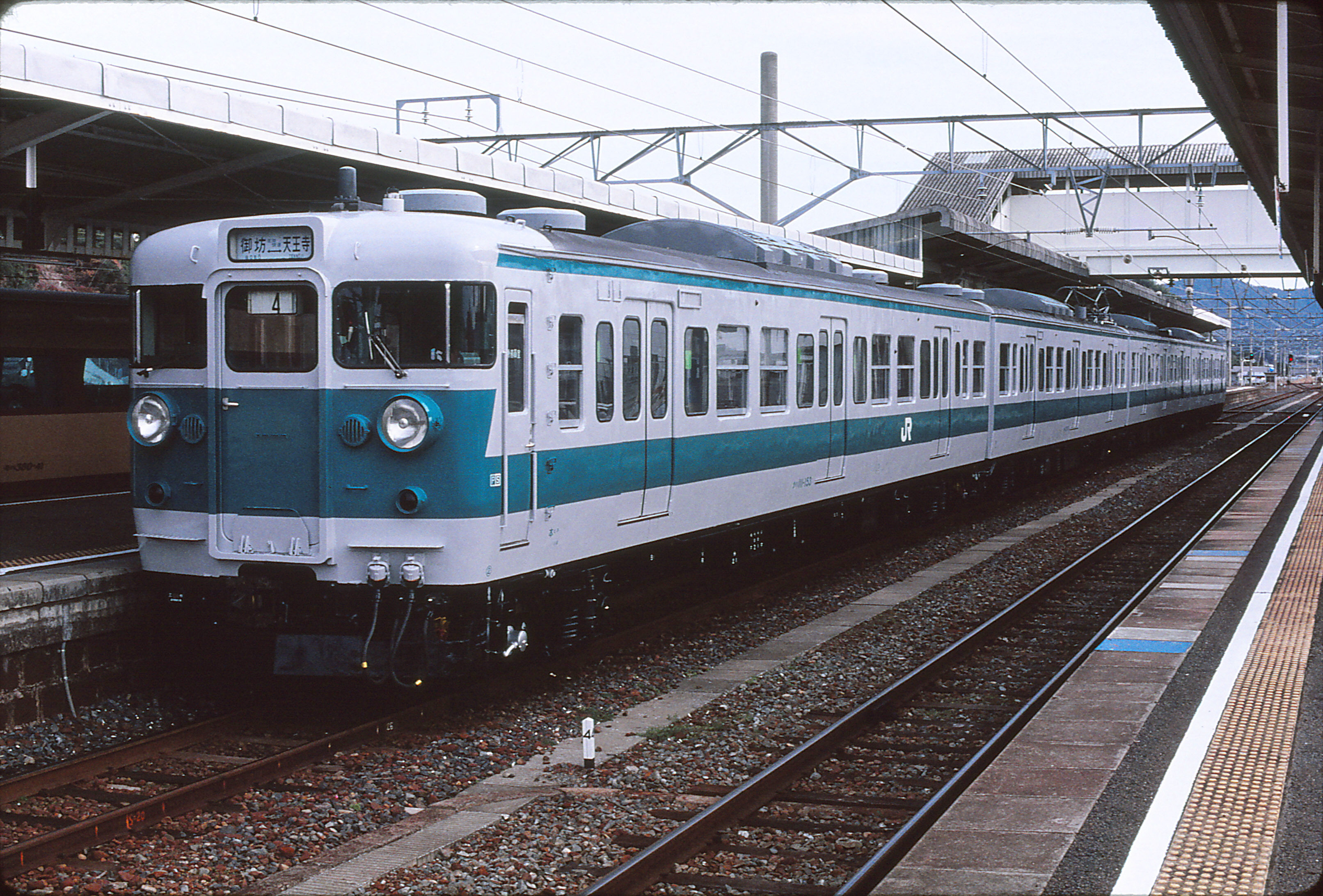
阪和線快速色。153系「ブルーライナー」にならった塗装。
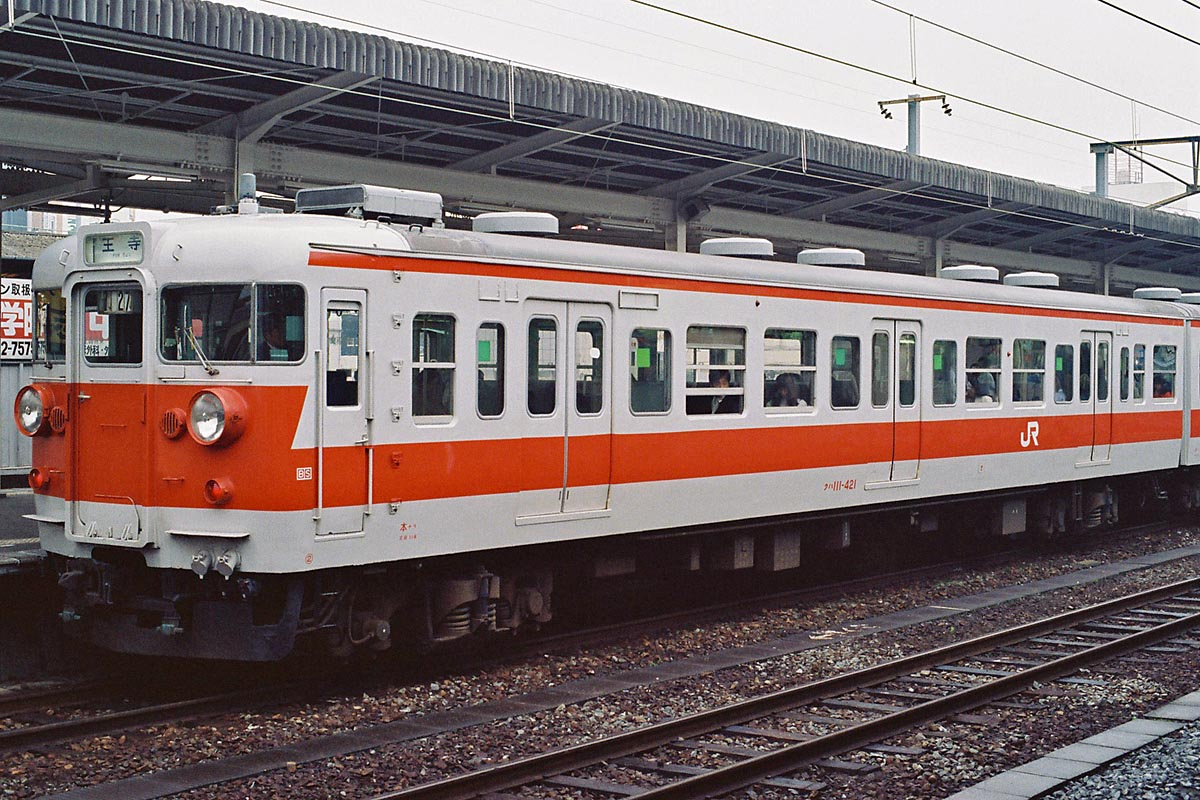
関西線快速色。阪和色と同様の塗分けとなっている。
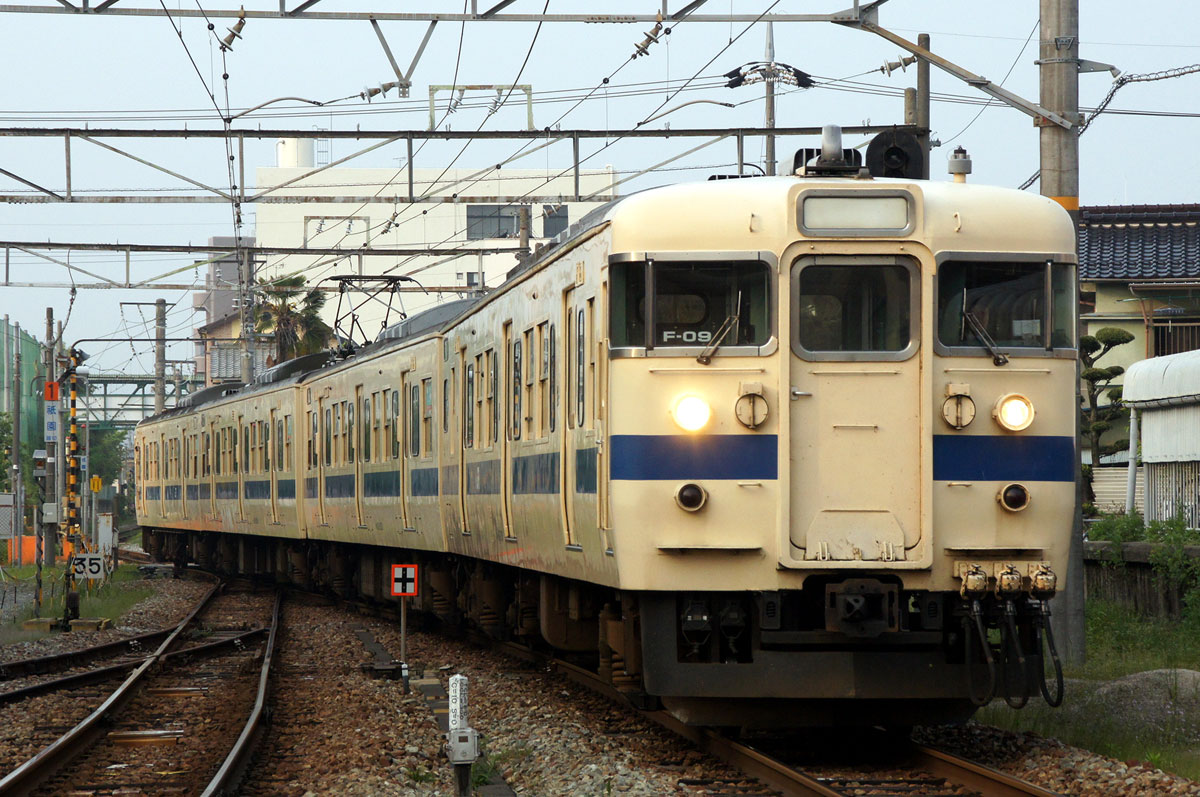
瀬戸内色。本来は115系で用いられた塗装だが、転属により113系にも編成単位で導入された。
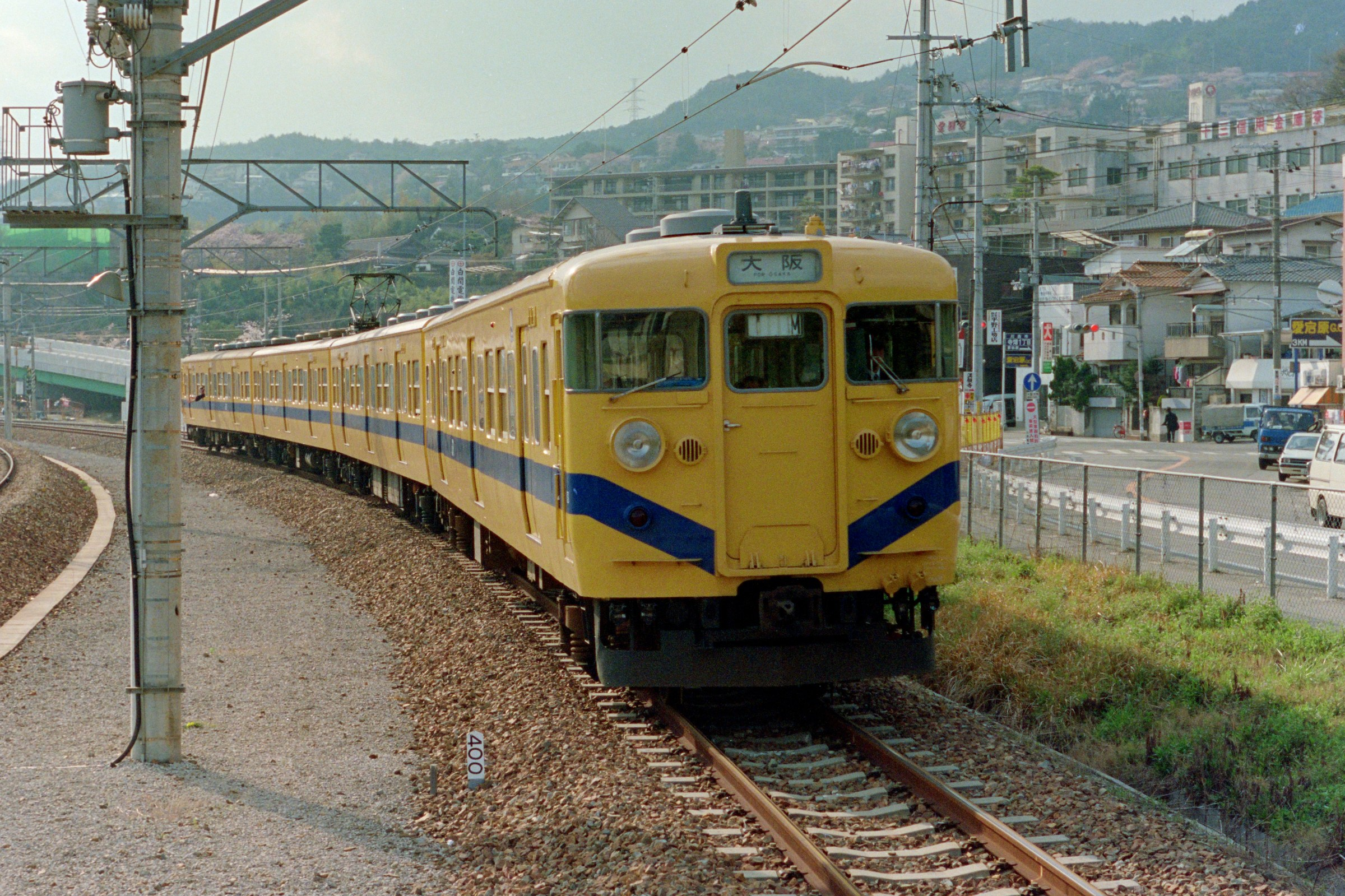
旧福知山色。

### JR化後に採用された塗装
新福知山色
塗色：■■■
JR西日本が旧福知山色に代わり1990年に採用した塗装で、クリーム地に茶と緑のラインが入る。共通運用の115系にも採用されたが、転属や廃車により急速に数を減らし、2004年をもって福知山線（JR宝塚線）から撤退している。その後もクハ3両が吹田工場に留置されていたが、脱線事故関連の運用増加時も使用されずに解体された。113系で消滅後も福知山線から広島・山口地区に転用された115系4両編成が新福知山色のまま残っていたが、2007年に瀬戸内色に塗替えられ消滅した。
山陰ワンマン色
塗色：■■■
JR西日本の山陰本線用ワンマン車5800番台・5300番台専用色。湘南色を基本に窓下のオレンジと緑の境目にクリームの帯が入る。ただし、5300番台の体質改善車は工事時に関西リニューアル色に変更された。2012年7月までに全編成が京都・北近畿地域色に塗装変更されたためにこの塗装は消滅した。
福知山ワンマン色
塗色：■■■■
JR西日本の福知山線用ワンマン車3800番台専用色。前述の新旧福知山色と体質改善色の折衷的な塗装で、クリーム地に窓周りが茶色、その下に黄と青の2本の帯が入る。223系5500番台への置き換えに伴う2008年9月の3800番台全廃により消滅。
関西リニューアル色
塗色：■■■
JR西日本で体質改善工事を受けた車両の塗色。小浜線・紀勢本線（きのくに線）ワンマン車を除いて、標準塗色として線区・配置箇所に関わらず、薄茶に窓周り灰茶とその下に同社のコーポレートカラーの青色が入るもので統一されている。なお、愛好者の間で「カフェオレ色」と呼ばれている。2010年以降、電車塗色の統一により順々単色化され、最後まで残った下関総合車両所所属のP-07編成が2017年11月8日に濃黄色で出場し消滅した。
小浜色
小浜線のラッシュ輸送用に投入された体質改善車の専用色である。体質改善色と同一の塗り分けに、茶の部分にエメラルドグリーンが、青帯の部分にやや細い白帯が配されている。ベージュも若干淡い。また、車内の意匠も通常の体質改善車と異なっている（体質改善車の項を参照）。こちらは体質改善色の『カフェオレ』になぞらえ、『クリームソーダ色』と呼ばれていた。
福知山運転所電車センター（現在の福知山電車区）に配備された4両編成3本12両（5700番台・7700番台）のみが塗装され、小浜線では2006年まで定期運用された。その後は各編成とも体質改善色に戻され、小浜色は2009年に消滅した。車内意匠も検査時などに通常の体質改善車と同じ物へ変更されている。
和歌山オーシャン色
塗色：■■
2000番台 (II) に塗られた和歌山支社の新しい標準色で、オーシャングリーンにラベンダーの帯が入る。紀勢本線御坊 - 紀伊田辺間におけるワンマン運転用の車両である。ただし、所属は吹田総合車両所日根野支所であるため早朝深夜には阪和線日根野 - 紀勢本線御坊間でもその姿が見られる。この他の日根野所属の車両はリニューアル色のままのため、同系列で唯一の存在であったが、2013年12月にHG202編成が単色化され、この塗装は消滅した。
広島リニューアル色
塗色：■■■
広島支社に配属される体質改善車の塗色。関西リニューアル色と似ているが、ベージュの部分が白色となっており、車体裾部にも茶色の帯が回っているのが相違点。体質改善色より色が薄いため、「ミルクオレ」または「広島カフェオレ」と呼ばれる。また、広島支社管内では113系P編成が転属するまでは、「カフェオレ」といえばこの色だった。2008年から広島運転所の103系置き換えのため京都総合車両所の113系の転属が始まった。これにより、広島支社に113系体質改善車が配置されることとなった。濃黄色への塗り替えや廃車により、2016年7月に113系の広島リニューアル色は消滅した。最後までこの塗装で残ったF-08編成は廃車後、福知山電車区の訓練車となったが、2022年2月に解体され現存しない。
京都・北近畿地区地域統一色
塗色：■
JR西日本が2009年度から行っている地域別統一塗装の1つで、抹茶・和をイメージした深緑色の単色である。2010年7月17日に吹田工場を出場した京都総合運転所のC13編成が初めて変更された。同年11月17日には体質改善40N車で初の単色化として宮原総合運転所のS34編成が深緑単色塗装に変更された。2011年1月7日には福知山電車区のS3編成が深緑単色化、京都総合運転所所属車では2011年5月18日にL12編成が初めて深緑単色化された。
和歌山地区地域統一色
塗色：■
JR西日本が2009年度から行っている地域別統一塗装の1つで、太平洋の鮮やかさをイメージした青緑色の単色である。2012年には吹田工場に入場していたHG201編成が青緑色の単色塗装に変更され、同年8月25日に出場した。2020年3月14日のダイヤ改正での227系投入に伴う置き換えで2000番台ワンマン車が廃車となり消滅した。
瀬戸内地区地域統一色
塗色：■
JR西日本が2009年度から行っている地域別統一塗装の1つで、瀬戸内地方の豊かな海に反射する陽光をイメージした濃黄色の単色である。登場した当初は「幸福の黄色い電車」と呼ばれていたが、車体が黄色であることと、単色による合理化が国鉄末期（気動車の朱色5号塗り替え）を髣髴させる点をかけて、愛好者の間ではインターネットを中心に「末期色」と呼ばれている。また「タクアン」と呼ばれることもある。
113系では、2010年6月に下関総合車両所に所属していたG-02編成のクハ111-139が本系列で初めてこの塗装を纏ったが、2年後の8月に廃車解体された。113系統一編成では、2012年5月26日に出場した岡山電車区所属のB-07編成が初めてこの塗装を纏っている。
四国色
111系がJR四国に継承された時に施された塗色である。アイボリーホワイト（クリーム10号）にJR四国のコーポレートカラーの水色（青26号）の帯を巻いていた。
JR四国リニューアル色
111系の代替としてJR東日本からJR四国に譲渡された車両に施された塗色である。編成毎に配色が変えられており、第1編成が空色+緑、第2編成がピンク+赤、第3編成が黄色+オレンジの配色であった。

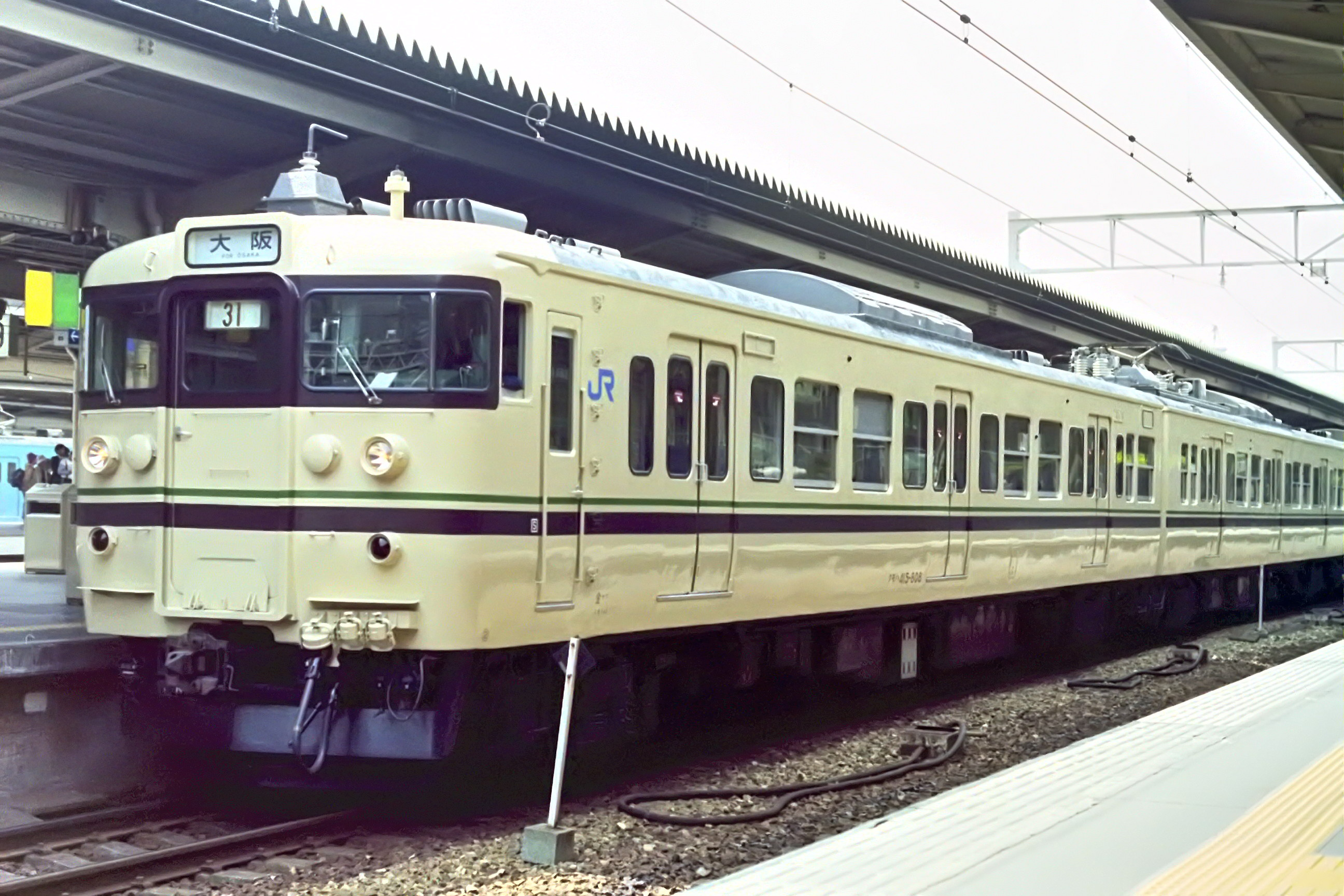
新福知山色（415系改造後）
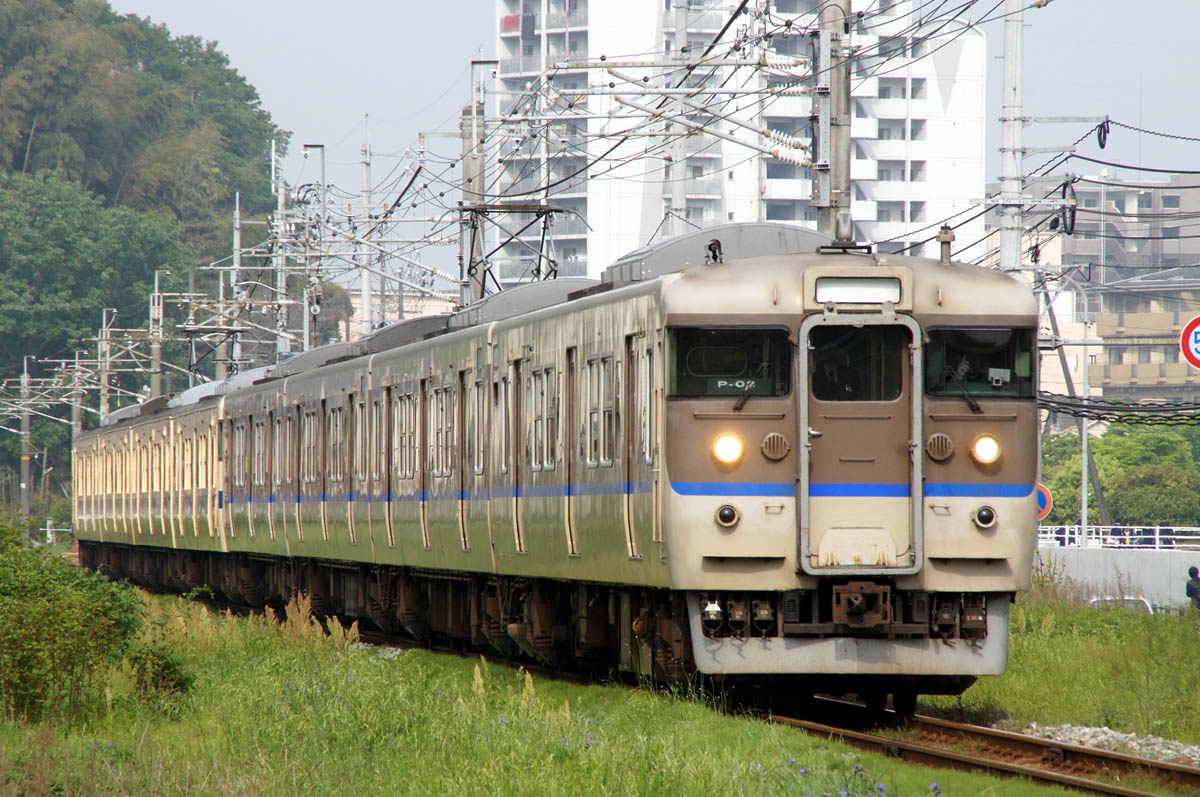
関西リニューアル色。
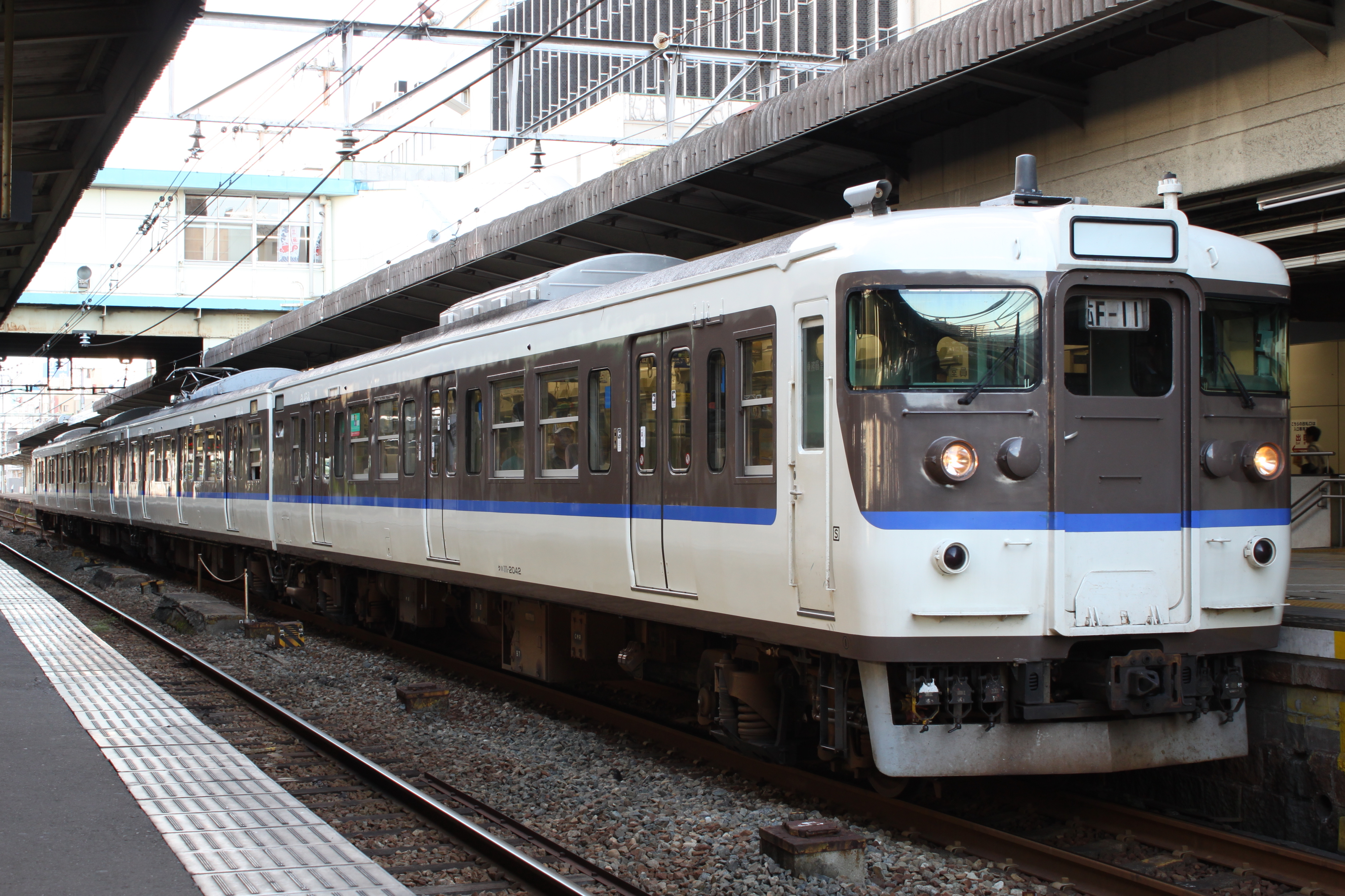
広島リニューアル色。関西リニューアル色のベージュ部分が白色となっている。
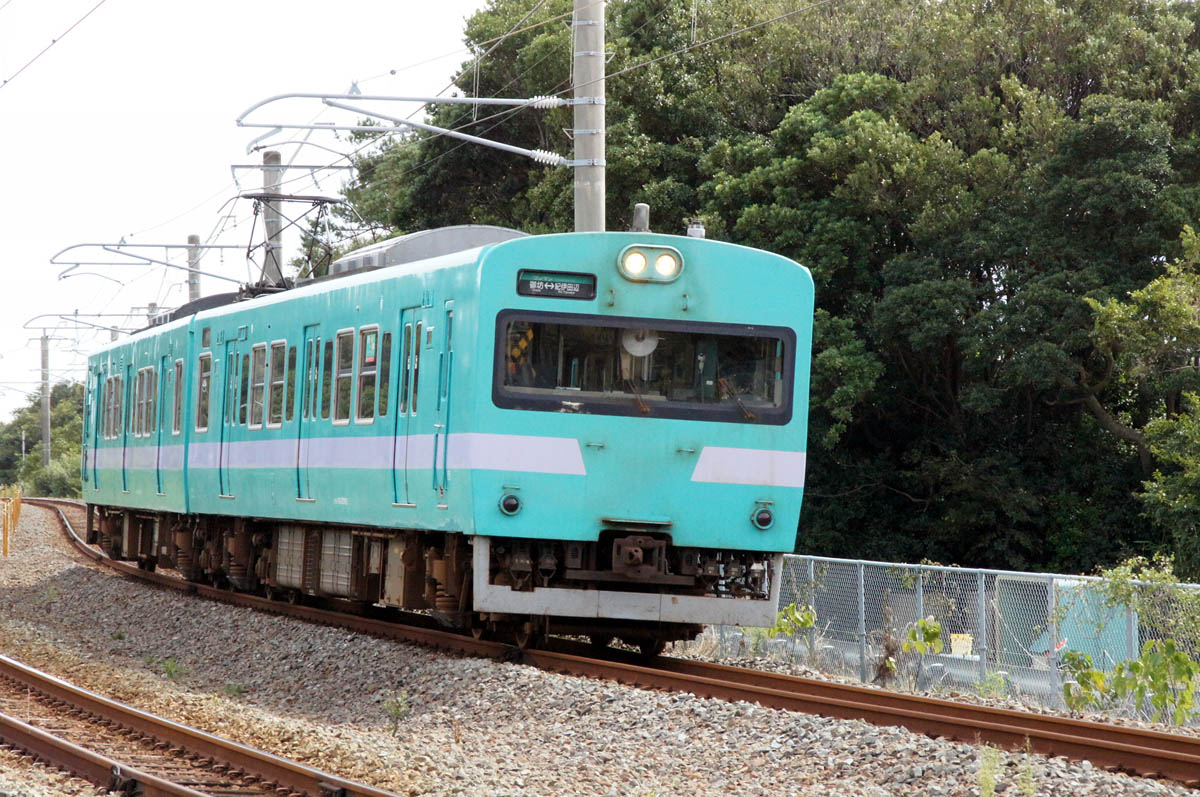
和歌山オーシャン色。
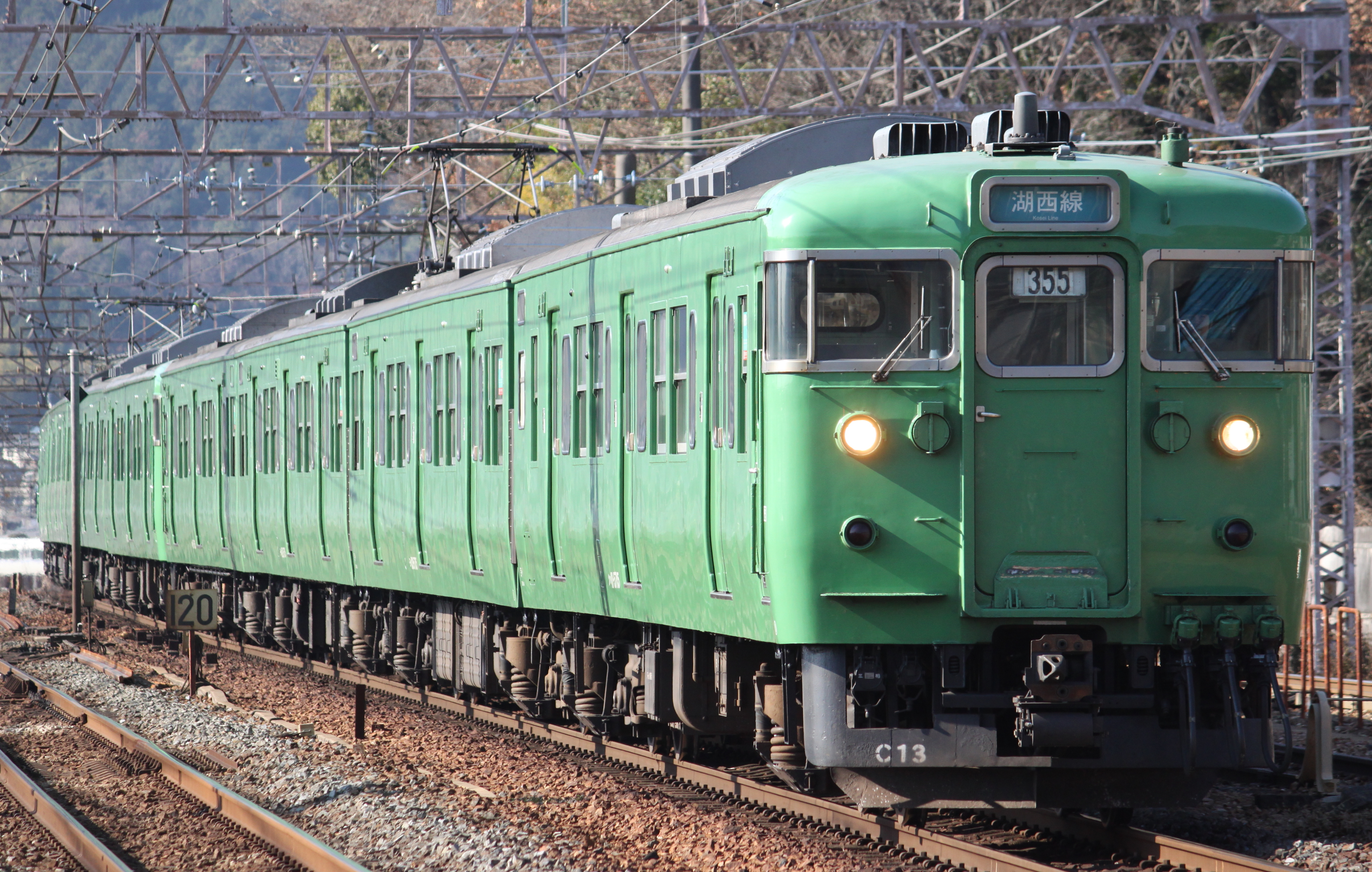
京都・北近畿地区地域色。
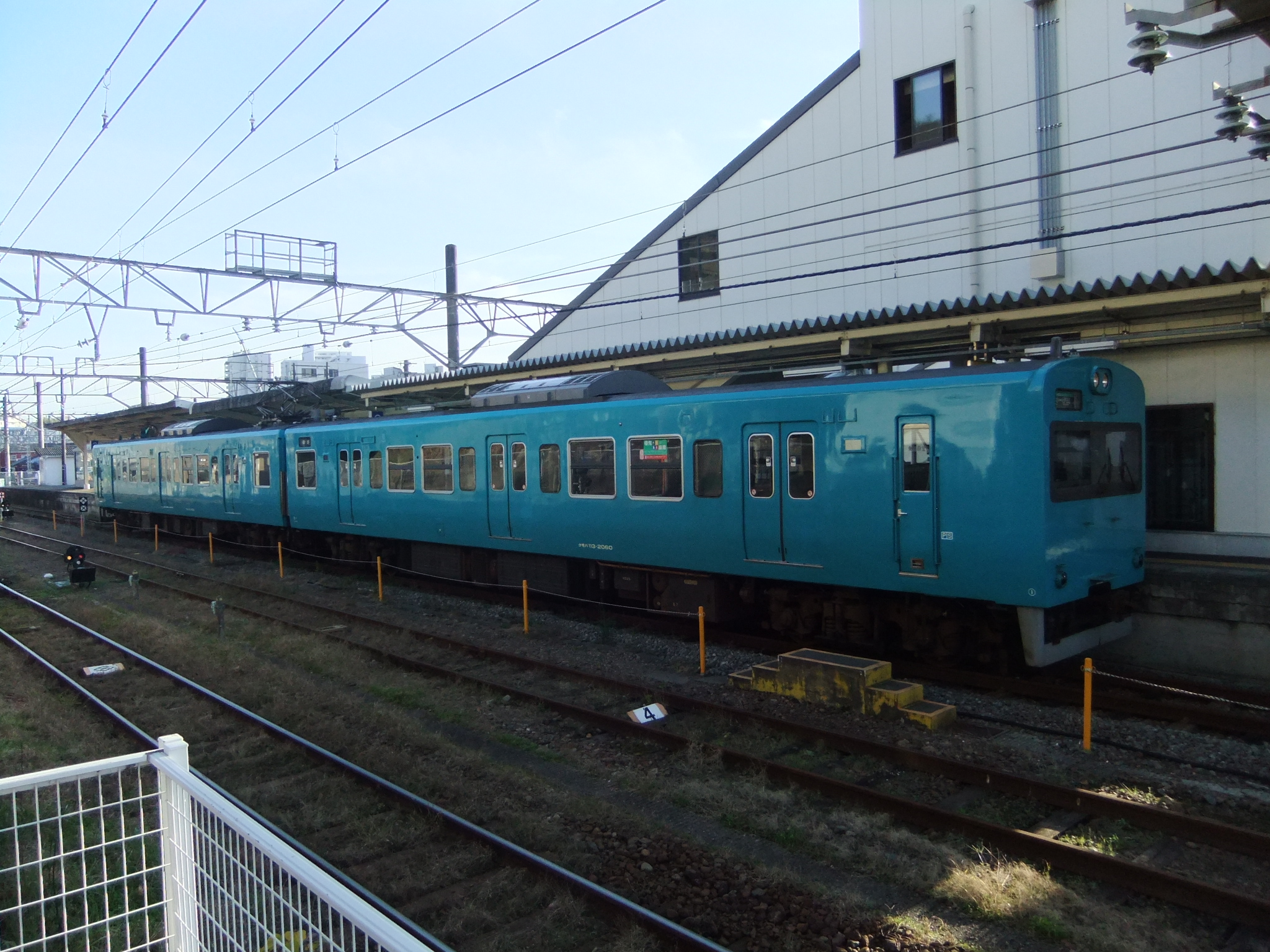
和歌山地区地域統一色。
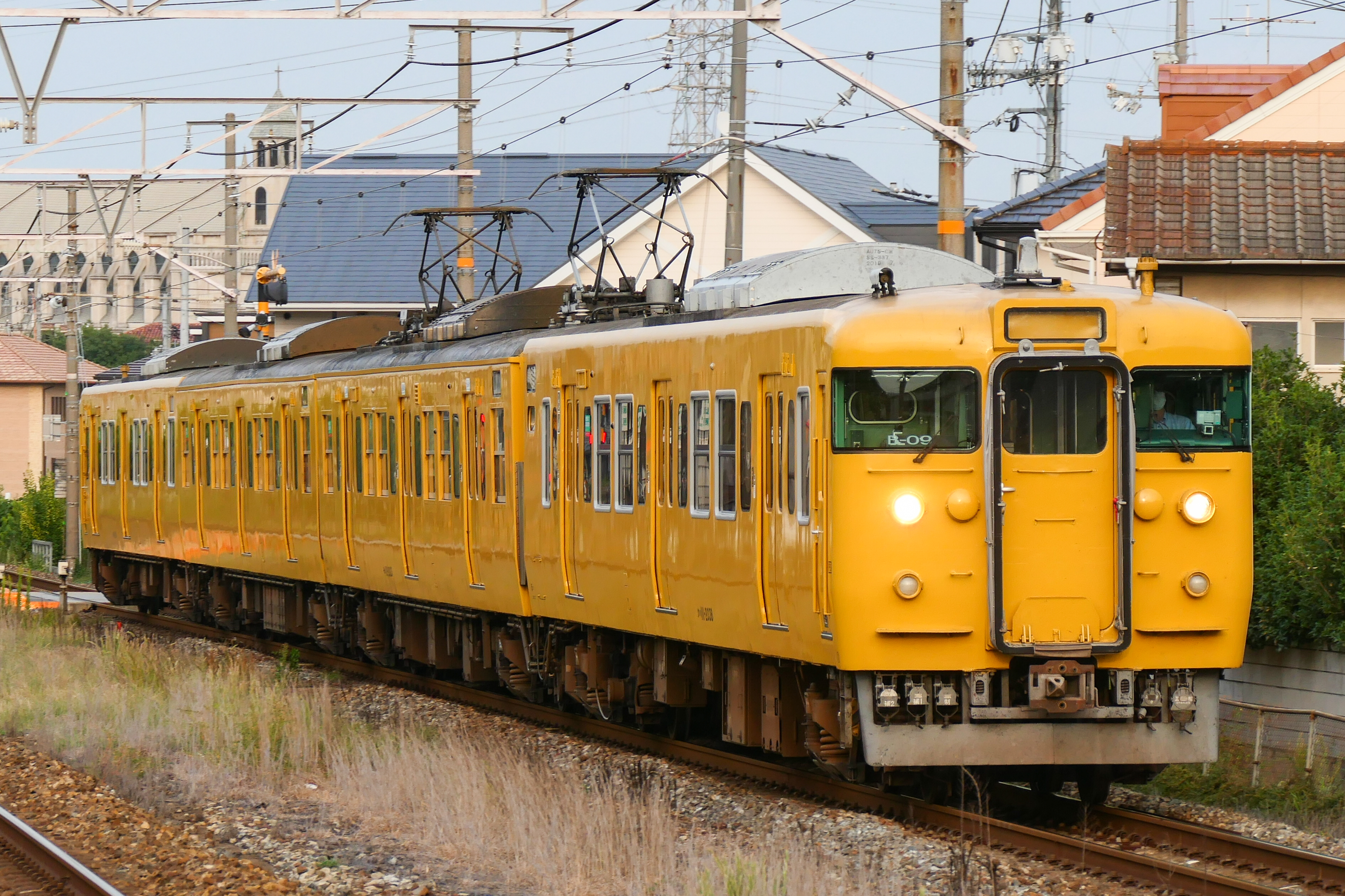
瀬戸内地区地域統一色。

### イベント・特殊塗装

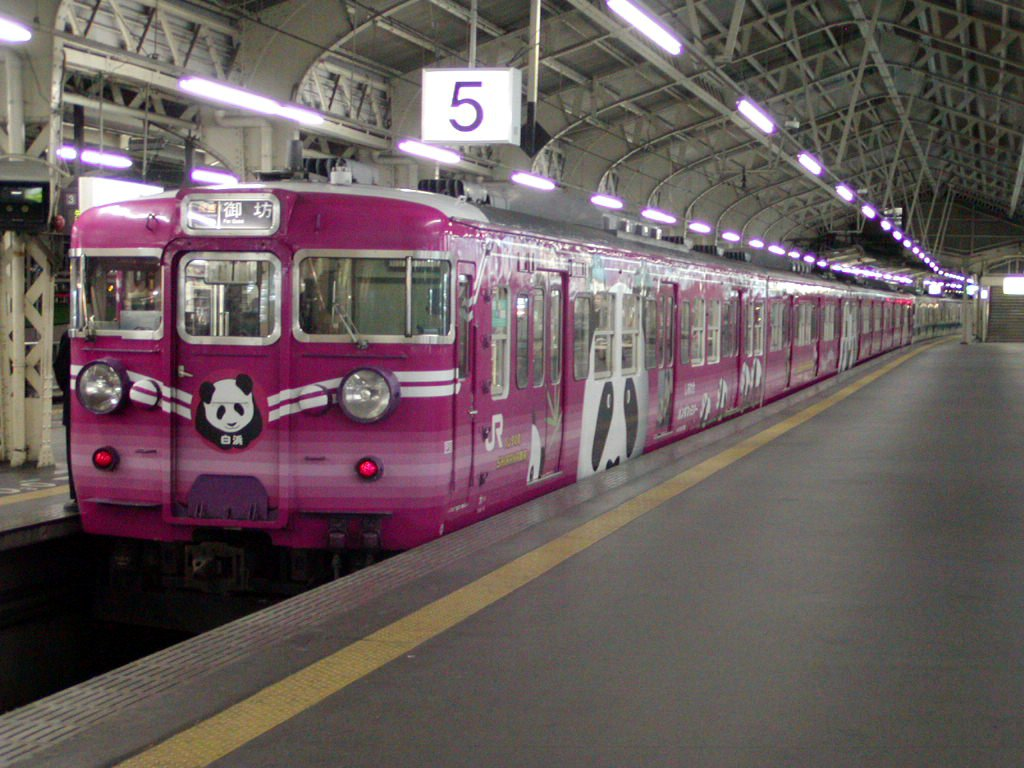
白浜パンダ色（2004年1月27日 天王寺駅）

白浜パンダ色
紀勢本線沿線にある「アドベンチャーワールド」（和歌山県白浜町）のパンダをPRするために、それまで運行されていた105系に代わり、2002年から2004年に当時の日根野電車区F402編成（クハ111-5176以下4両）に施された塗色である。車体全体をピンク塗装にすると共にパンダのイラストが多数貼付されていた。同編成は元の塗装に戻ることなく、2004年7月24日限りで運用を離脱し、2004年8月17日付で廃車となった。
その後、阪和線・きのくに線系統において、パンダ関連のラッピング列車は運行されていなかったが、2017年より特急『くろしお』に使用される287系に「パンダくろしお smileアドベンチャートレイン」のラッピングが施された。
ぶどう色
塗色：■
営業運転において使われたことはなかったが、1999年に品川駅で開催された「アニメドリームトレイン1999」の会場用として2両のクハ111形（1060・1375）がこの色に塗装された。これは松本零士の漫画「銀河鉄道999」に登場の旧形客車に似せるための措置で、同時に内装もロングシート部分を撤去した。習志野電車区（当時）で廃車予定であった103系を同色に塗替えて中間車としたものと、JR西日本から借入れたC62 2と組合せた。車両の展示目的より、アニメ関連イベントの実施会場を目的としたため走行は一切考慮せず、連結器形状の異なる機関車とは連結しないままであった。イベント終了後は廃車予定だったこともあり、103系と共に解体されている。

## 編成表
幕張車両センター
| 編成番号 | クハ111 | モハ112 | モハ113 | モハ112 | モハ113 | クハ111 |
| S61      | 1448    | 1504    | 1504    | 1501    | 1501    | 244     |
| S62      | 1450    | 1253    | 1253    | 1254    | 1254    | 249     |
| S63      | 1453    | 1264    | 1264    | 1262    | 1262    | 1503    |
| S64      | 1605    | 1521    | 1521    | 1519    | 1519    | 1505    |
| S65      | 1601    | 1511    | 1511    | 1508    | 1508    | 2146    |
| S66      | 1603    | 1514    | 1514    | 1507    | 1507    | 1133    |
| S67      | 1451    | 1523    | 1523    | 1513    | 1513    | 1137    |
| S68      | 1606    | 1524    | 1524    | 1522    | 1522    | 1506    |
| S69      | 1422    | 1512    | 1512    | 1510    | 1510    | 231     |
| S70      | 552     | 1259    | 1259    | 1258    | 1258    | 1501    |
| S71      | 1444    | 1257    | 1257    | 1263    | 1263    | 1129    |

| 編成番号 | クハ111 | モハ112 | モハ113 | モハ112 | モハ113 | クハ111 |
| 72       | 1384    | 1072    | 1072    | 1074    | 1074    | 1122    |
| 73       | 1380    | 1118    | 1118    | 1116    | 1116    | 1066    |
| 74       | 1378    | 1114    | 1114    | 1112    | 1112    | 1064    |
| 76       | 1341    | 1117    | 1117    | 1089    | 1089    | 1052    |
| 80※      | 1331    | 1063    | 1063    | 1014    | 1014    | 1007    |
| 301      | 1376    | 1110    | 1110    | 1078    | 1078    | 1041    |
| 302      | 1363    | 1106    | 1106    | 1194    | 1194    | 1093    |
| 303      | 1426    | 1193    | 1193    | 1162    | 1162    | 1113    |
| 304      | 1344    | 1056    | 1056    | 1055    | 1055    | 1045    |
| 305      | 1360    | 1093    | 1093    | 1092    | 1092    | 1043    |
| 306      | 1346    | 1062    | 1062    | 1061    | 1061    | 1047    |
| 307      | 1348    | 1088    | 1088    | 1057    | 1057    | 1029    |
| 308      | 1373    | 1085    | 1085    | 1069    | 1069    | 1034    |

| 編成番号 | クハ111 | モハ112 | モハ113 | モハ112 | モハ113 | クハ111 |
| 51       | 2061    | 2118    | 2118    | 2116    | 2116    | 2164    |
| 52       | 2045    | 2112    | 2112    | 2111    | 2111    | 229     |
| 53       | 2067    | 2117    | 2117    | 2085    | 2085    | 214     |

| 編成番号 | クハ111 | モハ112 | モハ113 | クハ111 |
| 202      | 1354    | 1113    | 1113    | 1039    |
| 203      | 1343    | 1153    | 1153    | 1031    |
| 204      | 1342    | 1191    | 1191    | 1055    |
| 205      | 1437    | 1076    | 1076    | 1081    |

| 編成番号 | クハ111 | モハ112 | モハ113 | クハ111 |
| S221     | 1449    | 1260    | 1260    | 1134    |
| S222     | 1454    | 1255    | 1255    | 1135    |
| S223     | 1443    | 1250    | 1250    | 1128    |
| S224     | 1602    | 1261    | 1261    | 1504    |
| S225     | 1455    | 1515    | 1515    | 1138    |

| 編成番号 | クハ111 | モハ112 | モハ113 | クハ111 |
| 261      | 1367    | 1124    | 1124    | 1058    |
| 262      | 1404    | 1195    | 1195    | 1028    |
| 263      | 551     | 1517※2  | 1517    | 242     |
| 264      | 1385    | 1520    | 1520    | 1027    |
| 265      | 1411    | 1252※2  | 1252    | 1072    |
| 266      | 540     | 1039    | 1039    | 233     |
| 267      | 1351    | 1084    | 1084    | 1106    |
| 268      | 1374    | 1104    | 1104    | 1057    |

| 編成番号 | クハ111 | モハ112 | モハ113 | クハ111 |
| 240      | 1315    | 1028    | 1028    | 179     |
| 241      | 1336    | 1001    | 1001    | 1019    |
| 245      | 1333    | 1034    | 1034    | 180     |
| 247      | 1312    | 1033    | 1033    | 189     |
| 248      | 1302    | 1005    | 1005    | 1003    |

| 編成番号 | クハ111 | モハ112 | モハ113 | クハ111 |
| 231      | 1355    | 1075    | 1075    | 1013    |
| 232      | 1377    | 1100    | 1100    | 1032    |
| 233      | 1353    | 1171    | 1171    | 1084    |
| 234      | 1345    | 1101    | 1101    | 1044    |
| 235      | 1357    | 1067    | 1067    |         |
| 237      | 1356    | 1080    | 1080    | 1061    |
| 238      | 1399    | 1094    | 1094    | 1040    |
| 239      | 1349    | 1163    | 1163    | 1049    |

| 編成番号 | クハ111 | モハ112 | モハ113 | クハ111 |
| 101      | 2066    | 2088    | 2088    | 236     |
| 102      | 2065    | 2103    | 2103    | 252     |
| 103      | 2043    | 2074    | 2074    | 2159    |
| 104      | 2047    | 2091    | 2091    | 2153    |
| 105      | 523     | 2092    | 2092    | 210     |
| 106      | 2057    | 2083    | 2083    | 234     |
| 107      | 543     | 2086    | 2086    | 2157    |
| 108      | 2050    | 2066    | 2066    | 220     |
| 109      | 558     | 2113    | 2113    | 2160    |
| 110      | 515     | 2093    | 2093    | 217     |
| 111      | 2059    | 2067    | 2067    | 235     |
| 112      | 2074    | 2106    | 2106    | 2155    |
| 113      | 2054    | 2114    | 2114    | 232     |
| 114      | 2048    | 2119    | 2119    | 2163    |

| 編成番号  | クハ111 | モハ112 | モハ113 | クハ111 |
| 訓（236） | 1358    | 1103    | 1103    | 1042    |

※1 80編成のモハ112-1014・モハ113-1014・クハ111-1007はクーラーがAU712
※2 モハ112-1252・モハ112-1517はMGのSIV化、CPのスクリュー化のみ施工済み。
静岡運転所
| 編成番号 | クハ111 | モハ113 | モハ112 | モハ113 | モハ112 | クハ111 |
| LL1      | 721     | 649     | 649     | 648     | 648     | 612     |
| LL3      | 2102    | 2045    | 2045    | 2010    | 2010    | 2008    |
| LL4      | 2106    | 2006    | 2006    | 2109    | 2109    | 2006    |
| LL5      | 2123    | 2036    | 2036    | 2032    | 2032    | 2023    |
| LL6      | 2126    | 2042    | 2042    | 2039    | 2039    | 2026    |

| 編成番号 | クハ111 | モハ113 | モハ112 | クハ111 |
| L21      | 205     | 296     | 296     | 557     |
| L22      | 225     | 2099    | 2099    | 2063    |
| L23      | 201     | 2100    | 2100    | 2075    |
| L24      | 216     | 297     | 297     | 545     |
| L26      | 2101    | 2008    | 2008    | 2001    |
| L27      | 2132    | 2108    | 2108    | 519     |
| L28      | 2333    | 2003    | 2003    | 2003    |
| L29      | 204     | 2101    | 2101    | 547     |
| L30      | 197     | 2044    | 2044    | 511     |
| L31      | 251     | 2107    | 2107    | 522     |

| 編成番号 | クハ111 | モハ113 | モハ112 | クハ111 |
| T1       | 2722    | 2697    | 2697    | 2632    |
| T2       | 703     | 654     | 654     | 608     |
| T3       | 706     | 680     | 680     | 613     |
| T4       | 2707    | 2687    | 2687    | 614     |
| T5       | 713     | 2675    | 2675    | 646     |
| T6       | 2733    | 2698    | 2698    | 2622    |
| T7       | 738     | 688     | 688     | 631     |
| T8       | 747     | 607     | 607     | 630     |
| T9       | 707     | 602     | 602     | 642     |
| T10      | 741     | 676     | 676     | 609     |
| T11      | 728     | 677     | 677     | 644     |
| T12      | 795     | 2684    | 2684    | 610     |
| T13      |         |         |         | 624     |
| T16      | 709     |         |         |         |

| 編成番号 | クモハ113 | モハ112 | クハ111 |
| C1       | 2003      | 2004    | 2202    |
| C2       | 2004      | 2005    | 2005    |
| C3       | 2005      | 2048    | 2203    |
| C4       | 2006      | 2049    | 2034    |
| C5       | 2007      | 2009    | 2204    |
| C6       | 2008      | 2012    | 2004    |
| C7       | 2009      | 2050    | 2205    |
| C8       | 2010      | 2051    | 2035    |
| C9       | 2001      | 2001    | 2002    |
| C10      | 2002      | 2002    | 2201    |
| C11      | 2011      | 2011    | 2206    |
| C12      | 2012      | 2007    | 2007    |
| C13      | 2013      | 2121    | 2207    |
| C14      | 2014      | 2122    | 2024    |
| C15      | 2015      | 2123    | 2208    |
| C16      | 2016      | 2124    | 2025    |

神領電車区
| 編成番号 | クハ111 | モハ113 | モハ112 | モハ113 | モハ112 | クハ111 |
| N3       | 2129    | 2033    | 2033    | 2037    | 2037    | 2029    |
| N4       | 2130    | 2035    | 2035    | 2034    | 2034    | 2030    |
| N5       | 2131    | 2040    | 8040    | 2041    | 8041    | 2031    |
| N6       | 2138    | 2031    | 8031    | 2120    | 8120    | 2076    |

| 編成番号 | クハ111 | モハ113 | モハ112 | クハ111 |
| N11      | 2127    | 2038    | 2038    | 2027    |
| N12      | 2128    | 2043    | 2043    | 2028    |

京都総合運転所
| 編成番号 | クハ111 | モハ113 | モハ112 | サハ111 | サハ111 | モハ113 | モハ112 | クハ111 |
| M01      | 7141    | 5721    | 5721    | 7020    | 7022    | 7052    | 7052    | 7038    |

| 編成番号 | クハ111 | モハ113 | モハ112 | クハ111 |
| C02      | 5712    | 7025    | 7025    | 5762    |
| C03      | 5709    | 7020    | 7020    | 5759    |
| C05      | 5703    | 5716    | 5716    | 5753    |
| C08      | 5716    | 5328    | 5328    | 5766    |
| C10      | 5706    | 5756    | 5756    | 5756    |
| C13      | 5715    | 5715    | 5715    | 5765    |
| C14      | 5708    | 7028    | 7028    | 5758    |
| C15      | 5711    | 7027    | 7027    | 5761    |
| C17      | 5713    | 5713    | 5713    | 5763    |

| 編成番号 | クハ111 | モハ113 | モハ112 | クハ111 |
| L01      | 5704    | 5753    | 5753    | 5754    |
| L02      | 5701    | 5701    | 5701    | 5751    |
| L04      | 5714    | 7056    | 7056    | 5764    |
| L05      | 5717    | 5720    | 5720    | 5767    |
| L07      | 7705    | 5768    | 5768    | 7755    |
| L10      | 5702    | 5704    | 5704    | 5752    |
| L11      | 5705    | 5775    | 5775    | 5755    |
| L13      | 5707    | 5774    | 5774    | 5757    |
| L17      | 5710    | 5710    | 5710    | 5760    |

| 編成番号 | モハ113 | モハ112 |
|          | 5717    | 5717    |

※モハ113-5717・モハ112-5717は宮原貸出中
福知山運転所
| 編成番号 | クモハ113 | クモハ112 |
| S3       | 5303      | 5303      |
| S5       | 5305      | 5305      |
| S7       | 5307      | 5307      |
| S9       | 5309      | 5309      |
| S33      | 5803      | 5803      |
| S77      | 5807      | 5807      |
| S99      | 5809      | 5809      |

宮原総合運転所
| 編成番号 | クハ111 | モハ113 | モハ112 | クハ111 |
| S-32※1   | 5254※3  | 5714    | 5714    | 5568※3  |
| S-33     | 5262    |         |         | 5563    |
| S-34     | 5261※4  | 5027    | 5027    | 5563※4  |
| S-36※2   | 7708※5  | 5707    | 5707    | 7758※5  |

※1 岡山借用車
※2 京都借用車
※3 瀬戸内色
※4 阪和色
※5 体改色
広島運転所
| 編成番号 | クハ111 | モハ113 | モハ112 | クハ111 |
| F-21     | 5276    | 5039    | 5039    | 5392    |

下関地区鉄道部
| 編成番号 | クハ111 | モハ113 | モハ112 | クハ111 |
| F-20     | 5138    | 5023    | 5023    | 5412    |

## 保存車
クハ111-1
リニア・鉄道館で保存・展示。当初は佐久間レールパークで展示されていたが、営業終了に伴って当館に移動した。
クハ111-45
西日本旅客鉄道社員研修センターにて先頭部のみ保存。
クハ111-249
長野総合車両センター内の長野スキルアップセンターで新長野色に変更の上、先頭部のみ保存。
クハ111-1072・2152
ポッポの丘で先頭部のみ保存。

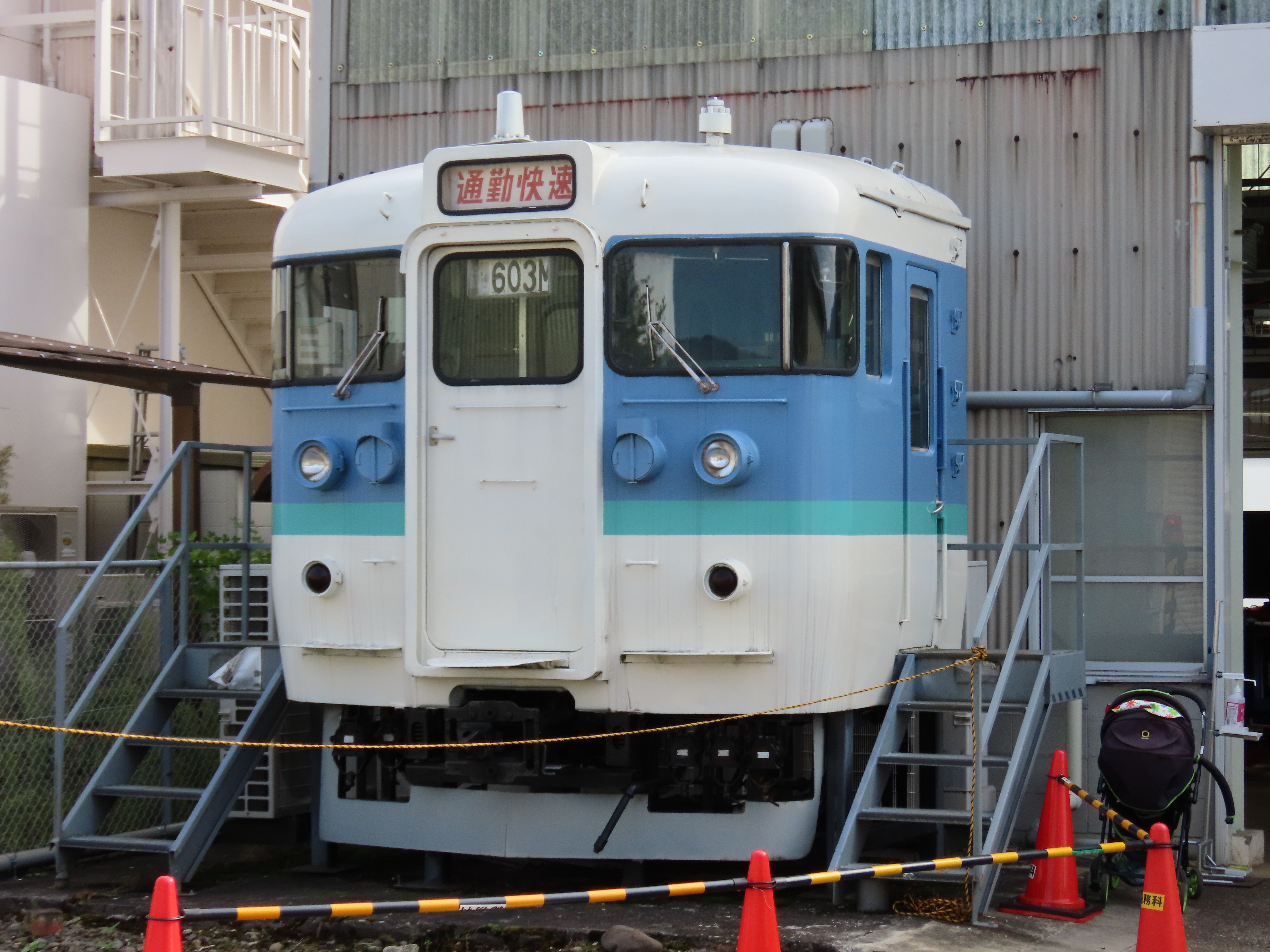
クハ111-249
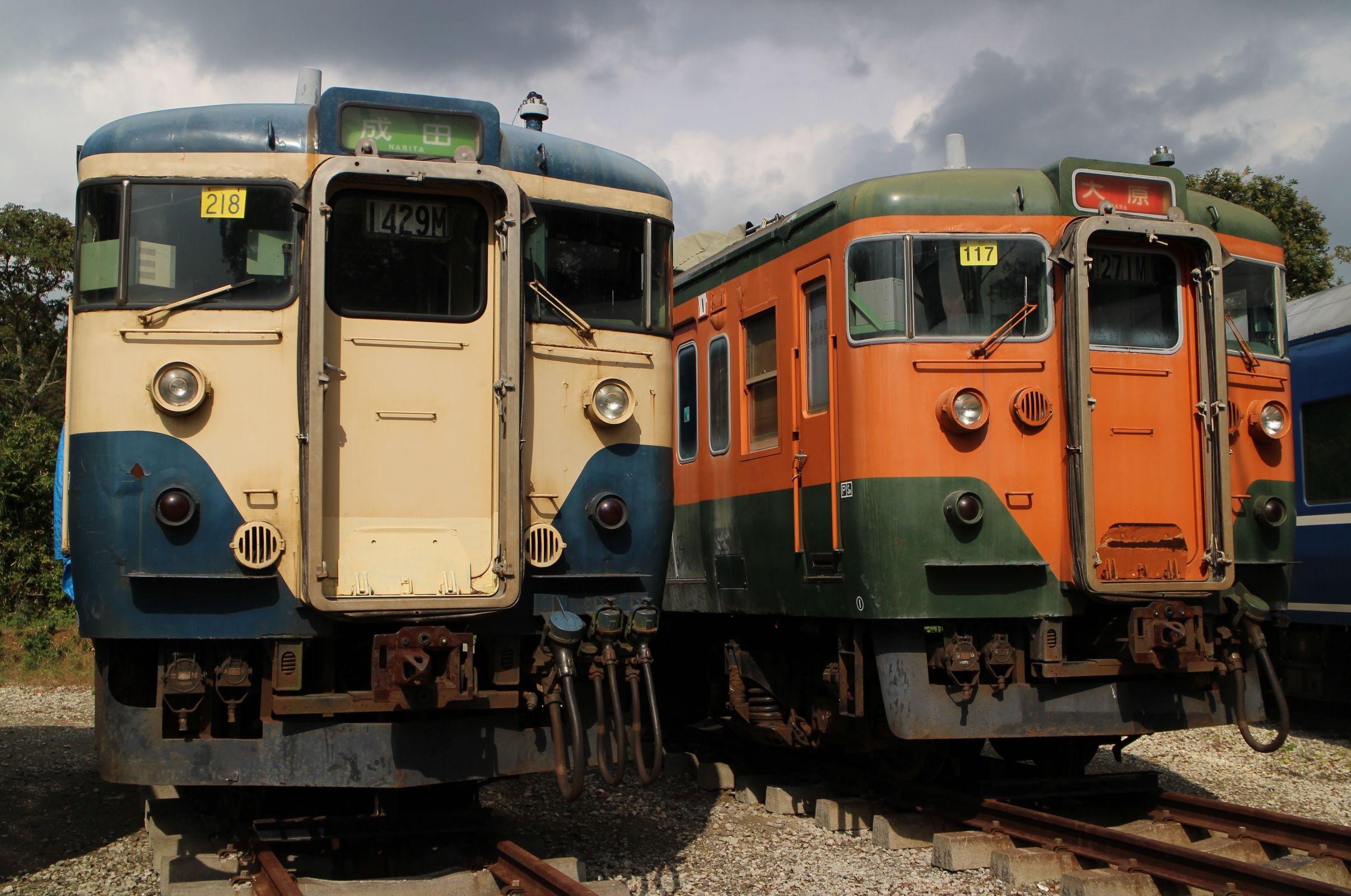
クハ111-1072･2152

### 保存後に解体された車両
モハ110-1・モハ111-1
浜松工場で保存されていたが、2010年12月に解体。
モハ112-1506・モハ113-1506
大宮総合車両センターで保存されていたが、2011年に解体。
クハ111-3002
多度津工場で保存されていたが、2011年12月に解体。